# 軍服 (大日本帝国陸軍)

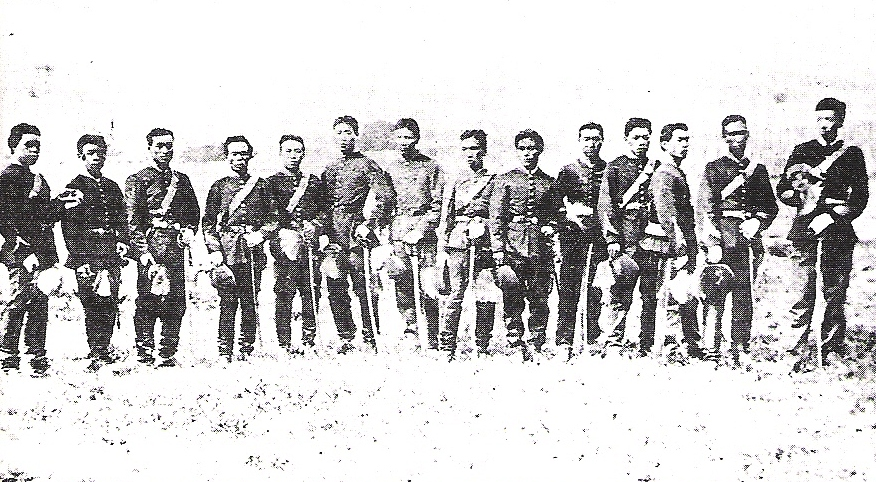
1875年（明治8年）当時の各種軍服

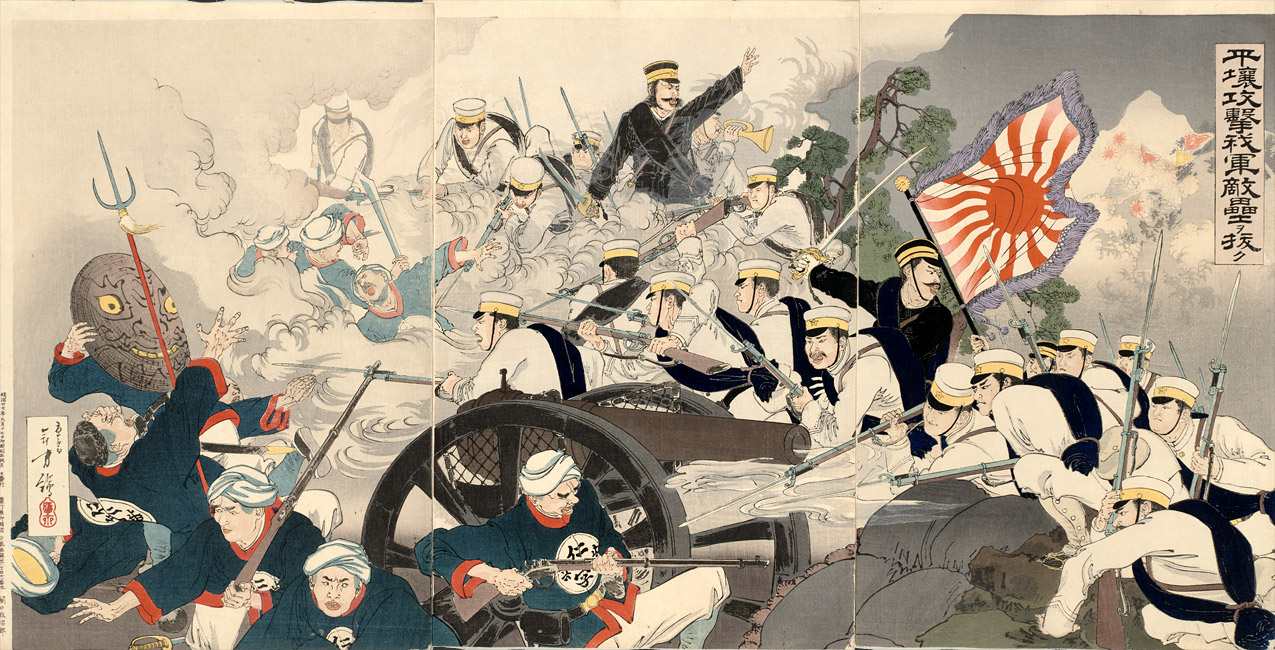
1890年代当時の将兵。右の旭日旗は帝国陸軍の歩兵連隊の軍旗（連隊旗）。将校は軍衣（冬衣相当）を、下士卒は夏衣を着用

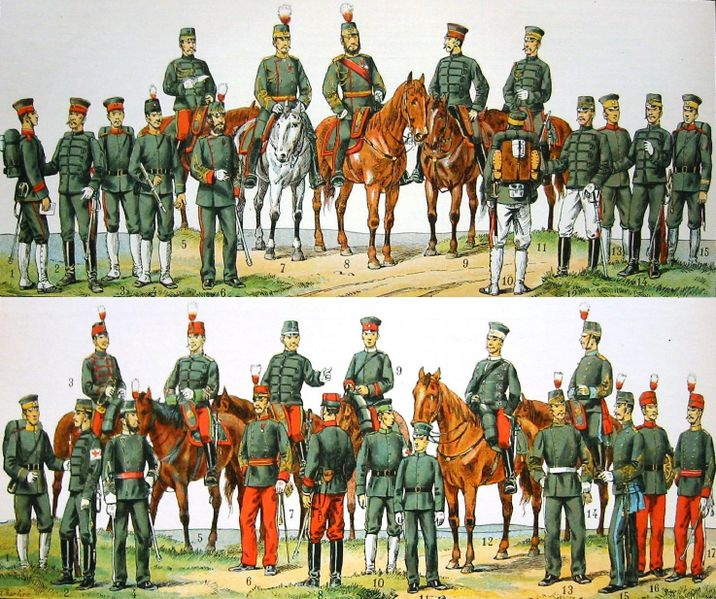
1900年（明治33年）当時の将兵の各種軍服

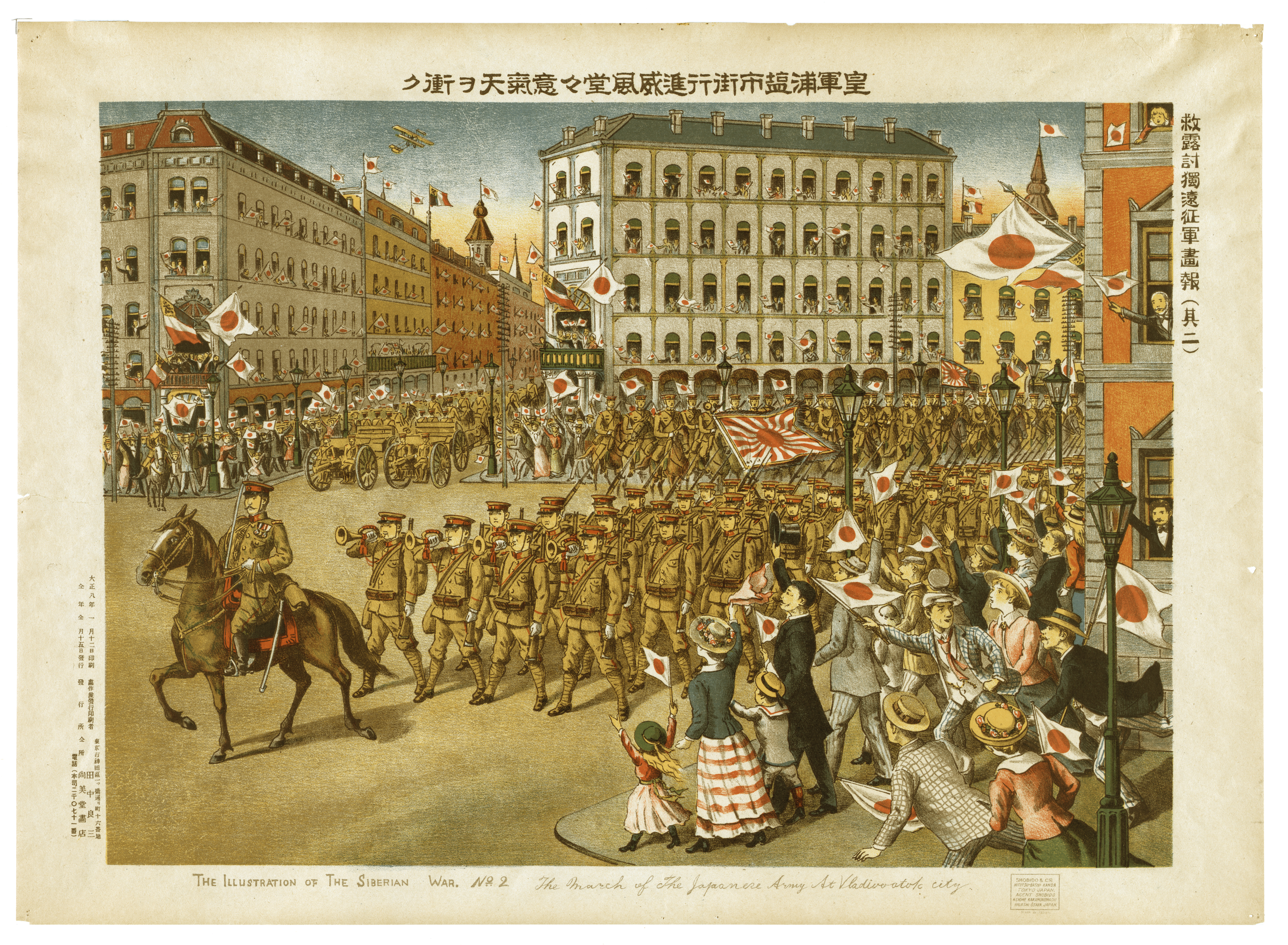
1910年代から1920年代初期にかけての将兵

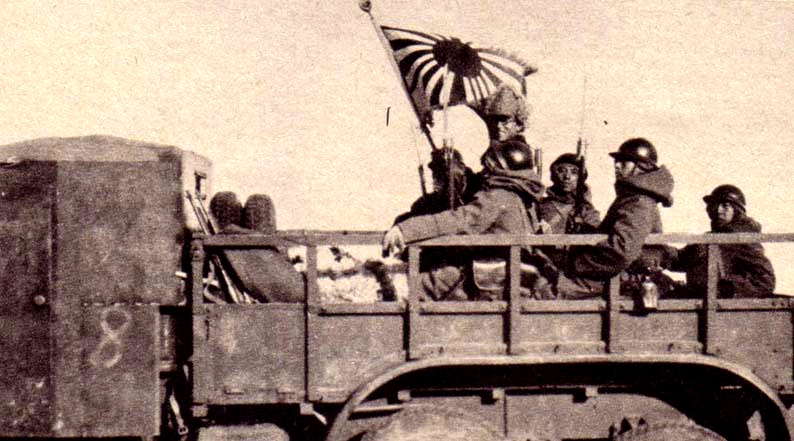
1930年代初期の将兵

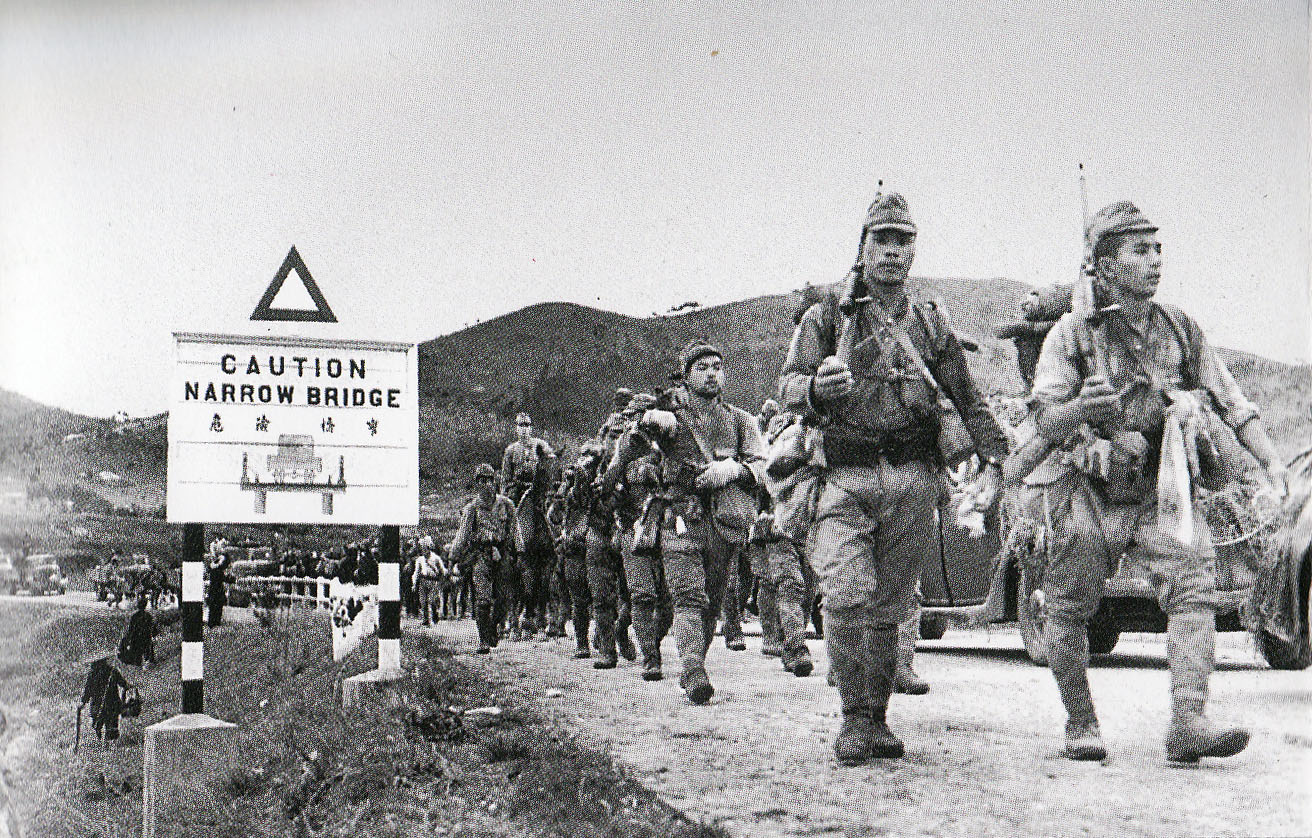
1940年代初期の下士官兵

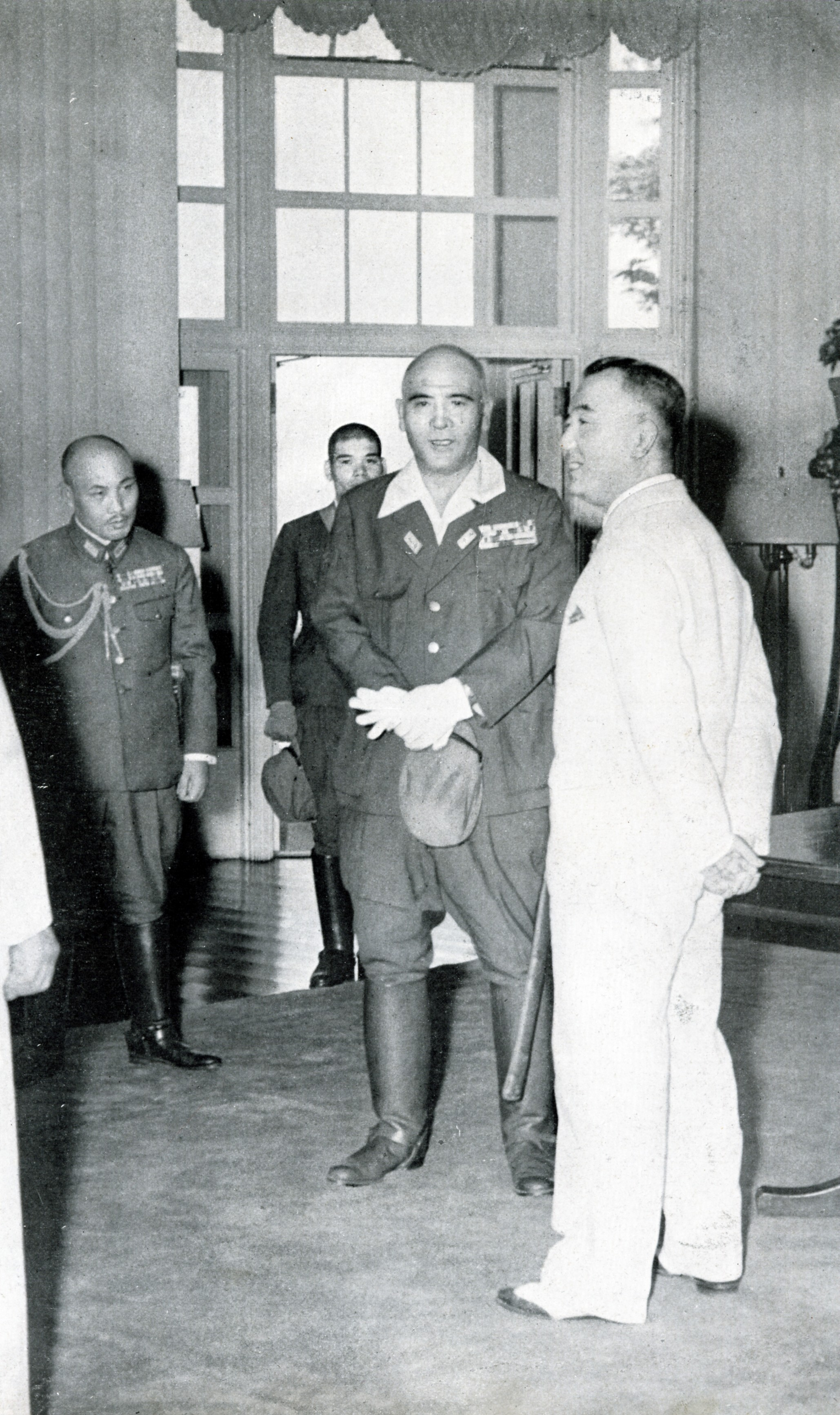
1940年代初期の 本間雅晴

この記事では、明治維新の建軍から第二次世界大戦敗戦による解体まで、大日本帝国陸軍の軍人が着用した制服について解説する。軍服一般については軍服を参照。

## 概要

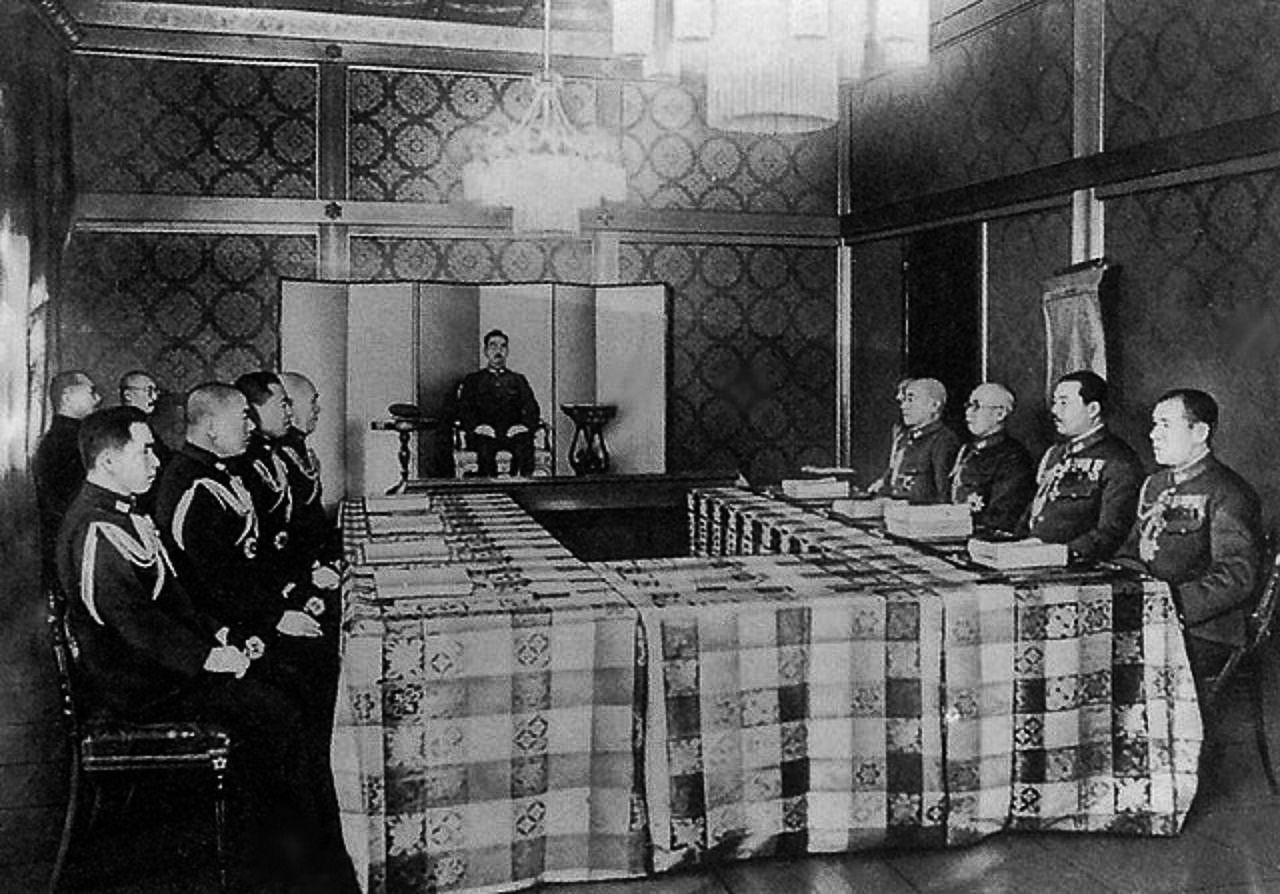
陸軍式の御服を着用した大元帥（昭和天皇、中央）と、陸軍の将官（将軍、右列）・海軍の将官（提督、左列）。大元帥および陸軍将官は昭和13年制式の冬衣を、海軍将官は昭和17年制式の軍衣を着用。1943年

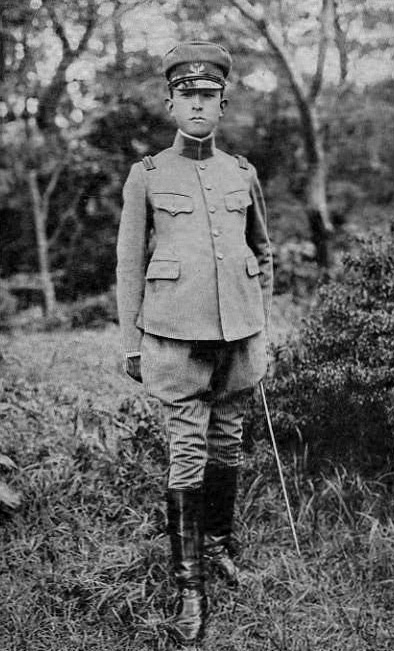
大正末期および昭和期の青年将校文化を取り入れた、瀟洒なスタイルの青年将校（陸軍騎兵少尉ないし中尉）。近衛騎兵連隊附の閑院宮春仁王（大正11年制式ないし昭和5年制式）

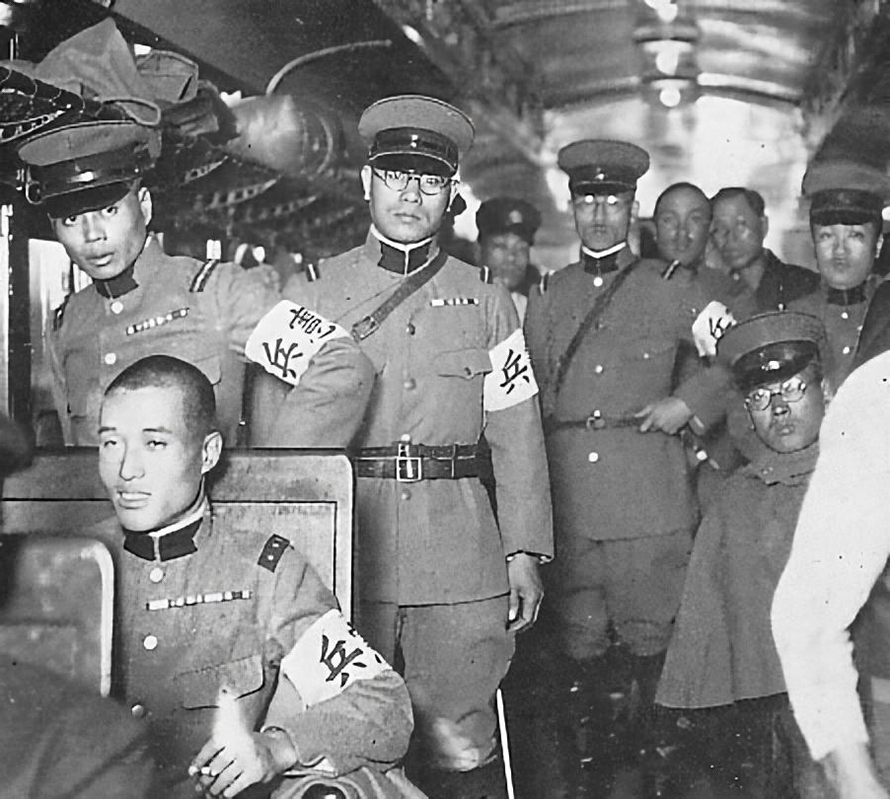
昭和期の憲兵下士官と陸軍憲兵上等兵（右手前は憲兵マント姿）。立姿の下士官らは官給軍衣の襟を高く改造し、かつ将校准士官と同等の私物襟章に変えている（1935年頃、四五式・改四五式ないし昭五式）

第二次大戦時にアメリカ軍が作成した帝国陸軍の軍服・階級章・徽章類（概ね昭和13年制式・九八式に準拠）のイラストマニュアル

"Jap Army Uniforms" 1944

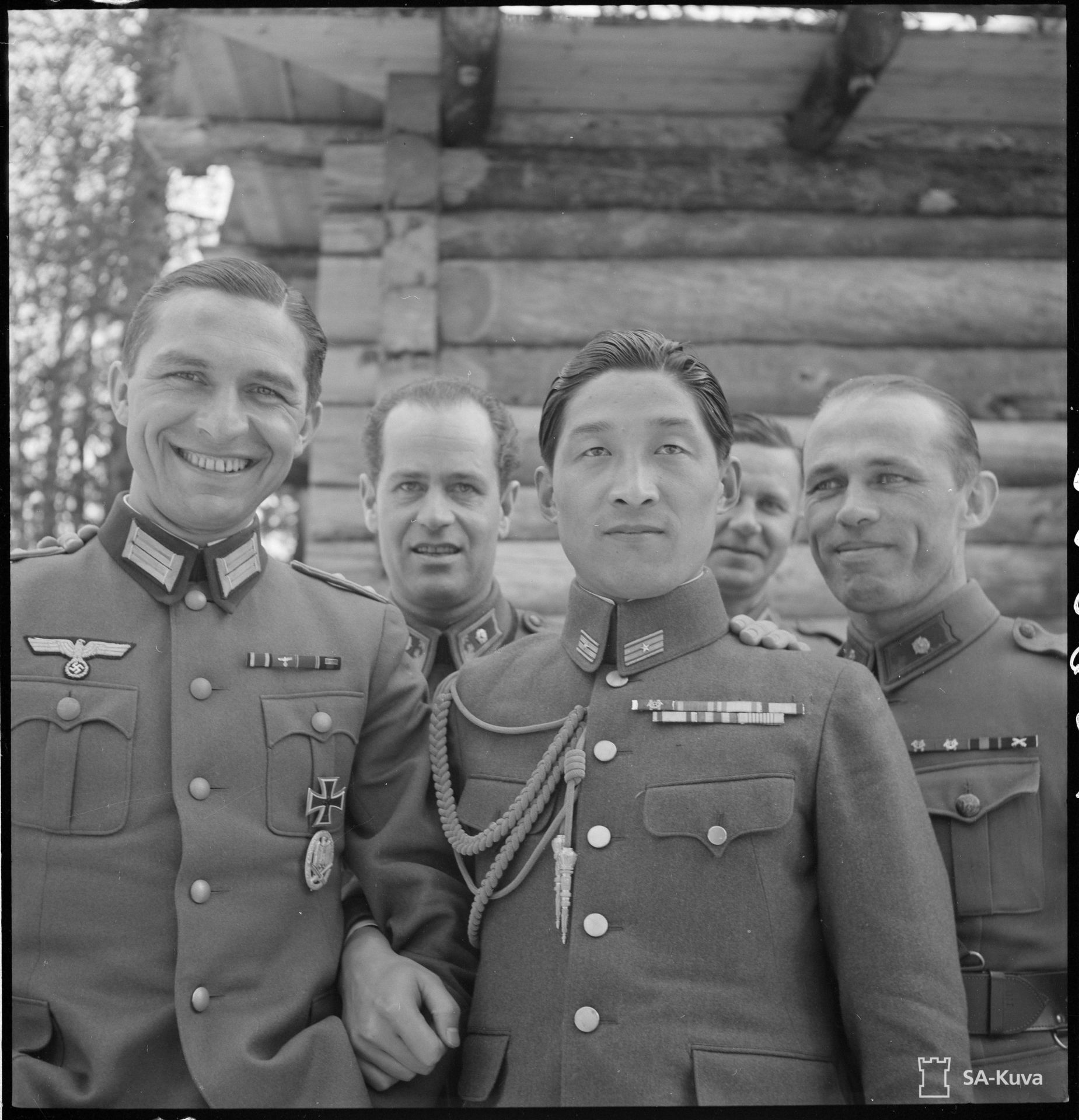
1943年4月5日、ドイツ陸軍将校（左）およびフィンランド陸軍将校ら（後）と写る昭和13年制式の冬衣を着用した陸軍少佐

帝国陸軍はその建軍（藩兵を解散して御親兵や鎮台兵を設置）頃から、天皇および新政府の日本軍として軍服の統一を図るようになった。当初は軍制ともどもフランス陸軍（軍服）に範をとっていたが、普仏戦争の結果から明治19年の改正（明治19年2月24日内閣達14号（下士卒）及び明治19年勅令第48号（将校））において、ドイツ陸軍（軍服）に倣うようになった。しかしながら、明治38年・45年制式においてフランス陸軍式である肩章（ショルダーストラップ）を大々的に採用するなど、以降は列強各国の軍服の影響を受け、またそれらを研究しつつ帝国陸軍は独自の服制を構築する事となる。
将校准士官と下士官兵の服制には差異があり、明治33年勅令第364号により「陸軍服制」へ統一されるまでは、「陸軍将校服制」と「陸軍下士以下服制」が別個に規定されていた（「陸軍服制」内の陸軍服制表および図において「将校、准士官服制」と「下士官兵服制」は区別される）。なお、基本的に将校准士官の被服を含む軍装品一式は自弁調達する私物であり、各々の嗜好や資金力などにより細部の作りを含めて様々な個性が見られた。軍服を「お洒落」に仕立て「お洒落」に着こなすこれら瀟洒な帝国陸軍の文化は、古くは明治初期から一貫して存在していたものの、その傾向は昭和期が特に顕著であり、大正11年制式末・昭和5年制式・昭和13年制式においては若年層の間でいわゆる「青年将校文化（大11制・昭5制 / 昭13制）」が大流行している。
将校准士官の軍服・軍装品は生地等にある程度の制式規格が定められていたものの、上述の通り基本は私物でまた様式にも自由が利くものであった。将校准士官は民間の紳士服店・軍装品店・百貨店および、偕行社などで軍服をテイラー・メイドで誂えるのが一般的であったが、第二次世界大戦中は軍人の増加やその国状により、民間や偕行社を問わずレディ・メイドの品（既成服・吊るし服）が普及している（それら既成服も多種多様であり、注文服相当の高品質な物や瀟洒で個性のある物は多い）。下士官兵の軍服・軍装品は将校准士官以上の細かな制式規格に沿って、主に陸軍被服本廠・大阪陸軍被服支廠・広島陸軍被服支廠（大支・広支は昭和初期に新設。のちの1940年代頃にはさらに各地に増設）といった被服廠において製作・検定・管理される官給品である。製作自体は官営の被服廠のみならず、民間業者（福助足袋、大塚製靴・日本製靴・千代田製靴等）に委託される事も多く、それらは納入後に各被服廠等にて検定を受けた。しかしながら、同制式の官給品でも製作時期や製作者によって作りに差異があり、また古参下士官兵には暗黙の了解として官給軍装品の私物化・改造（主に襟の張替え）、私物肩章襟章等の使用が認められていた。このように、帝国陸軍の軍服には階級を問わず、体裁の異なるものが多々存在する。
陸軍軍属に対しては上記とは別に「陸軍軍属従軍服制」が規定され、陸軍軍人の軍服に相当する従軍服が制定されていた。なお、この従軍服は製式や階級章などにおいて軍服とは異なった独自のものとなっていた。

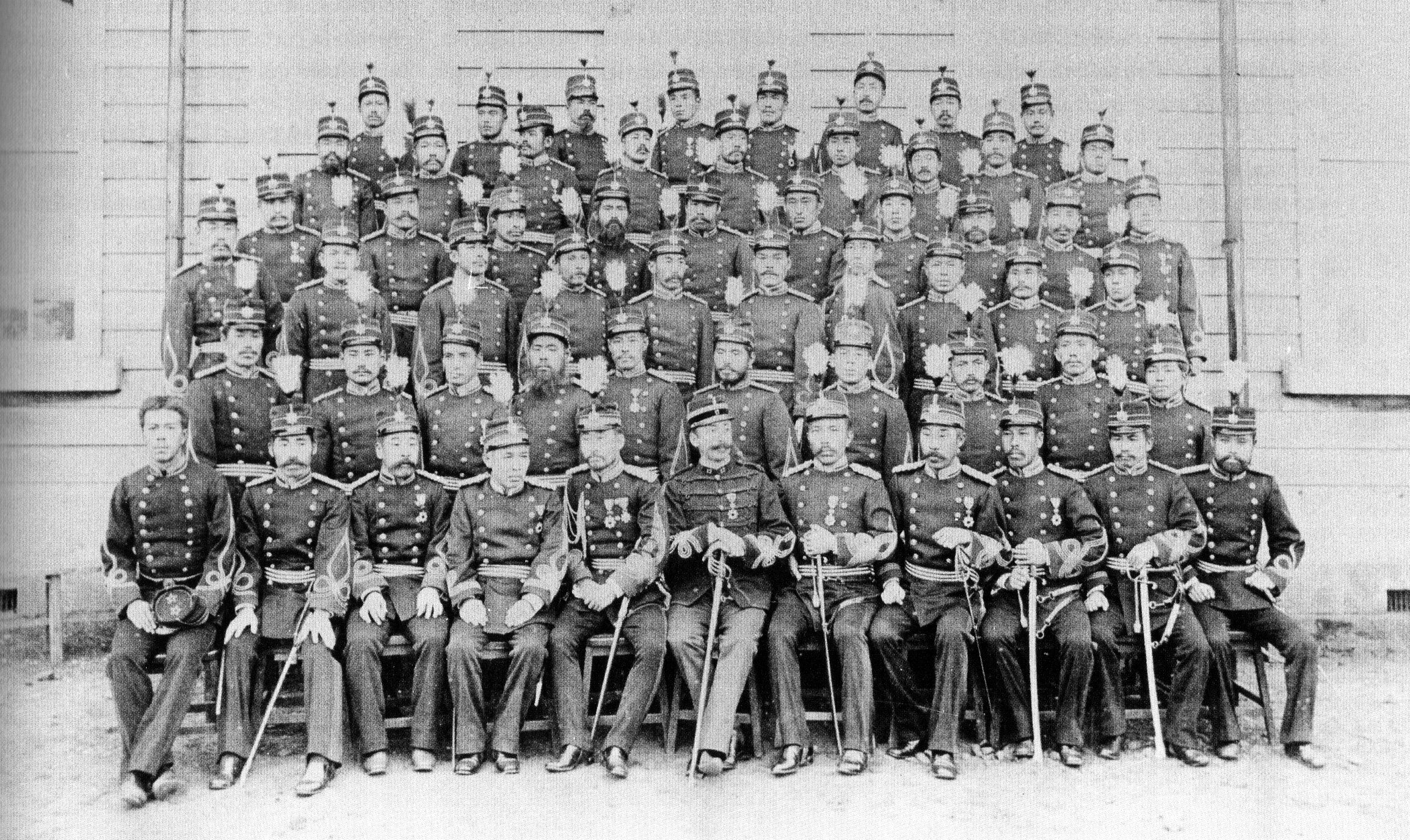
1885年、陸軍士官学校において、フランス陸軍中尉（軍事顧問エチエン・ド・ヴィラール）と写る将校
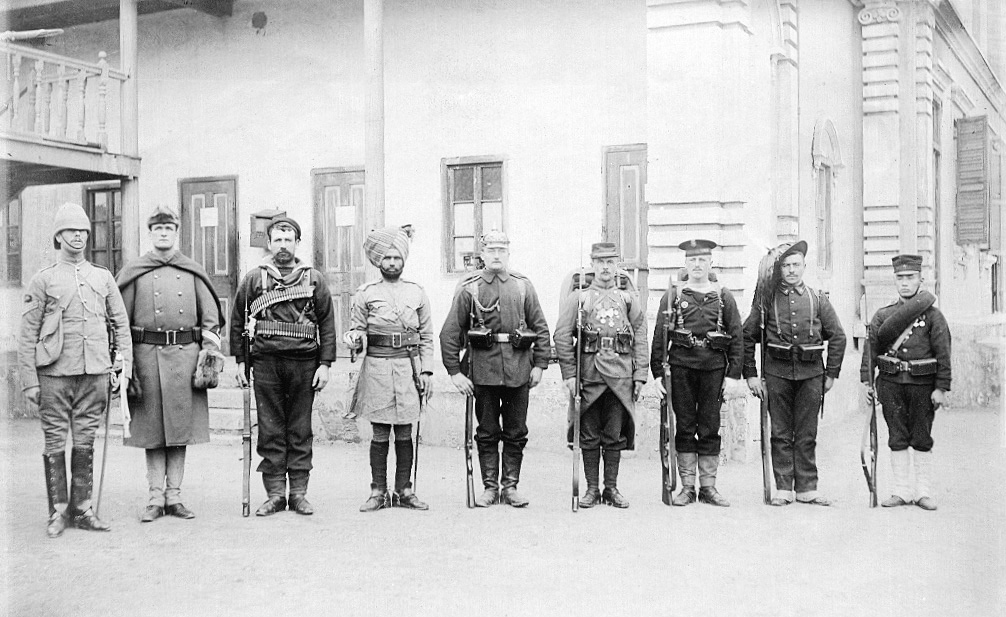
1900年、北清事変（義和団の乱）において、8ヶ国連合軍将兵と写る下士官ないし兵。左端よりイギリス軍、アメリカ軍、オーストラリア軍（海軍）、イギリスインド軍、ドイツ軍、フランス軍、オーストリア＝ハンガリー軍（海軍）、イタリア軍、日本軍
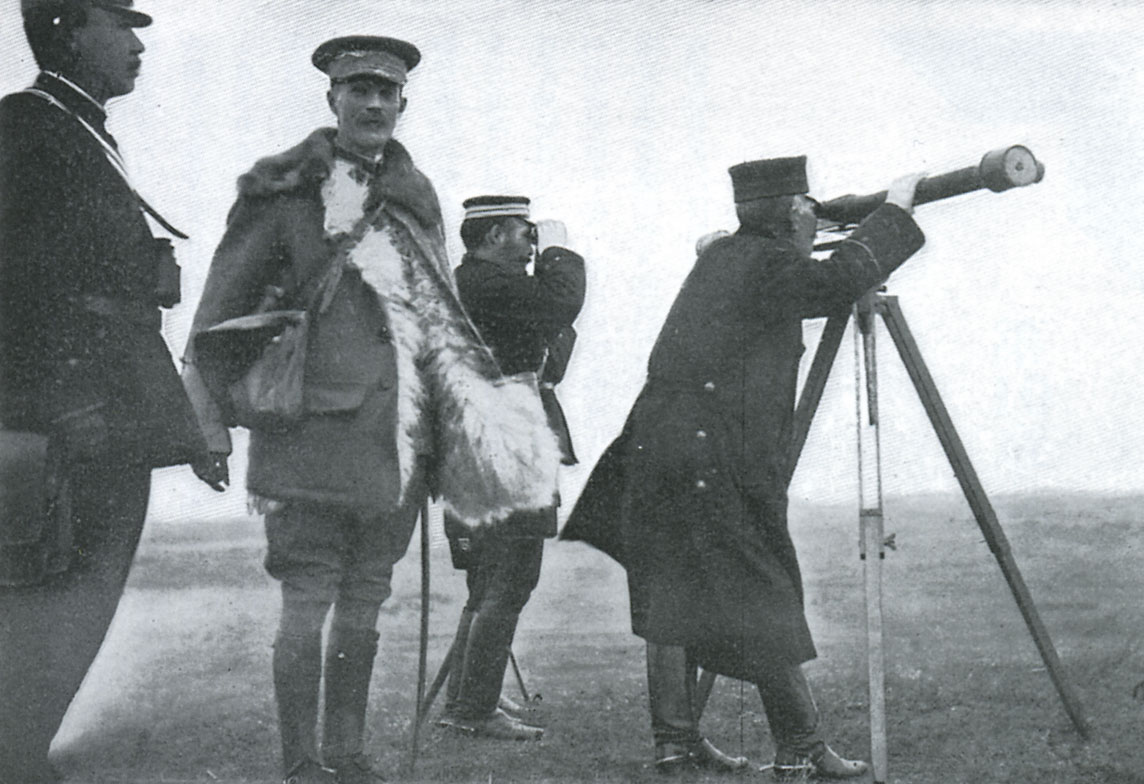
1904年10月、沙河会戦において、イギリス陸軍将官イアン・ハミルトン（観戦武官）と写る、陸軍大将（第1軍司令官黒木為楨）以下将校
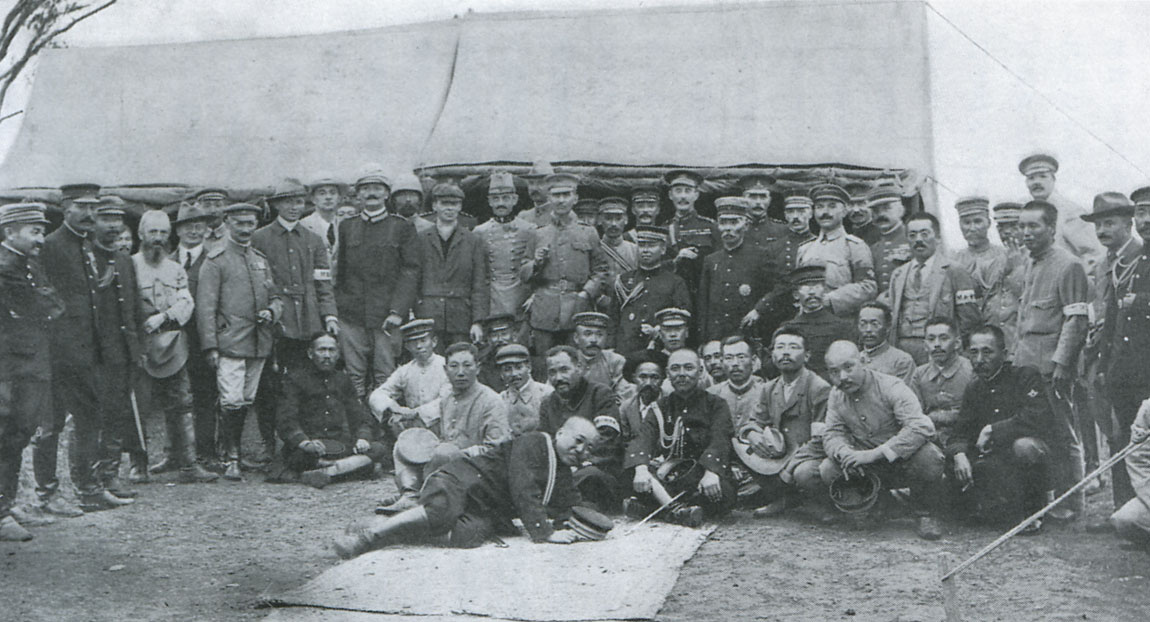
1904年10月、沙河会戦後に各国陸軍の将校（観戦武官）と写る陸軍大将（第1軍司令官黒木為楨）以下将校
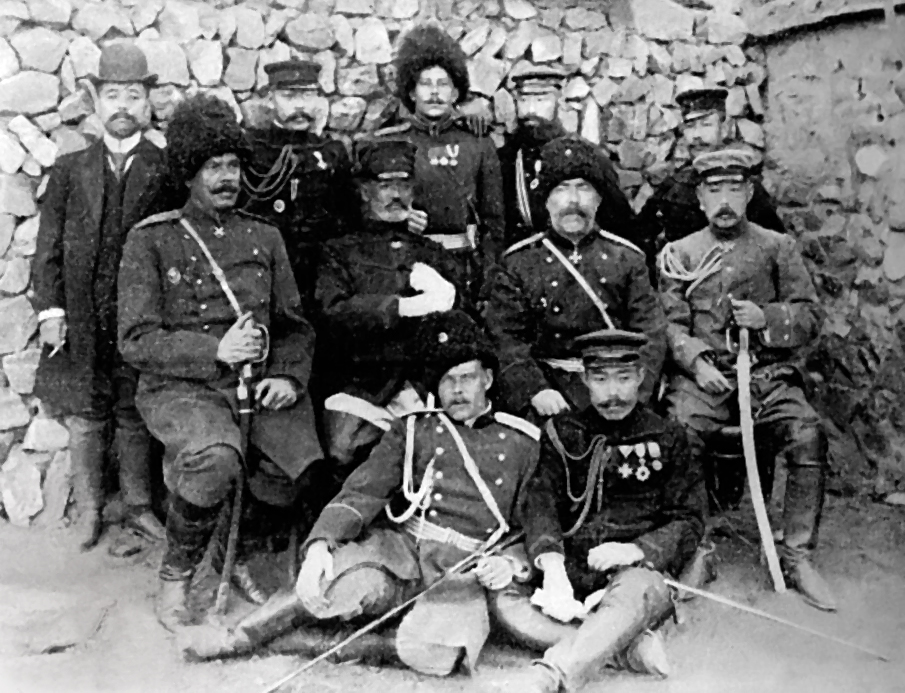
1905年1月、旅順攻囲戦水師営の会見において、ロシア帝国陸軍中将（旅順要塞司令官アナトーリィ・ステッセリ） らと写る、陸軍大将（第3軍司令官乃木希典）以下日露陸軍の将校
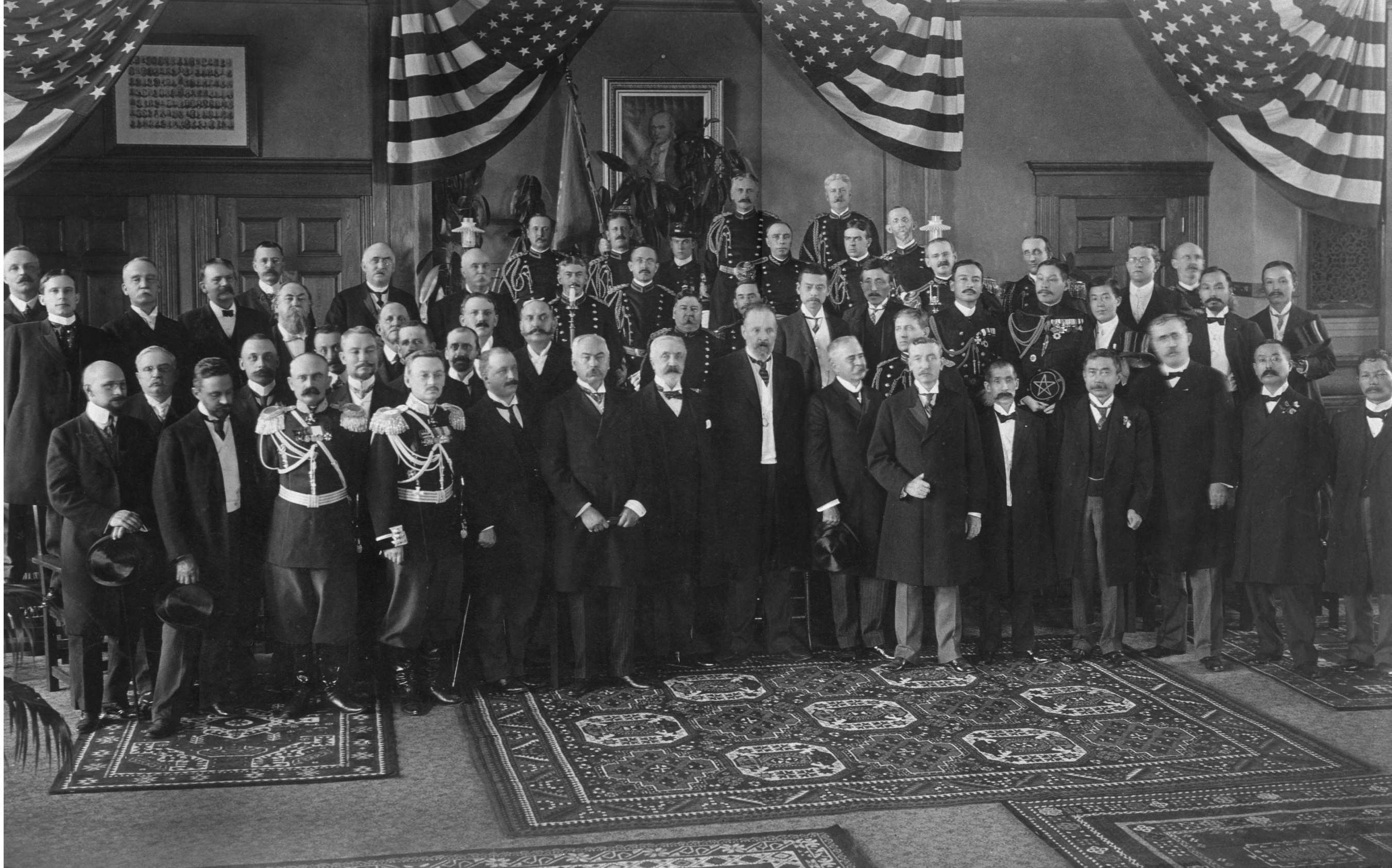
1905年8月、ポーツマス講和会議における日露米陸軍の将校
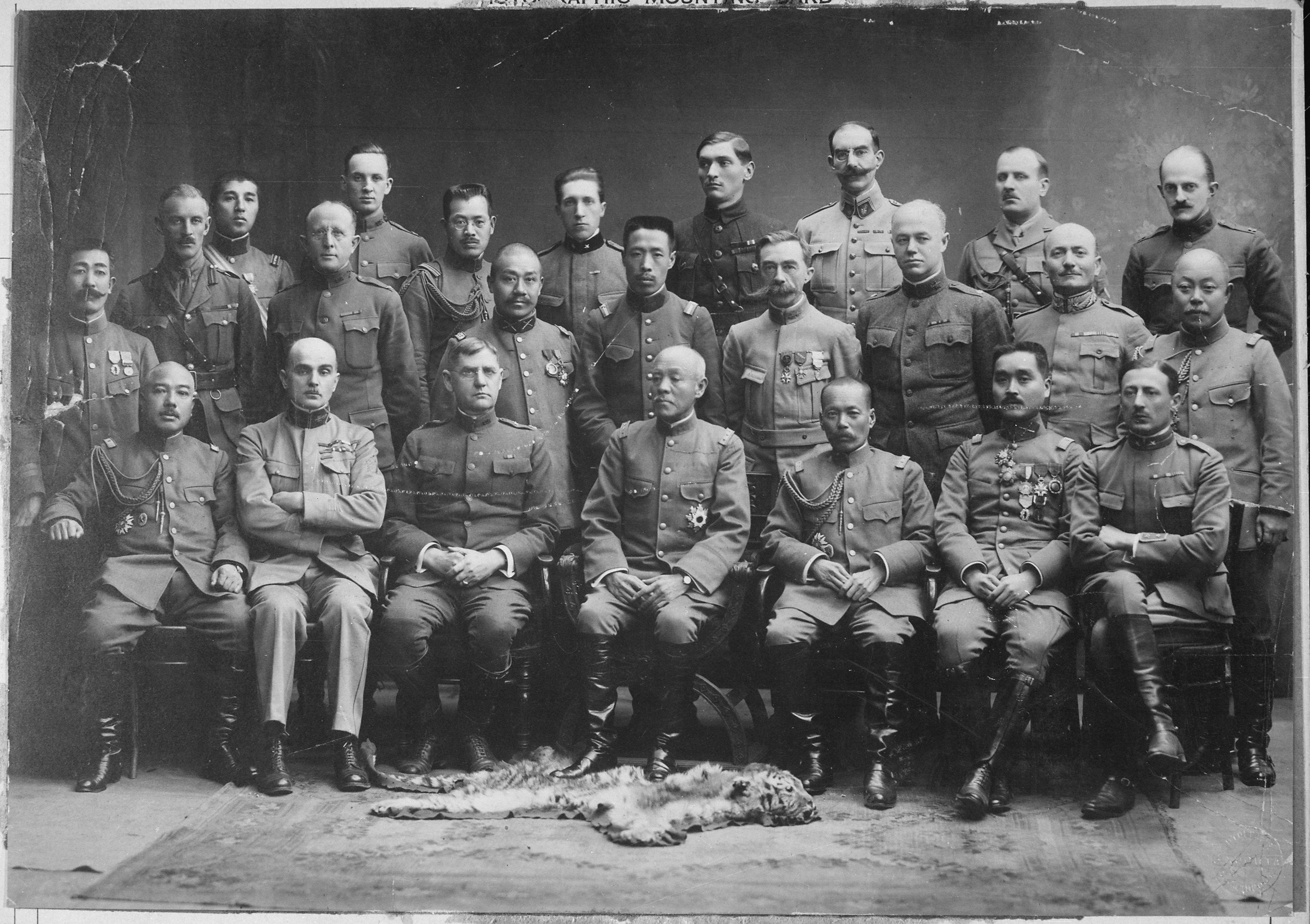
1918年ないし19年、シベリア出兵における陸軍大将（浦塩派遣軍司令官大谷喜久蔵）以下、日米英仏等各連合国陸軍の将校
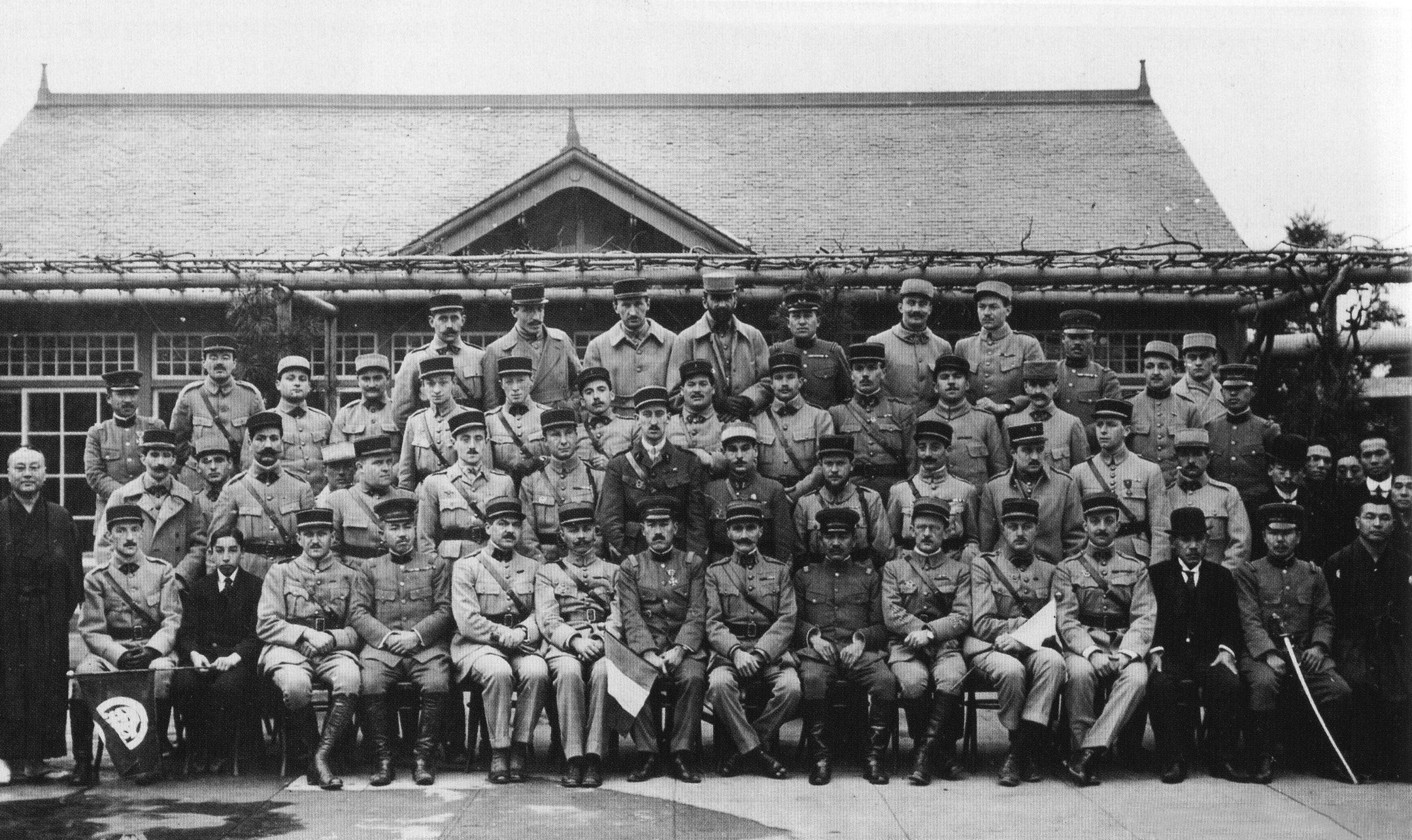
1919年、来日したフランス陸軍砲兵大佐（日本派遣フランス航空団長ジャック＝ポール・フォール）らと写る日仏陸軍の将校
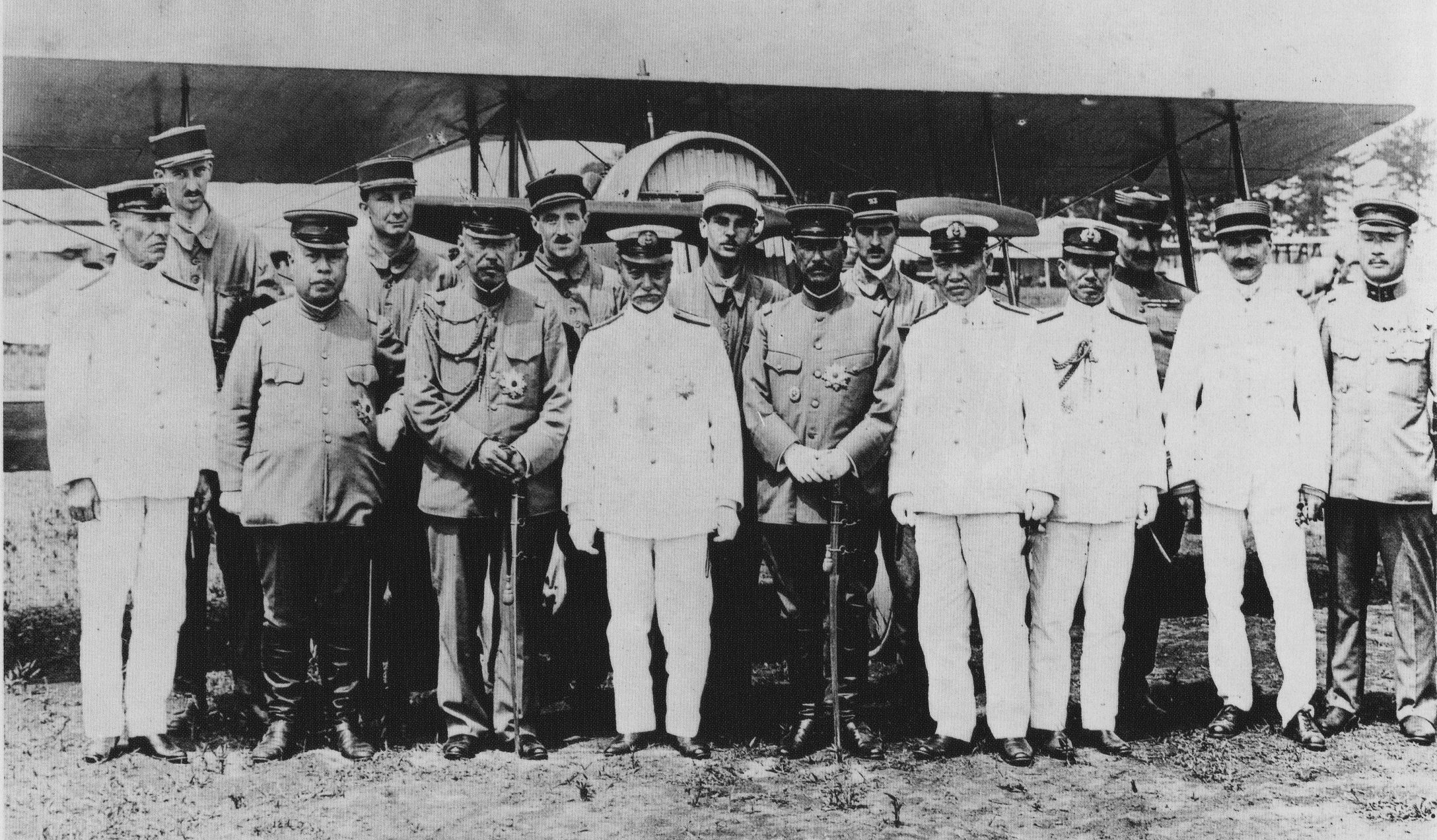
同左、来日したフランス陸軍航空部隊の将校と写る陸海軍の将校
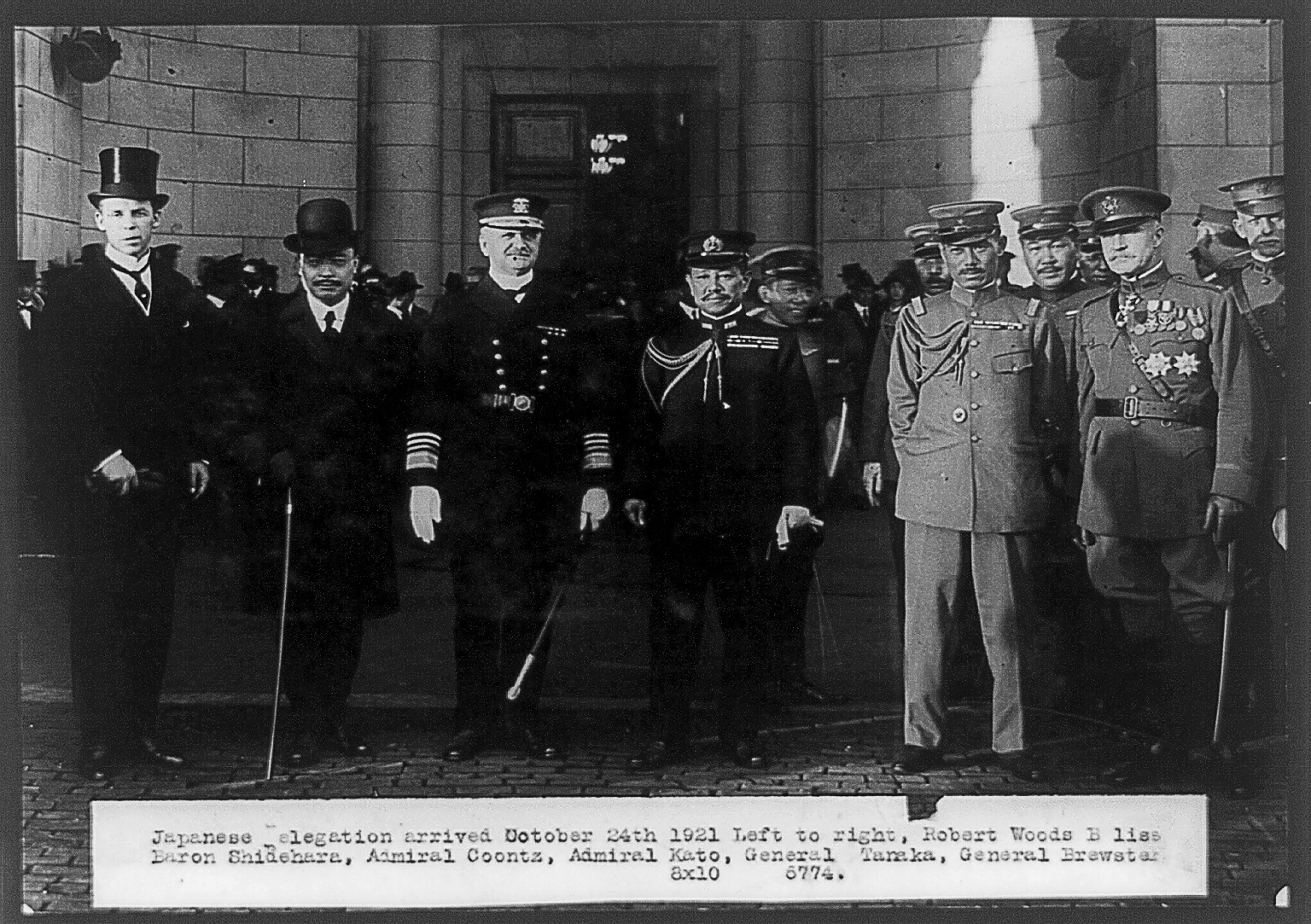
1921年10月、ワシントン会議においてアメリカ陸海軍の将官と写る陸軍少将（参謀本部第2部長田中国重）以下、日米陸海軍の将校
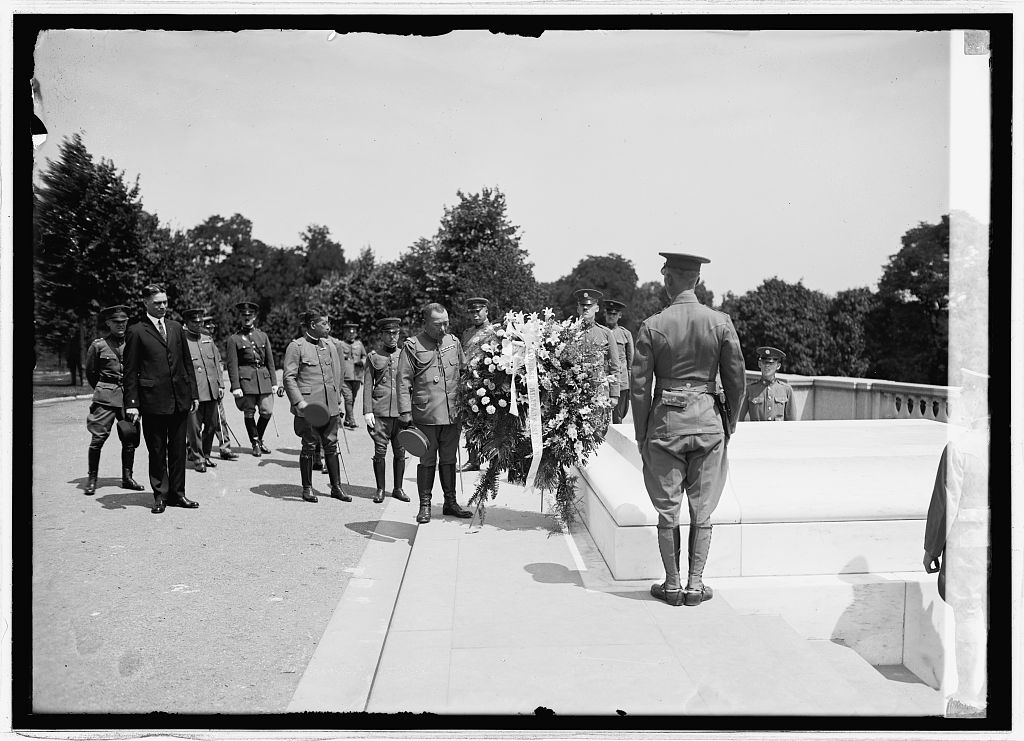
1924年8月、アーリントン国立墓地無名戦士の墓において、顕花を行う陸軍中将（陸軍大学校長和田亀治）以下日米陸軍の将兵
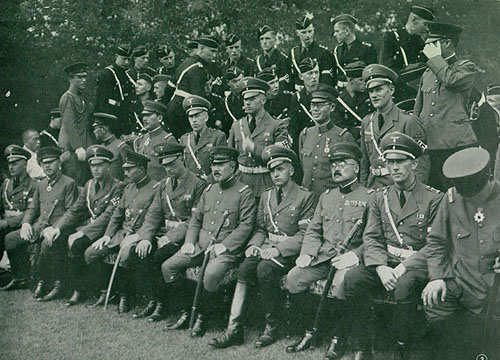
1938年8月、来日したヒトラー・ユーゲント幹部・団員と写る将校
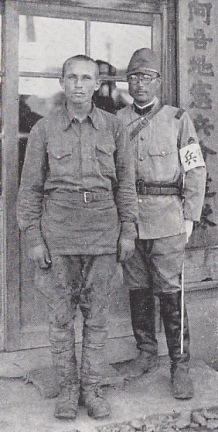
1938年ないし1939年、張鼓峰事件において、捕虜となったソビエト連邦労農赤軍兵と写る陸軍憲兵上等兵（阿吾地憲兵分遣隊）
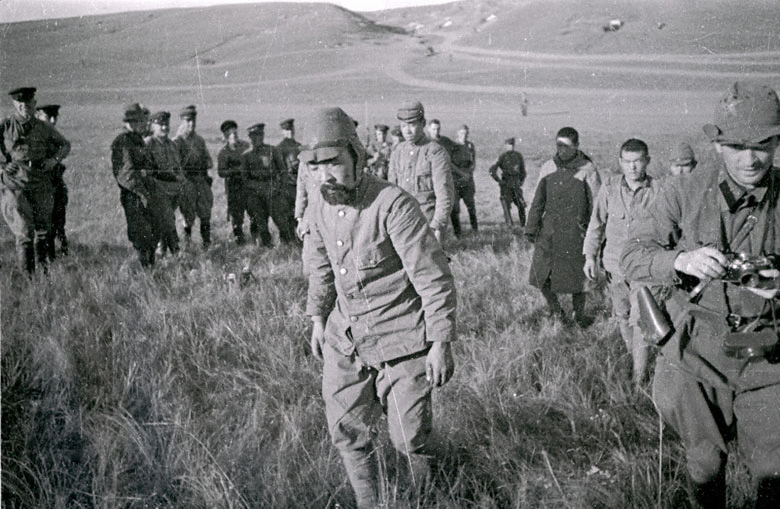
1939年、ノモンハン事件において、ソ連軍将兵と写る兵（捕虜）
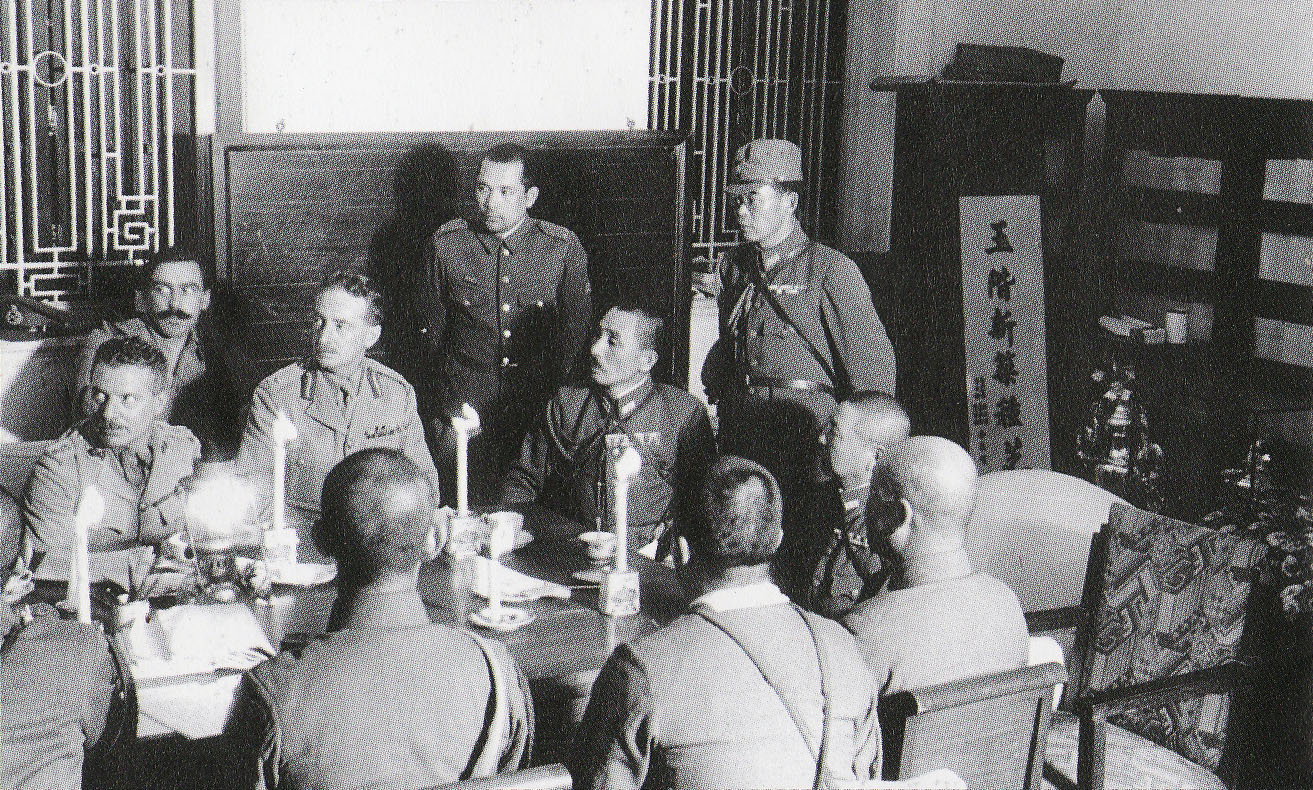
1941年12月、香港の戦いにおいて、イギリス陸軍少将（香港駐屯軍司令官クリストファー・マルトビイ）の降伏交渉に当たる、陸軍中将（第23軍司令官酒井隆）以下日英陸軍の将校。立姿の中央左は従軍服を着用した通訳担当の陸軍軍属判任官
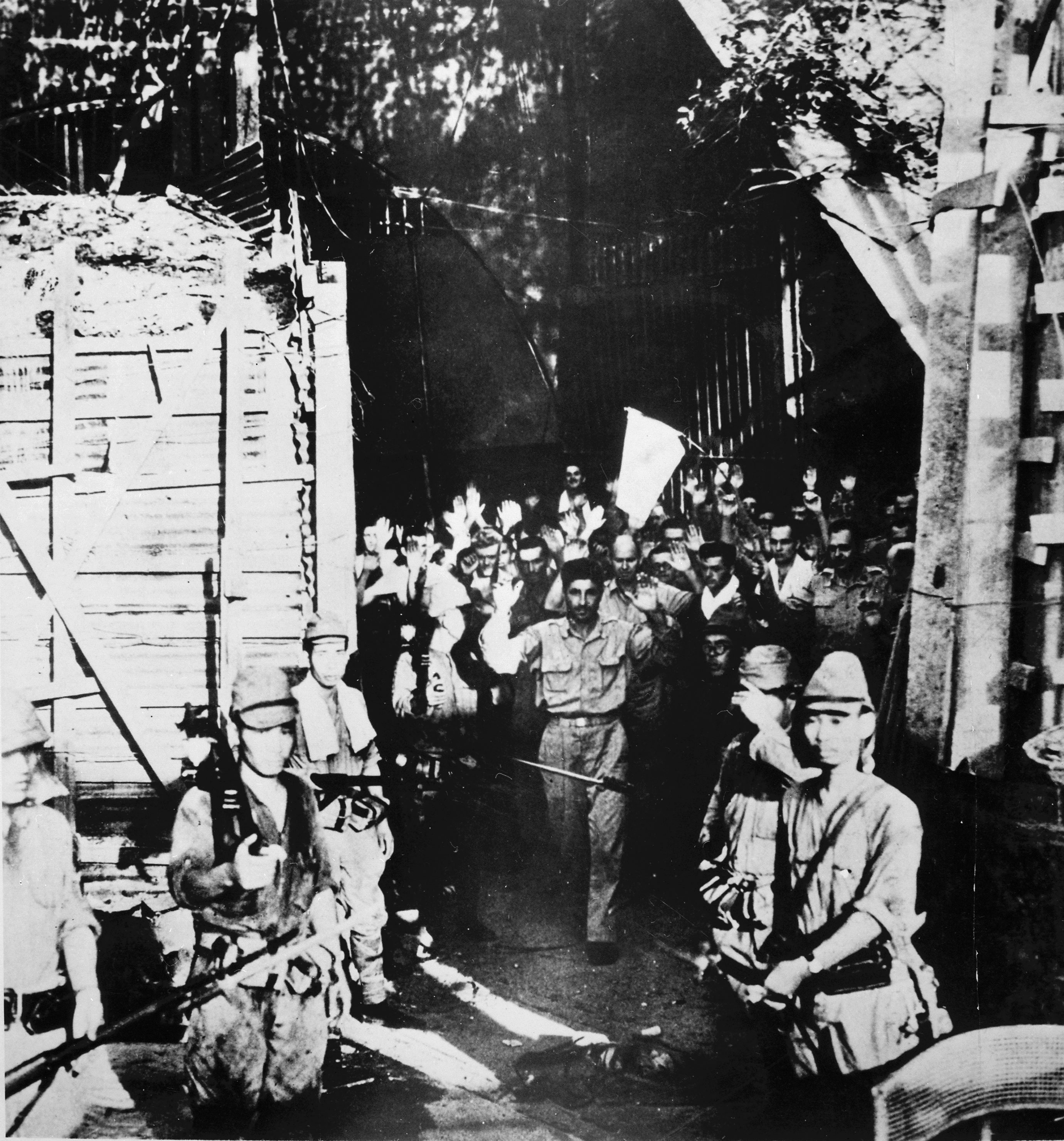
1942年5月、フィリピン攻略戦において、捕虜のアメリカ極東陸軍将兵と写る下士官兵
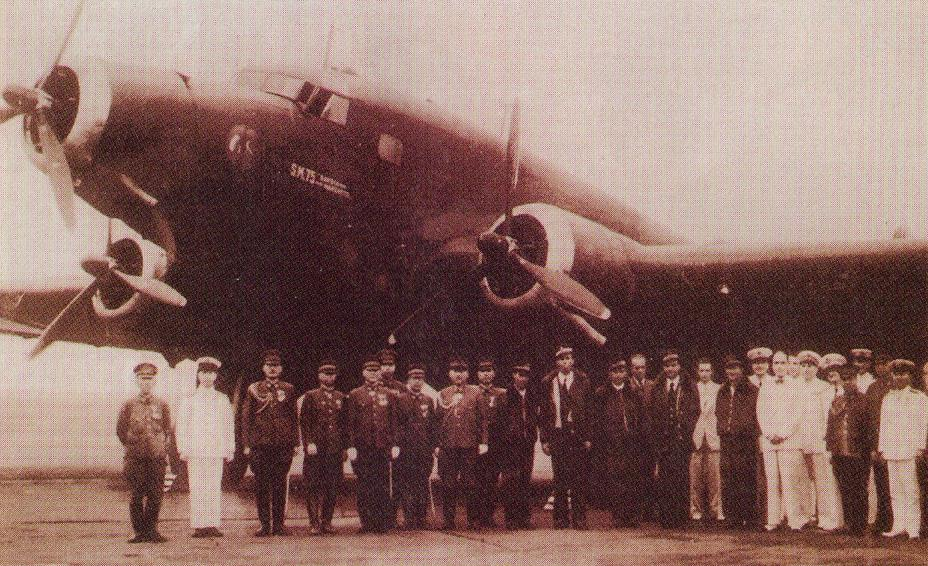
1942年7月、SM.75 GA RTで来日したイタリア空軍少佐（アントニオ・モスカテッリ）以下、イタリア王国軍将兵と写る将校
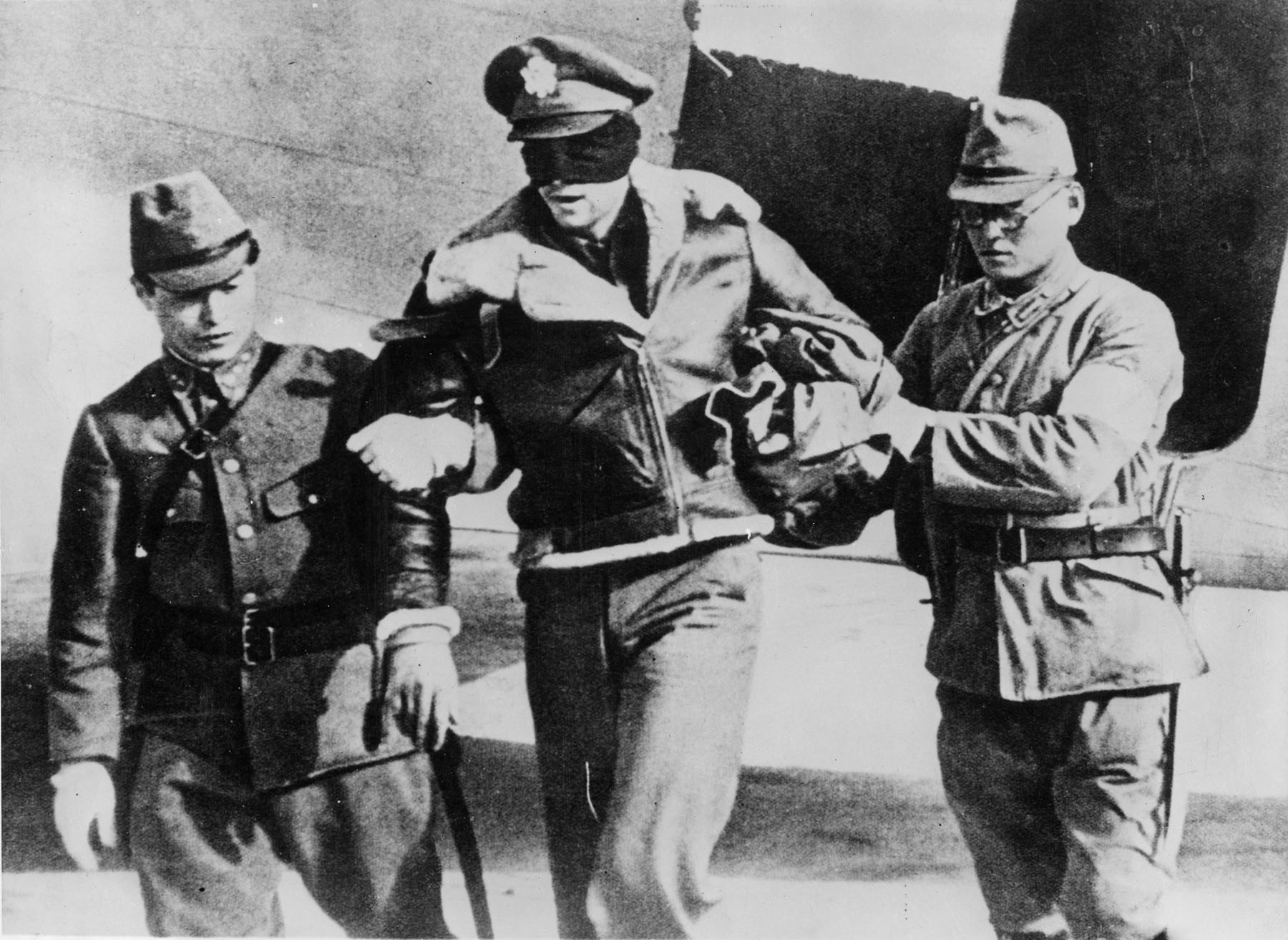
1942年、ドーリットル空襲において、捕虜となったアメリカ陸軍航空軍将校を連行する憲兵下士官ないし上等兵
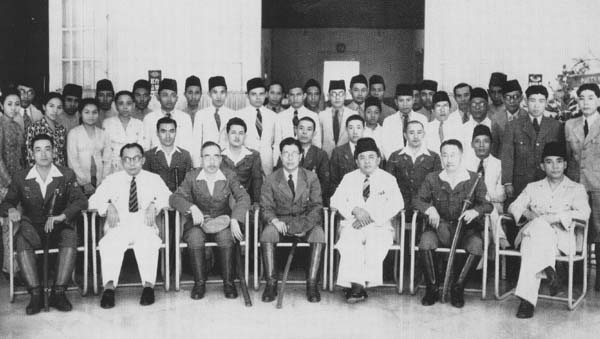
1942年頃、モハマッド・ハッタらインドネシア独立運動家らと写る将校および、従軍服を着用した陸軍軍属高等官（手前最左等）
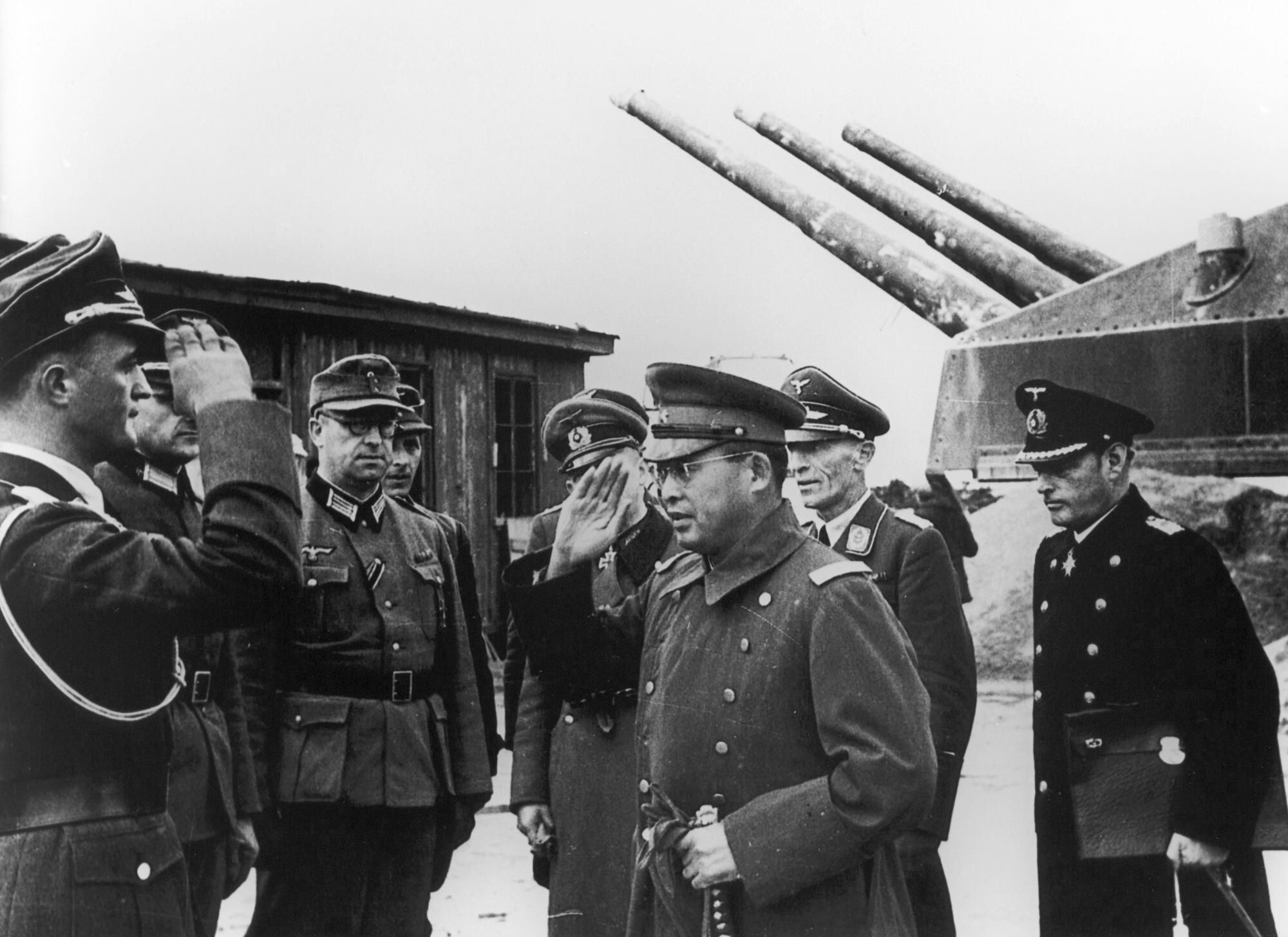
1942年12月、ドイツ国防軍第21軍の要塞を視察訪問した陸軍大佐（スウェーデン公使館付武官小野寺信）以下、日独陸海空軍の将校。なお、後方の要塞砲（28.3cm 3連装砲）は廃艦となった巡洋戦艦「グナイゼナウ」の第2砲塔
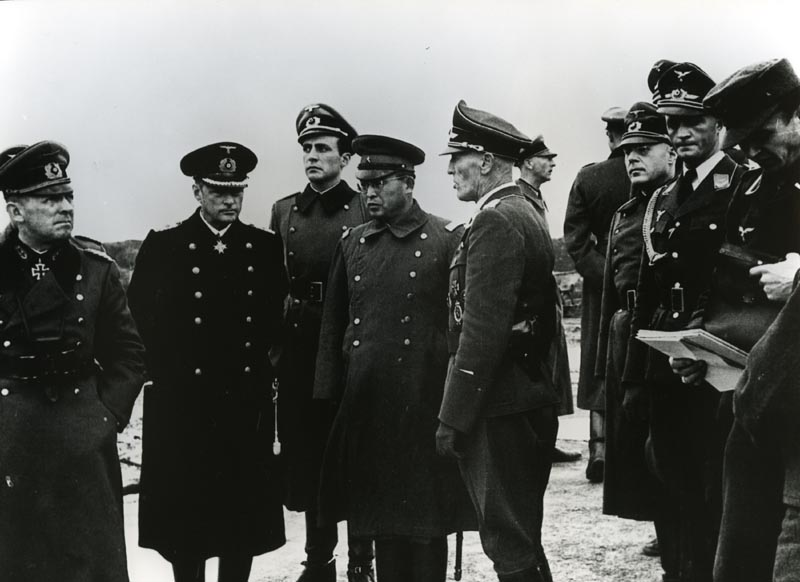
同左掲写真。ドイツ陸軍上級大将（第21軍司令官ニコラウス・フォン・ファルケンホルスト、左端）らと写る陸軍大佐（スウェーデン公使館付武官小野寺信）
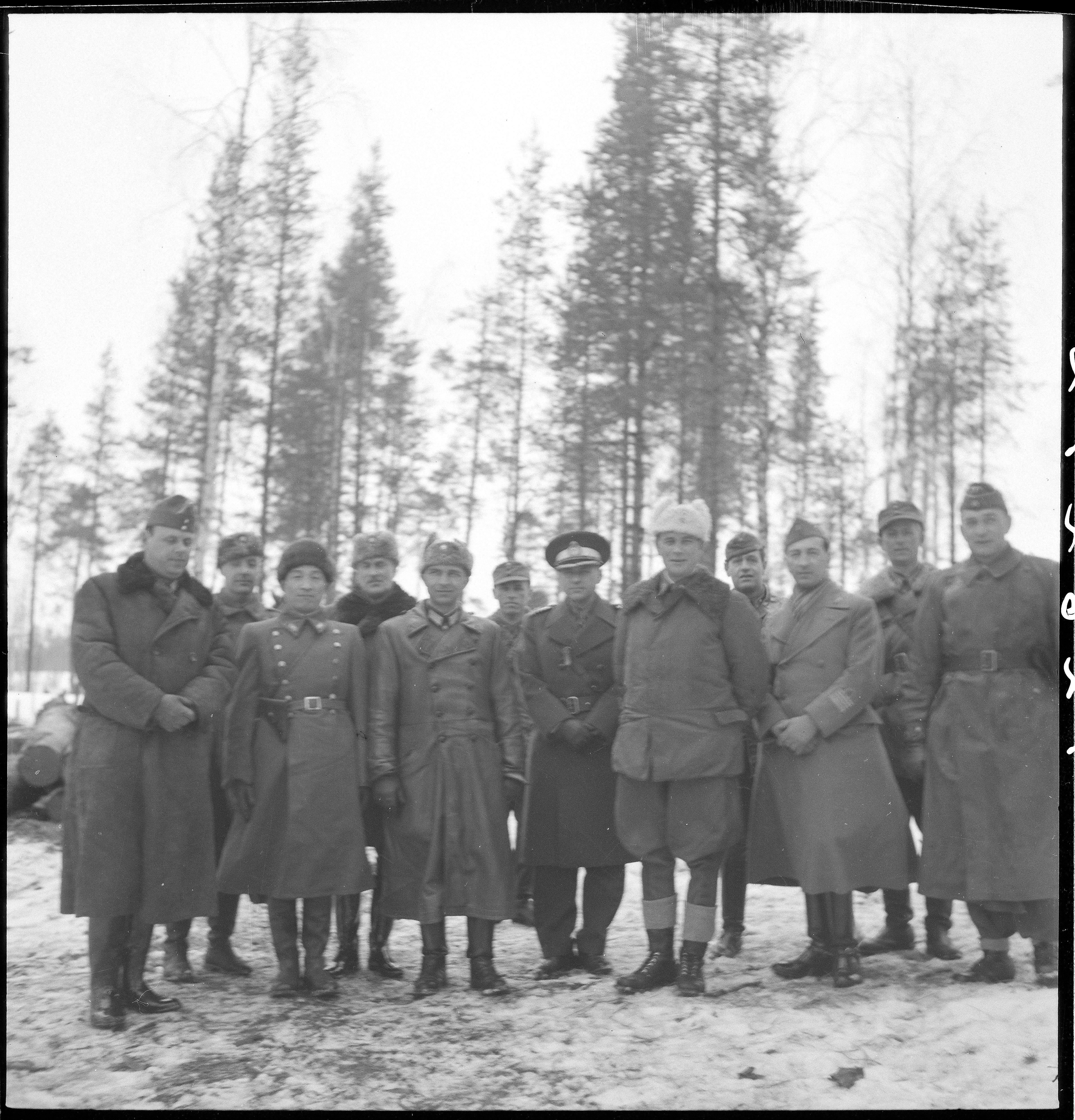
1943年4月、フィンランドにおいてフィンランド陸軍・ドイツ陸軍・イタリア陸軍・ハンガリー陸軍・ルーマニア陸軍将校らと写る陸軍少佐（左より3人目）
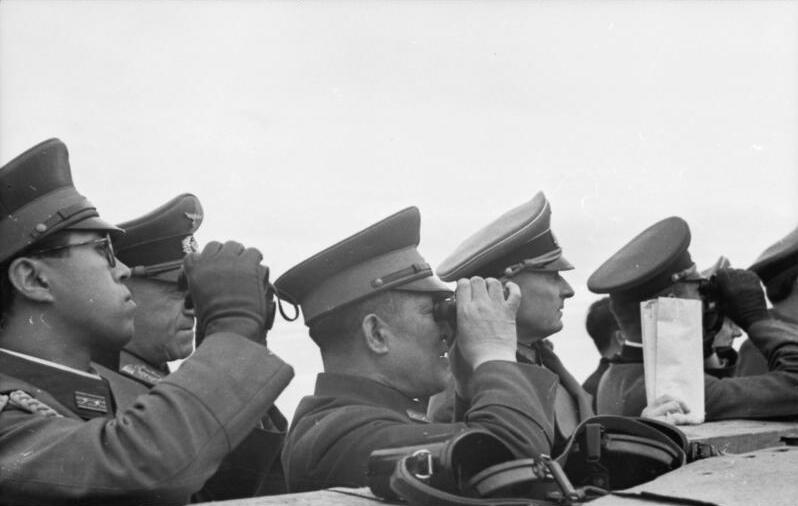
1943年、南フランスのドイツ軍要地を視察訪問した陸軍中将（駐ドイツ大使大島浩）以下、日独陸軍の将校
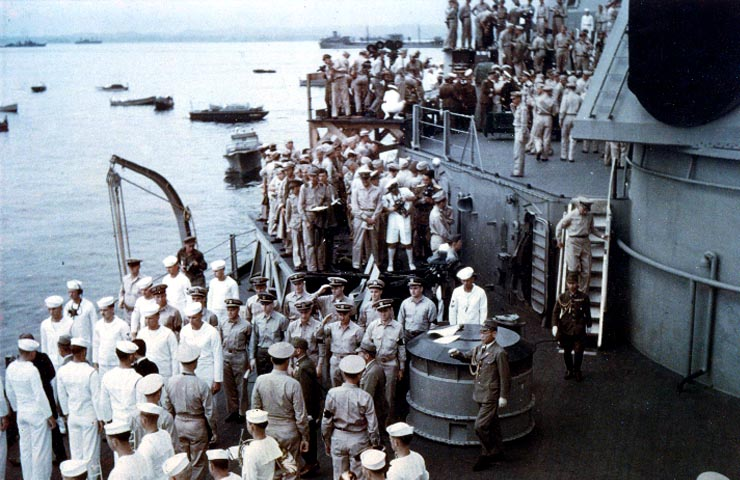
1945年9月、日本の降伏式典において、アメリカ海軍将兵の敬礼を受け戦艦「ミズーリ」から退艦する陸軍大将（参謀総長梅津美治郎）以下将校
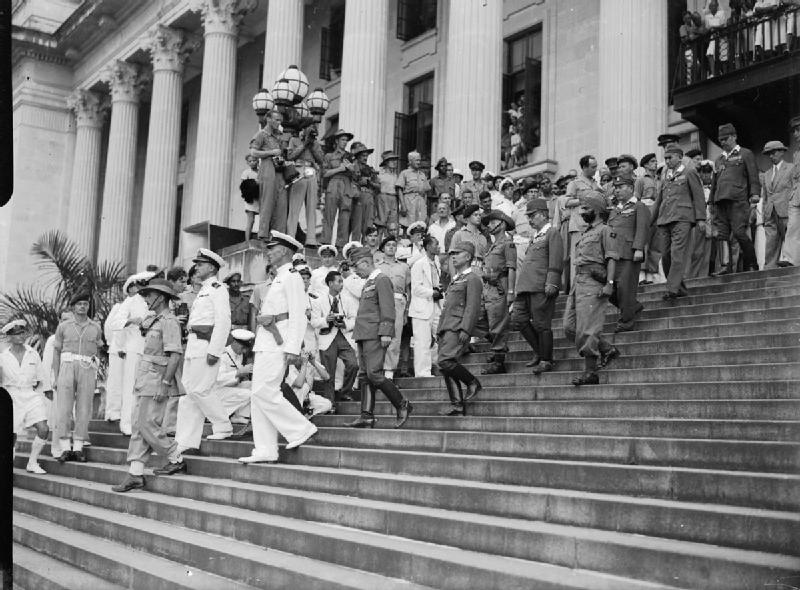
1945年9月、シンガポール方面日本軍降伏式典において、イギリス海軍・陸軍・イギリスインド軍将兵らとともに会場から退出する将校、軍刀を外している
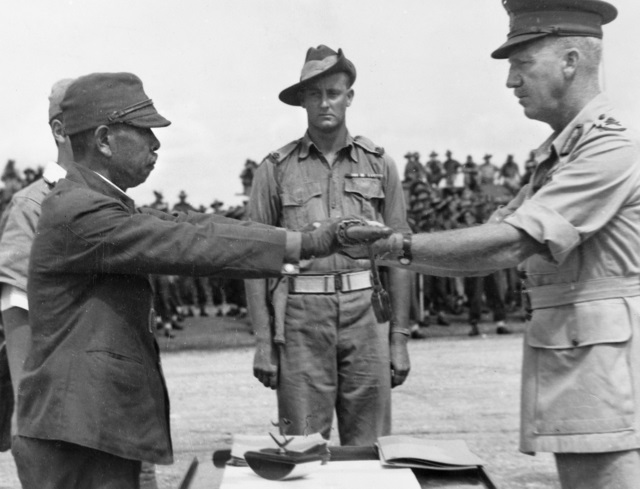
1945年9月、ニューギニア方面日本軍降伏式典において、オーストラリア陸軍中将（ホレス・ロバートソン）に対し、その証として自身の軍刀（将校准士官刀）を手渡す陸軍中将（第18軍司令官安達二十三）以下、日豪陸軍の将兵
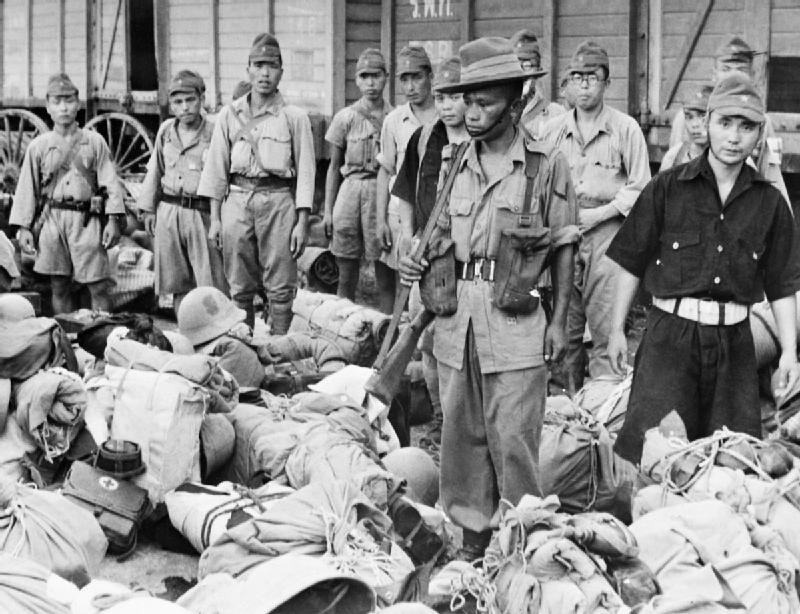
1945年9月、バンコクの捕虜収容所にてイギリスインド軍の兵（グルカ兵）と写る下士官兵
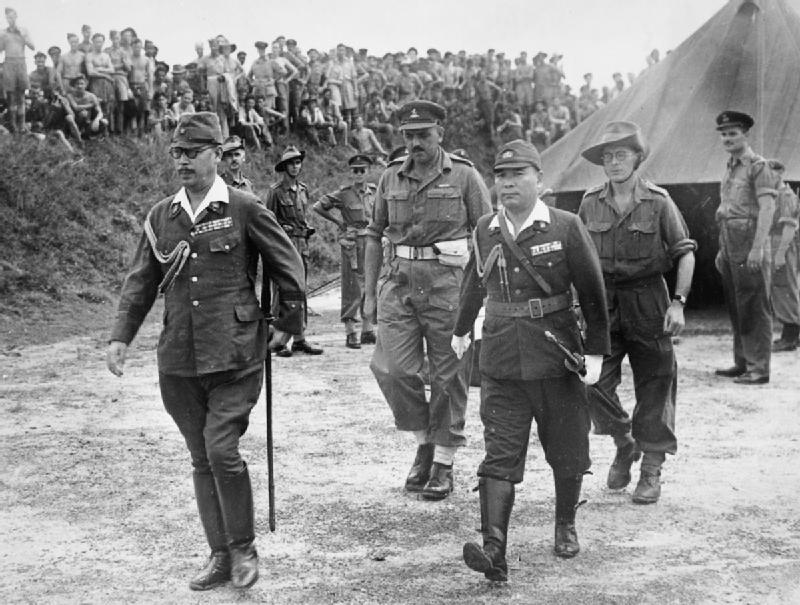
1945年、ラングーンにてイギリスインド軍中将と写る陸軍中将（南方軍総参謀長沼田多稼蔵、左端）
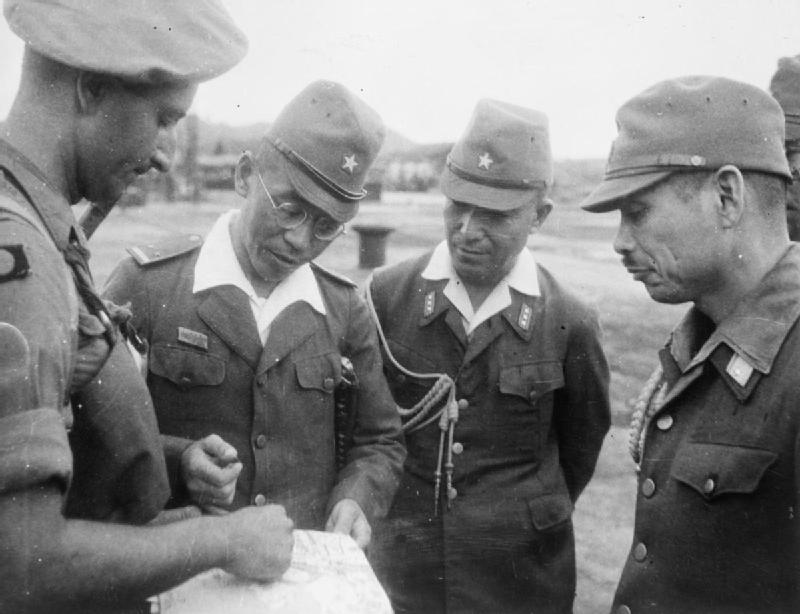
1945年、シンガポールにてイギリスインド軍少佐（第5インド師団）と写る陸軍少将（第7方面軍参謀副長志村文雄、右端）および陸軍大佐（中央右）。中央左は従軍服を着用した通訳担当の陸軍軍属高等官（奏任官七等）
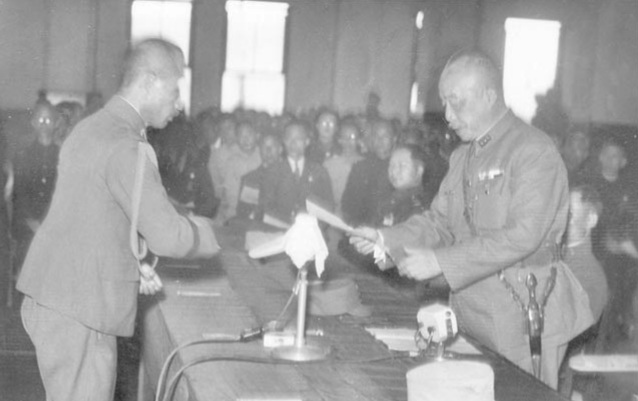
1945年10月、台湾方面日本軍降伏式典において、中華民国国民革命軍二級上将（陳儀）と、降伏文書を交わす陸軍中将（第10方面軍参謀長諫山春樹）
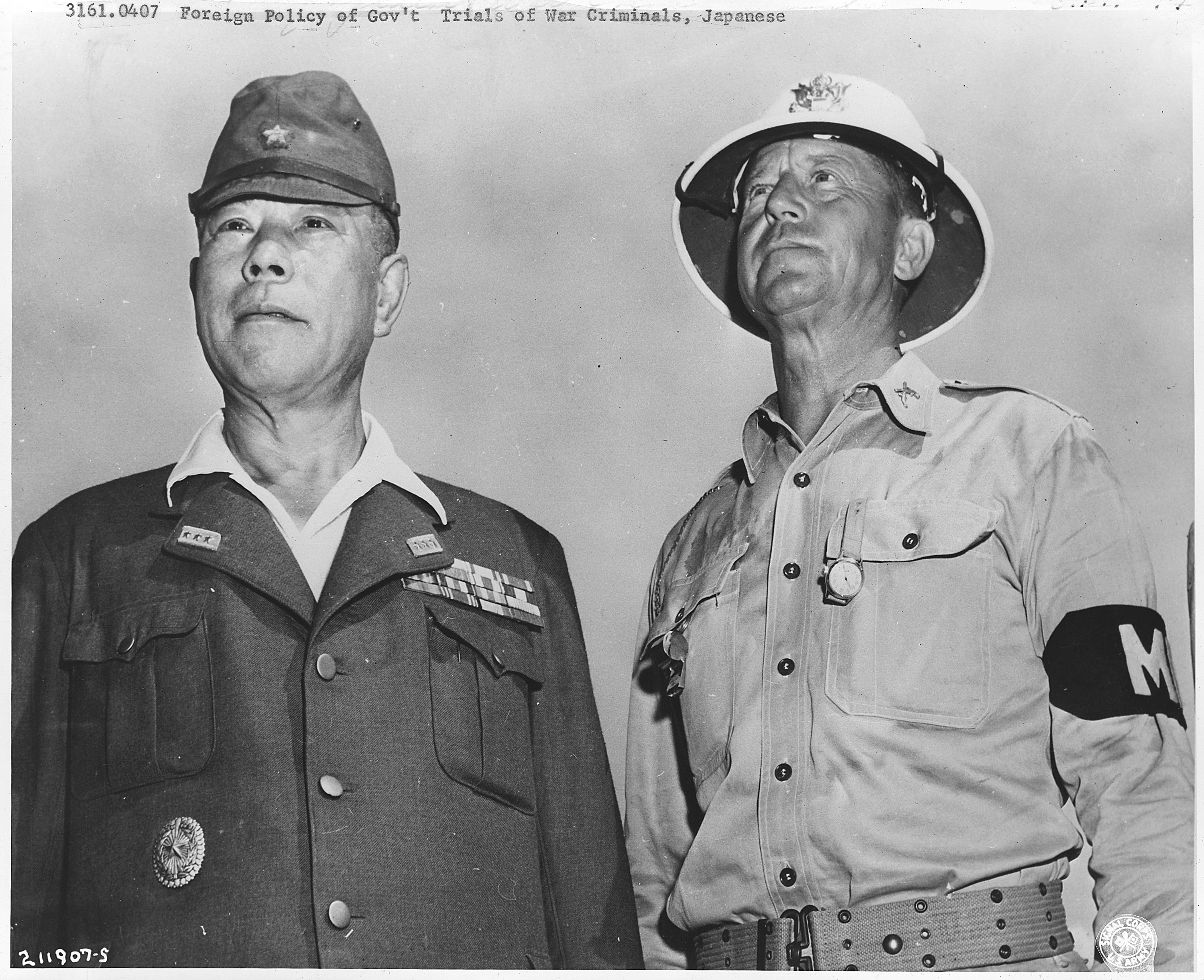
1945年10月、マニラ軍事裁判において、アメリカ陸軍憲兵少佐と写る陸軍大将（第14方面軍司令官山下奉文）

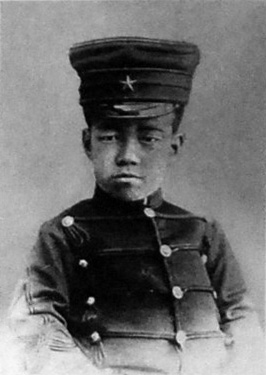
明治19年制式の騎兵将校准士官軍衣「風」の私服を着用した皇太子嘉仁親王
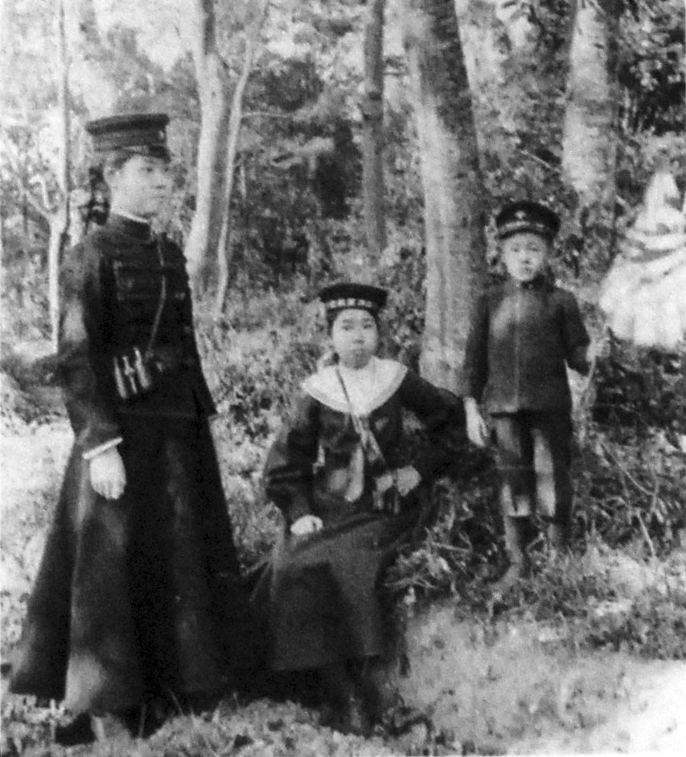
明治19年制式の将校准士官軍衣「風」の私服を着用した成久王妃房子内親王（左）。恒久王妃昌子内親王（中央）は海軍の兵軍衣「風」の私服を着用している

## 天皇の軍服

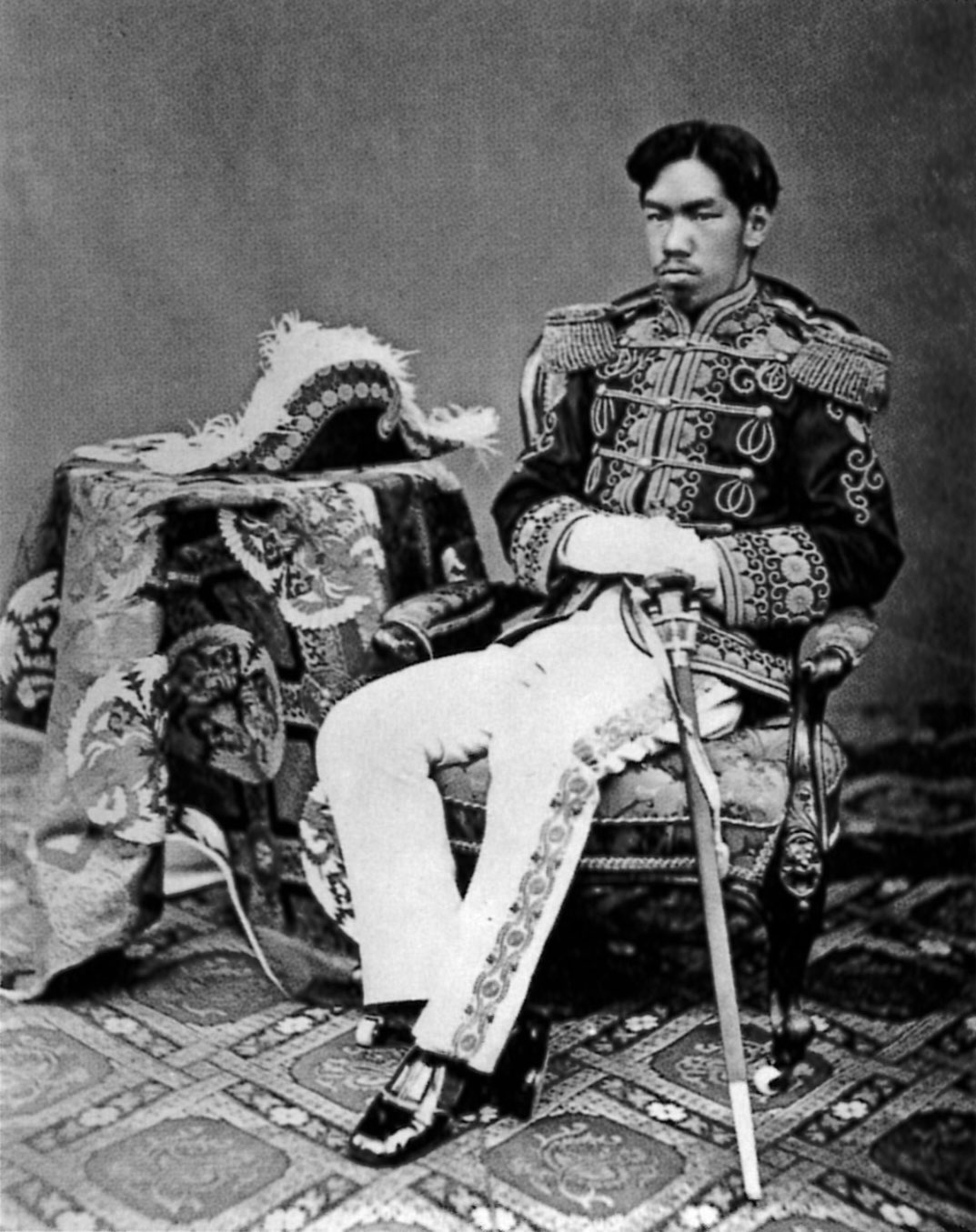
軍服風の御服を着た明治天皇

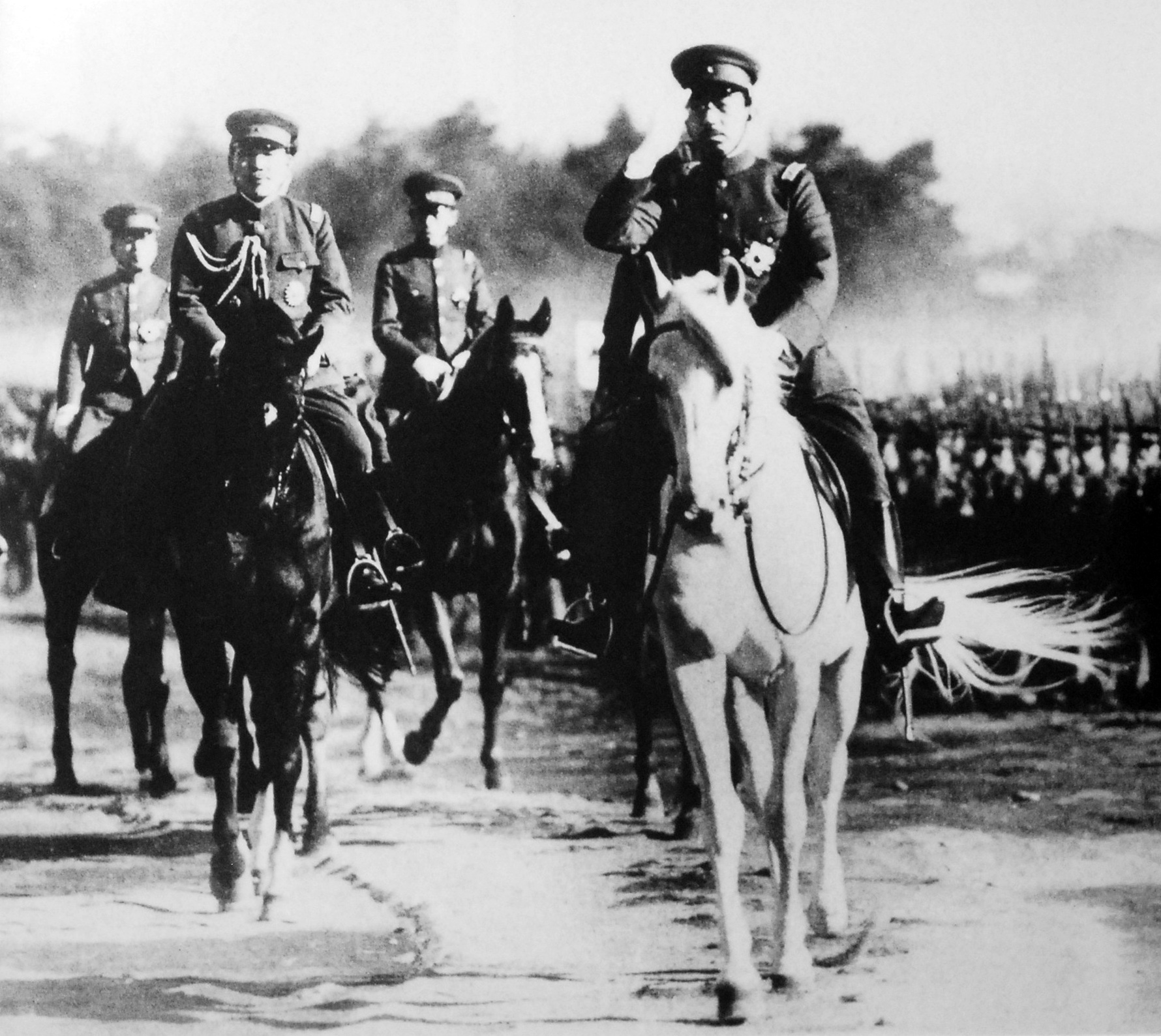
昭和5年制式の御服を着用した昭和天皇

明治維新により天皇の衣食住も欧米化が進められると、西洋式の御服（天皇の服）が必要となり、明治5年には同年制定の文官大礼服に似た正服が調製された。しかし、お雇い外国人ジ・ブスケからフランス皇帝は武官大将の制服を着用し、文官制服は着用しない旨の助言があったため、その直後には軍服風の御服（御軍服（刑部）・御大禮服（錦織））が制定されている。この服は、「明治13年10月11日太政官布告第55号」により陸軍大将の制服に準じた陸軍式御服が定められるまで使用された。同布告では陸軍式御服のみで、海軍式のものは制定されていなかった。明治13年の布告は「大正2年皇室令第9号」を以って廃止され、新たに「陸軍式の御服」及び「海軍式の御服」が定められた。これは基本的には一般の陸海軍大将と変わらないが、階級章が通常のものよりも若干長く、陸軍大将を示す3つの星章のほかにひとまわり大きい菊花章が付された。

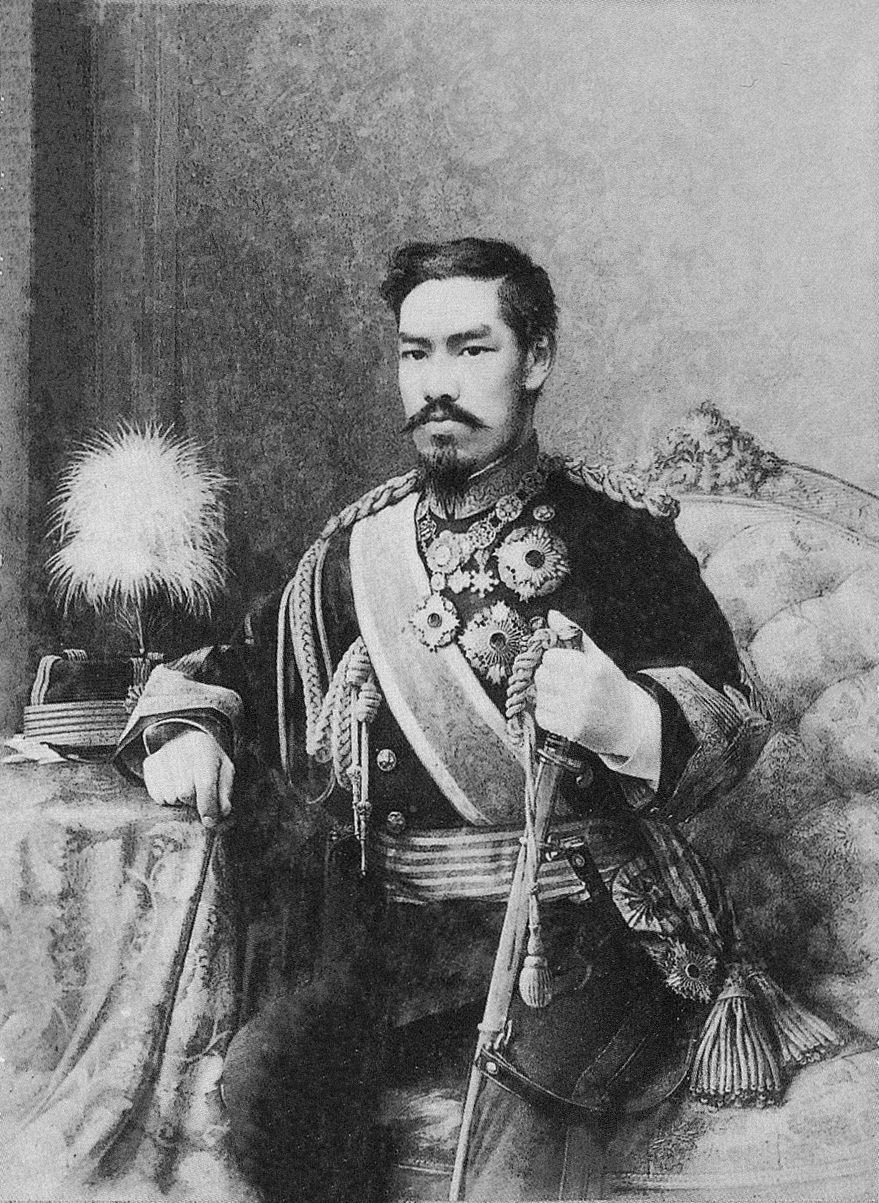
正装姿の明治天皇
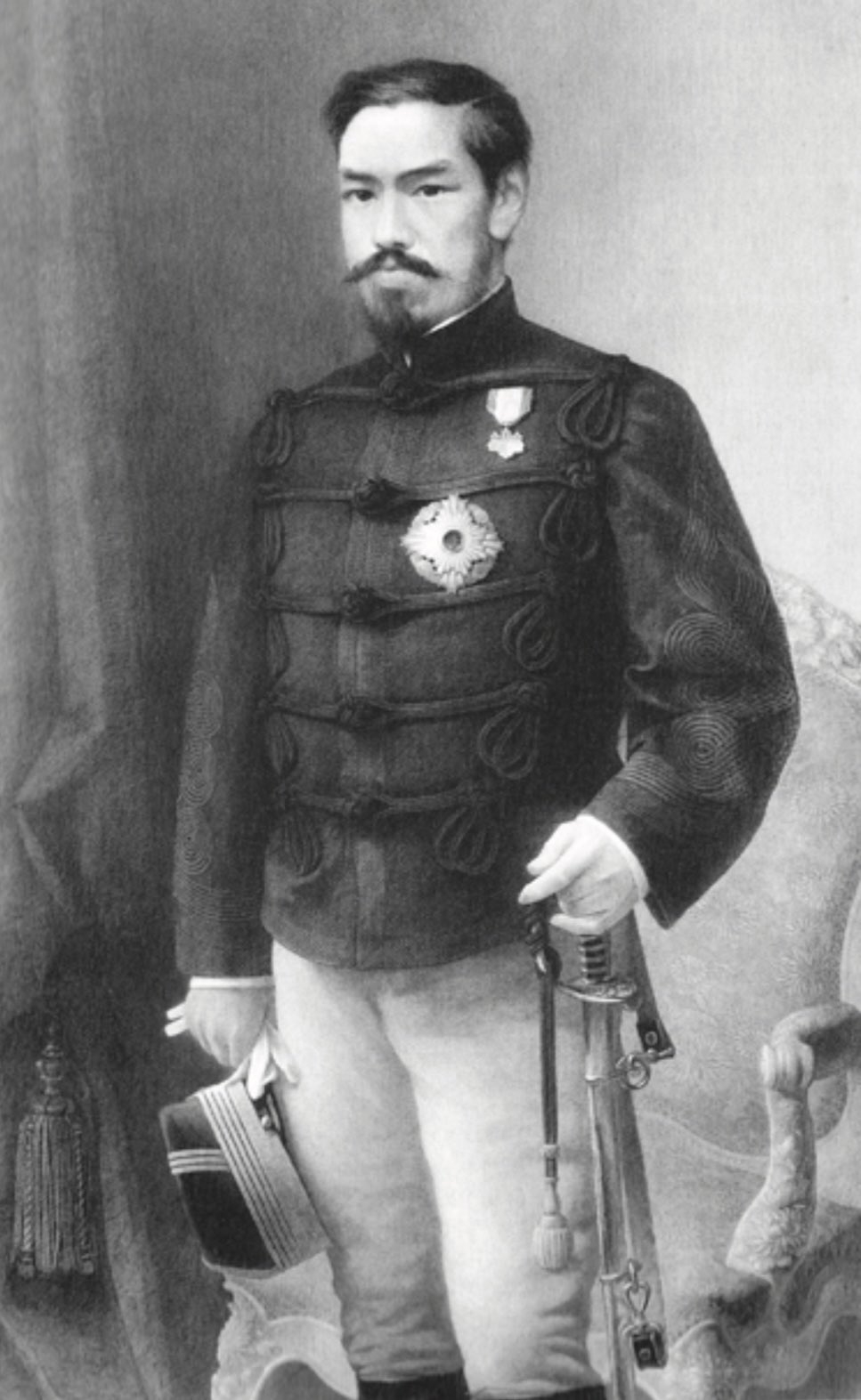
明治19年制式の御服を着用した明治天皇
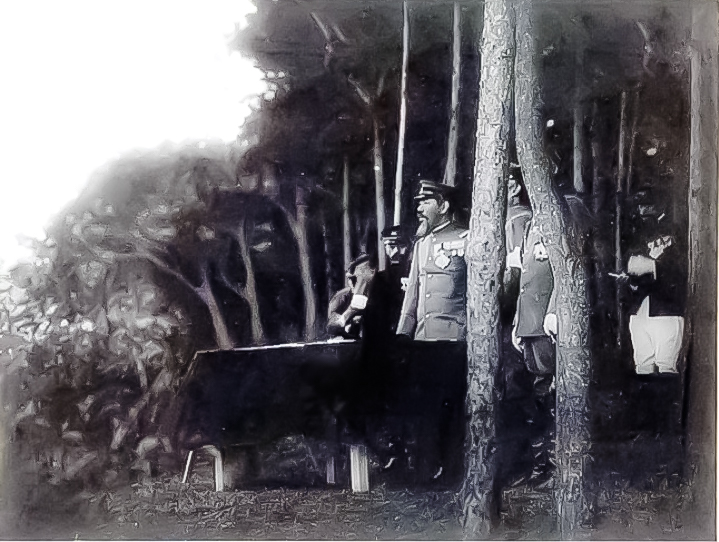
明治39年制式の御服を着用した明治天皇
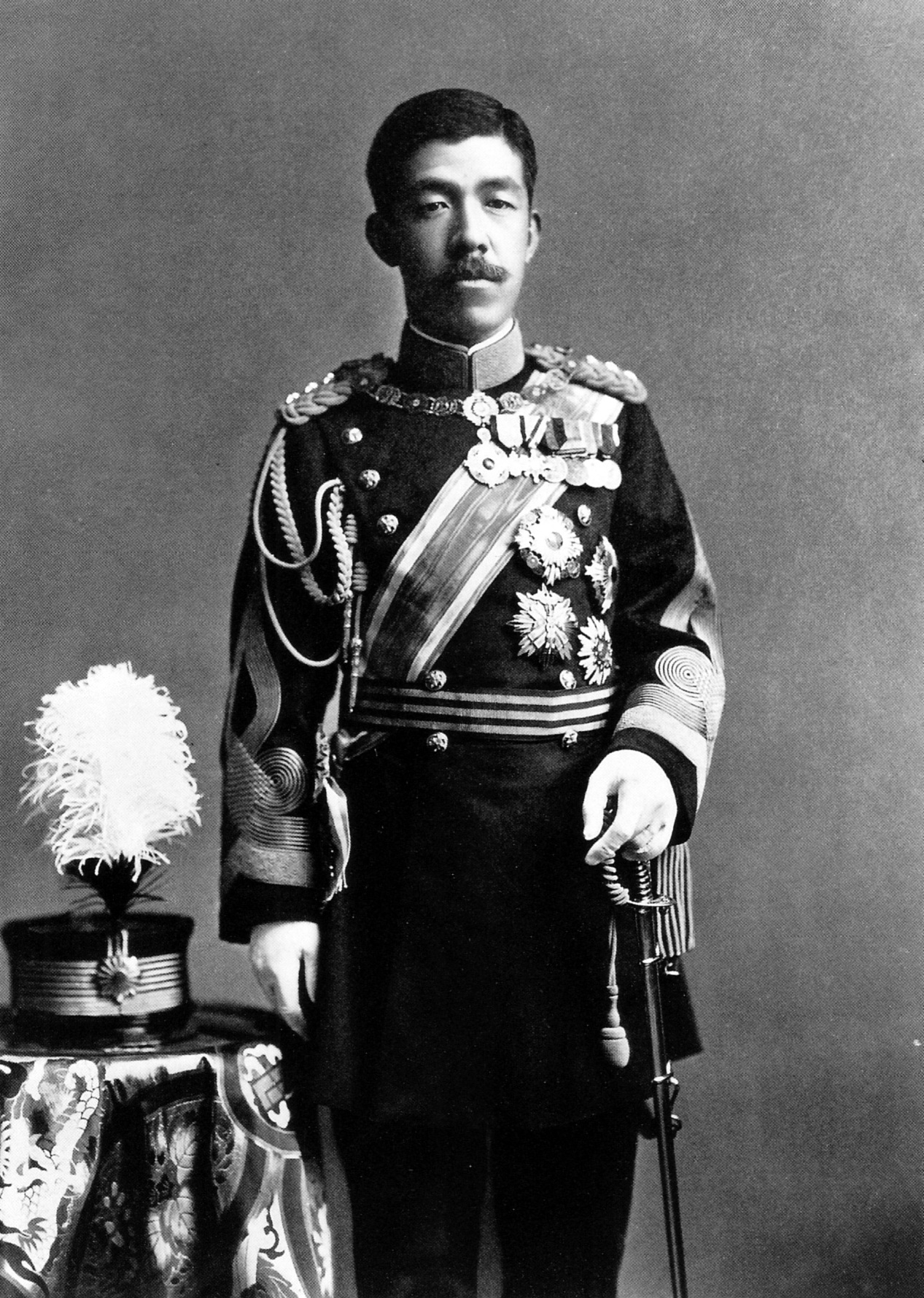
正装姿の大正天皇
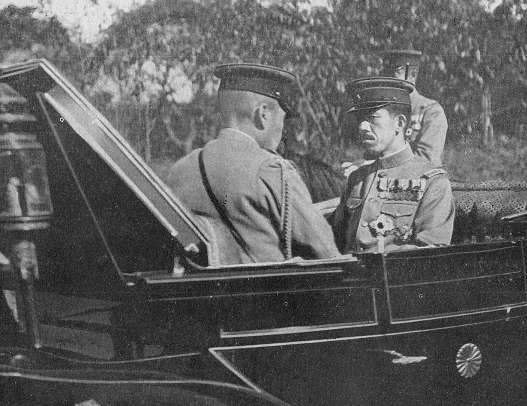
明治45年制式の御服を着用した大正天皇
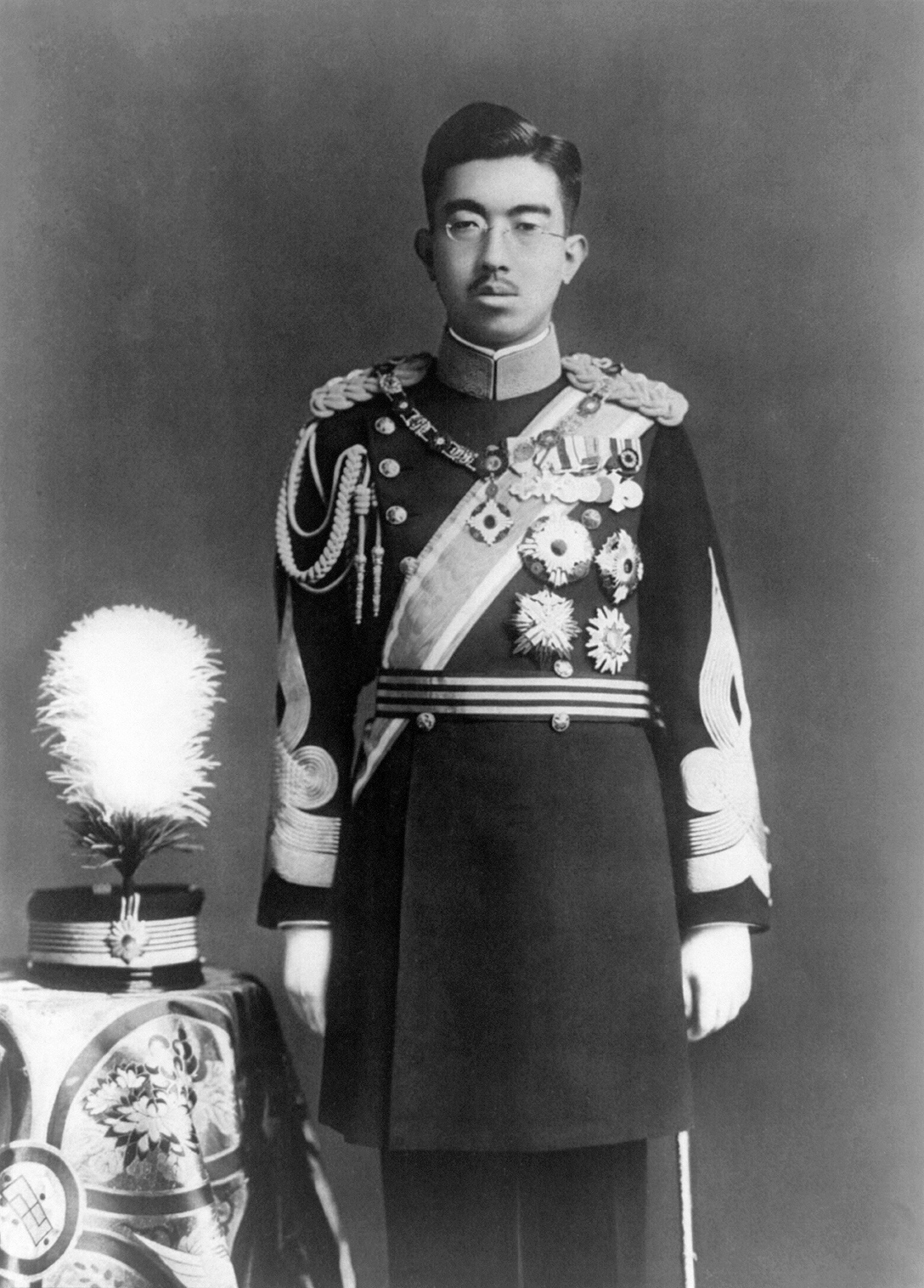
正装姿の昭和天皇
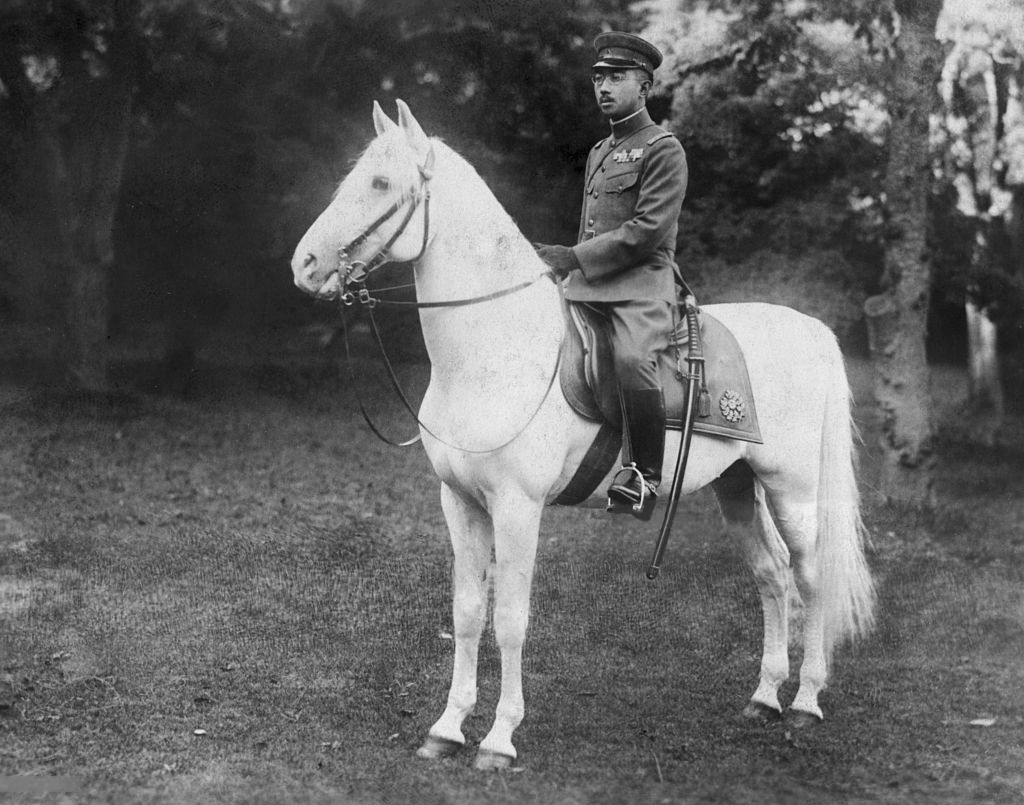
昭和5年制式の御服を着用した昭和天皇
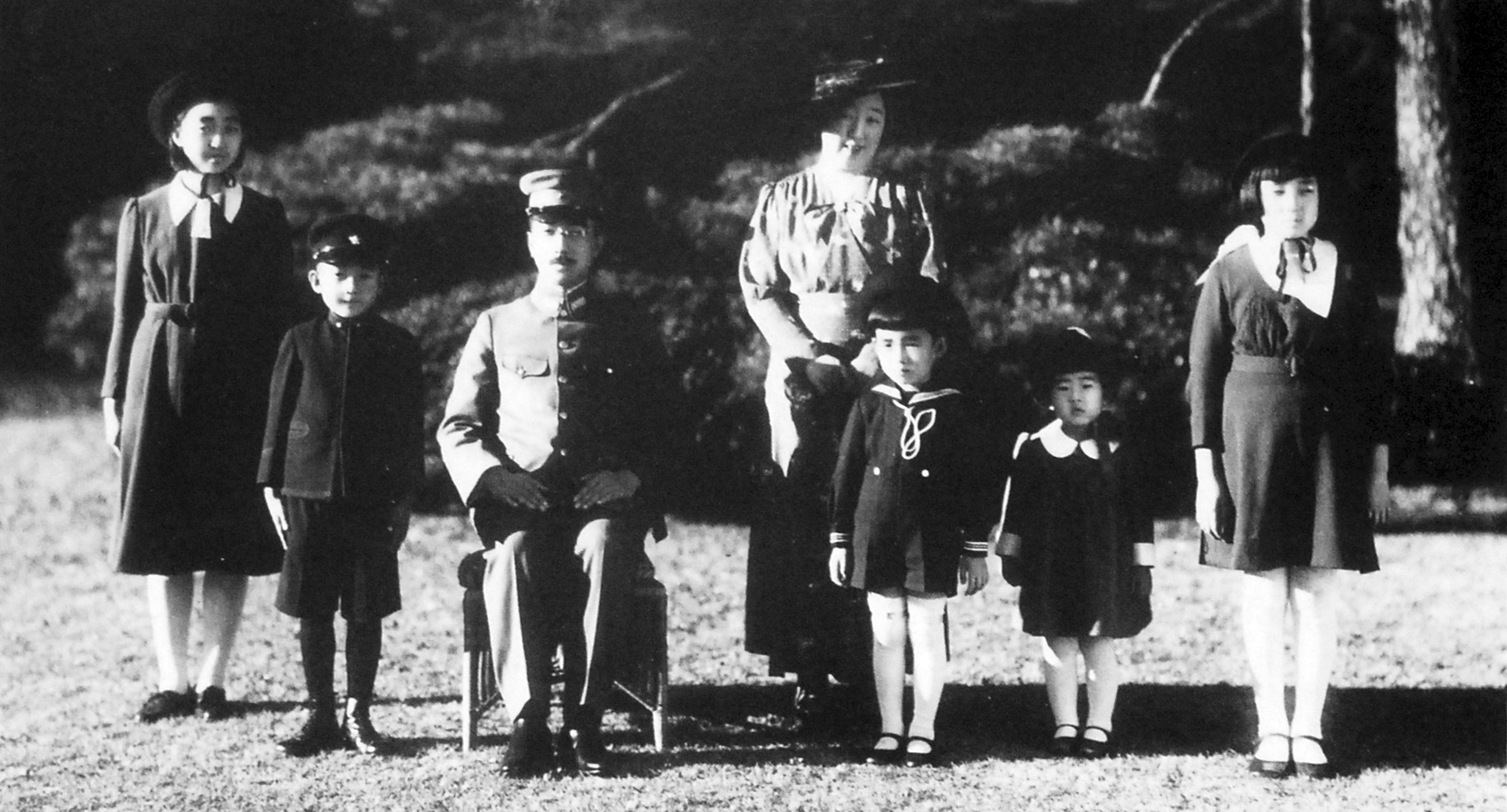
昭和13年制式の御服を着用した昭和天皇
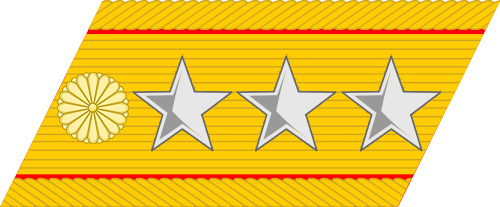
昭和13年・18年制式の大元帥襟章

海軍の式典に参加する場合には海軍の軍服型の御服を着用したが、通常は陸軍の軍服型の御服を着用する場合が多かった。
1945年の第二次大戦敗戦により陸海軍の解体と廃止が定まったことから、従来の陸軍式御服及び海軍式御服に代って、新しい天皇御服および皇族服が制定されたが、昭和22年5月2日皇室令第12号（皇室令及附屬法令廢止ノ件） により、皇室令がすべて廃止されたことにより、天皇御服と皇族服は同時に廃止された。

## 正装

### 正装（将校准士官等）

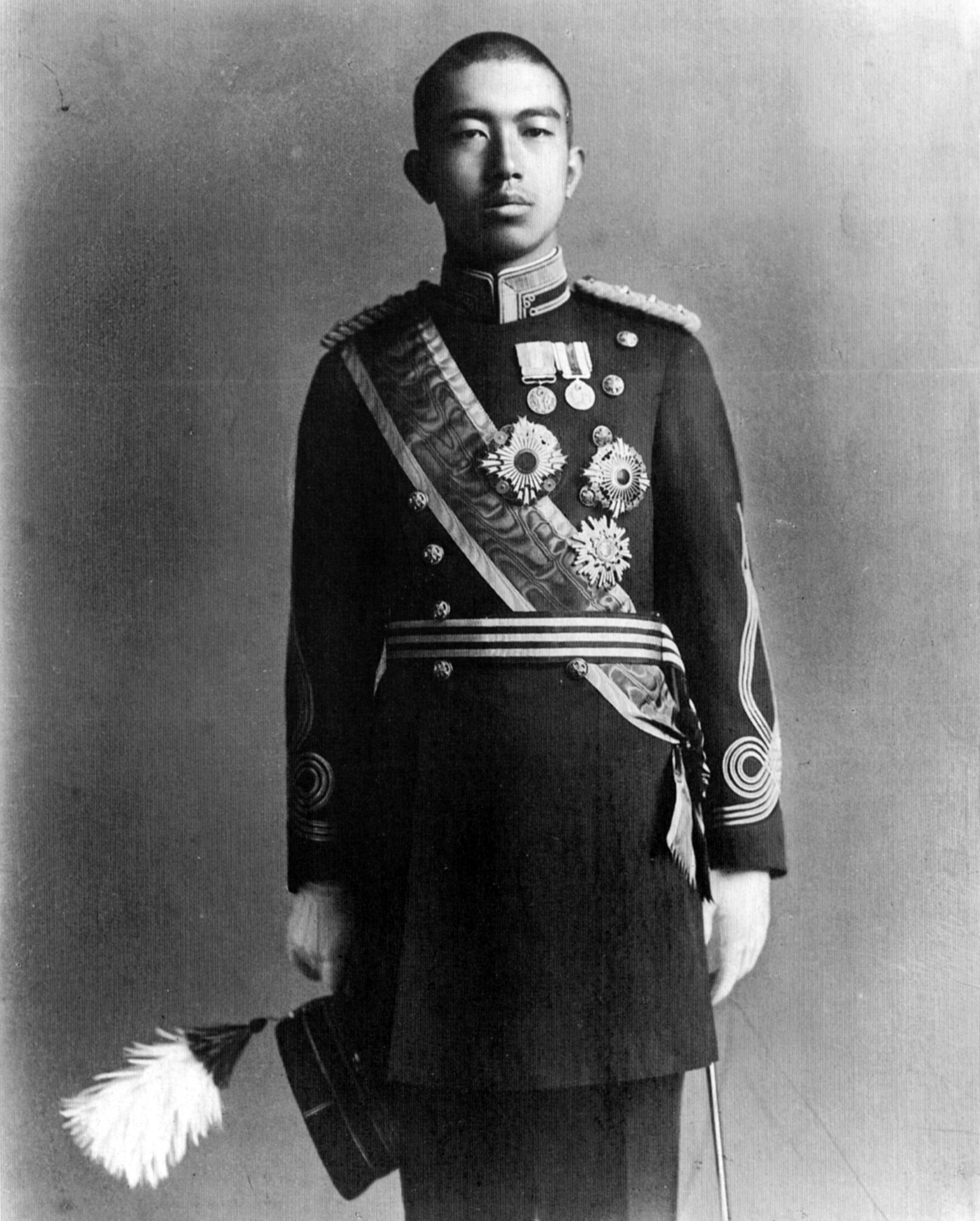
陸軍歩兵大尉（袖章が細線3条）。裕仁親王（皇太子時代）

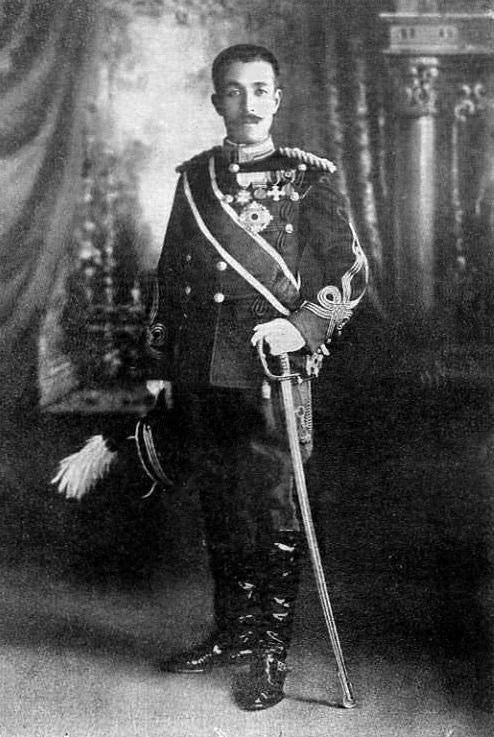
陸軍騎兵大尉（袖章が細線3条）。騎兵佐尉官准士官の正衣袴は将官および他の兵科部とは大きく異なっており、上衣は肋骨服、袴は長袴でなく茜絨・萌黄色定色側線を有す短袴で長靴を履く。竹田宮恒久王

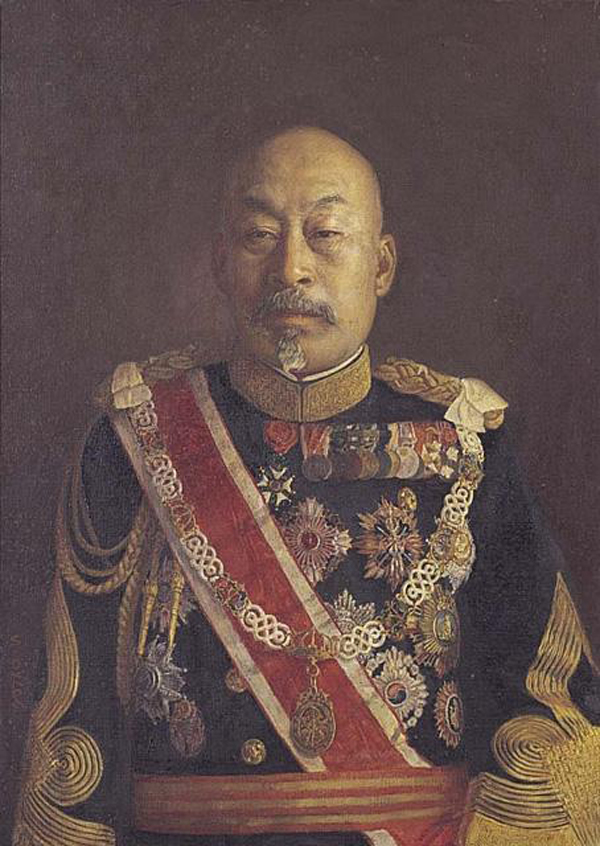
元帥陸軍大将。寺内正毅

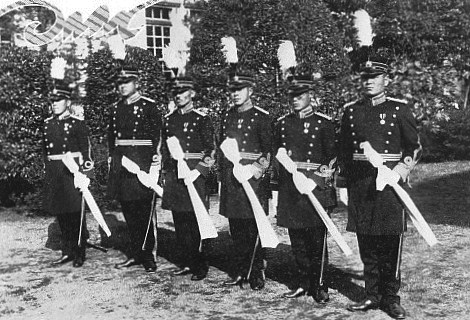
兵科の尉官（陸軍大学校卒業生、恩賜組（軍刀組）

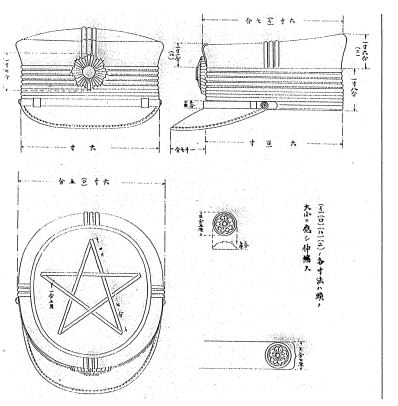
明治33年当時の第一種帽

#### 正装をすべき場合
正装で正衣（せいい）を着用すべき場合は、時代により多少の変遷はあるが概ね次の通りである。
- 新年
- 三大節（新年宴会・紀元節・天長節）
- 特に拝謁のため参内するとき
- 賢所参拝のとき
- 陸軍始
- 靖国神社大祭日
- 観兵式又は儀仗服務のとき
- 任官・叙位・叙勲のとき
- 一般大礼服着用のとき
- その他、自家の賀儀、葬祭や記念撮影時にも着用することができた。

### 様式

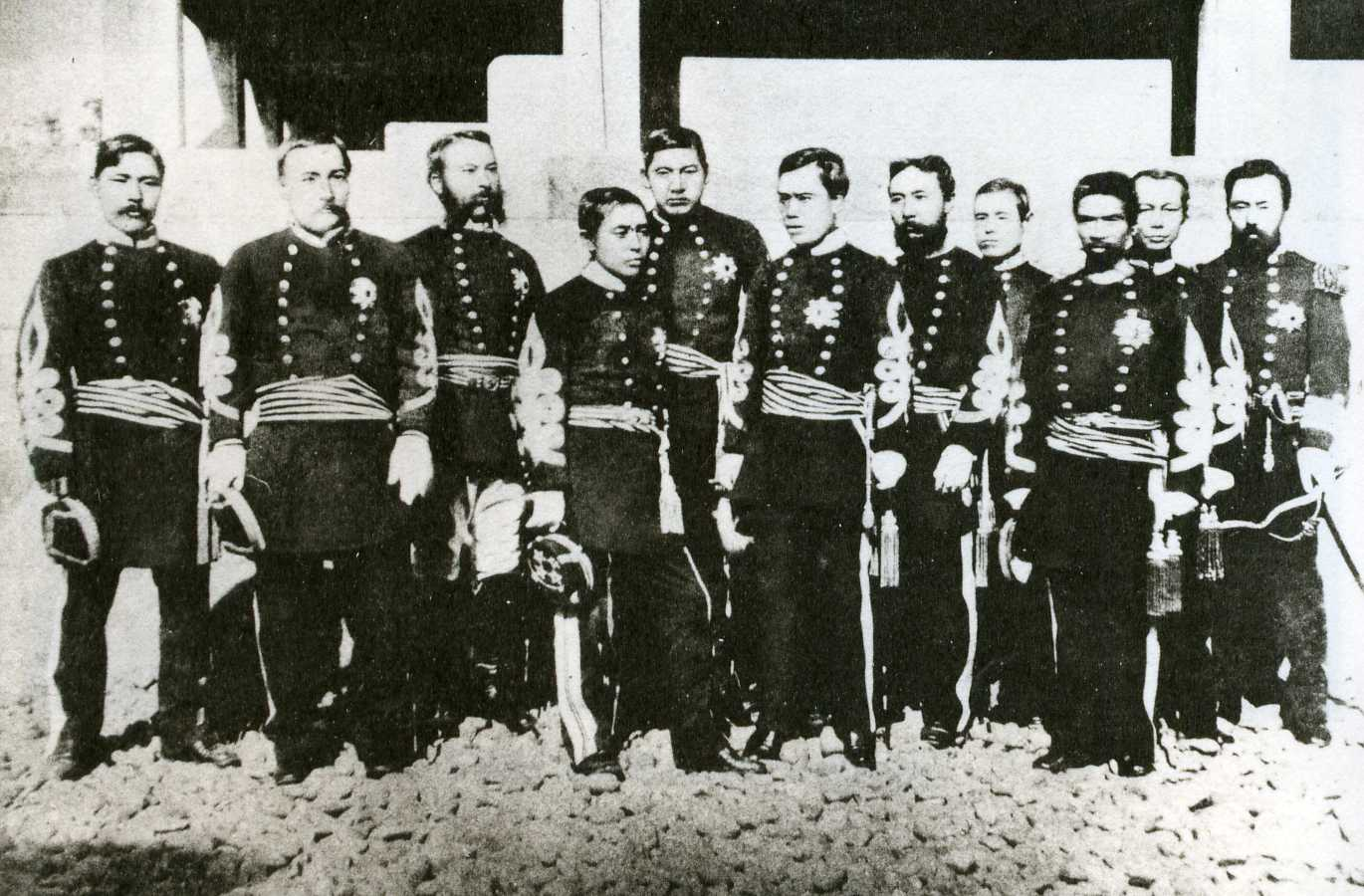
明治初期の正装。袖章の形状が後年のものと大きく異なっており、また肩章もない。南北戦争終結後に北軍の軍服が利用されたという説がある
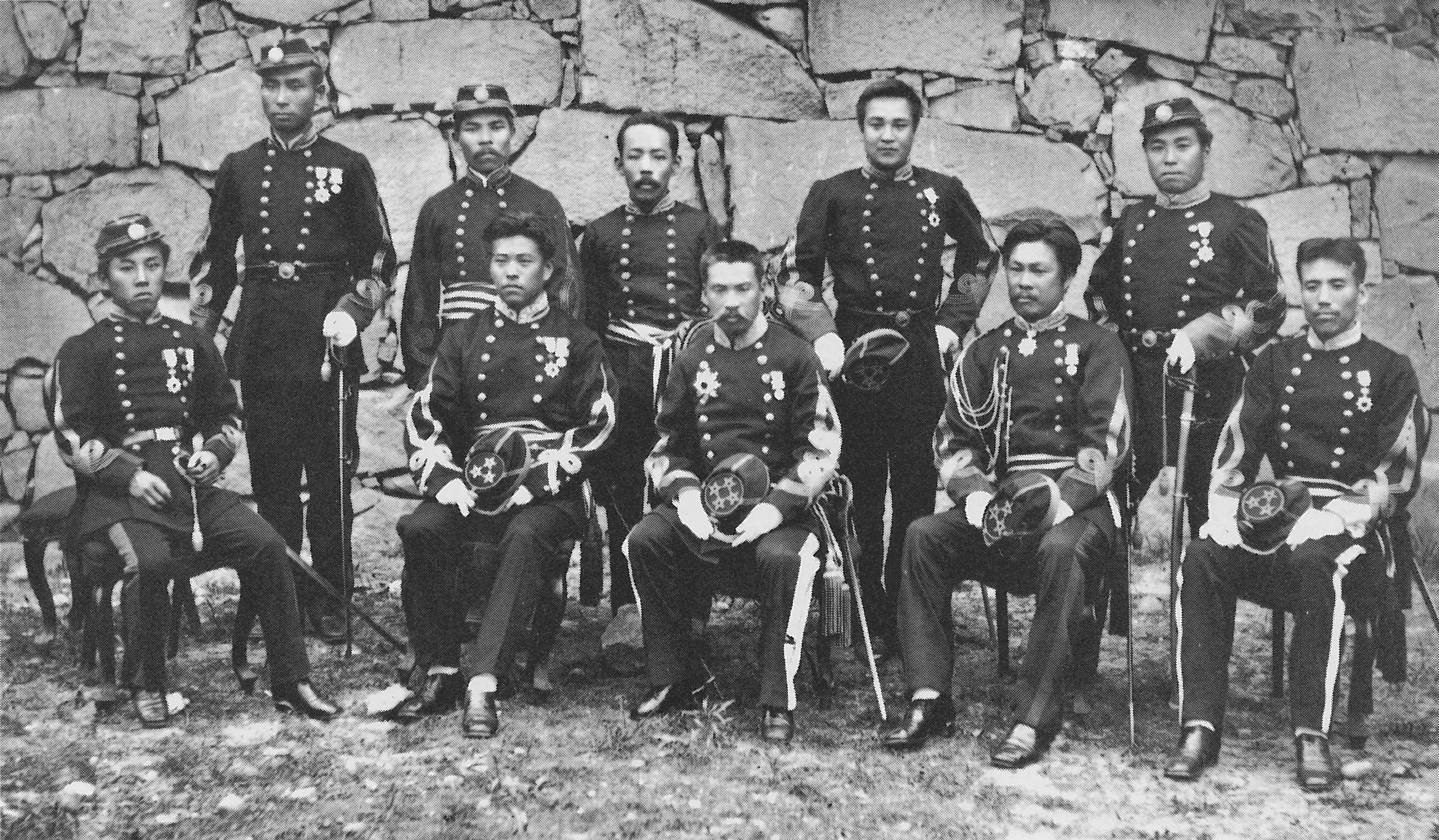
明治初期の正装。剣帯の形状にばらつきがある
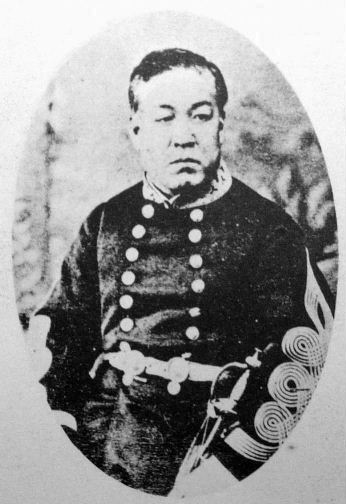
明治初期の正装。剣帯が独自のものとなっている。松本順
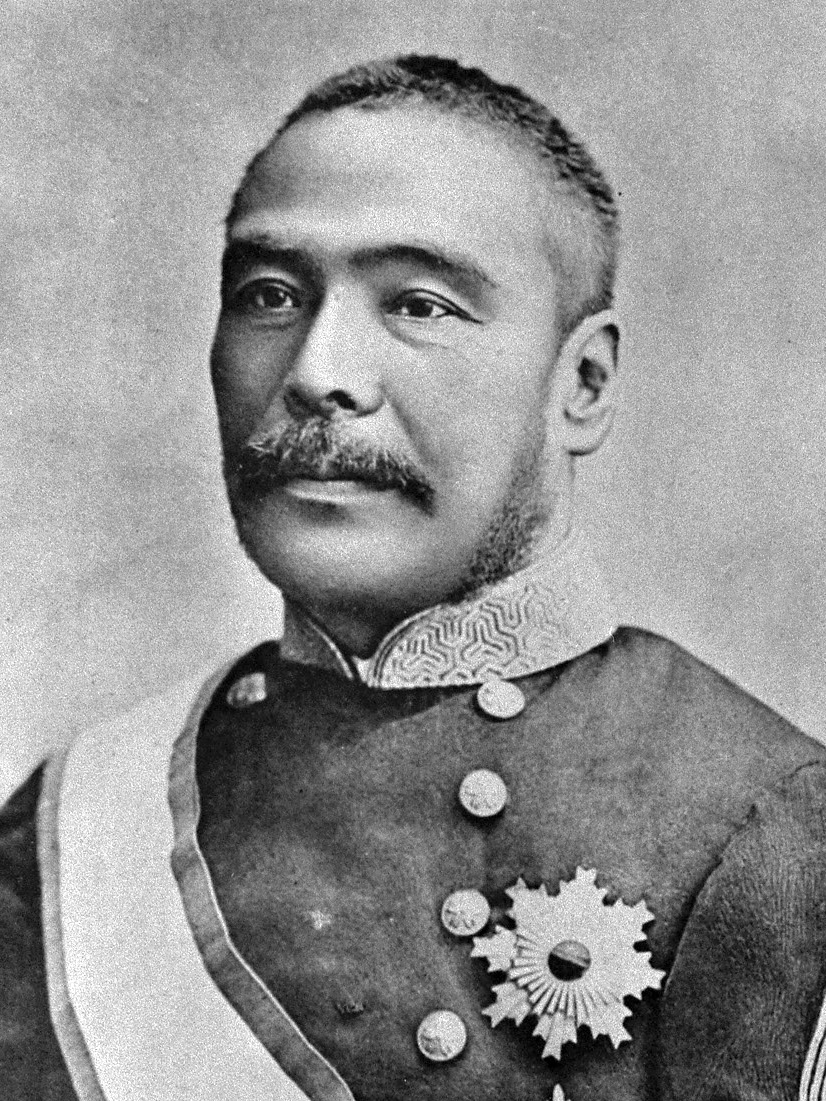
肩章がない。黒田清隆
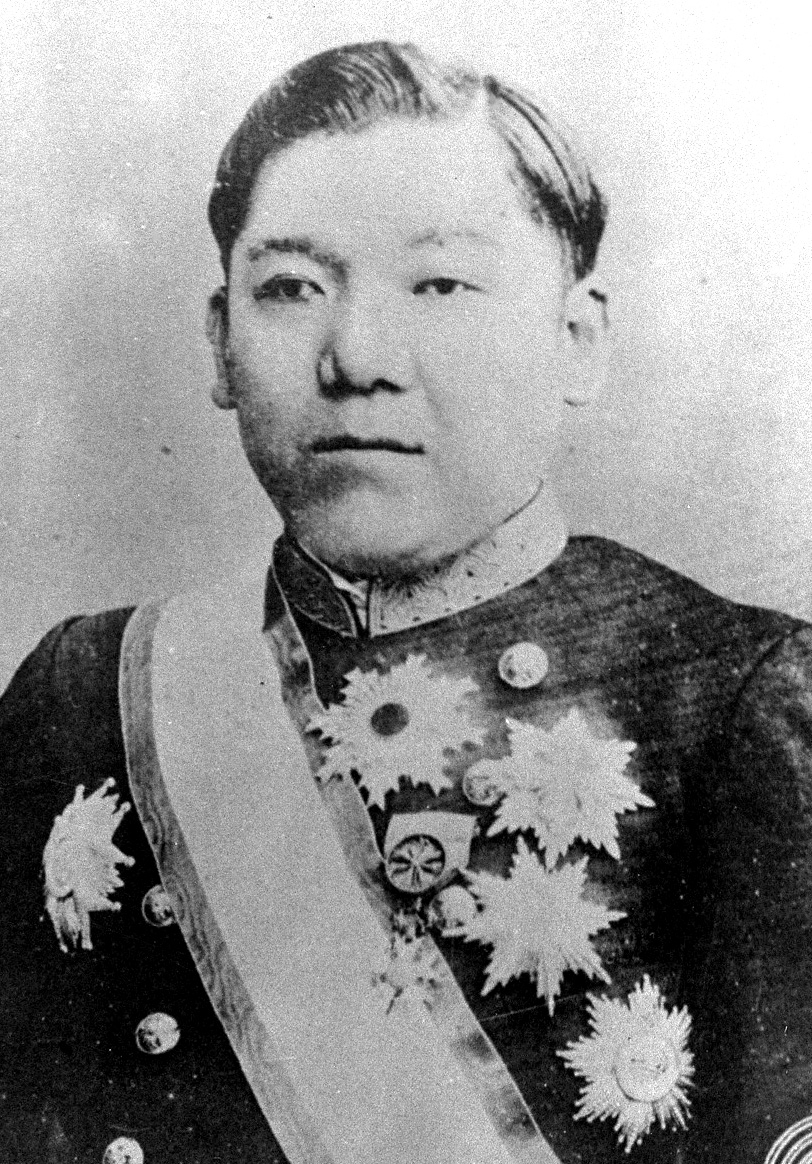
肩章がない。大山巌
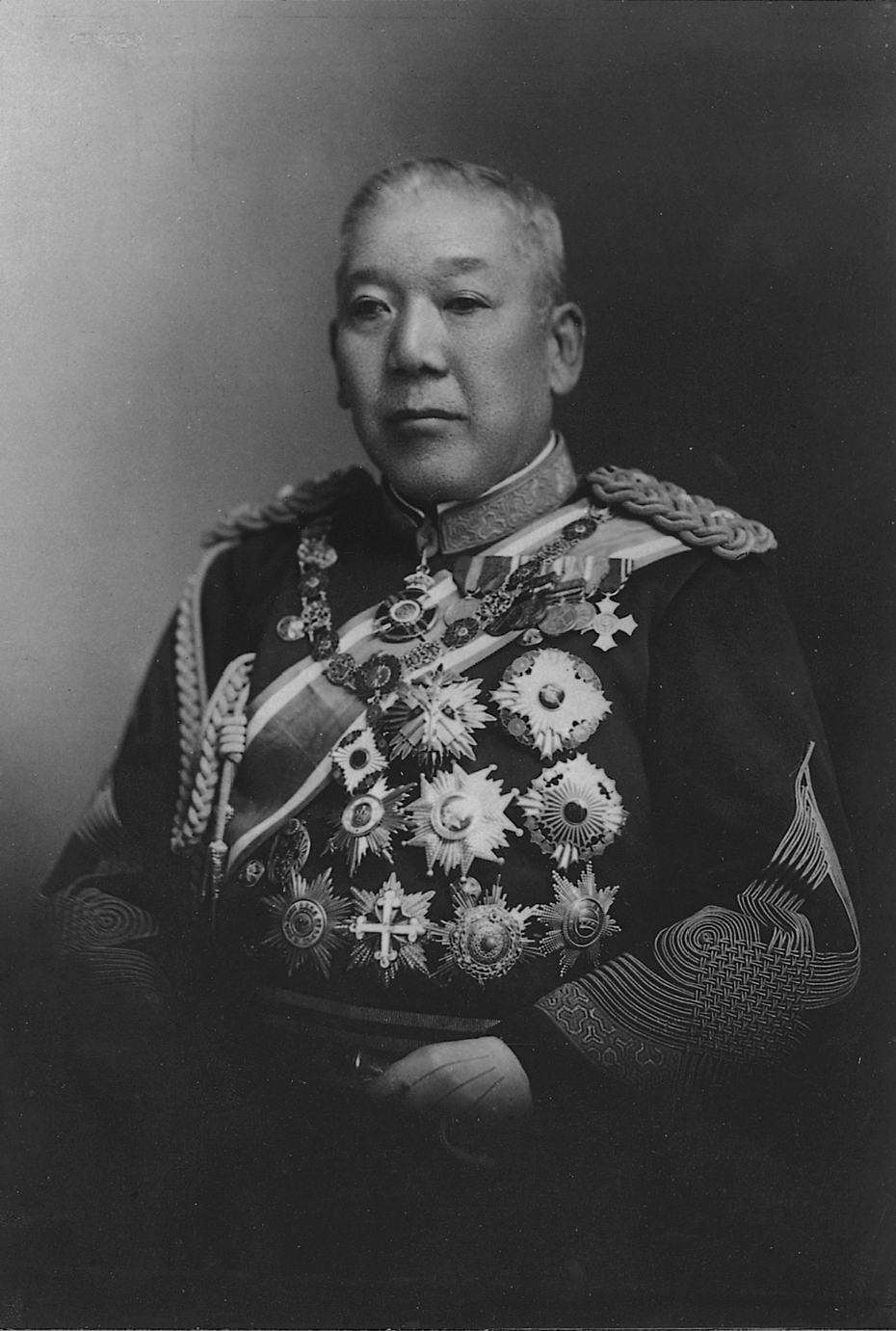
元帥陸軍大将（袖章が亀甲模様に細線7条）。大山巌
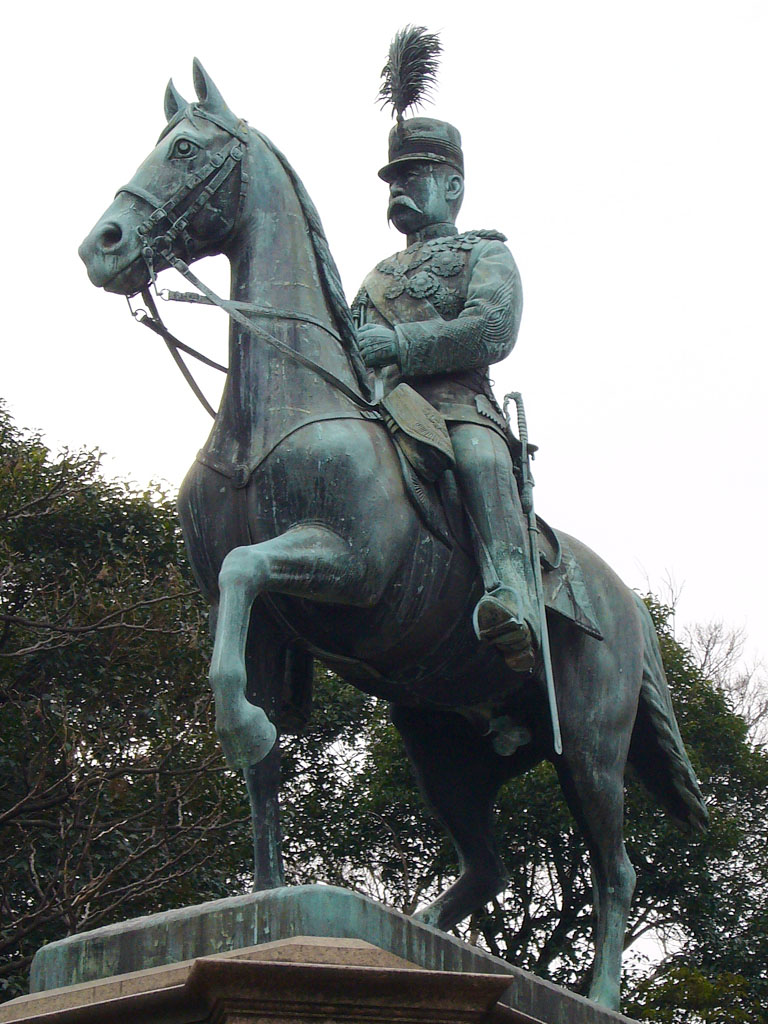
元帥陸軍大将。小松宮彰仁親王
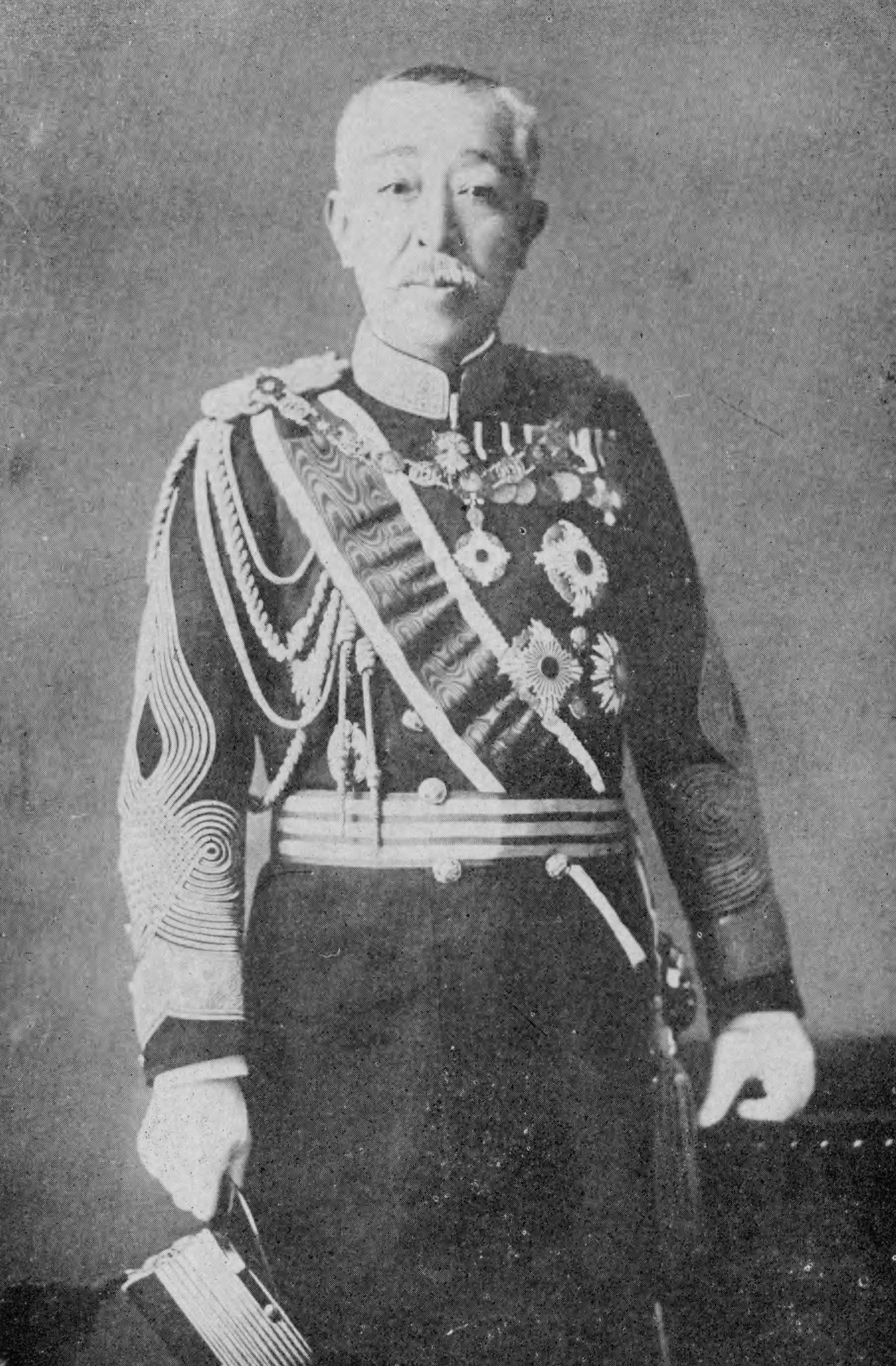
元帥陸軍大将。伏見宮貞愛親王
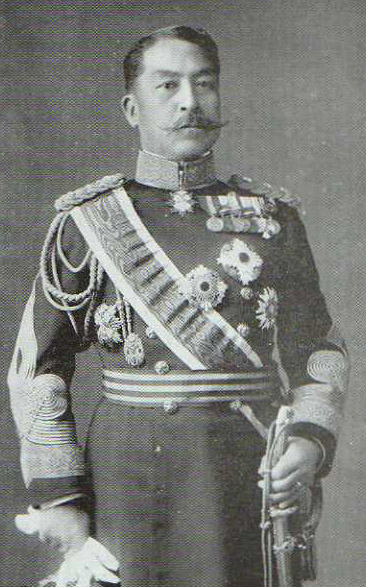
元帥陸軍大将。閑院宮載仁親王。載仁親王が元帥陸軍大将となった1919年（大正8年）12月12日 以降で、大勲位菊花章頸飾を授与される1921年（大正10年）9月24日以前と思われる。
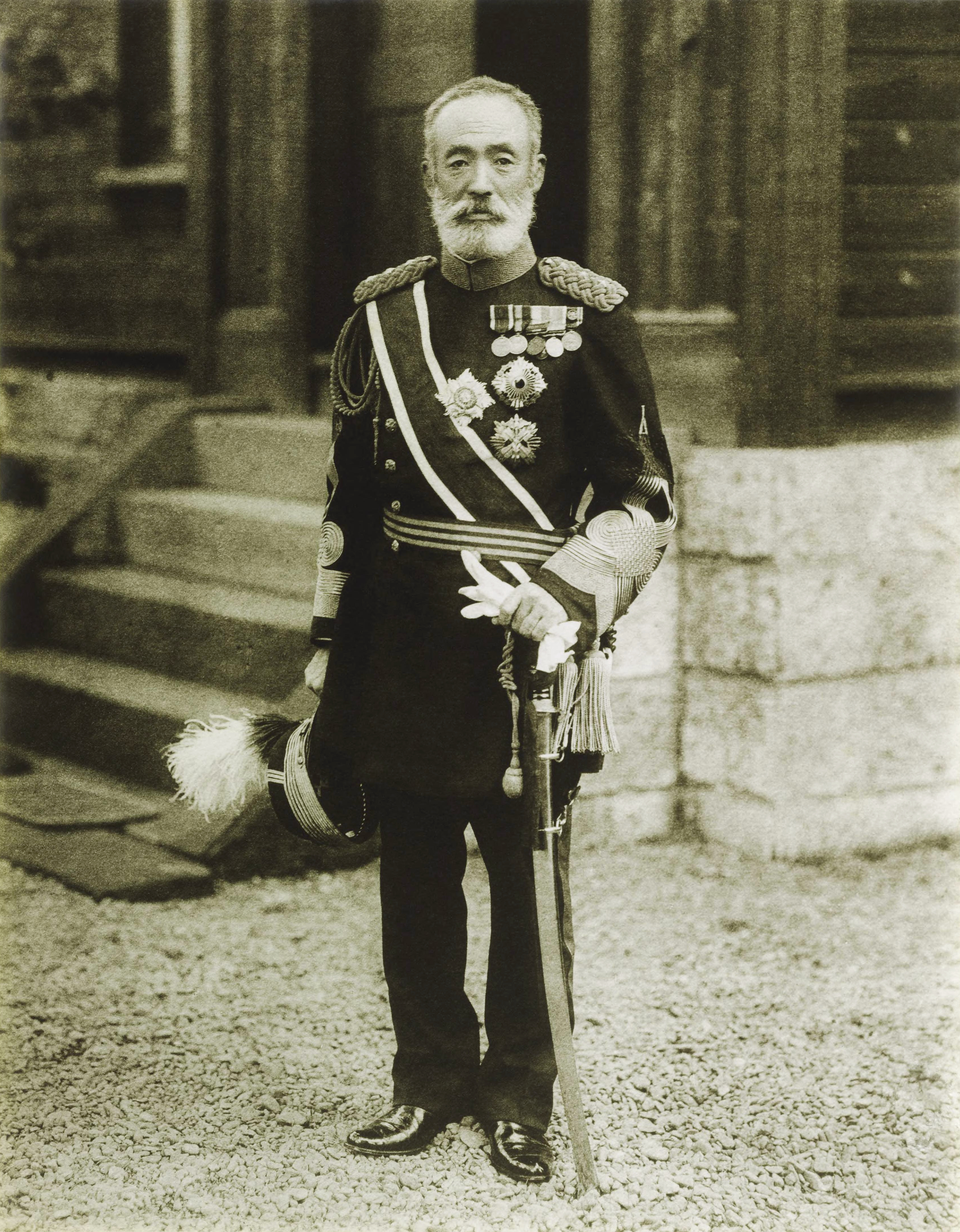
陸軍大将（袖章が亀甲模様に細線7条）。乃木希典
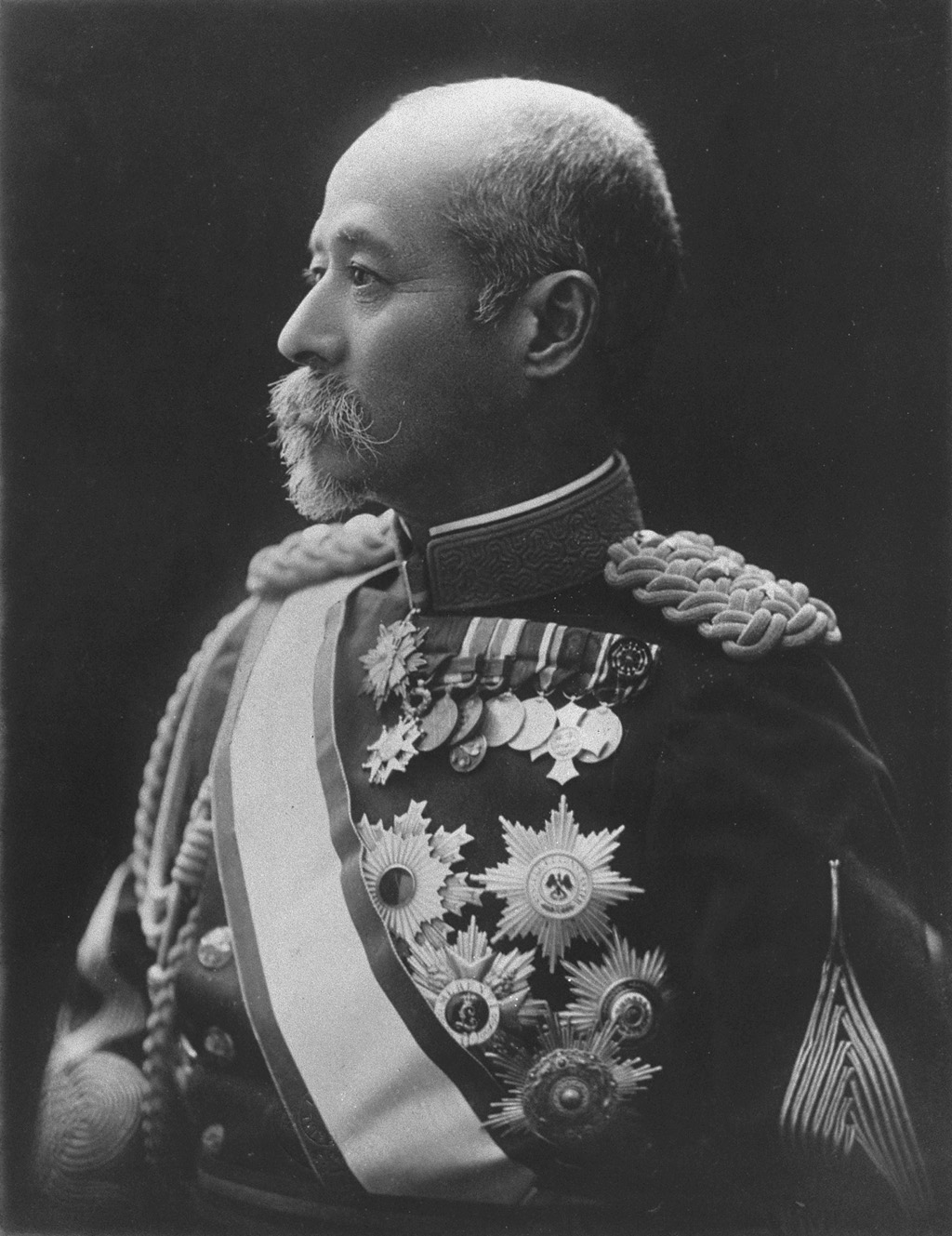
陸軍大将（袖章が亀甲模様に細線7条）。児玉源太郎
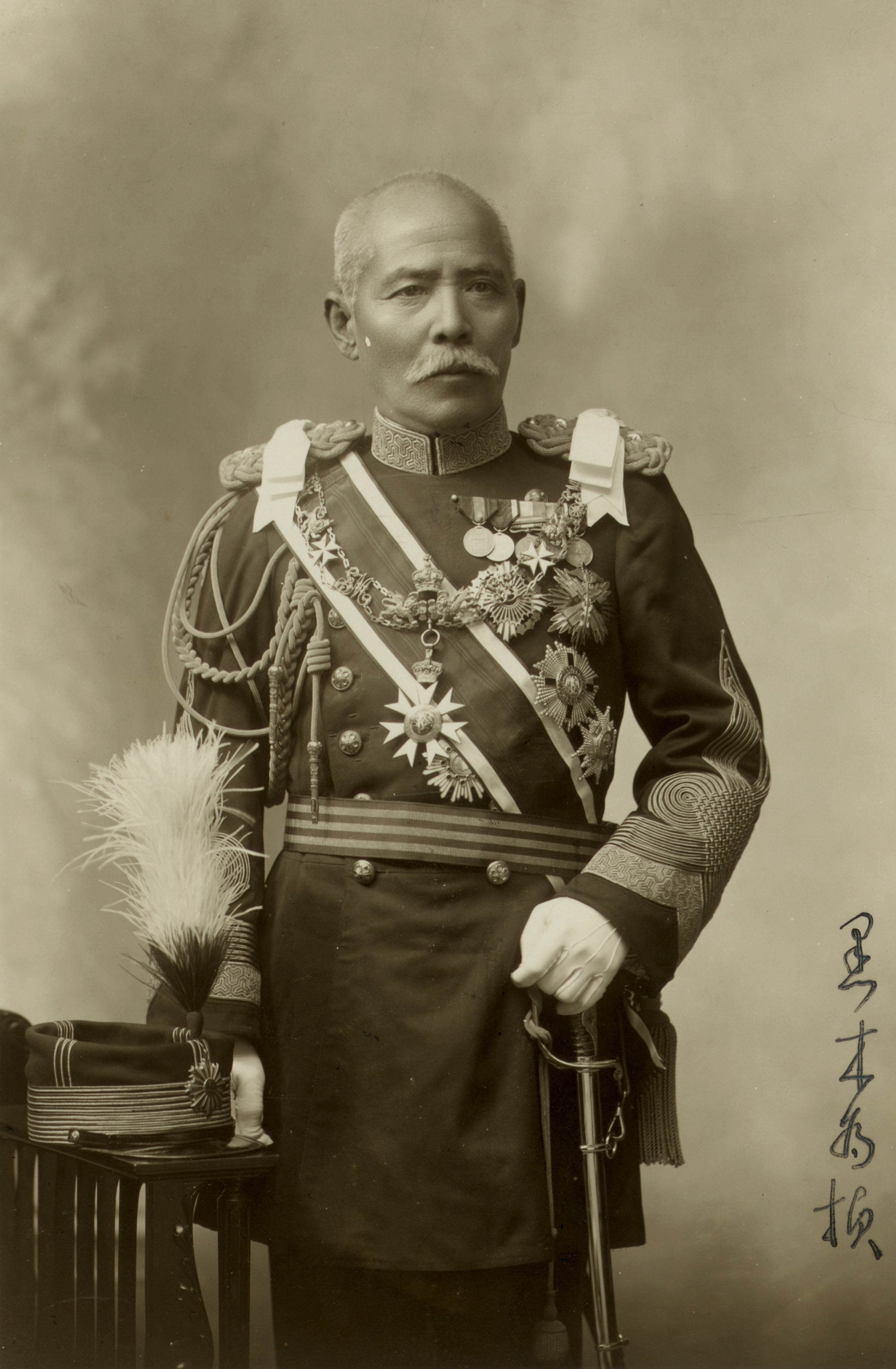
陸軍大将（袖章が亀甲模様に細線7条）。黒木為楨
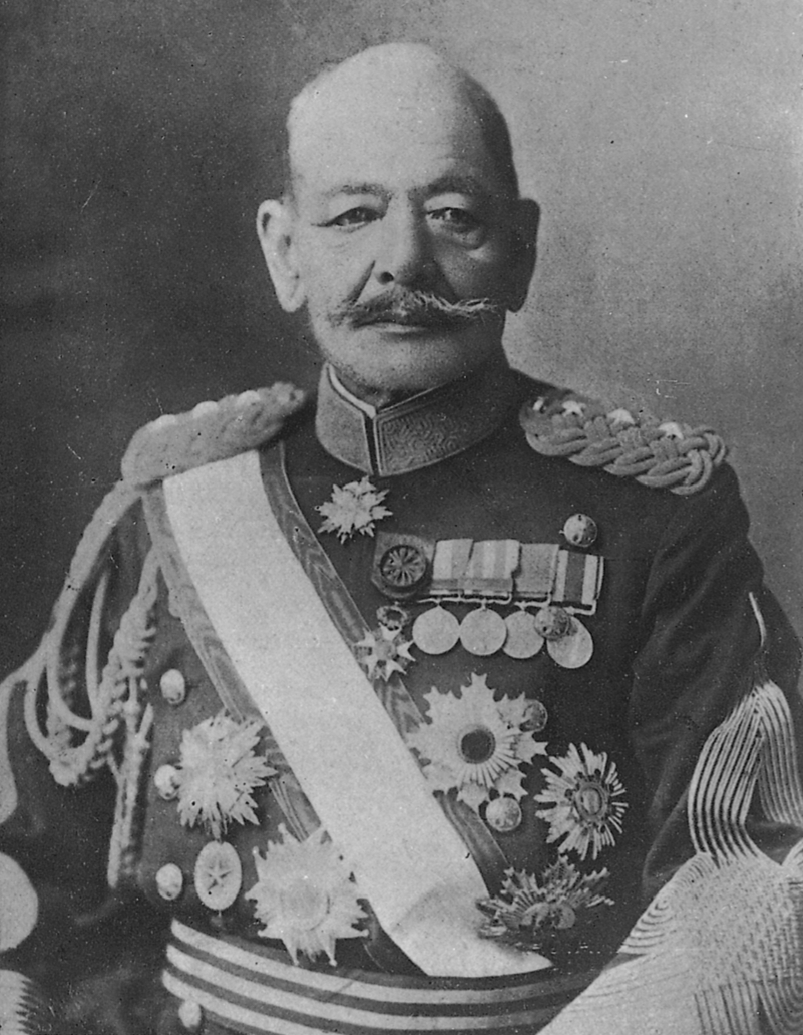
陸軍大将（袖章が亀甲模様に細線7条）。秋山好古
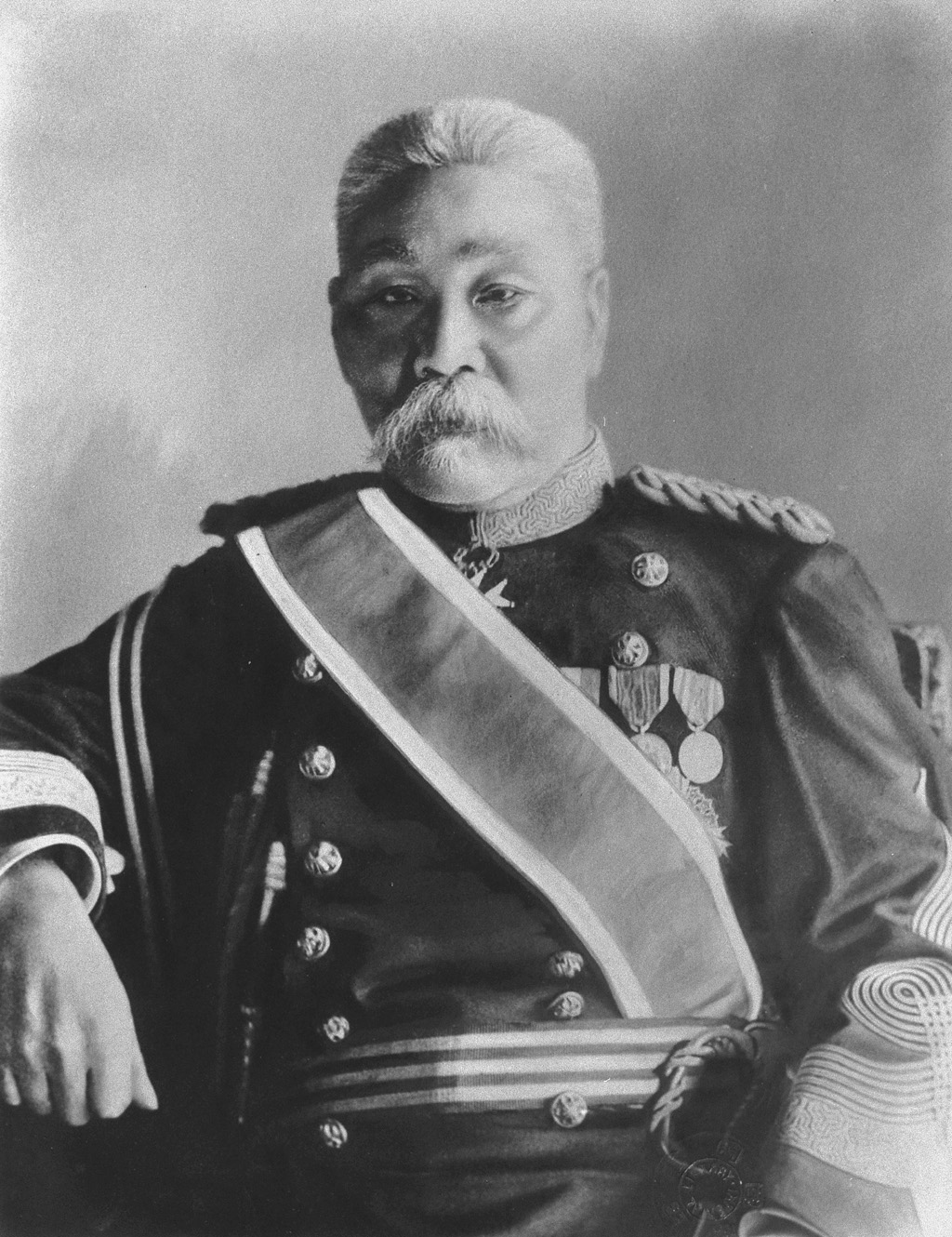
陸軍中将（袖章が亀甲模様に細線6条）。高島鞆之助
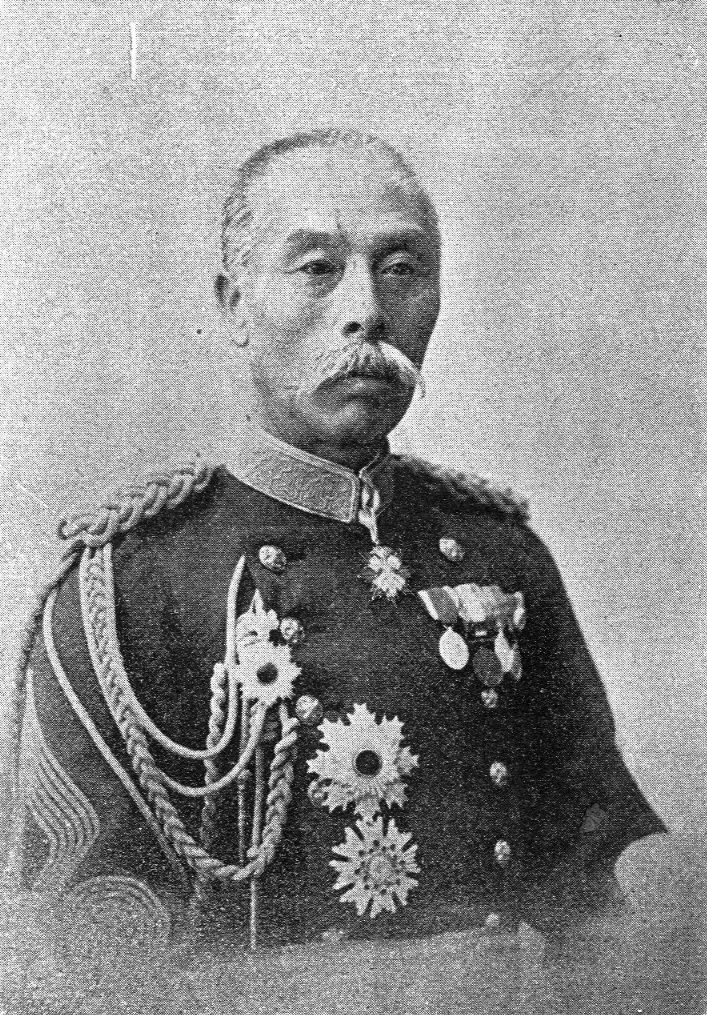
陸軍中将（袖章が亀甲模様に細線6条）。黒田久孝
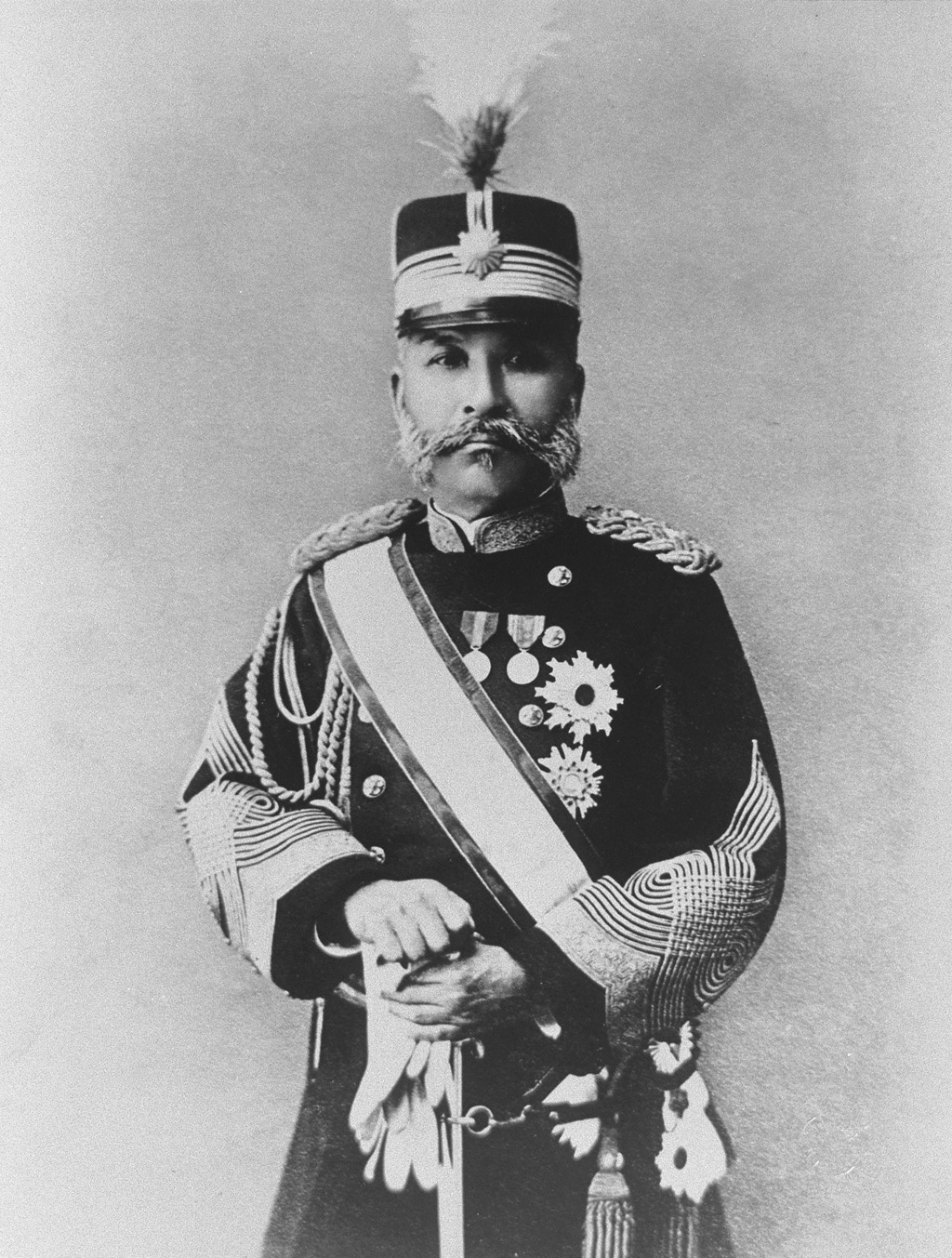
陸軍中将（袖章が亀甲模様に細線6条）。曾我祐準
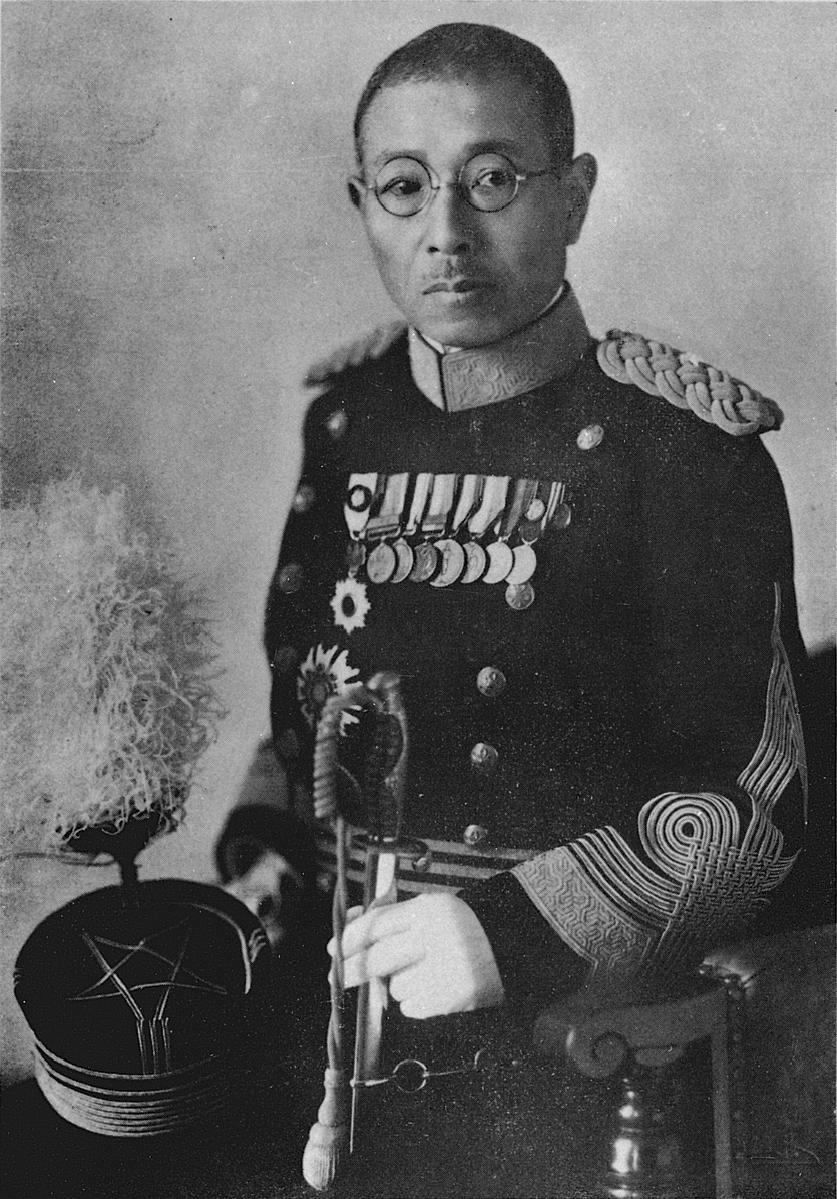
陸軍少将（袖章が亀甲模様に細線5条）。1932年（昭和7年）-1935年（昭和10年）頃の永田鉄山
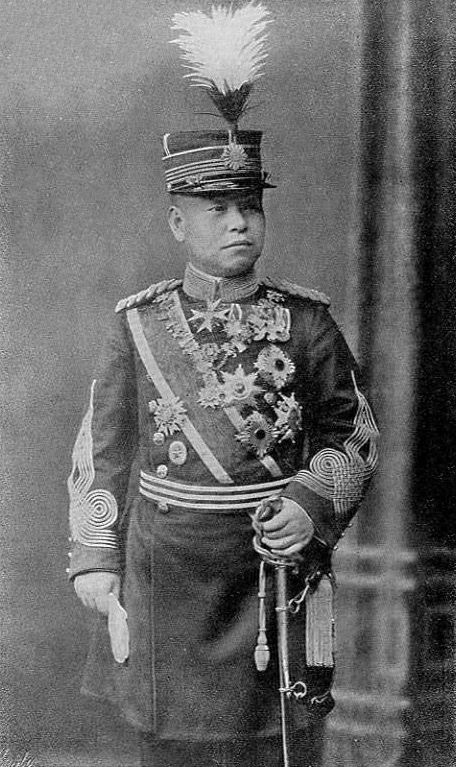
陸軍歩兵中佐（袖章が細線5条）。金線下の部分は歩兵科なので緋色の定色絨。佐尉官准士官の正帽前立は将官のものと異なり小振り。久邇宮邦彦王
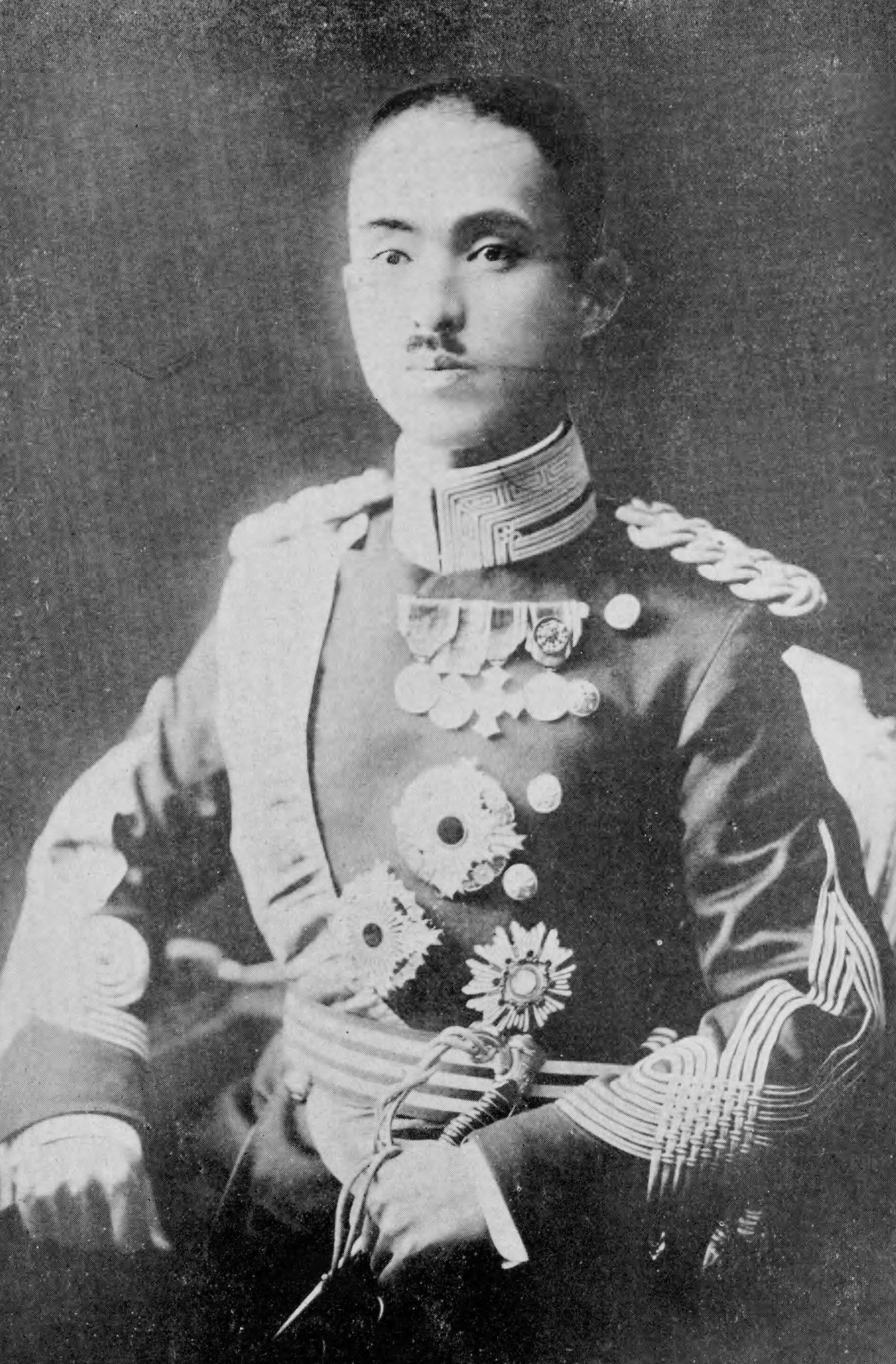
陸軍歩兵少佐（袖章が細線4条）。朝香宮鳩彦王
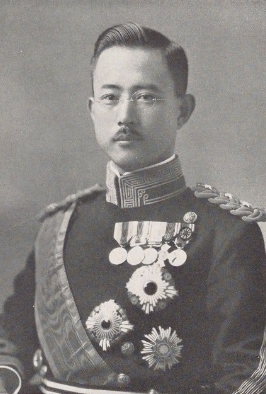
陸軍砲兵少佐（袖章が細線4条）。北白川宮成久王
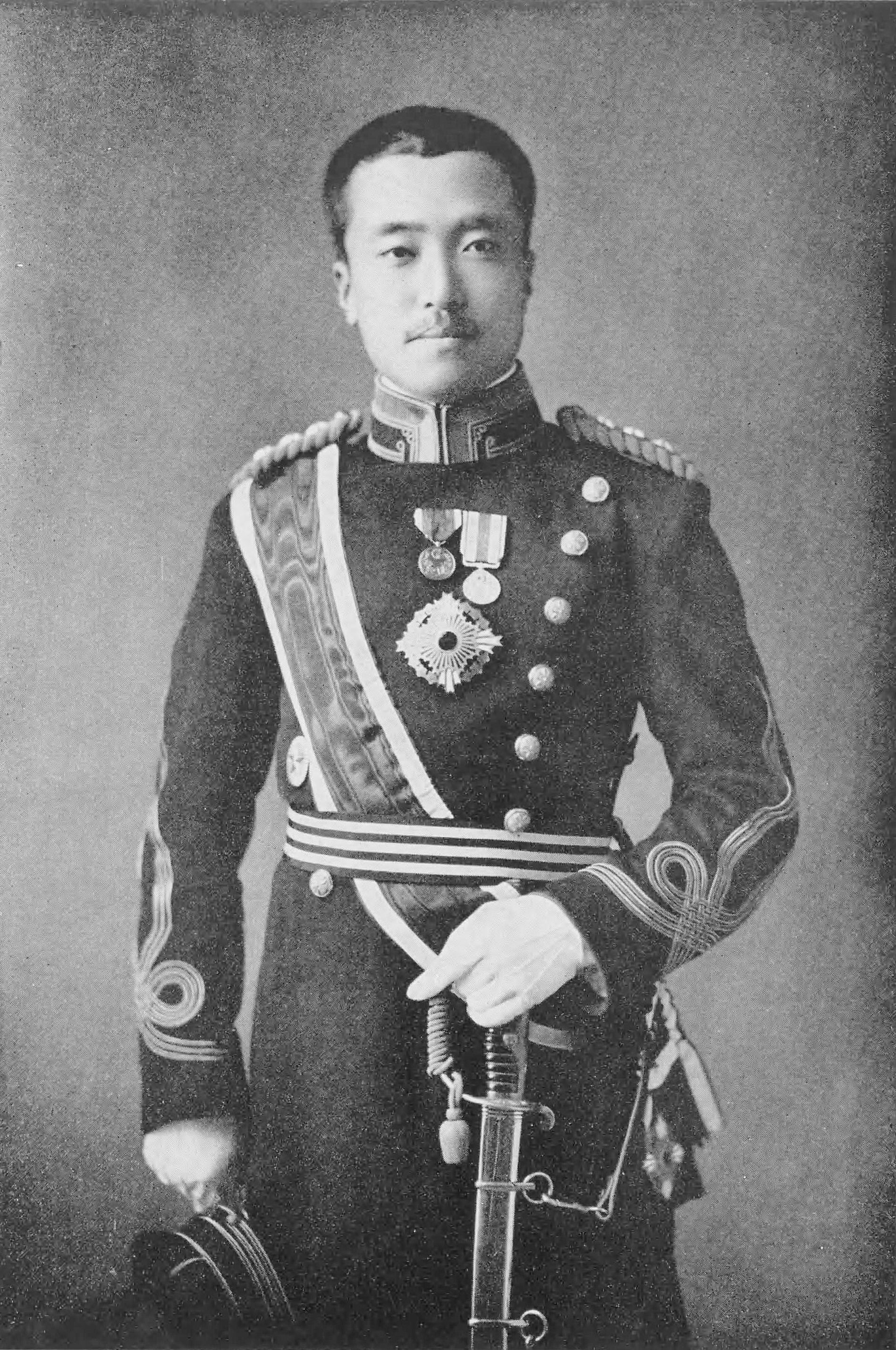
陸軍歩兵大尉（袖章が細線3条）。東久邇宮稔彦王
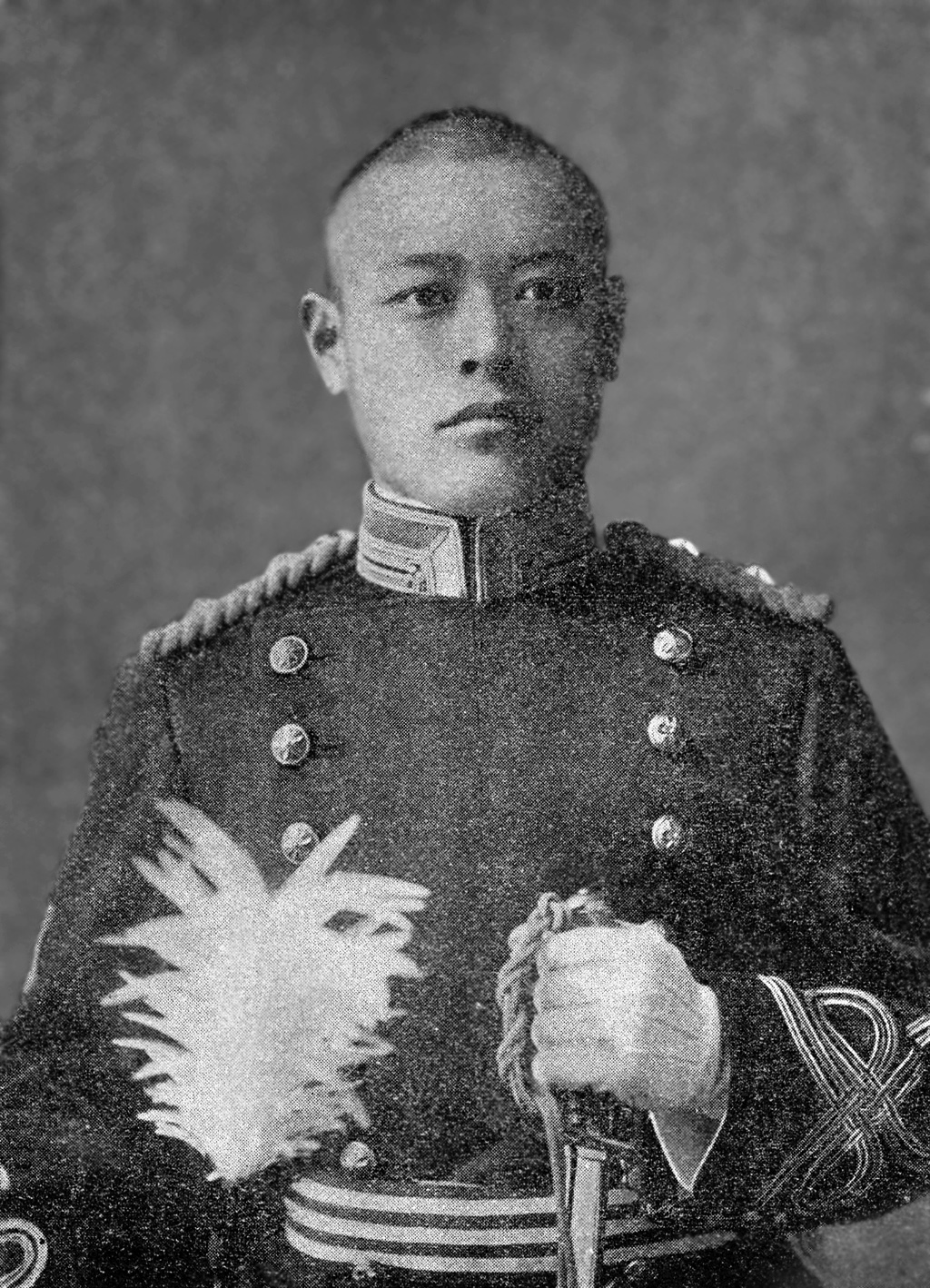
陸軍歩兵中尉（袖章が細線2条）。徳田金一
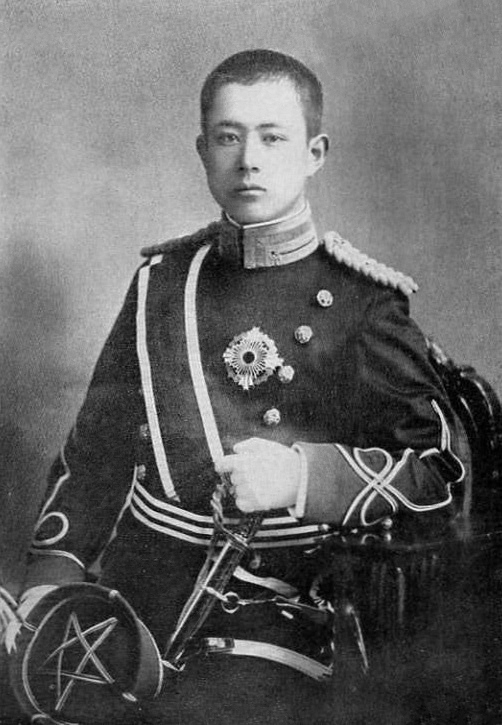
陸軍砲兵少尉（袖章が細線1条）。北白川宮成久王
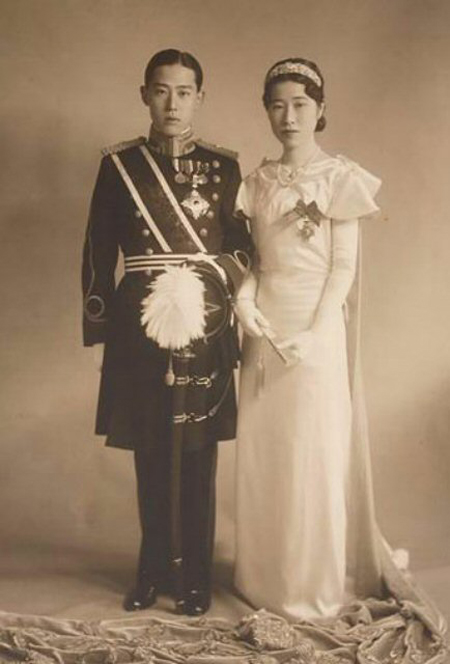
陸軍砲兵少尉（袖章が細線1条）。李鍝公
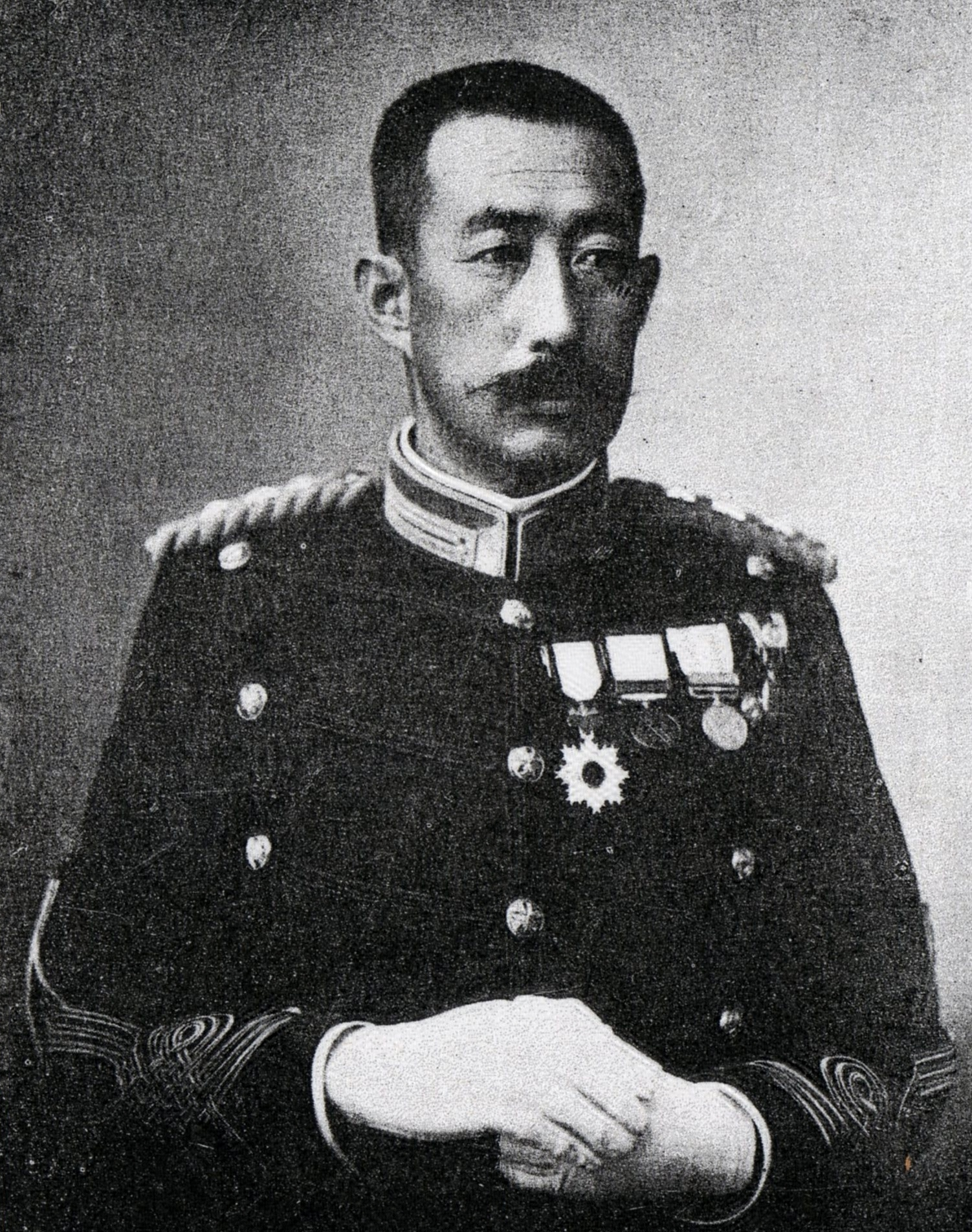
陸軍騎兵大尉。松平容大
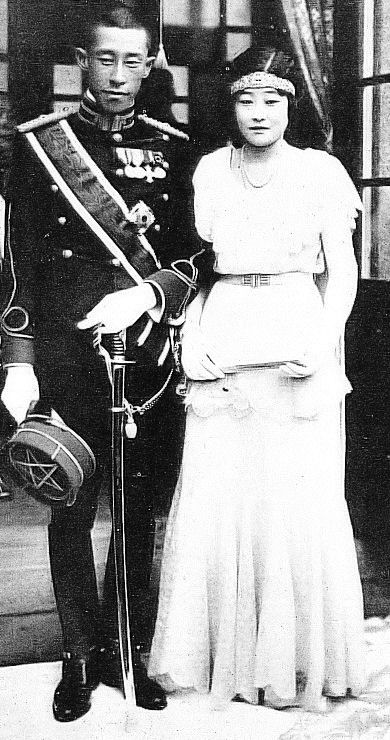
陸軍騎兵少尉。李鍵公

1873年（明治6年）9月24日に「陸軍武官服制」（明治6年9月24日太政官布告第328号）が制定される。将校（士官）准士官は、立襟ダブルボタンの半マンテル、長袴（ちょうこ、スラックス）に短靴（たんか、サイドゴアブーツ）の正装を用いた。細部の改正を経つつ、この基本形は帝国陸軍の最期まで用いられることとなった。
1879年（明治12年）3月18日制定の「陸軍服装規則」によると、将校准士官同相当官は、正帽・正衣・正袴・飾帯（佐官（隊附・伝令使を除く）以上。会計・軍医・馬医部の佐官相当官以上および参謀科尉官がこれを用いる）・白手套・下襟・飾緒（参謀科及び伝令使のみ）・正剣（正剣に代わって軍刀を佩用するのは、将官が部隊を率いる場合、参謀科将校が観兵式などにあたりその職を奉じる場合、伝令使及び隊附の佐尉官の場合である）および短靴を着用することとなっていた。
1900年（明治33年）の「陸軍服制」（明治33年勅令第364号）によると、一般将校準士官の第一種帽は、（色合いは黒色に近い）濃紺絨の地質。帽章の日章（旭日章）は金色直径1寸7分。目庇（まびさし）は革で、表が黒色、裏が萌黄色。頤紐（あごひも）が黒革で幅が3分5厘、頤紐釦が直径3分であった。また第一種帽には横章が付されている。上下部縫際に蛇腹組み金線小線（幅1分5厘）1条を付すほか、階級により別に金線が付された。少尉は金線小線1条とし、大佐に至るまで小線1条ずつ増えた。少将は金線大線（幅9分）1条及び小線1条とし、大将に至るまで小線1条ずつ増えた。また、頂上に五芒星の刺繍が付された。正衣袖章は金線で表され、少尉同相当官を1条として、大佐同相当官の金線6条に至るまで1条ずつ増えてゆく。
明治45年2月24日勅令第10号による改正では、第一種帽を正帽と改称すると共に、目庇の裏が黒色（元は萌黄色）となり、顎紐の幅が3分7厘（2厘太くなる）、顎紐止め釦の直径3分5厘（5厘大きくなる）となる。
昭和13年勅令第392号による改正では、正衣について、各部将校准士官（旧相当官）の飾帯の定色の区別がなくなり、一律に緋色となる。
襟章によっても階級が区別されており、将官には毘沙門亀甲の刺繍、佐官には雷紋の刺繍、尉官には蛇腹折の金色テープが用いられた。
また規定外ではあるが襟章にスパンコールをあしらう例もある。

### 正装（下士卒等）
1873年9月24日に「陸軍武官服制」（明治6年9月24日太政官布告第328号）が制定される。下士卒にはシャコー帽が採用された。
1879年3月18日制定「陸軍服装規則」によると、下士卒同相当官は、正帽・正衣・正袴を着し、正帽には前立を装し、各科所用の兵器を携帯し、乗馬本分者は長靴を、徒歩本分者は脚絆を着用した。ただし、飾隊儀仗の整列等にあって隊附徒歩本分の下士卒は、下副官および曹長のほか、皆背嚢を負い、毛布を蹄鉄状に付しその上に外套を付着し、嚢中に定規の器具を収め脚絆を袴下に着用した。また、工兵及び鍬兵の下士卒は毛布の代わりに各工具を付着した。また、隊外の下士は、兵科に関せず総て軍刀を佩用した。なお、1880年（明治13年）には、官営千住製絨所が操業を開始し、国産の羅紗地が用いられるようになった。
1900年の「陸軍服制」（明治33年勅令第364号）でも下士卒第一種帽（シャコー帽）は維持された（憲兵および輸卒を除く兵科の下士卒）。憲兵および各部の下士卒の第一種帽は将校准士官のそれに近いものであった。

## 礼装

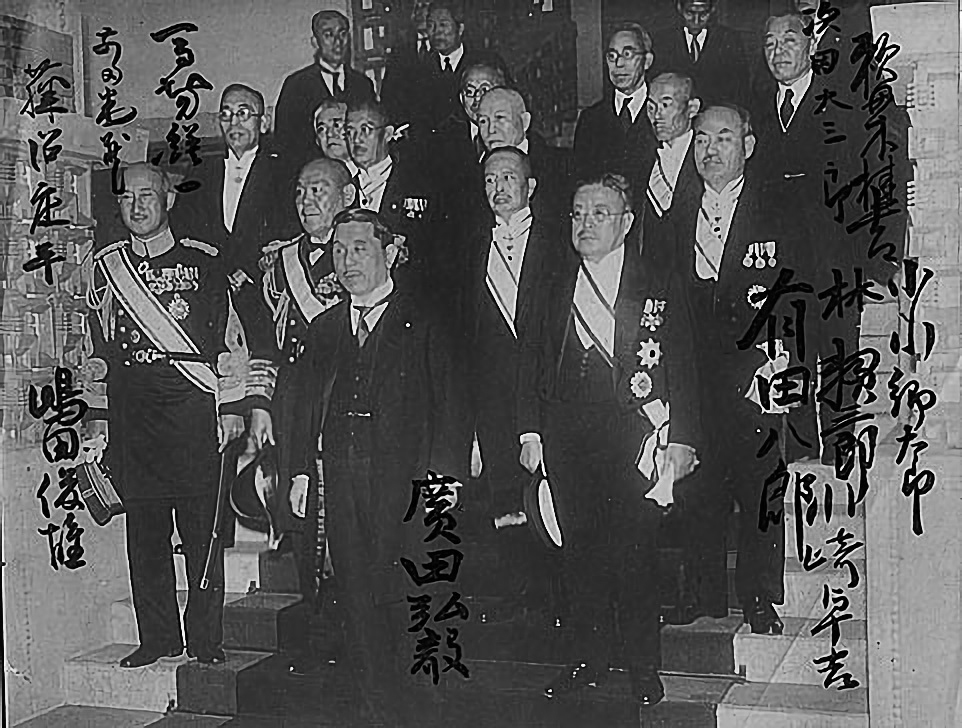
陸軍大将（左端）。正装と異なり前立や飾帯を着用しない。寺内寿一
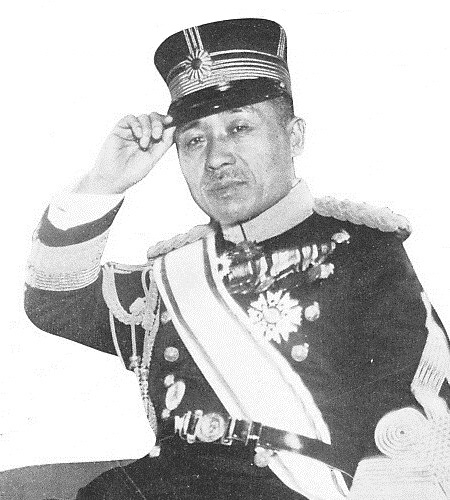
陸軍中将。本庄繁
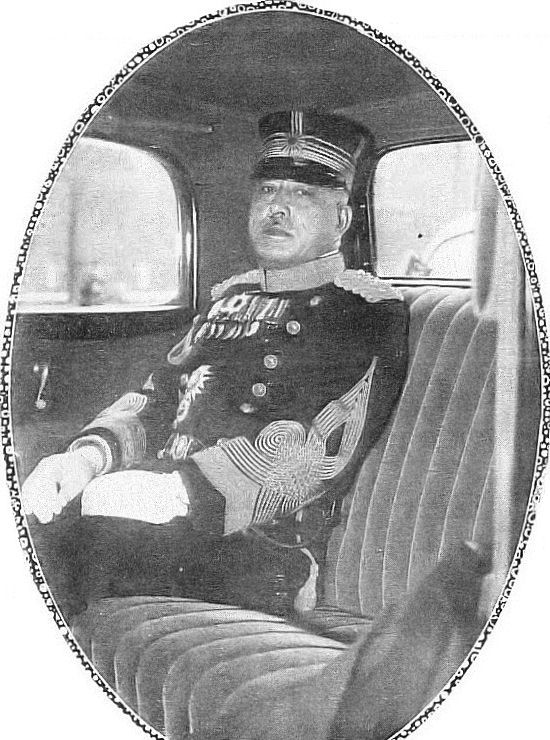
陸軍中将。岩越恒一
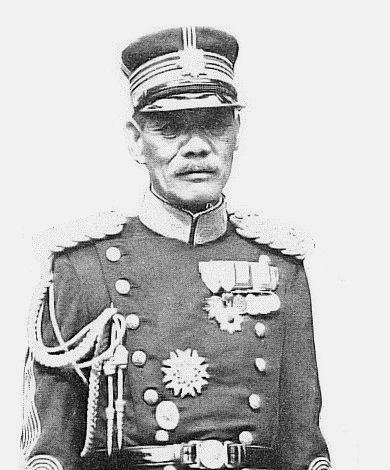
陸軍中将。荒蒔義勝

「陸軍服装規則」（明治45年軍令陸第1号）では、礼装は前立・飾帯を着用しないほかは正装に同じと規定された。

## 通常礼装

### 昭和13年制式以前

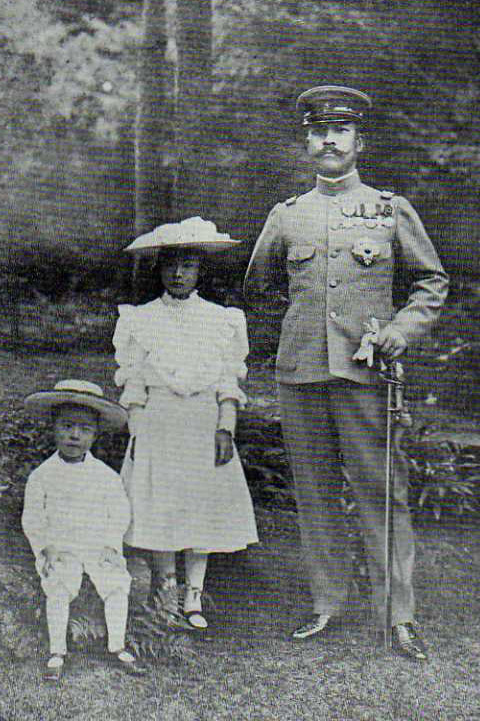
明治45年の改正後の通常礼装。原則として長袴・短靴を着用したが、乗馬本分者は短袴・長靴を着用することもある。閑院宮載仁親王

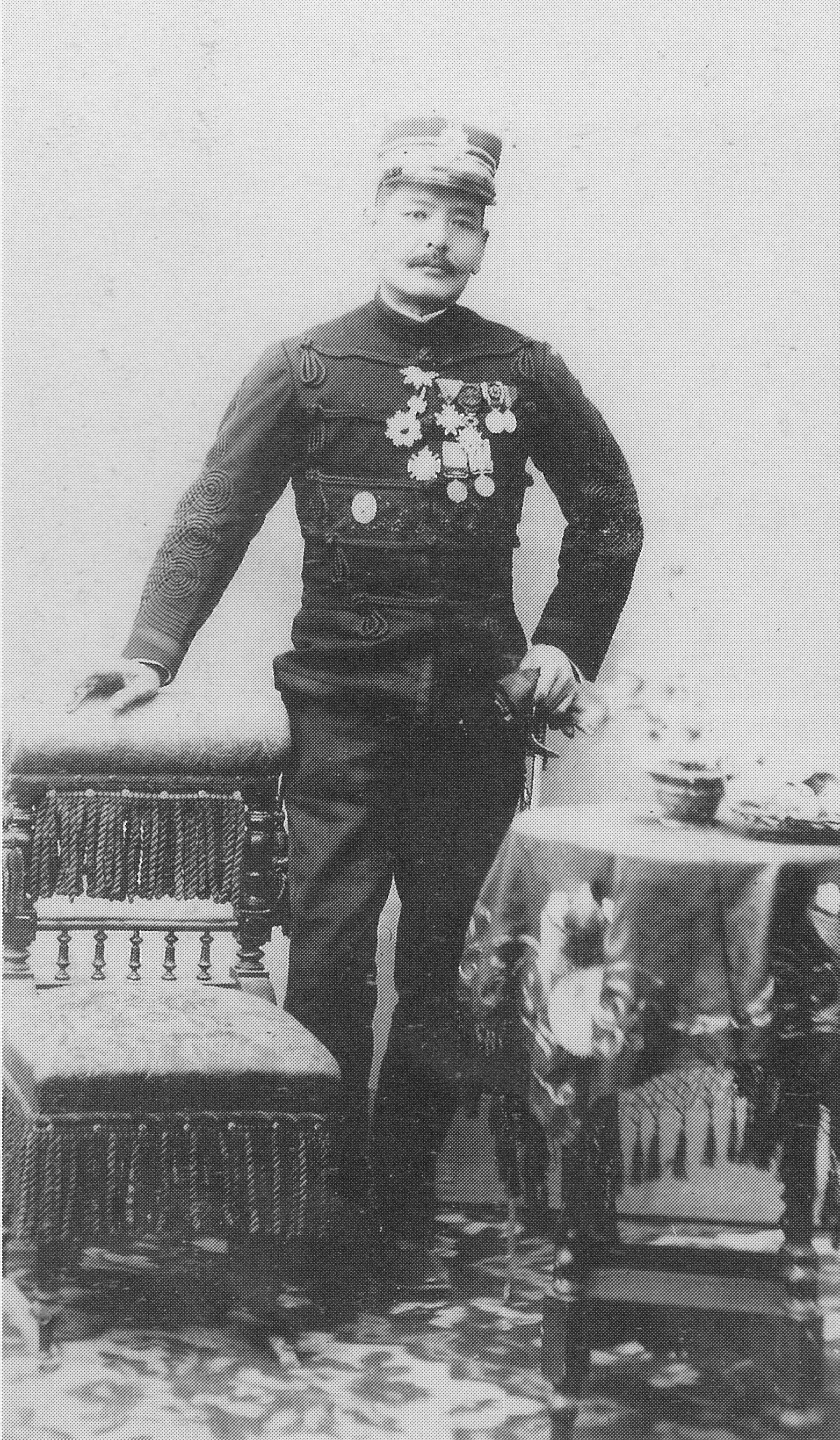
明治期の陸軍少将。秋山好古
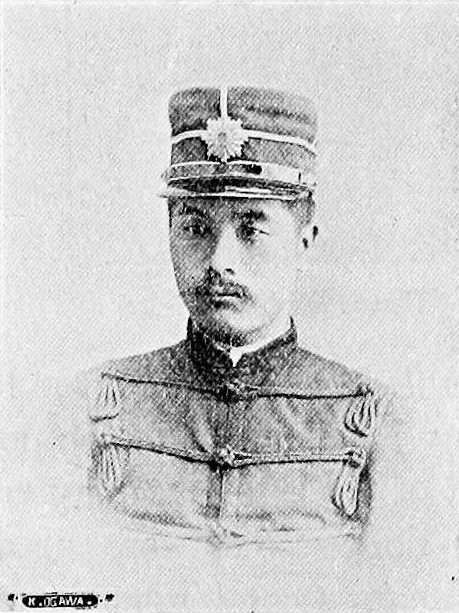
陸軍工兵中尉。矢野目孫一
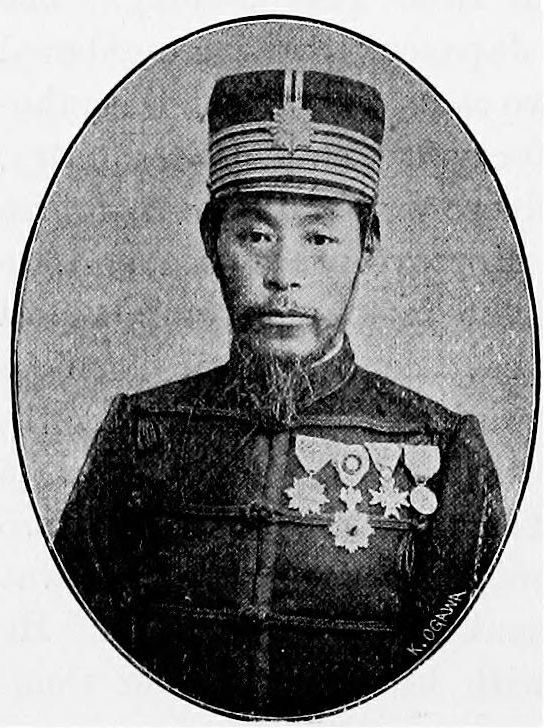
陸軍歩兵少佐。岡見正美

明治初期にはこの分類はなかったが、西南戦争後、礼装と軍装とが明確に区別されるようになるとこの分類が採用された。採用当初、通常軍衣に第一種帽から前立を外した状態のものを組み合わせ、これを通常礼装とした。明治45年の全面改正以降は軍装・略装と大差はない。「陸軍服装規則」によれば、暑中以外は軍帽・軍衣・長袴・短靴・刀・刀緒・刀帯を着用した（軍楽部・騎兵科・参謀・副官・週番将校・特務曹長には特則あり）。
なお、当時の規則によれば、勲章従軍記章記念章類を略綬ではなく本章を用い佩用するか否かで通常礼装と軍装とが区別されるわけではない（軍装では勲章・記章の佩用をしないことが許されていたに過ぎない）。

### 昭和13年制式以降

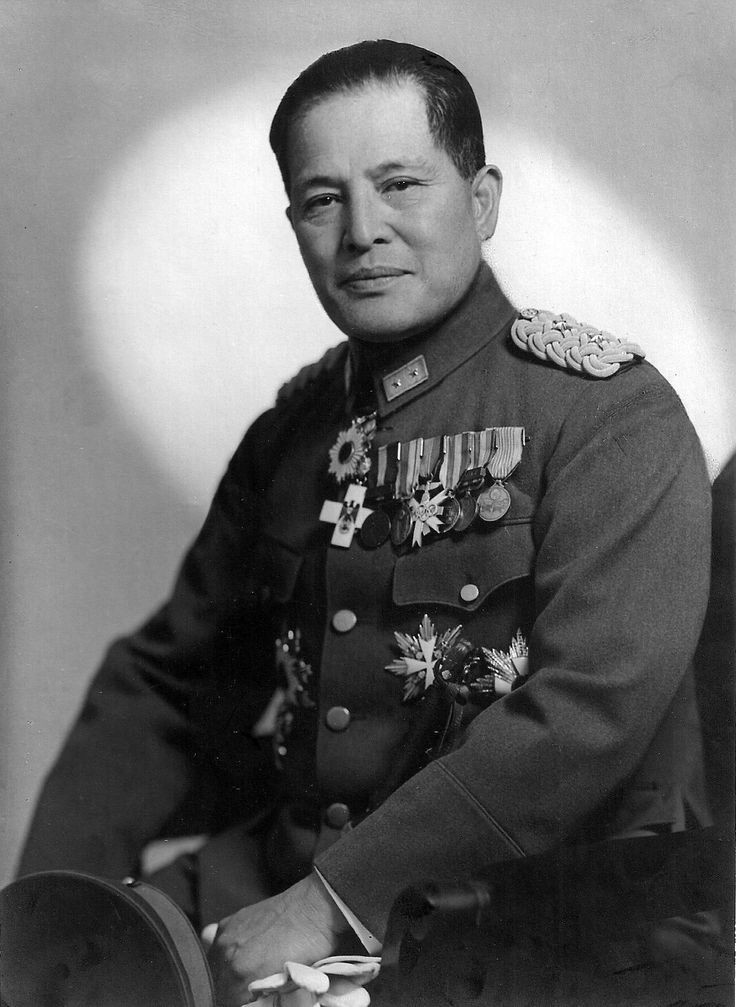
昭和13年制式通常礼装の陸軍中将。大島浩

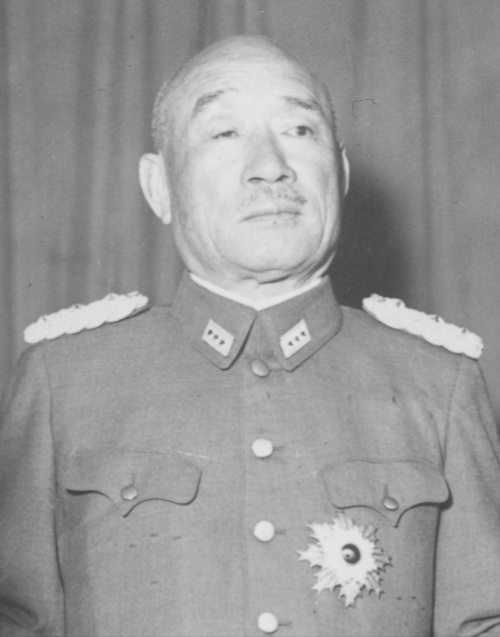
通常礼装の陸軍大将。勲章は受勲した最上級章（勲一等旭日大綬章副章）のみ佩用。杉山元
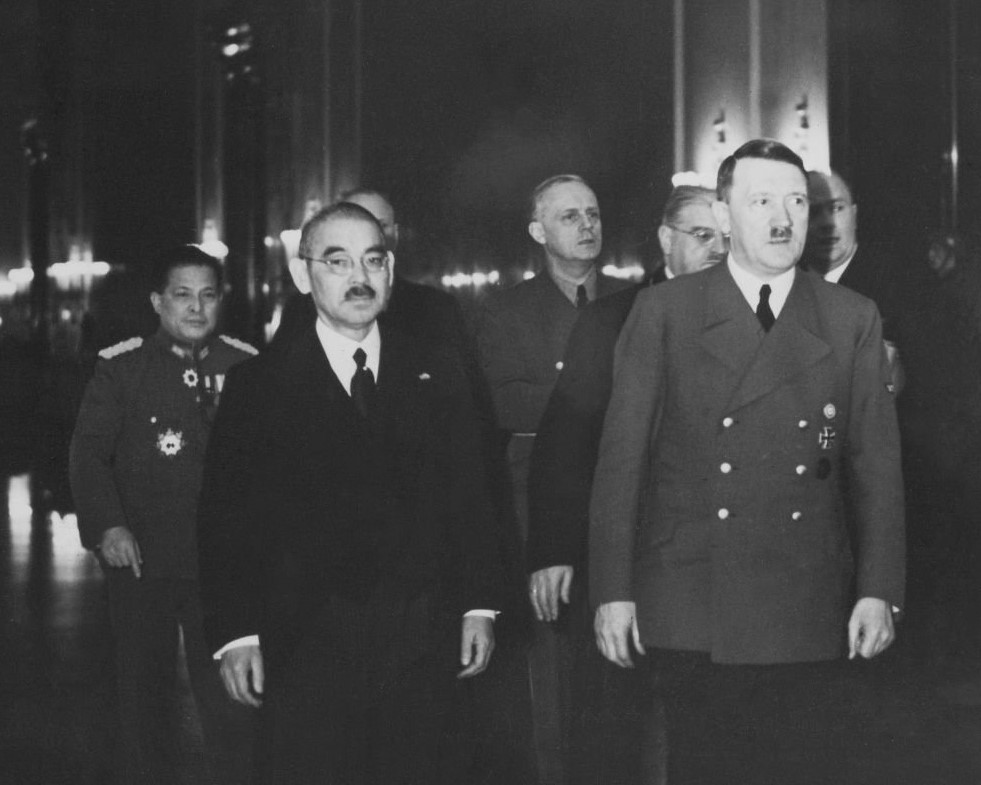
通常礼装の陸軍中将（大島浩、左端）。手前左は松岡洋右、右はアドルフ・ヒトラー

1938年の昭和13年制式で通常礼装は改正され、正衣に用いる肩章（正肩章）に類似した通常礼装用の肩章が制定され、通常礼装時には昭和13年制式以降の立折襟の冬衣および夏衣にこれを着用する定めとなった。自身が受章している勲記章類を略綬ではなく本章を佩用し、肩章を付し通常礼装とする。当通常礼装は昭和18年制式においても維持されている。

## 軍装・略装

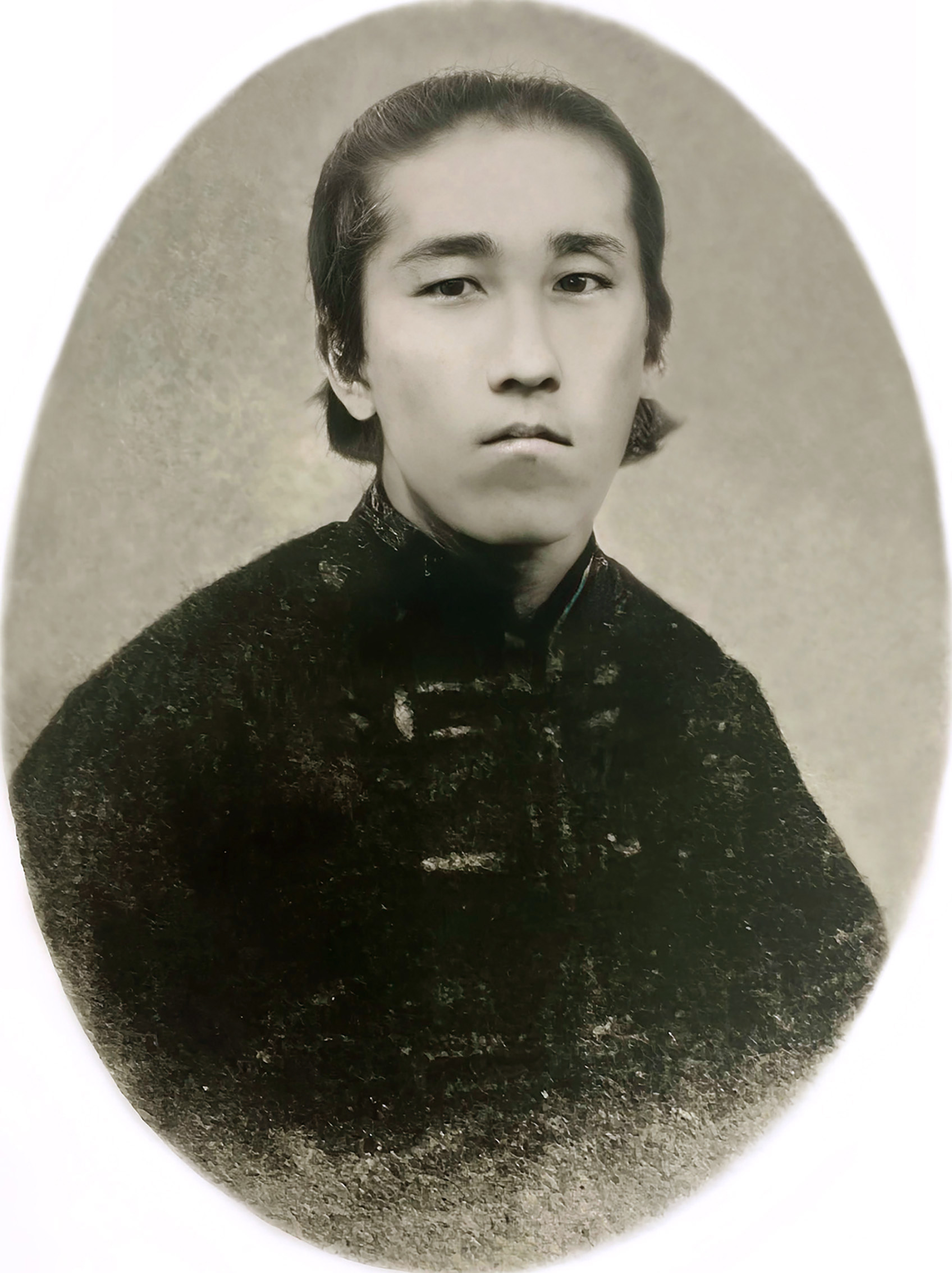
御親兵創設頃の最古期の軍服姿の板垣退助・明治3年（1870年）頃撮影

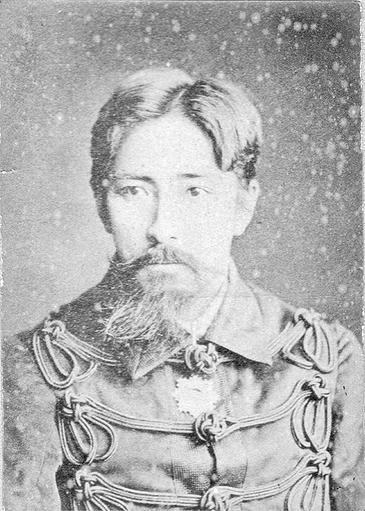
陸軍少将（折襟の肋骨服）。1875年（明治8年）から1885年（明治18年）にかけての野津道貫

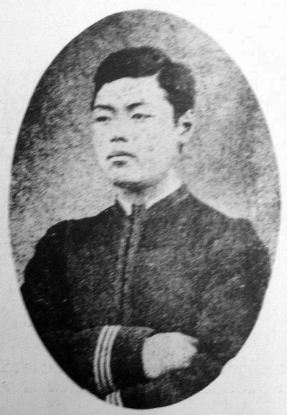
下士卒用略衣（明治8年制式）の陸軍歩兵伍長。津田三蔵

### 明治3年制式
帝国陸軍初の軍服は、御親兵当時の1871年（明治3年）12月に制定された。将校・下士卒ともにフランス式の紺色地9個ボタン一列の上衣。袴は兵科ごとに色分けされ、歩兵は鼠霜降地に黄色側線、騎兵は赤地に黄色側線、砲兵は赤地に黒色側線となる。帽子は全面に日章を配したケピ帽である。
翌1871年（明治4年）9月には正装が制定され、将校は通常の軍衣よりやや上衣の丈が長いマンテルが採用された。
これらの軍衣は、のちの明治6年制式後も大量にストックが残存しており、台湾出兵、佐賀の乱、西南戦争においても使用されていたことが当時の写真や絵図からうかがえる。

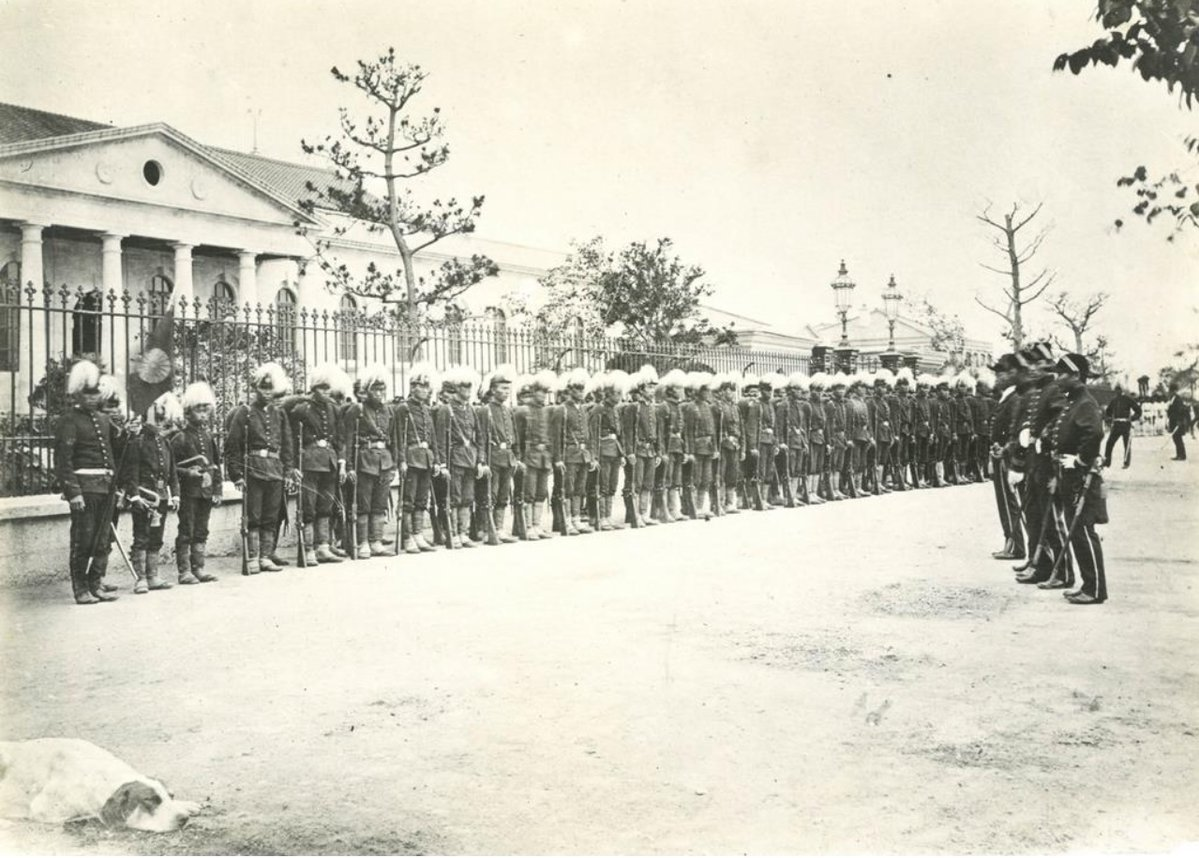
1872年（明治5年）頃の近衛兵
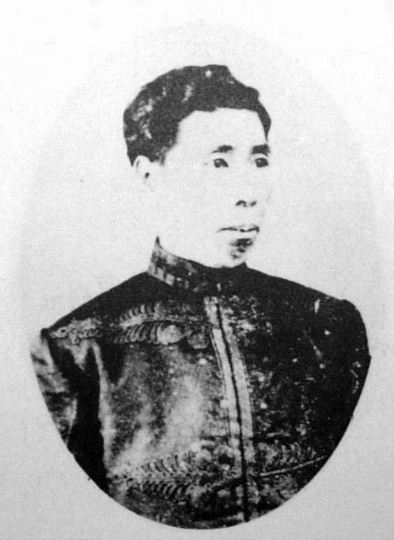
1872年（明治5年）頃の山縣有朋。独自の略装
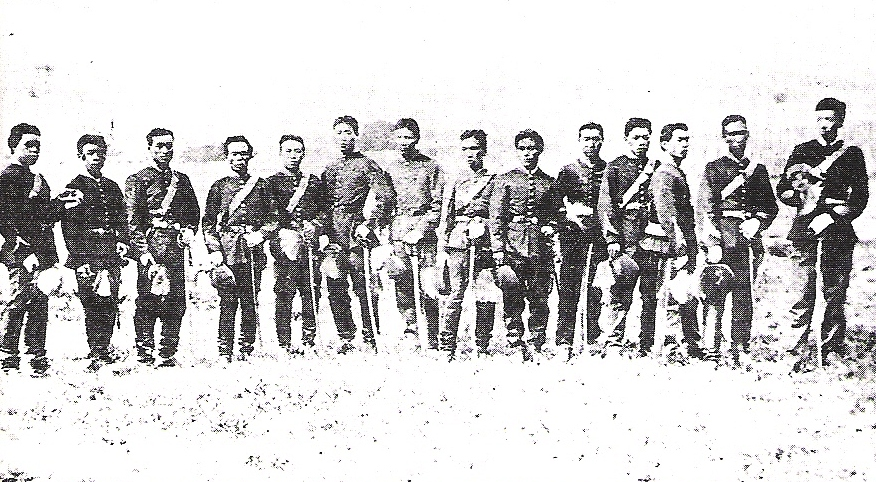
1875年（明治8年）当時の近衛砲兵将校ら。既に明治6年制式の軍衣が採用されているにもかかわらず、着用しているのは明治3年制式である。
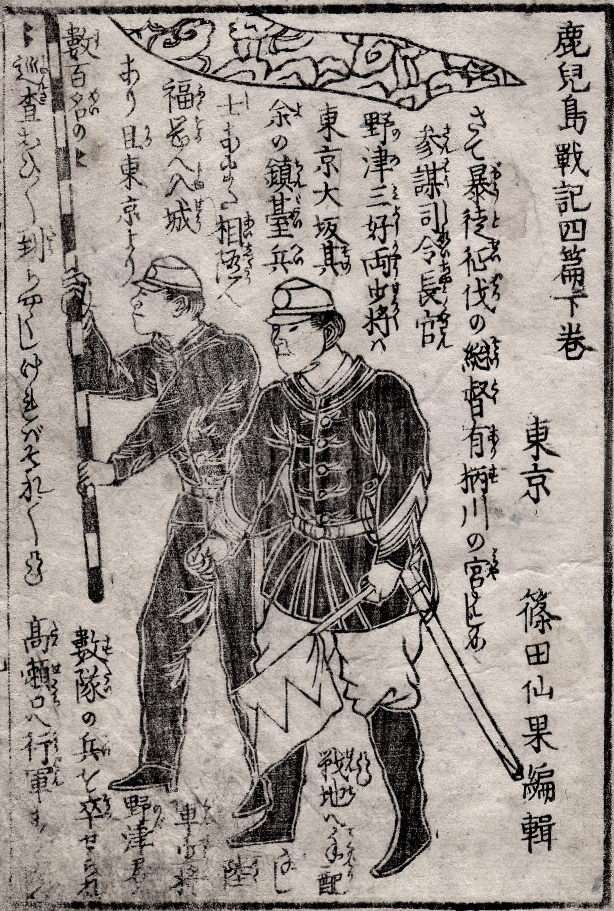
西南戦争出征時の兵士ら。こちらも明治3年制式を着用している。
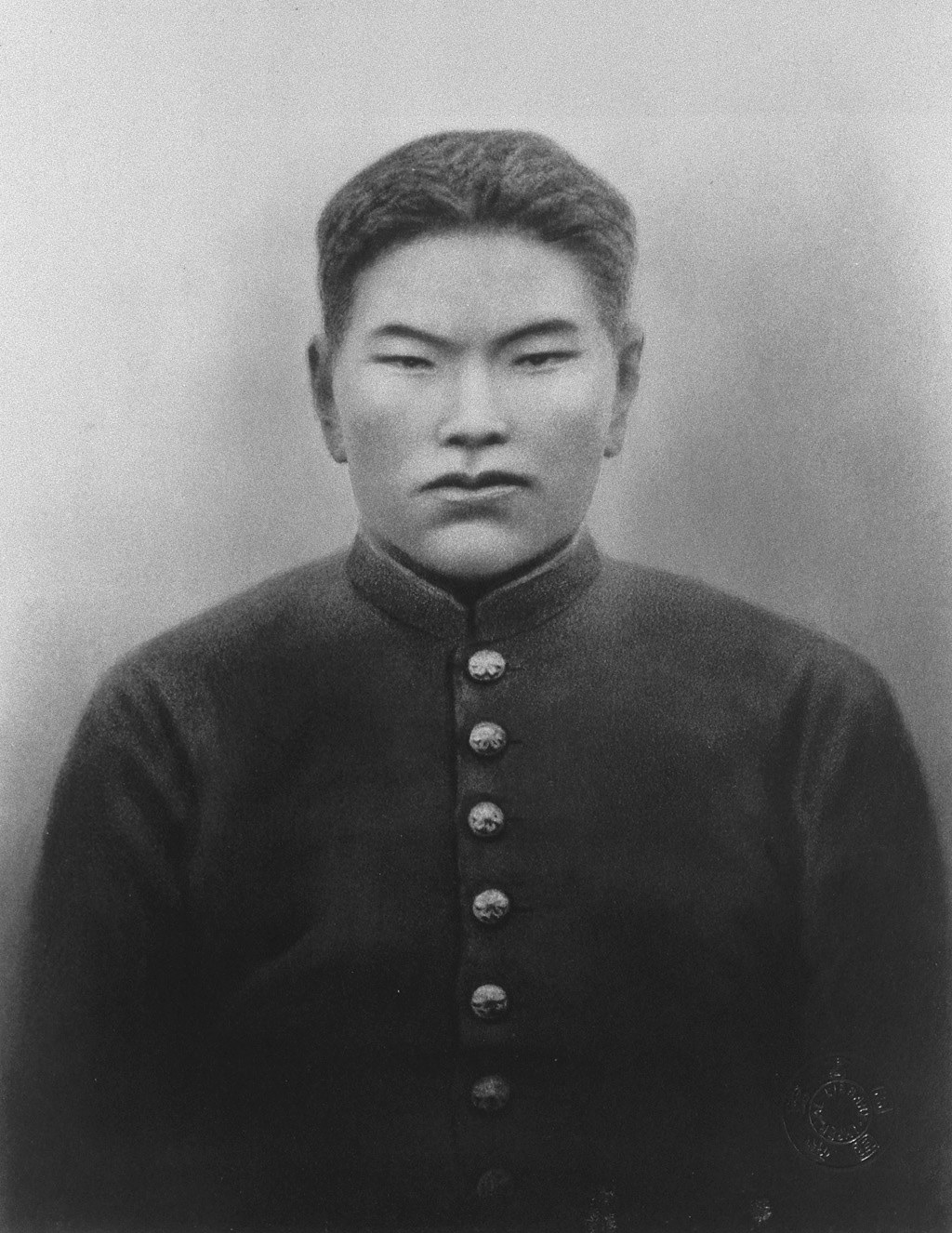
下士卒軍衣を着用した兵卒。谷村計介

### 明治6年制式

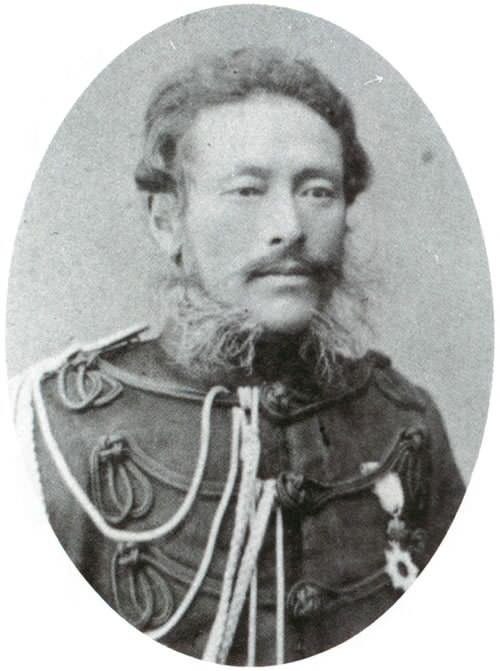
1877年（明治10年）頃の陸軍参謀中佐（独立兵科たる「参謀科」当時）。肩章を付している。山川浩

この改正により、将校と下士卒の区別が明確化された。将校の軍衣（冬衣・冬服）は濃紺絨（黒色）の肋骨服（ろっこつふく）。後年のものとは異なり、折襟、毛織縁、毛皮縁など様々な形状が見受けられる。下士卒には目庇のないドイツ式の略帽が制定された。
1875年（明治8年）に細部の改正が行われた。この改正により白い夏衣が採用された。下士卒には略衣の制定、および略帽の改正がなされた。略衣はホック式のものであるが、機能性を重視し丈が腰周りとなっている。略帽は目庇のある形状に改正され、以後同様の形状のものが用いられ続けた。

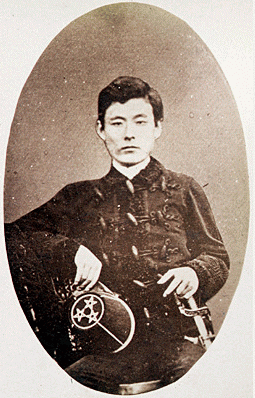
陸軍砲兵大尉。肋骨の形状が後年のものとは異なる。岡本柳之助
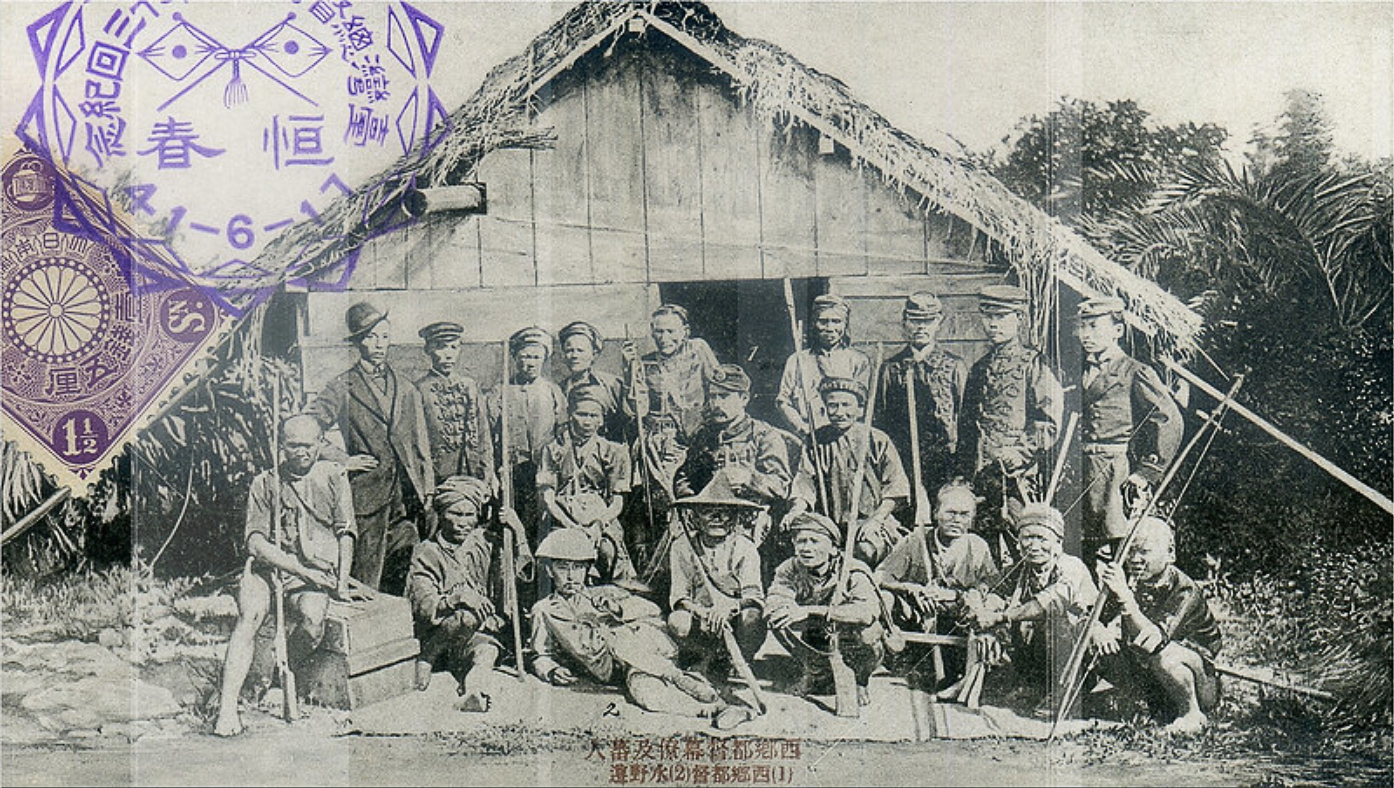
台湾出兵における将校ら
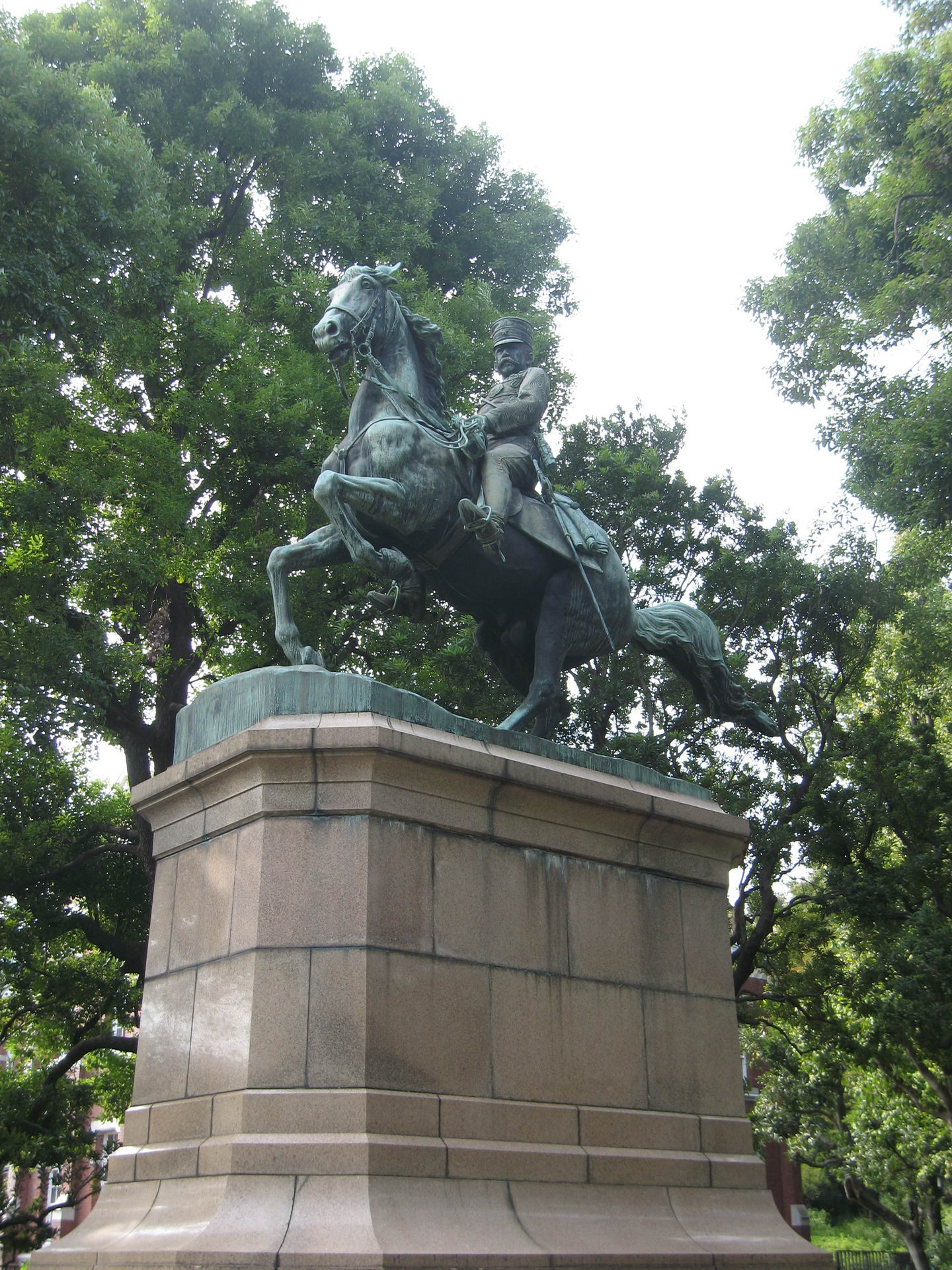
北白川宮能久親王像
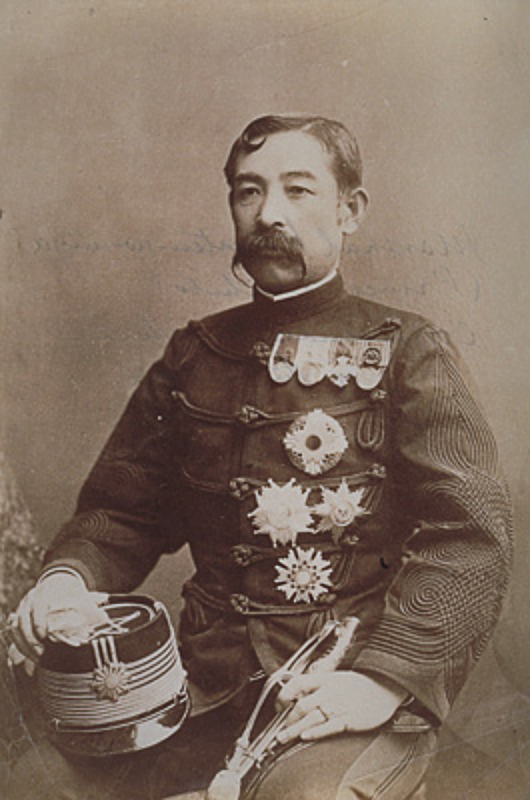
小松宮彰仁親王
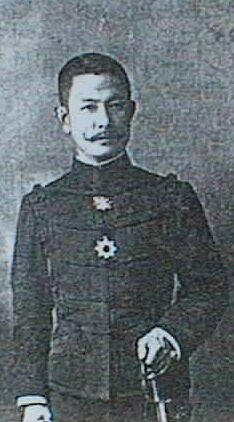
柴五郎
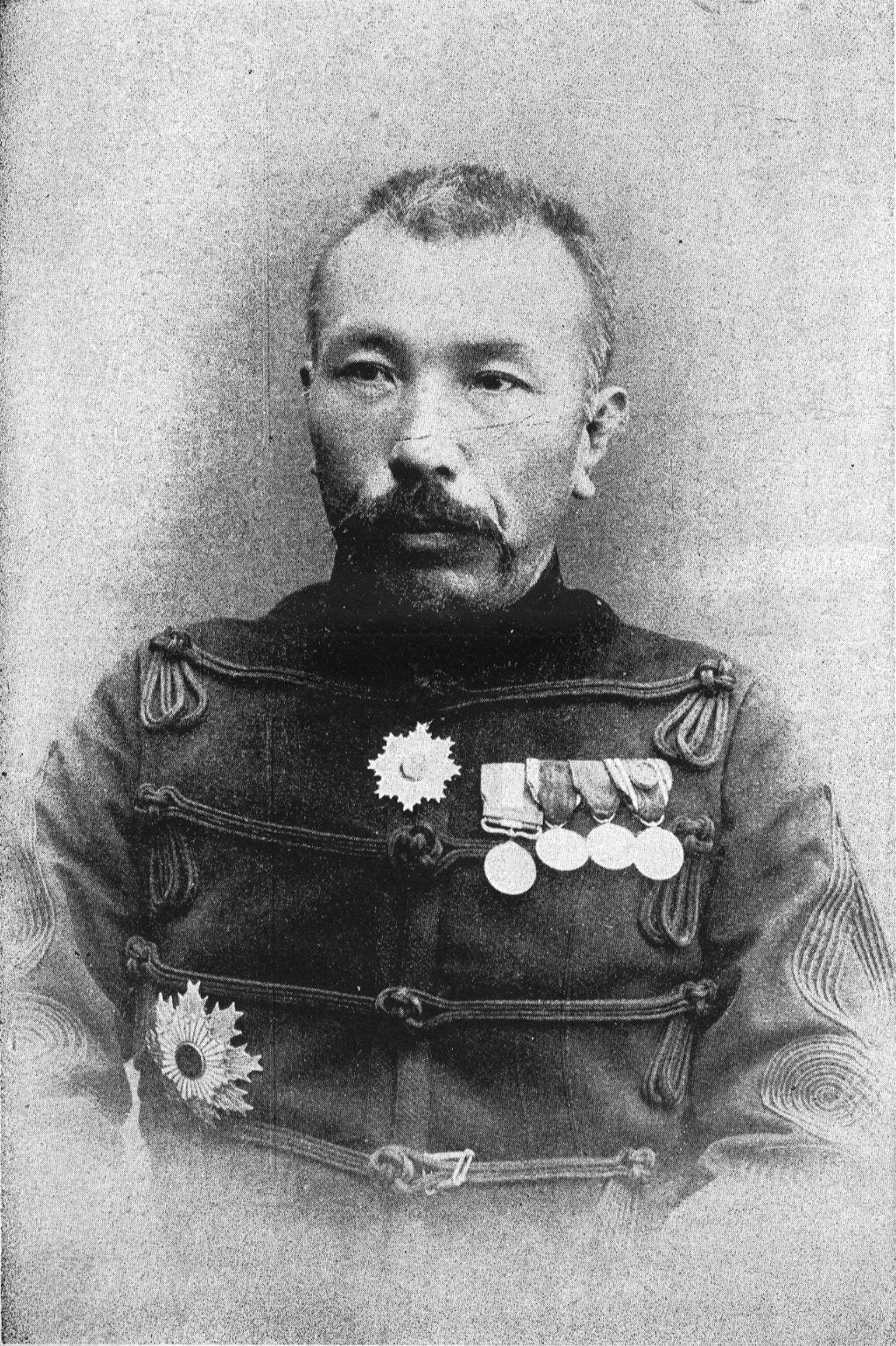
茨木惟昭
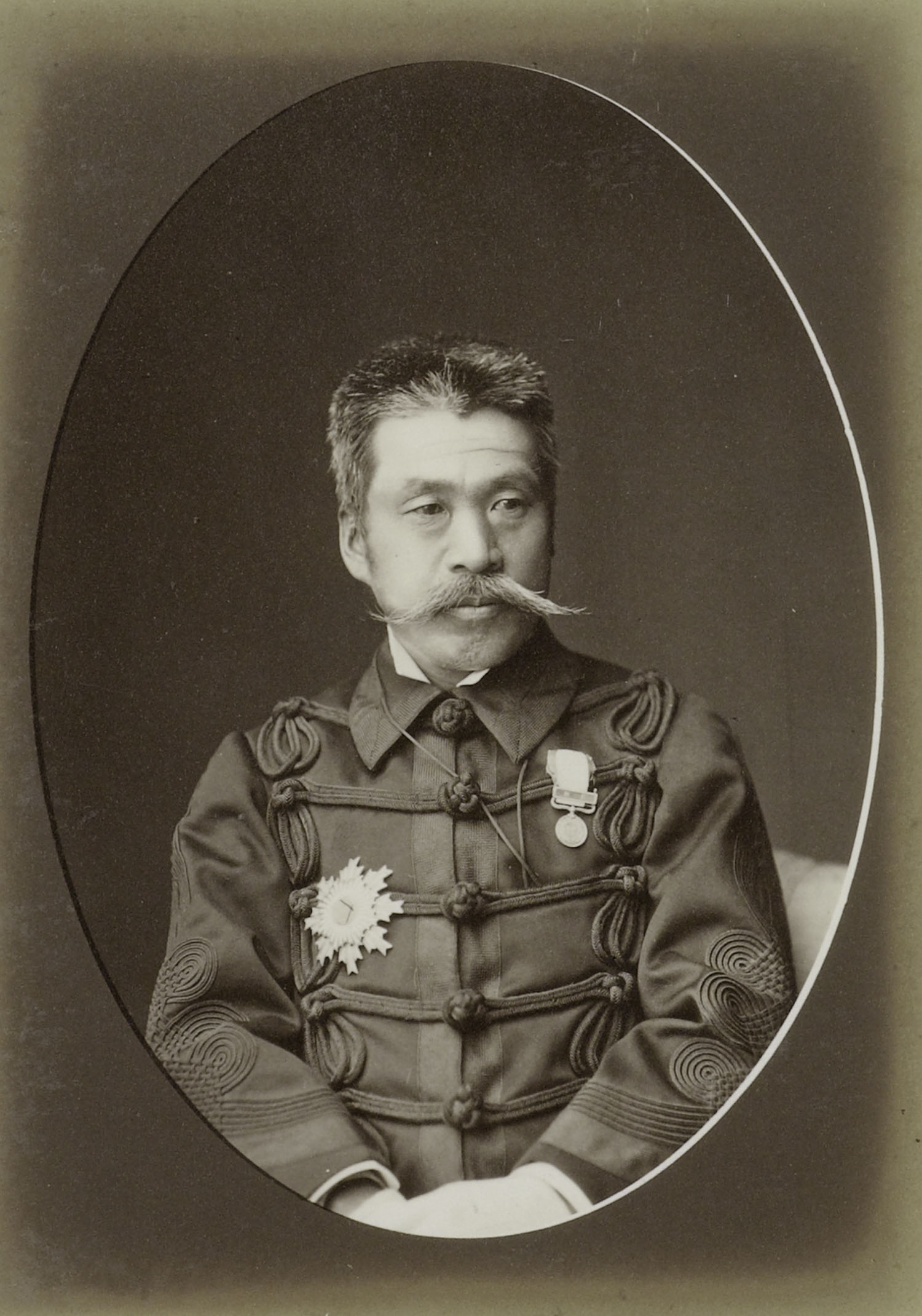
折襟の肋骨服。谷干城
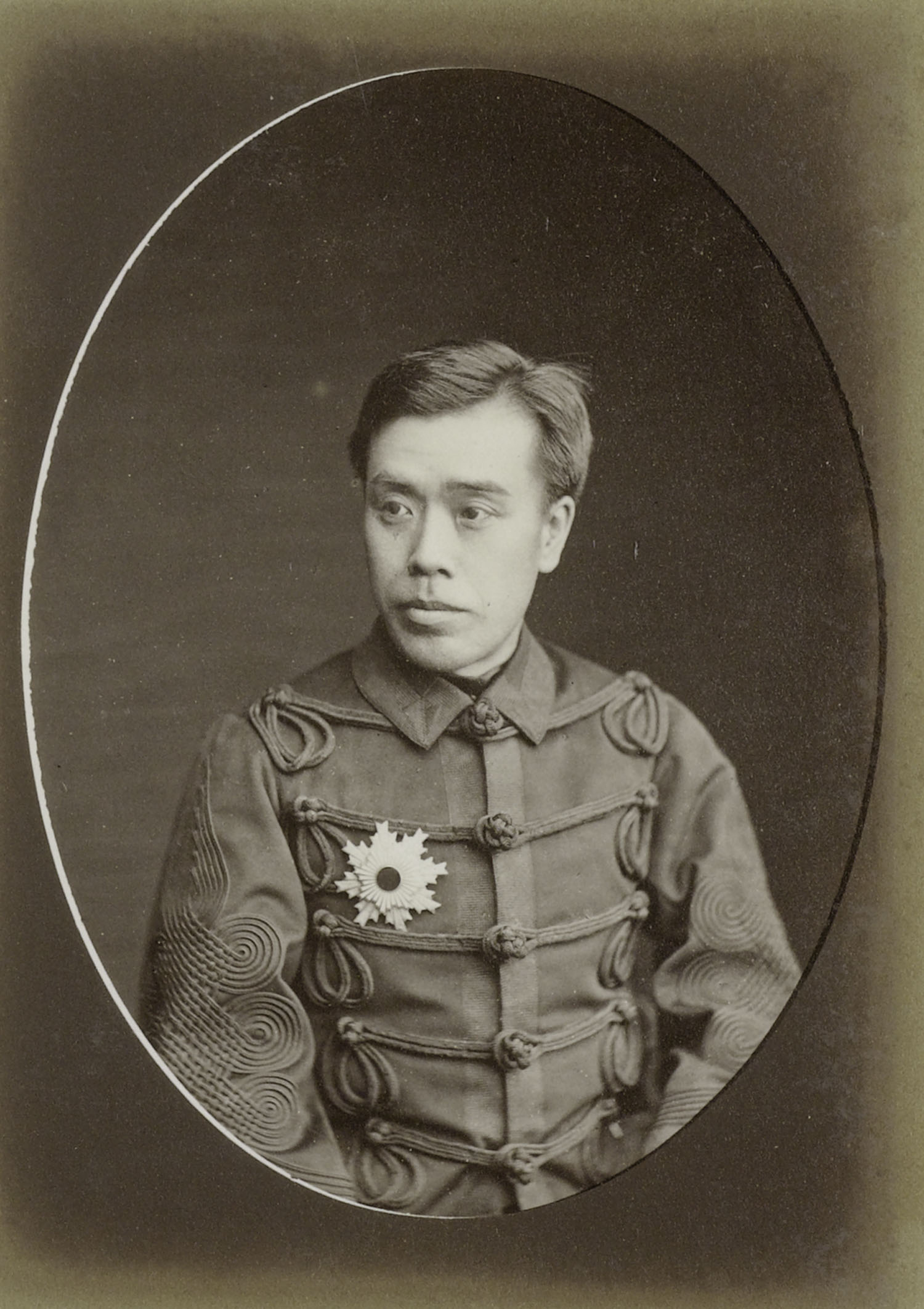
折襟の肋骨服。三浦梧楼
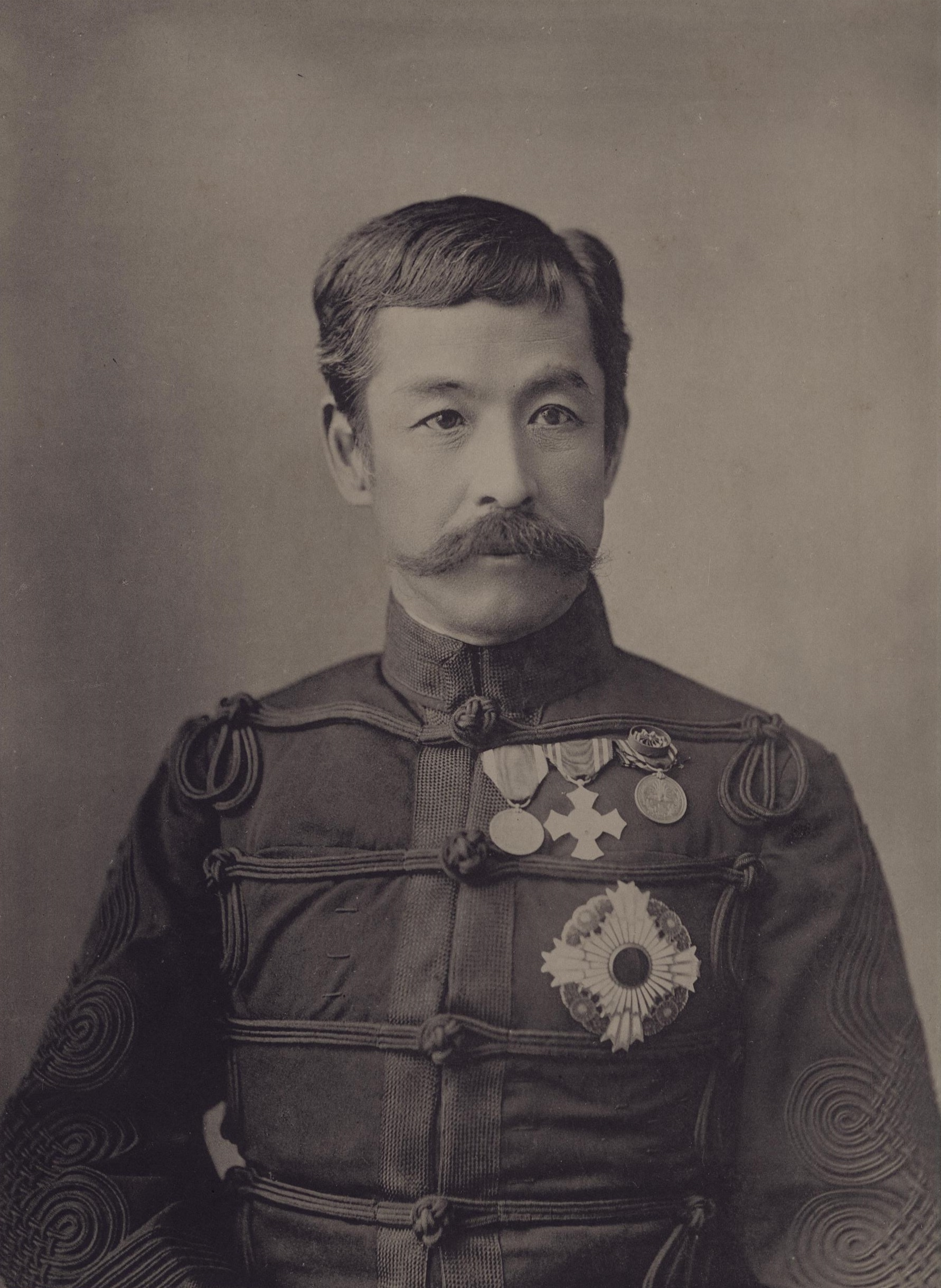
北白川宮能久親王

### 明治12年以降

#### 将校・同相当官
1879年（明治12年）制定、明治12年3月18日「陸軍服装規則」において将校同相当官は、軍装に際しては軍帽（第二種帽と考えられる）、軍衣、軍袴、白手套、下襟、飾緒（参謀官及び伝令使のみ）および軍刀を着用した。
ただし、軍袴については乗馬には短袴（たんこ、乗馬ズボン）を用いた。また、隊附徒歩本分の将校は、戦時出征の場合および平時であっても衛兵勤務及び行軍野営演習などの場合には背嚢を負い、外套を背嚢上に付着し、脚絆を着用した。また、会計・軍医・馬医部の将校相当官は、軍装にあっても軍刀に代えて正剣を帯びた。

#### 下士卒・同相当官

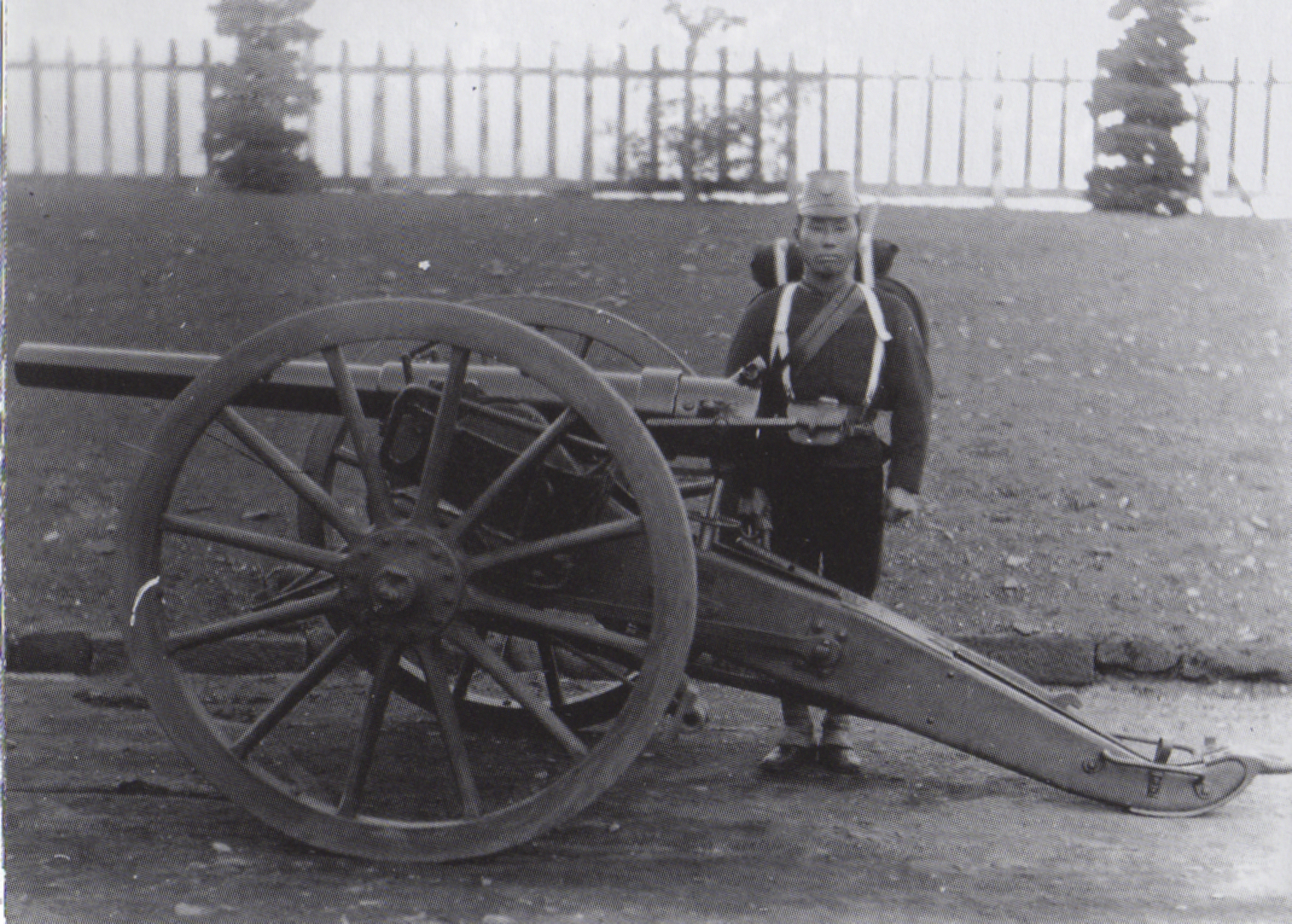
1882年（明治15年）当時の砲兵下士卒の軍装

明治12年3月18日制定「陸軍服装規則」によると、下士卒及び同相当官の軍装は同時期の正装に同じであり、次の点のみ異なっていた。
- 第一種帽に前立を装着しないこと。
- 徒歩本分の下士卒は、脚絆を袴下ではなく袴上に着用し、予備靴を背嚢の両側に付し、食器（飯盒）を嚢の外部中央に付着し、飲器（水筒）を携帯したこと。

### 明治19年制式

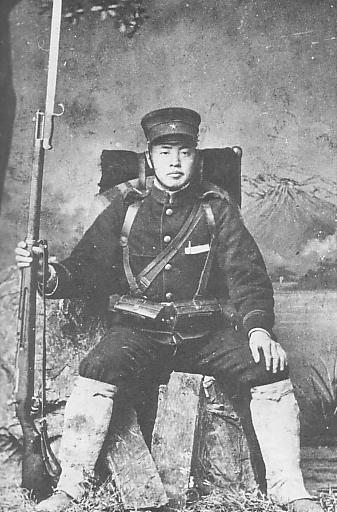
1894年（明治27年）当時の下士卒軍衣。ただし、1897年に採用された三十年式歩兵銃を手にしている

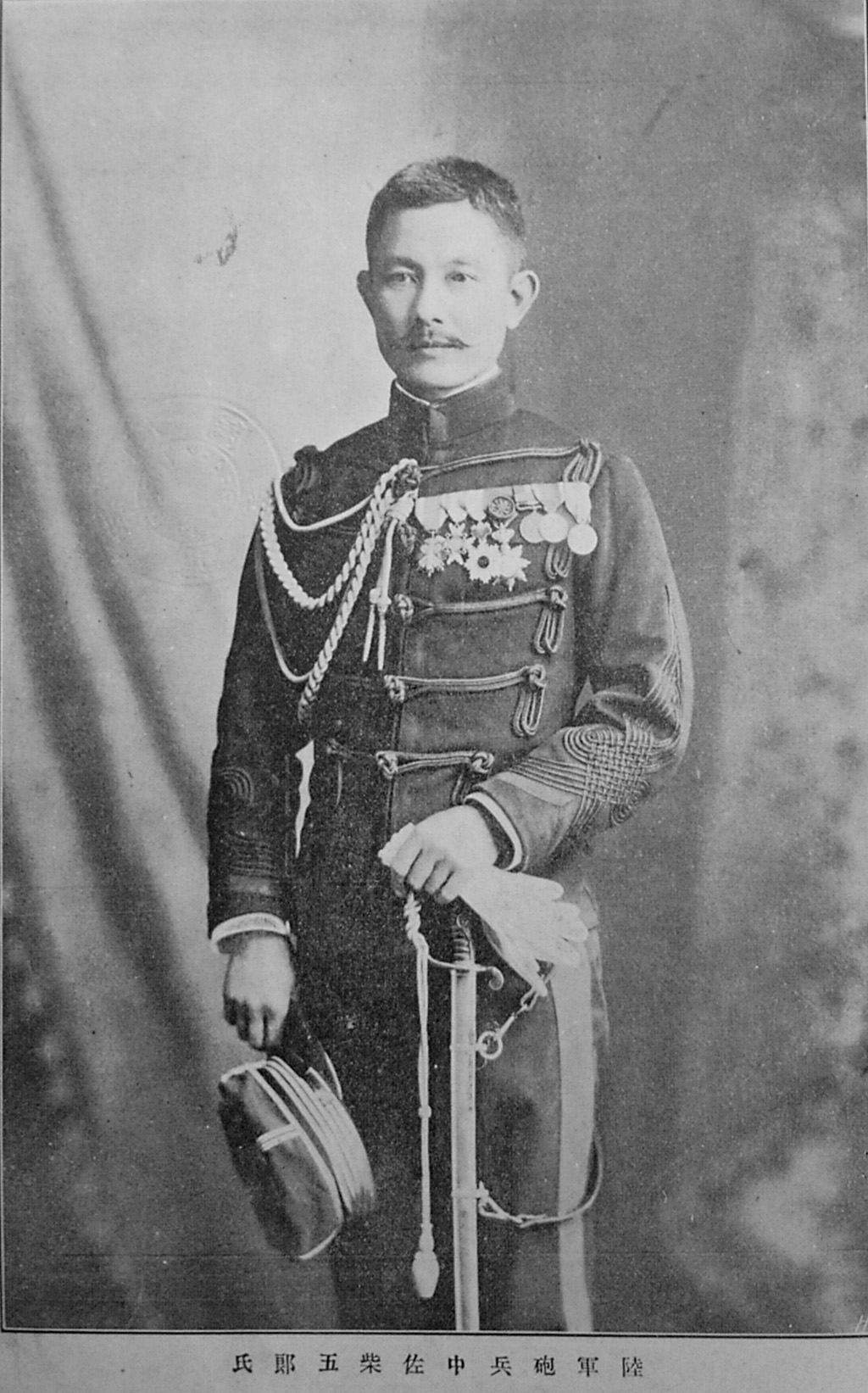
1901年（明治34年）当時の将校准士官軍衣。参謀たる陸軍砲兵中佐。柴五郎

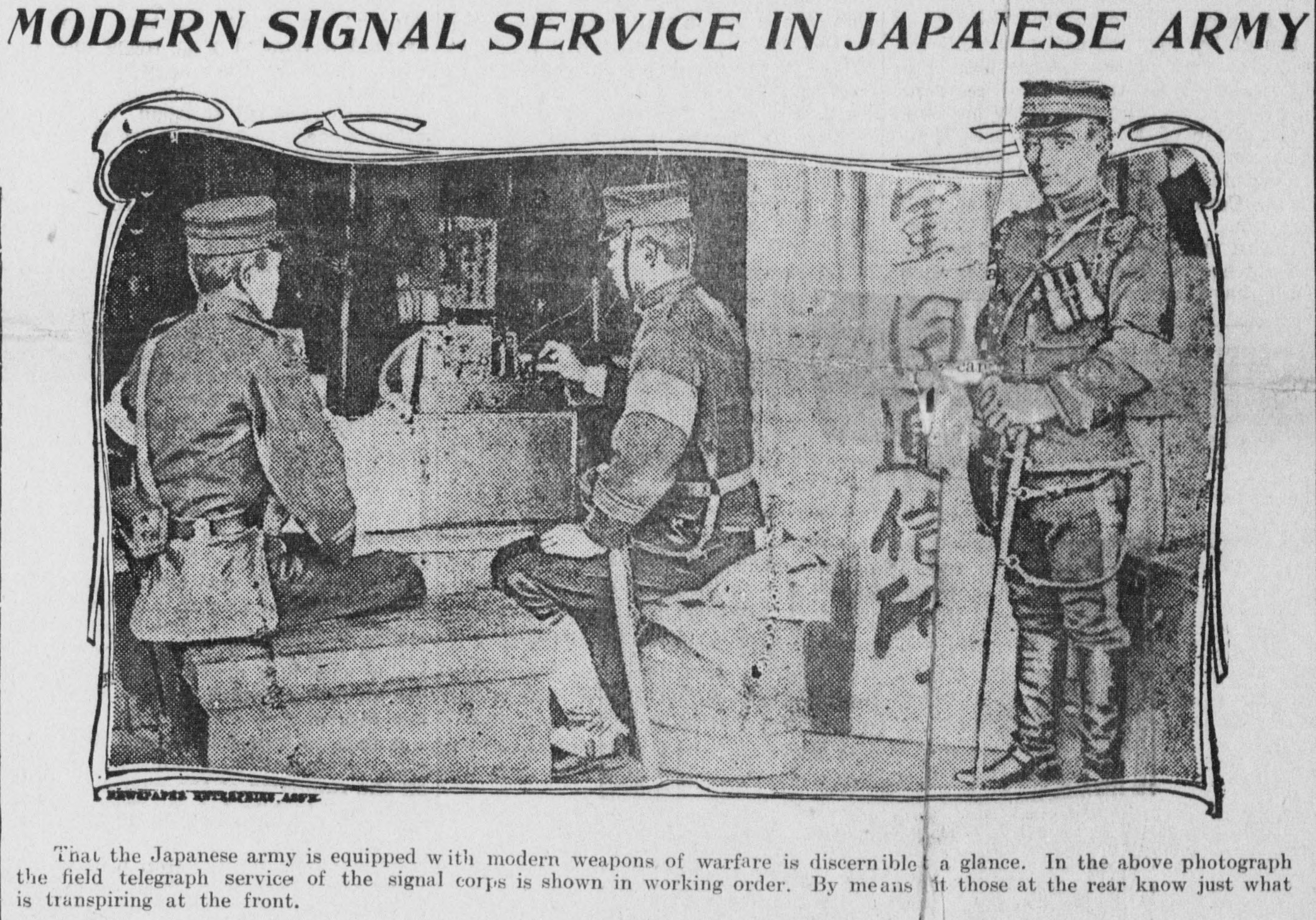
明治19年制式の軍衣等を着用した将校准士官（右）と下士卒（左、中央）

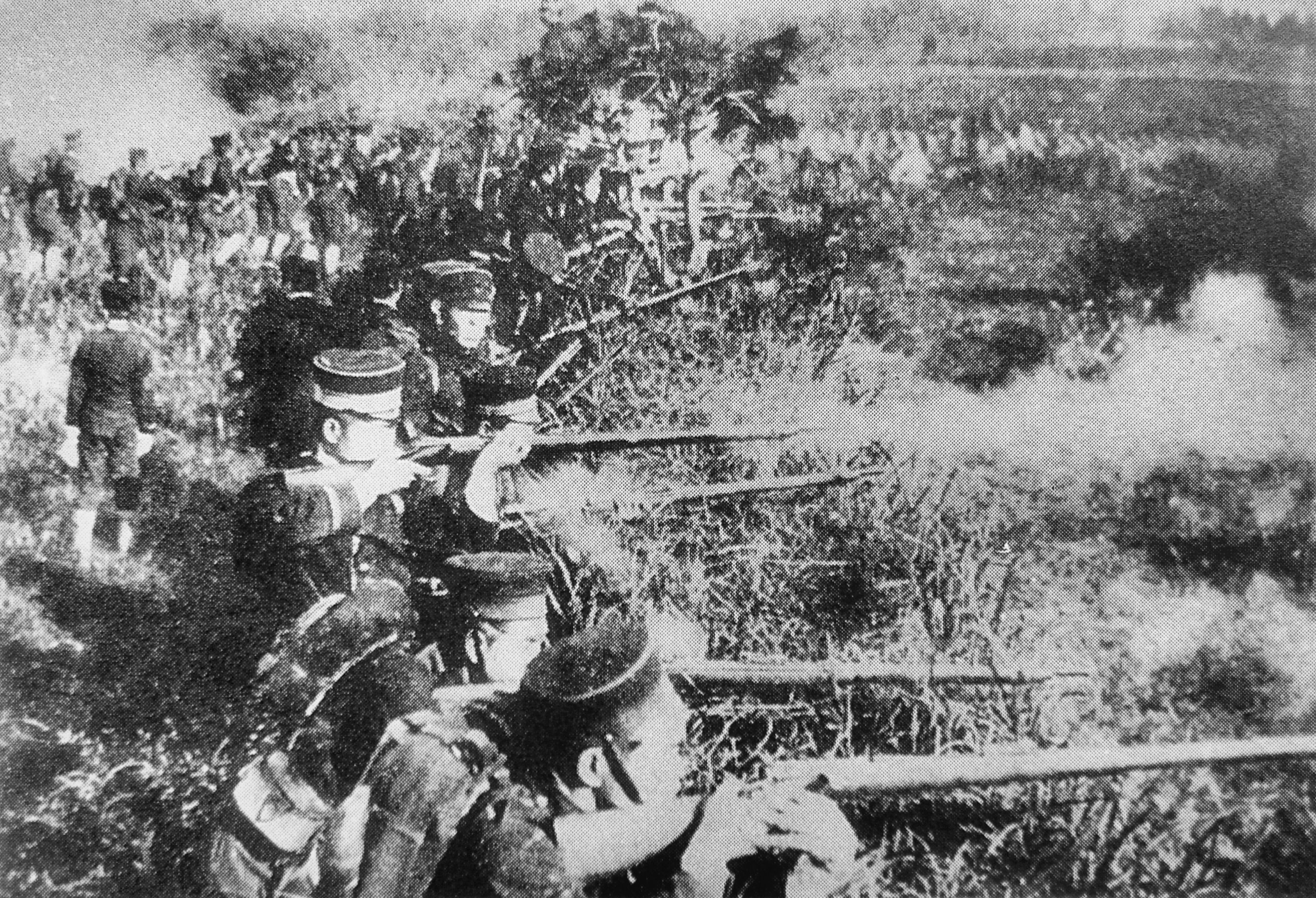
1901年（明治34年）当時の下士卒
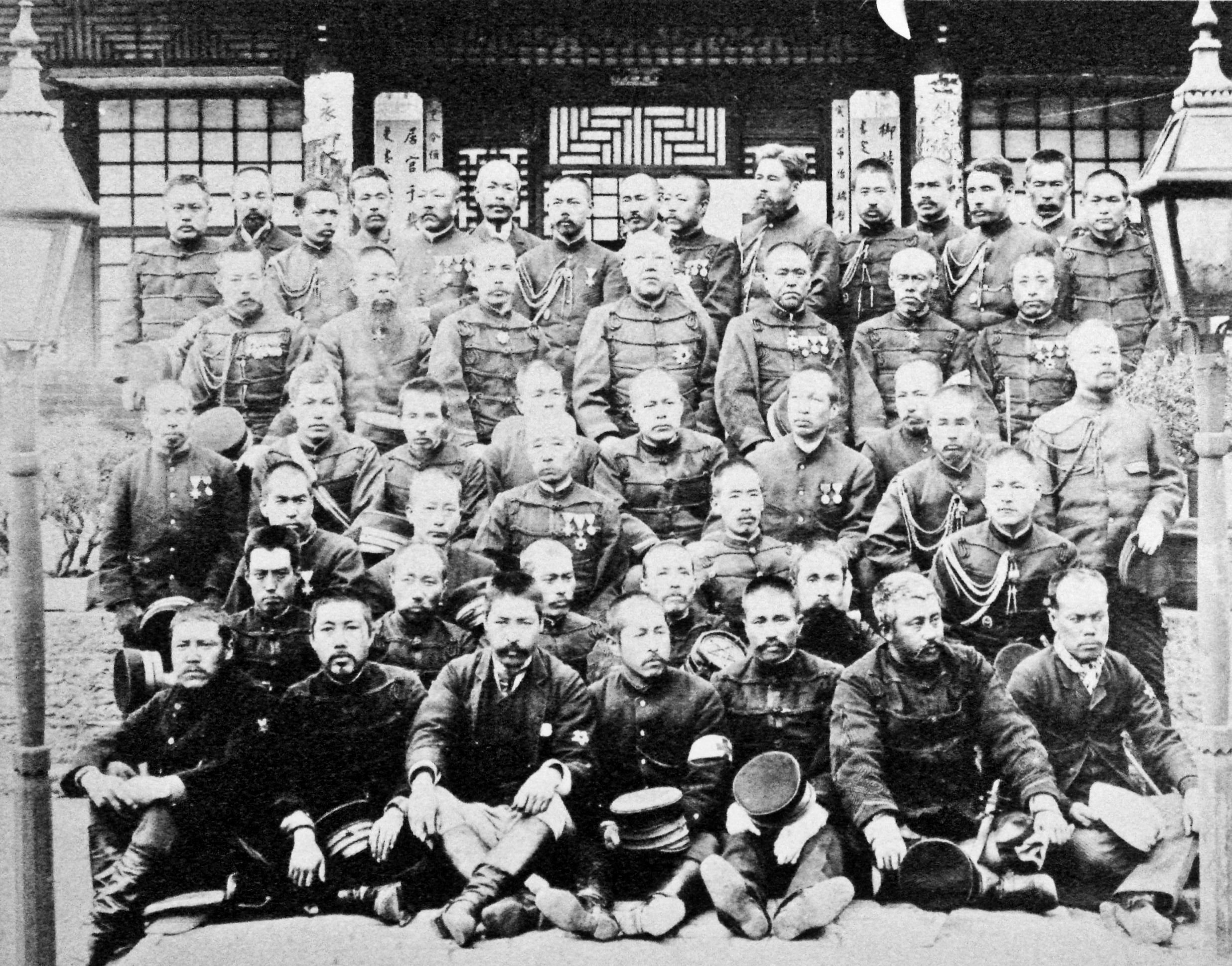
1894年（明治27年）当時の将校
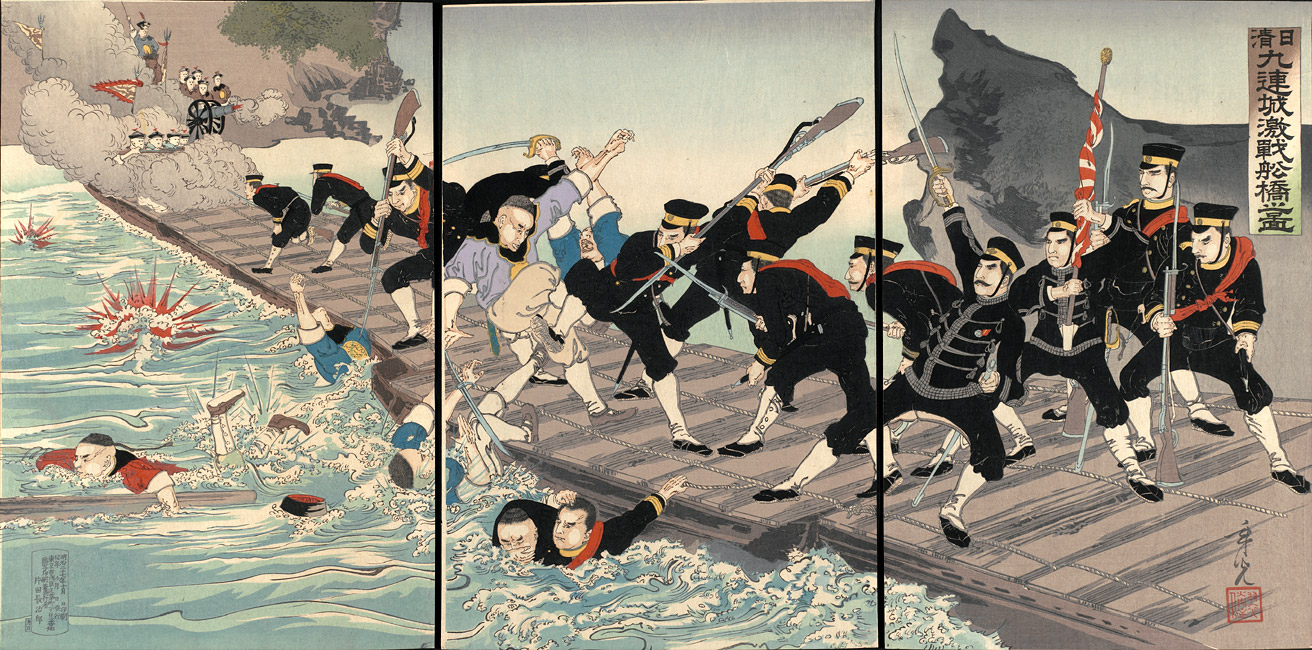
軍衣を着用した日清戦争当時の将兵
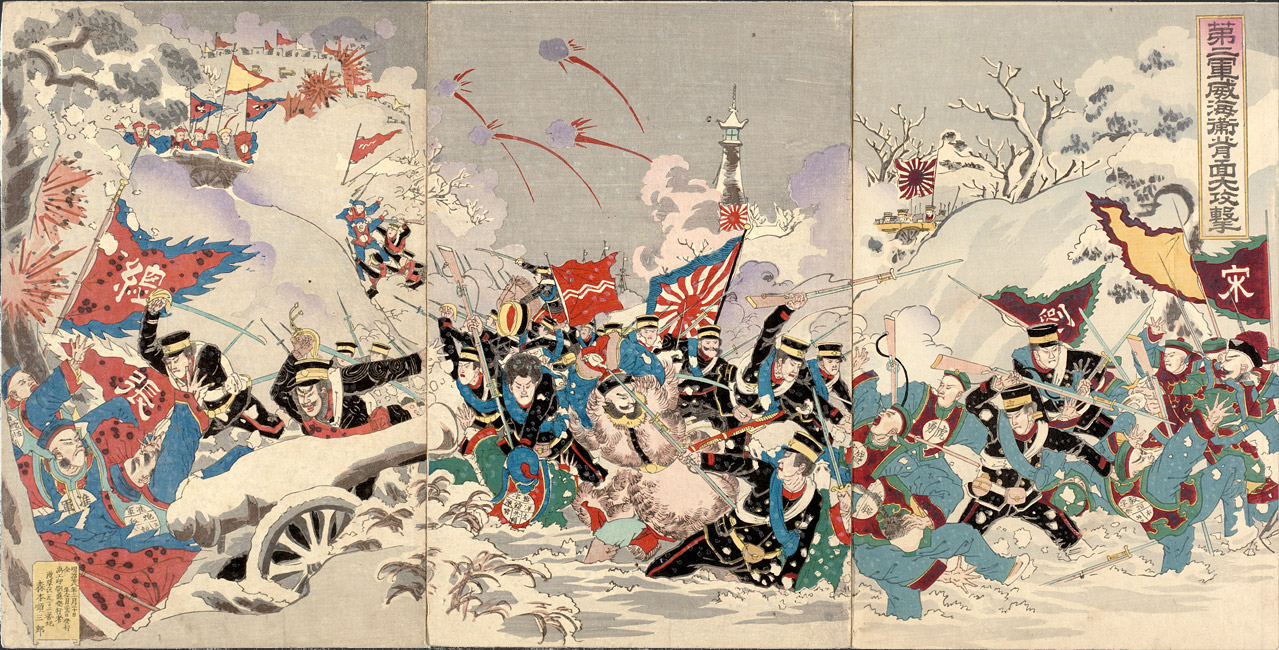
軍衣を着用した日清戦争当時の将兵
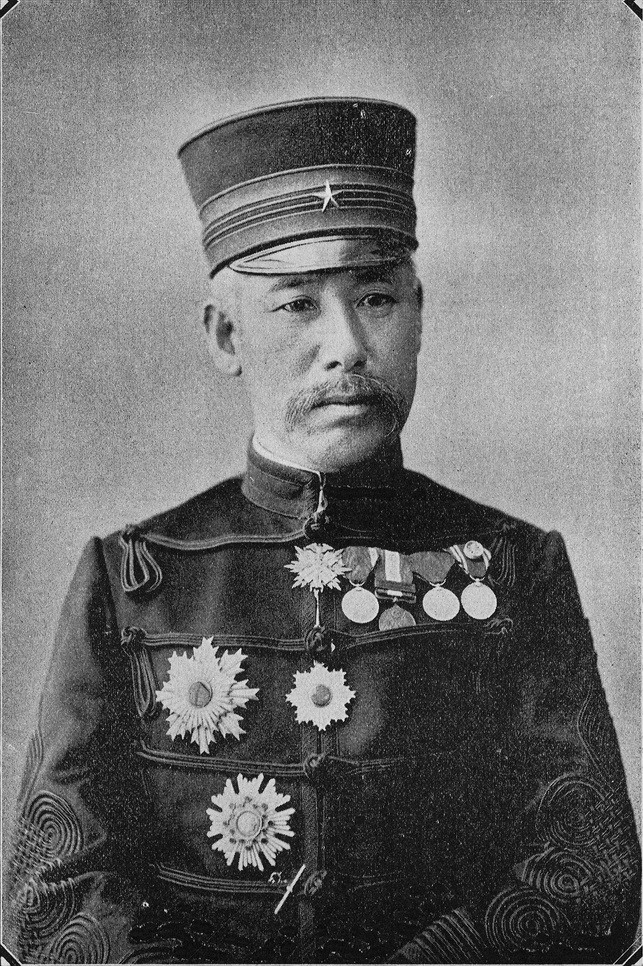
1899年（明治32年）当時の陸軍中将。山口素臣
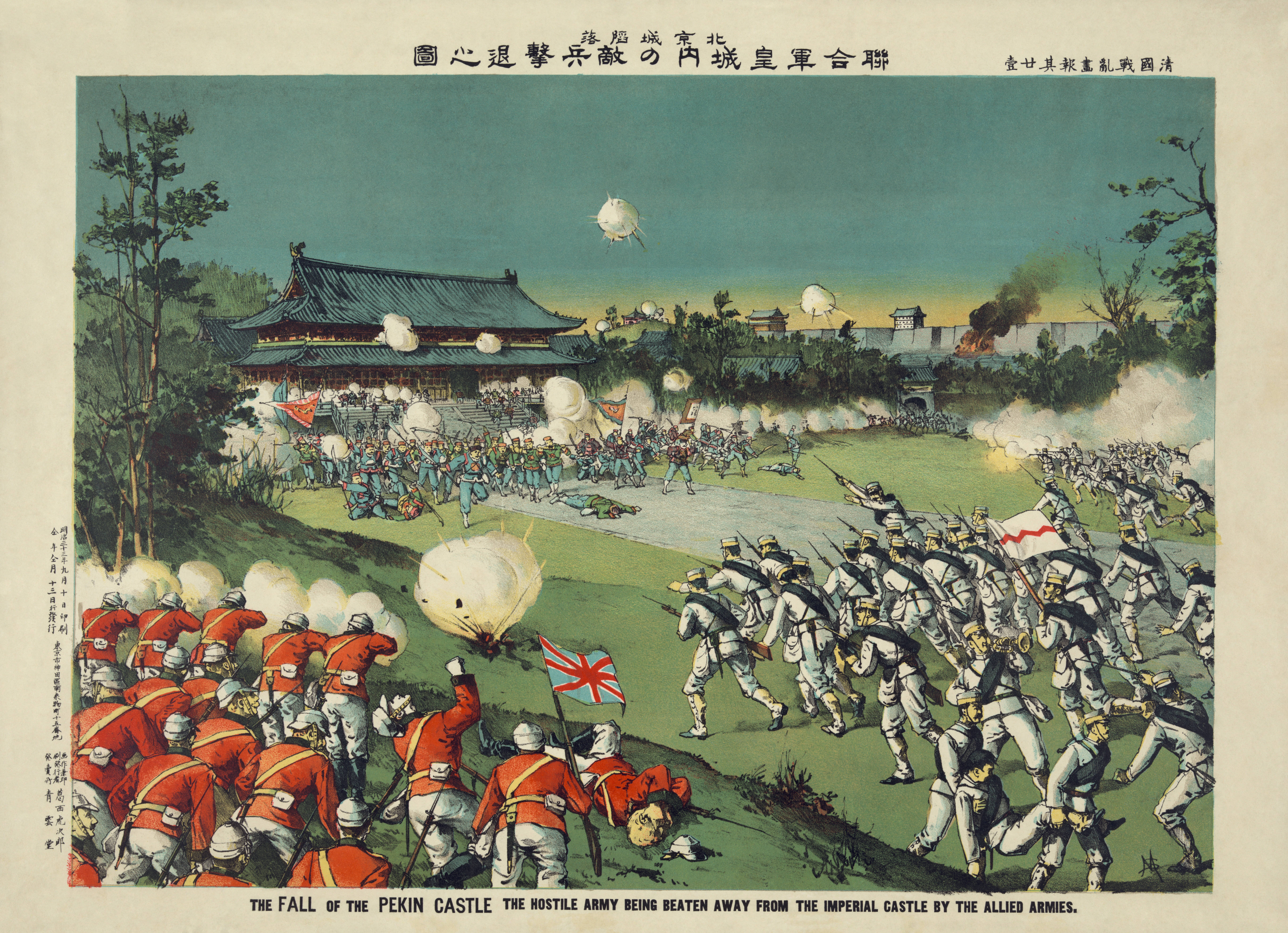
1900年当時の夏衣を着用した義和団の乱における帝国陸軍の将兵（第1大隊旗を掲揚している右部隊）
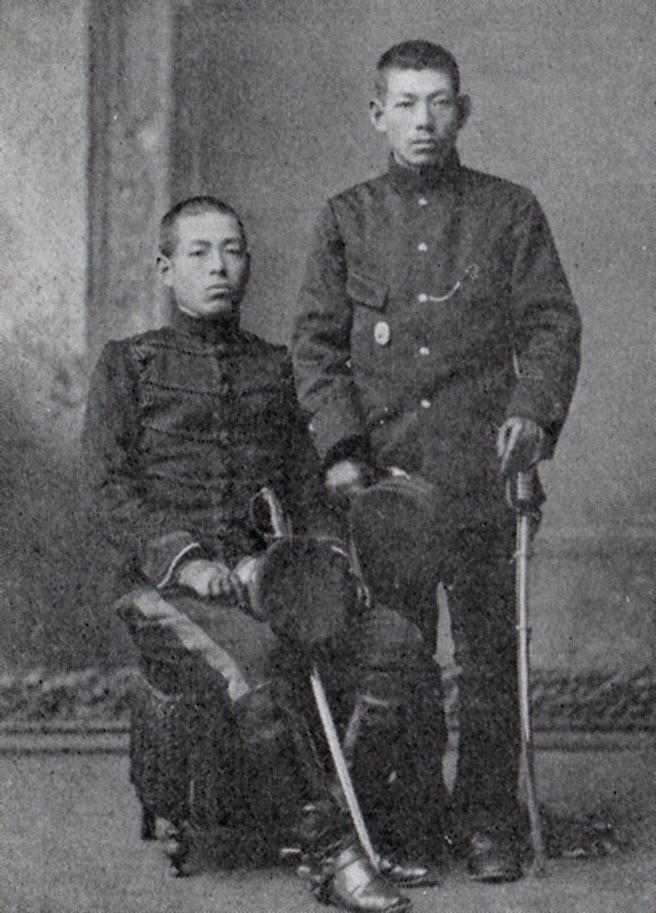
1904年（明治37年）頃の陸軍砲兵中尉（左）。畑俊六
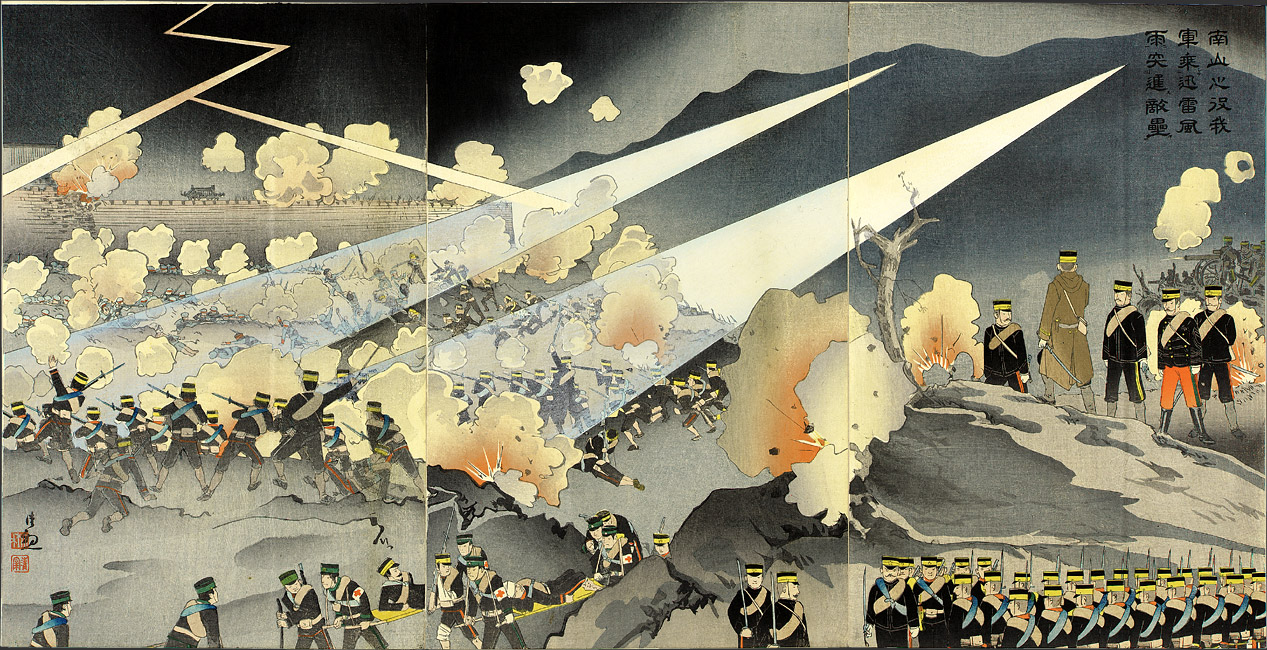
1904年当時の将兵。左下の衛生兵らは帽の横章が深緑絨。また、右将校の一人は、帽の横章が黄絨、袴は茜絨、袴側章は萌黄絨の騎兵将校。

1886年（明治19年）7月6日に定められた明治19年制式は、それまでのフランス型からドイツ型への大きな転換となった。第二種帽や軍衣の地質は、将校等は濃紺絨、下副官以下は紺絨であった。
| 区分 | 区分                         | 区分                         | 第二種帽横章 | 袴         | 袴側章     |
| ---- | ---------------------------- | ---------------------------- | ------------ | ---------- | ---------- |
| 兵科 | 将官                         | 将官                         | 緋絨         | 濃紺絨     | 緋絨       |
| 兵科 | 憲兵佐尉官・憲兵下副官       | 憲兵佐尉官・憲兵下副官       | 第二種帽なし | 藍絨       | 緋絨       |
| 兵科 | 近衛隊に属する佐尉官・下副官 | 近衛隊に属する佐尉官・下副官 | 緋絨         | 一般に同じ | 一般に同じ |
| 兵科 | 屯田兵佐尉官・下副官         | 屯田兵佐尉官・下副官         | 黄絨         | 藍霜降絨   | 緋絨       |
| 兵科 | 近衛隊以外                   | 歩兵佐尉官                   | 黄絨         | 濃紺絨     | 緋絨       |
| 兵科 | 近衛隊以外                   | 砲兵佐尉官 砲兵上等監護      | 黄絨         | 濃紺絨     | 黄絨       |
| 兵科 | 近衛隊以外                   | 工兵佐尉官 工兵上等監護      | 黄絨         | 濃紺絨     | 鳶絨       |
| 兵科 | 近衛隊以外                   | 輜重兵佐尉官                 | 黄絨         | 濃紺絨     | 藍絨       |
| 兵科 | 近衛隊以外                   | 騎兵佐尉官・下副官           | 黄絨         | 茜絨       | 萌黄絨     |
| 兵科 | 近衛隊以外                   | 歩兵下副官                   | 黄絨         | 紺絨       | 緋絨       |
| 兵科 | 近衛隊以外                   | 砲兵下副官                   | 黄絨         | 紺絨       | 黄絨       |
| 兵科 | 近衛隊以外                   | 工兵下副官                   | 黄絨         | 紺絨       | 鳶絨       |
| 兵科 | 近衛隊以外                   | 輜重兵下副官                 | 黄絨         | 紺絨       | 藍絨       |
| 各部 | 監督部・軍吏部の将校相当官   | 監督部・軍吏部の将校相当官   | 花色藍絨     | 濃紺絨     | 花色藍絨   |
| 各部 | 衛生部の将校相当官           | 衛生部の将校相当官           | 深緑絨       | 濃紺絨     | 深緑絨     |

#### 第二種帽

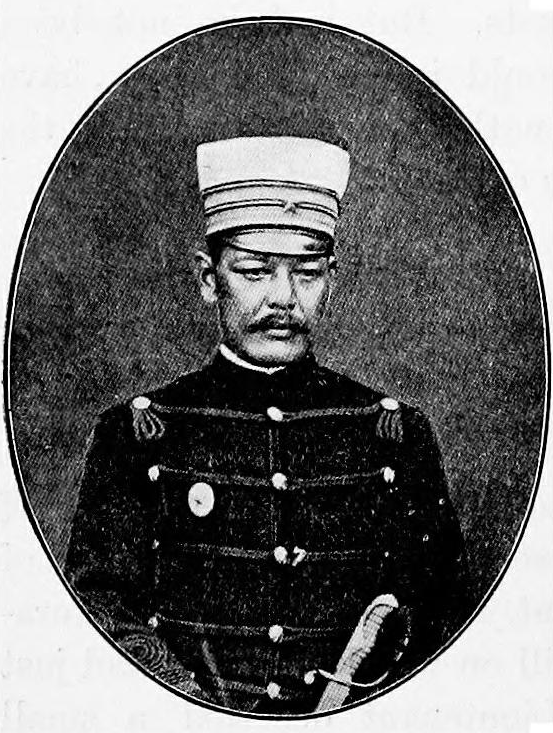
明治19年制式の軍衣・第二種帽を着用した陸軍騎兵少佐。胸部に陸軍大学校卒業徽章、および同年制式の指揮刀（騎兵将佐官用）を佩用。秋山好古

第二種帽の星章（帽章）
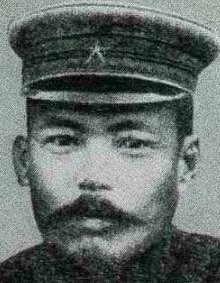
佐官の第二種帽には濃紺線2条が入った。1891年（明治31年）10月以降の写真（明治33年制式又はそれ以前の制式）だが、明治19年制式とそれほど大きな差はない。由比光衛

第二種帽は天井部分の喰出（はみだし）が小さいタイプであった。星章（帽章）は金色で中心より尖頭に至るまで5分（1.5cm）。眼庇は黒革、幅1分5厘（0.5cm）の頂端線は喰出に付した。下部（鉢巻部分）の高さは1寸7分強（5.2cm強）で、横章は将官・佐尉官・各部等で色が異なっていた。
将官の下部（鉢巻部分）は緋絨に幅1分（0.3cm）の濃紺線3条が入るような形状であった各兵科佐官および同相当官は黄絨に濃紺線2条、各兵科尉官および同相当官は黄絨に濃紺線1条であった。上等監護及び下副官以下は濃紺線が入らない。
なお、各部の将校相当官はそれぞれ相当する将佐尉官の形状に同一で、ただ緋絨ではなくそれぞれの部の定色が用いられた。

#### 軍衣
将校准士官軍衣は従来の肋骨服、下士卒軍衣は紺絨の立襟釦留めの短上衣で、襟には定色絨であり、肩章には所属の連隊ないし大隊番号（隊号）が付され、階級は袖線により表示される。

#### 袴
袴の側章について、将官および同相当官は幅1寸1分の大線2条及び幅1分の小線1条を、佐尉官は大線幅1寸3分の大線1条を付した。なお、騎兵佐尉官は短袴であった。

### 明治26年制式
1893年の明治26年制式は将校准士官下副官の夏衣（夏服）のみの改正で、他の服装については改正はない（明治26年勅令第25号）。これは明治33年制式でも継続された。従来の白色の肋骨服を廃止し、新たに白色の立襟で銀色5つ釦となった。物入（ポケット）は左胸と左右腰部に雨蓋（フラップ）なしのものが付された。階級は袖章で区別したが、将佐尉官は銀色の星章の数で、大中少はその上部に付された線章の数で判別した（例：星章2個の線章1本は少佐）。
その後、特務曹長及び監視区長が設けられたことに伴い、1894年（明治27年）に「陸軍各兵特務曹長及監視区長服制ノ件」（明治27年勅令第110号）が制定された。特務曹長及び監視区長の服制は、各々その兵科の下副官と同じとされた。
また、1893年4月6日に憲兵刀が廃止され、憲兵下士卒は騎兵刀を佩用することとなった（明治26年4月6日陸達第36号）。

#### 元帥徽章

元帥徽章。菊花紋と桐花紋を中央上部に配し、旭日旗である軍旗（右、陸軍）および、軍艦旗（左、海軍）を意匠化

1898年（明治31年）、元帥府条例が制定され陸海軍に名誉称号（名誉職）としての元帥（老巧卓越なる陸海軍大将に付与。元帥陸軍大将・元帥海軍大将）を新設。同年の「勅令第96号 元帥徽章ノ制式及装著ニ関スル件」において元帥陸海軍大将が佩用する元帥徽章も制定された。

#### 垂布（在台湾陸軍軍人）
1899年（明治32年）7月7日に制定された「在台湾陸軍軍人ノ日覆ニ白布ヲ垂下ス」（明治32年7月7日勅令）により、在台湾の陸軍軍人は夏季日覆を付した帽の後方に白布3条を垂下することが認められた。これは炎熱の地に服務することから日射から後頭部を保護する目的で定められた特則である。同様のものは第二次世界大戦中、略帽に付されて用いられた。

#### 戦地服（北清事変）
1900年の北清事変（義和団の乱）では、白色の夏衣に代わってカーキ色の夏衣が現地の一部部隊に限って貸与された。

### 明治33年制式

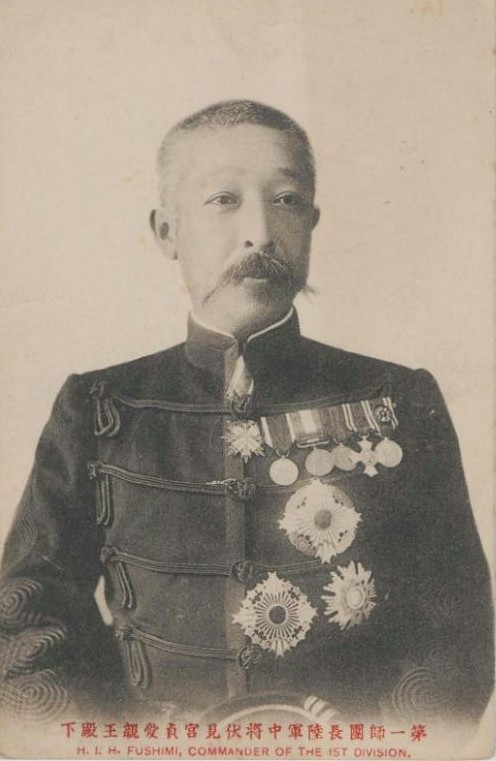
この頃の陸軍中将。伏見宮貞愛親王

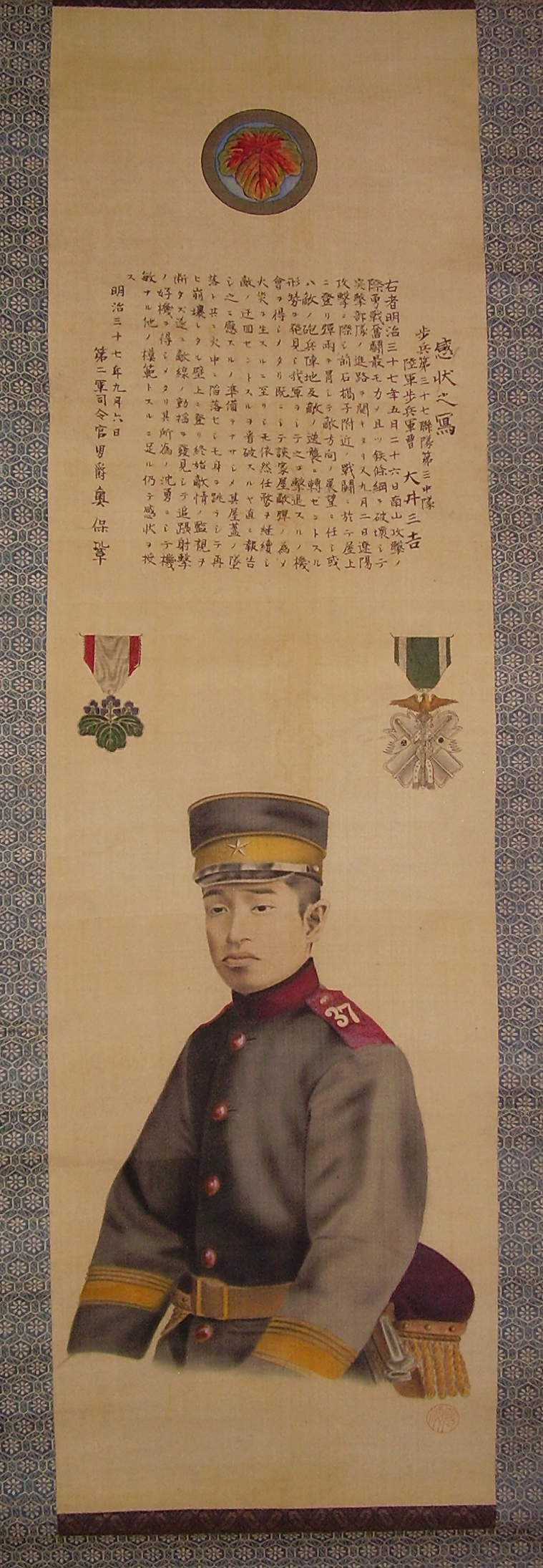
1904年（明治37年）当時の陸軍歩兵軍曹の軍衣。歩兵第37連隊所属なので、肩章に「37」の文字が入っている。下士なので、袖章は黄絨大線と黄絨小線とで表される。

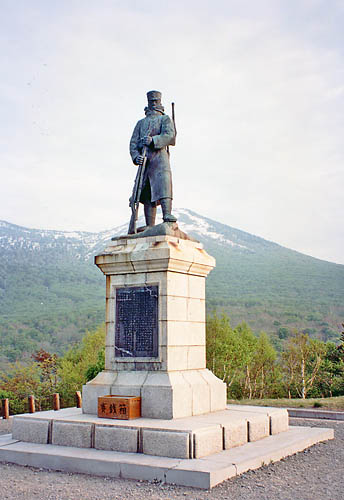
1902年当時の下士の外套。第二種帽の天井部の張り出しは少ない
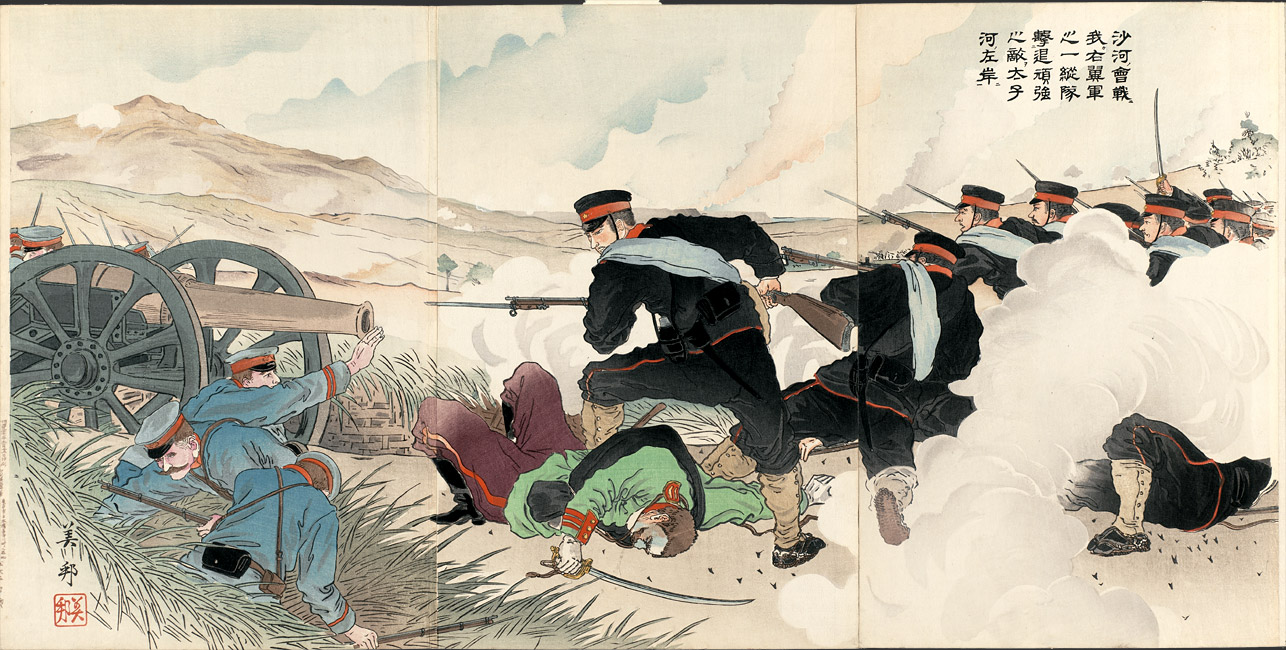
1904年（明治37年）当時の下士卒の軍衣。近衛後備混成旅団のため第二種帽の鉢巻は緋色

明治33年制式は、1900年（明治33年）9月8日に制定された「陸軍服制」（明治33年勅令第364号）に基くものである。従来の「陸軍将校服制」及び「陸軍下士以下服制等」が統合されて一つの勅令となった。

#### 第二種帽
将校准士官第二種帽は明治19年制式からほとんど変更はなく、監督部の横章が銀茶絨（明治19年制式では軍吏部と共に花色藍絨であった）に変更された程度であった。
将校准士官第二種帽は濃紺絨で星章は金色、横章が官によって異なった。下士卒第二種帽は色が紺絨と将校准士官の濃紺絨よりも色は薄く、星章が真鍮である点などが異なっていた。大線は幅1寸5分であった。

#### 軍衣
将校准士官の軍衣は、濃紺絨の肋骨服（騎兵を除き胸章は角打黒毛糸組で直径2分、胸部左右各5個）であった。物入は腰部左右に各1個。正衣同様の袖章によって階級を区別した。
下士卒軍衣（騎兵・軍楽部除く）は紺絨の立襟5つ釦。物入れは左胸裏面に1個付され、工兵のみ右胸部の2個が付された。襟章・肩章の定色によって、近衛兵や兵科部を区別した。階級は袖章で区別した。
騎兵を除く各兵科卒の袖章について、黄絨小線幅2分は、上等兵は3条、一等卒は2条、二等卒は1条。袖口より2寸上り、表半面に付着し各間隙は1分である。騎兵を除く各兵科下士の袖章について、平織り金線幅2分・黄絨大線幅8分各1条は共通である。黄絨小線幅2分は、曹長・一等工長は3条、軍曹・二等工長は2条、伍長・三等工長は1条。

#### 夏衣
将校准士官の夏衣は明治26年制式夏衣に同じ。夏衣袖章は将佐尉を星章の数で、その上の線章の数で大中少を表した。下士卒夏衣は白色の立襟ホック留め。袖章は衣とは異なり山形。

### 明治37年戦時服

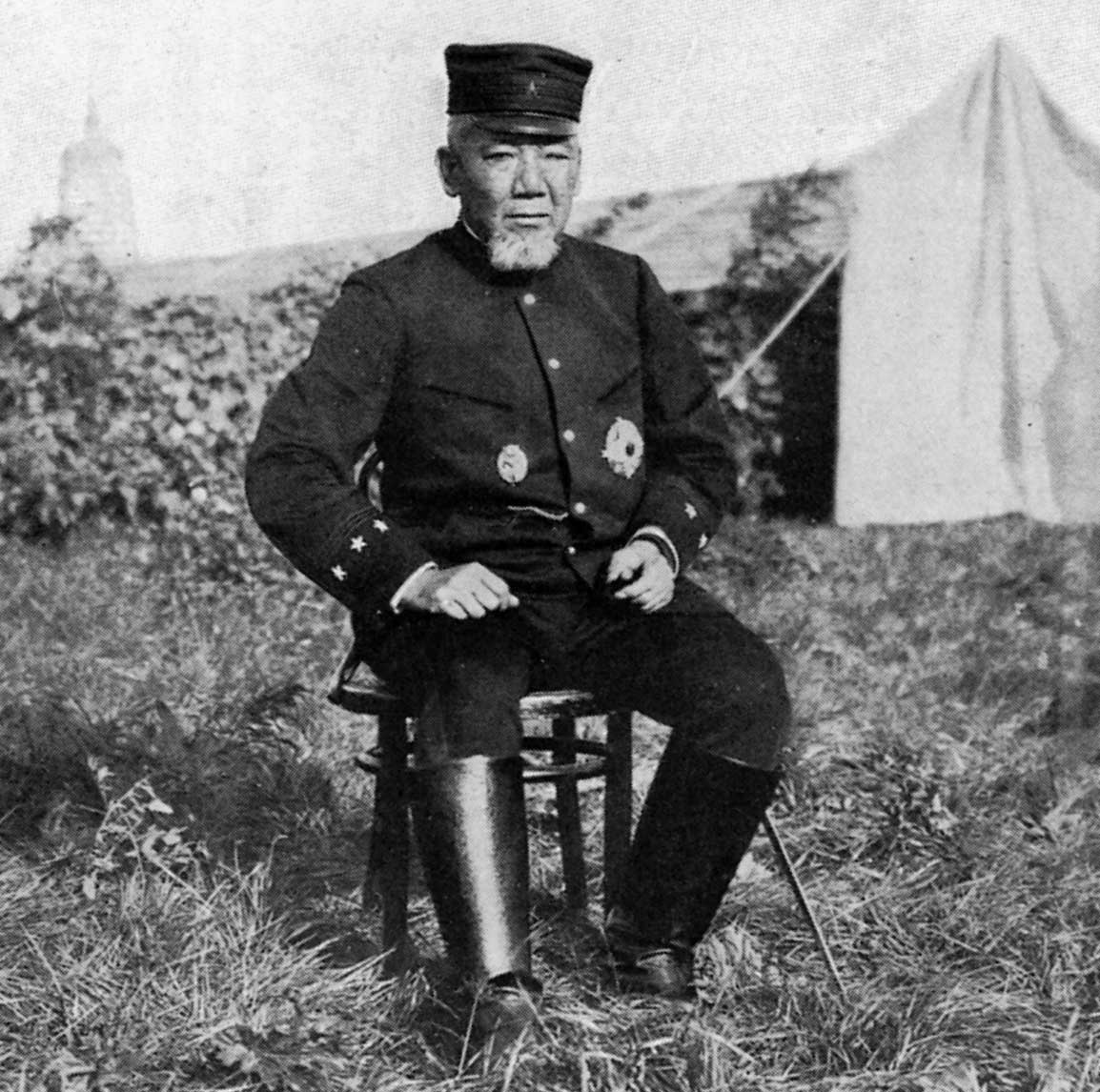
濃紺絨の明治37年戦時服の軍衣を着用した元帥陸軍大将。大山巌

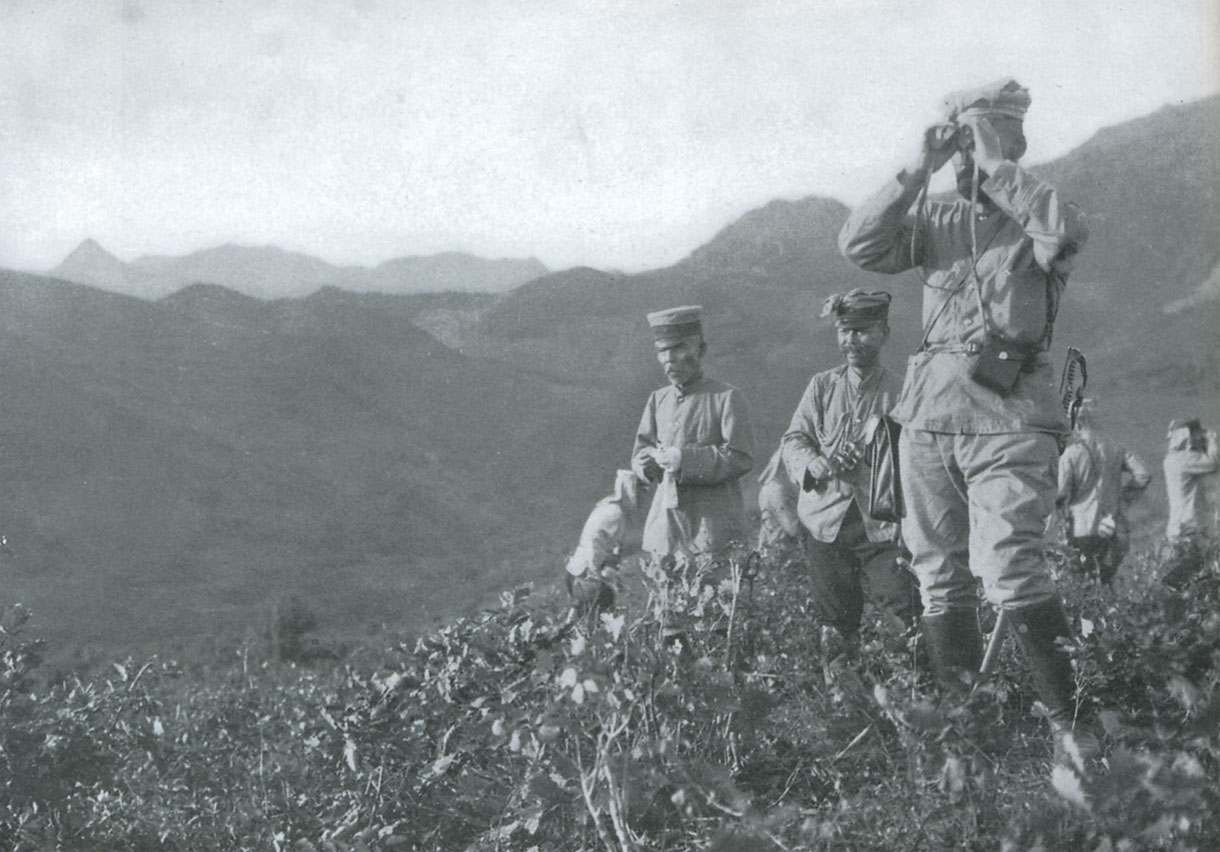
茶褐薄絨の明治37年戦時服の夏衣を着用した陸軍大将（黒木為楨）および陸軍少将（藤井茂太）

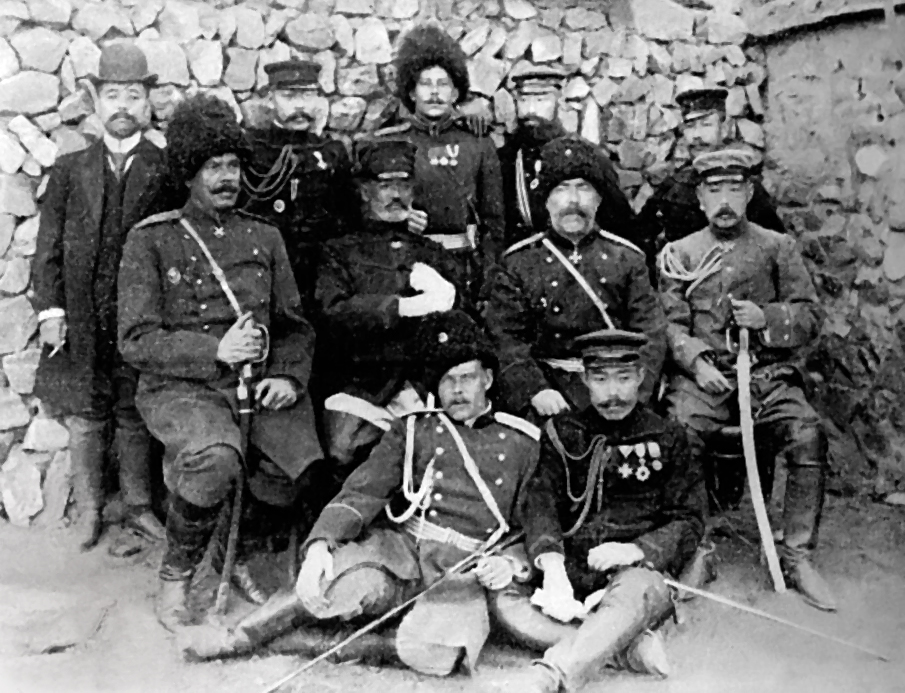
乃木大将は通常の軍衣。右端の将校が着用している戦時服は、胸部物入がなく、袖章（星章3つは将官）があることから明治37年戦時服（茶褐色夏衣袴）であると思われる。手前の将校の軍帽は比較的後世の形に近い。1905年（明治38年）1月5日
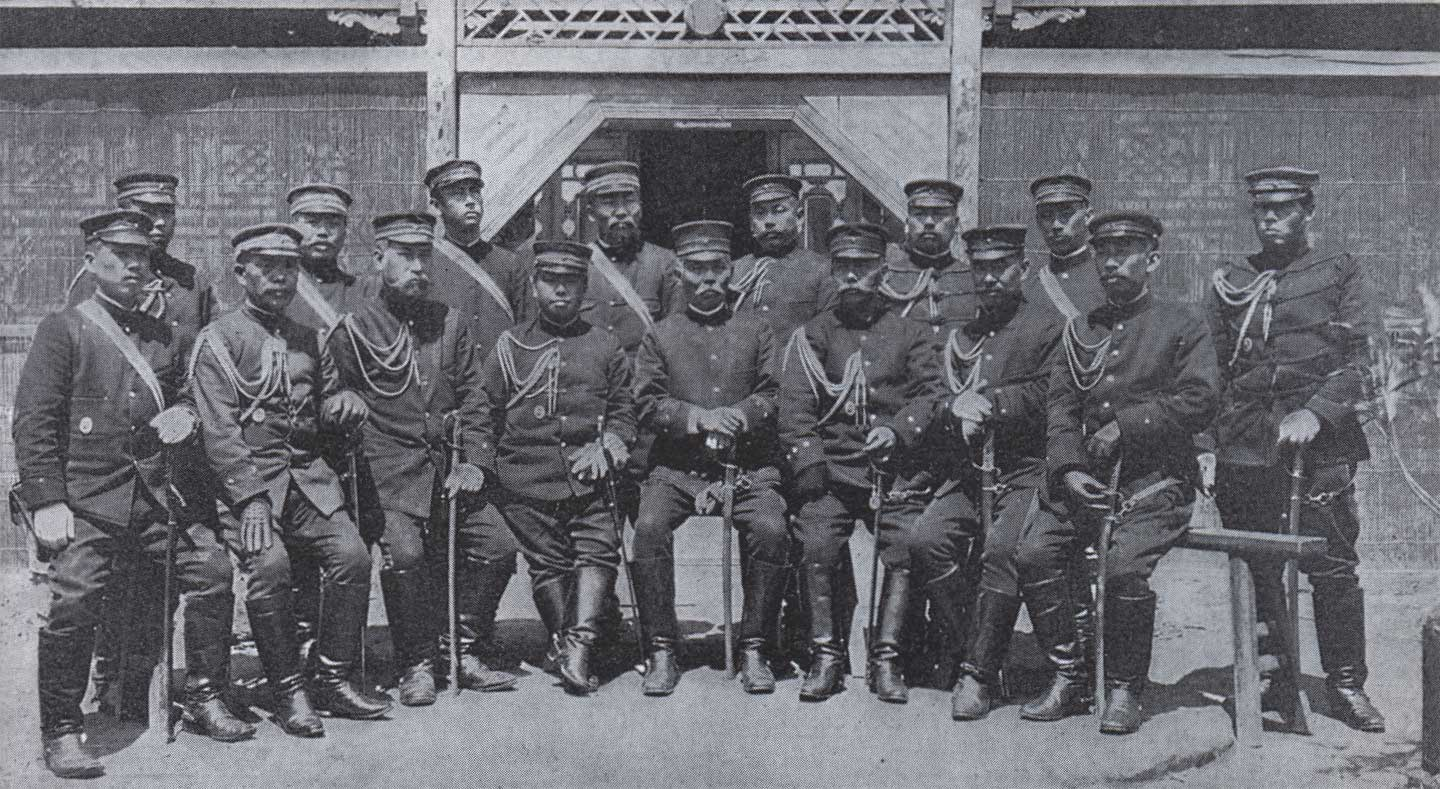
濃紺絨の明治37年戦時服の軍衣を着用した第1軍司令部の将校たち。中央は軍司令官黒木為楨陸軍大将。参謀長以下参謀は参謀飾緒を、副官は高等官衙副官懸章を佩用。2名は旧制式の肋骨服を着用
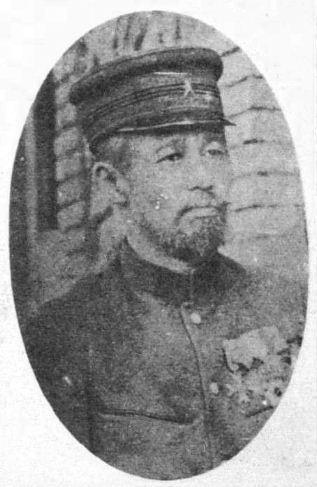
陸軍軍医総監（陸軍中将相当官）。森林太郎（森鷗外）
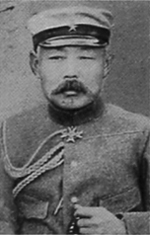
1904年頃の陸軍少将。伊地知幸介
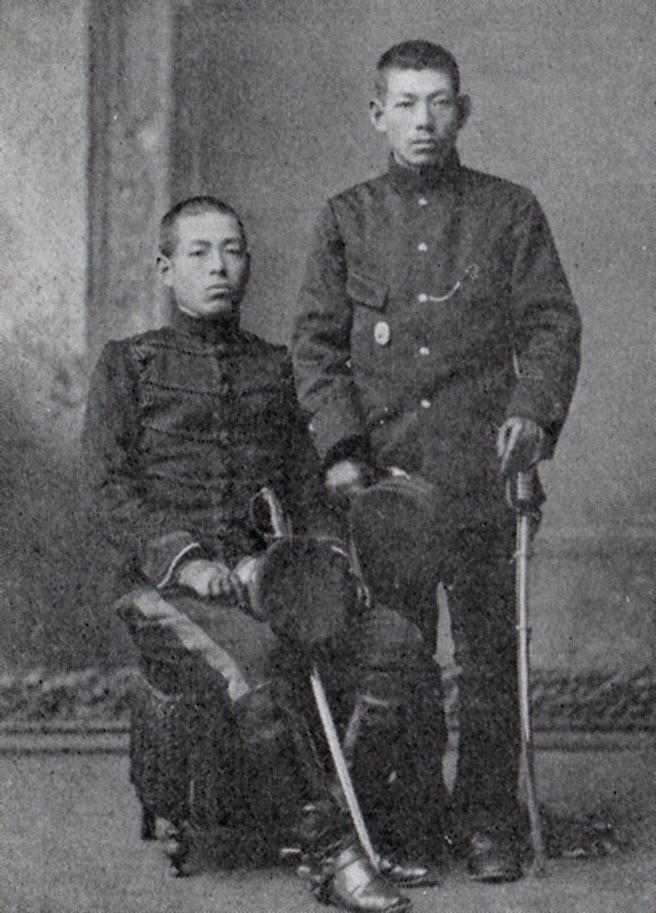
1904年頃の陸軍歩兵大尉（右）。畑英太郎
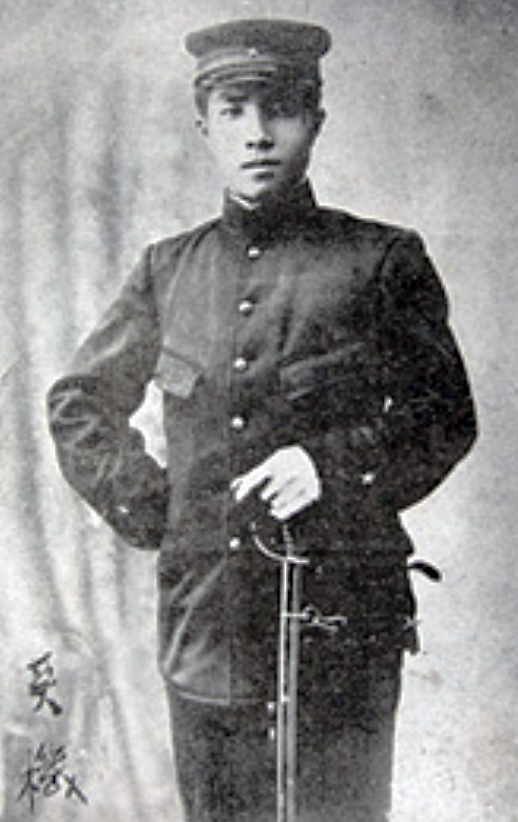
陸軍歩兵少尉。明治37年戦時服制による釦6個の濃紺絨衣袴を着用。円形5分5厘の銀釦は5個又は6個が制式である。東條英機
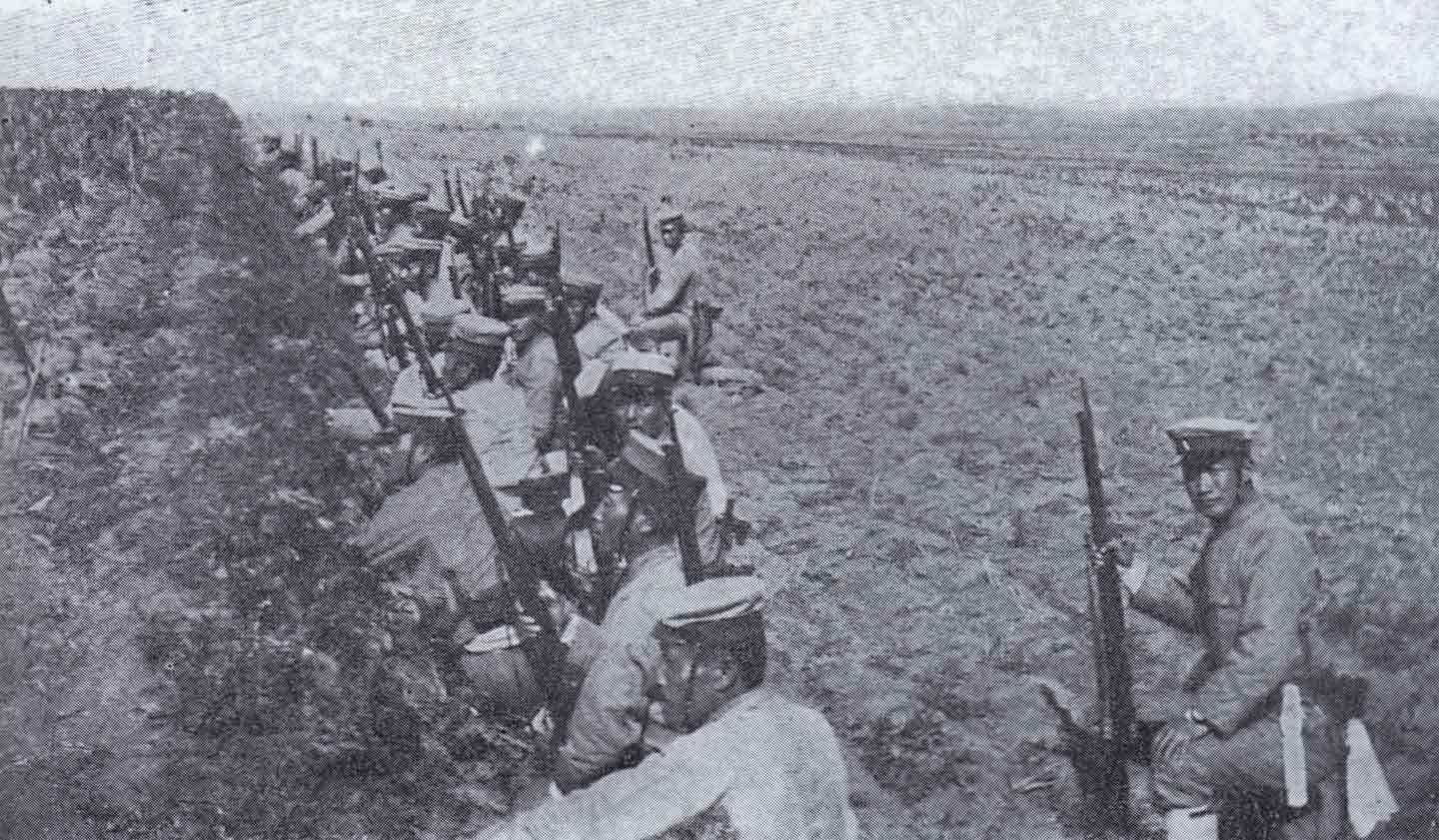
日露戦争当時の下士卒

日露戦争（1904年（明治37年）2月10日宣戦布告、1905年（明治38年）9月1日休戦成立）に際しては、戦時服が「戦時又ハ事変ノ際ニ於ケル陸軍服制ニ関スル件」（明治37年勅令第29号）、その後「陸軍戦時服服制」（明治38年勅令第196号）により定められた。
「戦時又ハ事変ノ際ニ於ケル陸軍服制ニ関スル件」（明治37年勅令第29号）では、将校准士官同相当官の軍衣を夏衣同様の製式で作成することを認めた。もっとも、夏衣のままの白色では戦場で目立つため、濃紺・紺絨の地質で、袖章も黒色とした。釦の数は5個又は6個と幅を持たせた。夏衣と同様の立襟のみならず折襟（立折襟）のものも見受けられる。また、将校以下の夏衣・夏袴・日覆・垂布は茶褐色とすることを認めた。

### 明治38年戦時服
「陸軍戦時服服制」（明治38年勅令第196号）では、のちの明治45年制式/四五式に類似した服制が定められた。後年の軍帽と同様の形式のものが第二種帽として制定される。将校相当官の帽用星章と頤紐釦は銀色。
襟部には襟章（兵科部定色の布）および、襟部徽章（隊附はアラビア数字、後備隊附はローマ数字、国民軍附は右側にローマ数字で左側にアラビア数字。それぞれ隊号を表記）を佩用した。

### 明治39年制式
1906年（明治39年）4月12日、「陸軍戦時服服制」は「陸軍軍服服制」と改められた（明治39年勅令第71号）。これによって、臨時のものであった陸軍戦時服は以後も着用するものとなった。もっとも、「陸軍軍服服制」における第二種帽・衣・袴・外套等の地質は、下士卒等にあっては当分の間は濃紺絨を以て茶褐絨に代用することが許された。これは、日露戦争の終結により大量の濃紺絨の生地が余ってしまったことからこれを費消するための過渡的措置であった。
ここに、帝国陸軍の軍装・略装は従来の濃紺色から茶褐色（カーキ色）へと色彩面で極めて特徴的な転換が行われた。

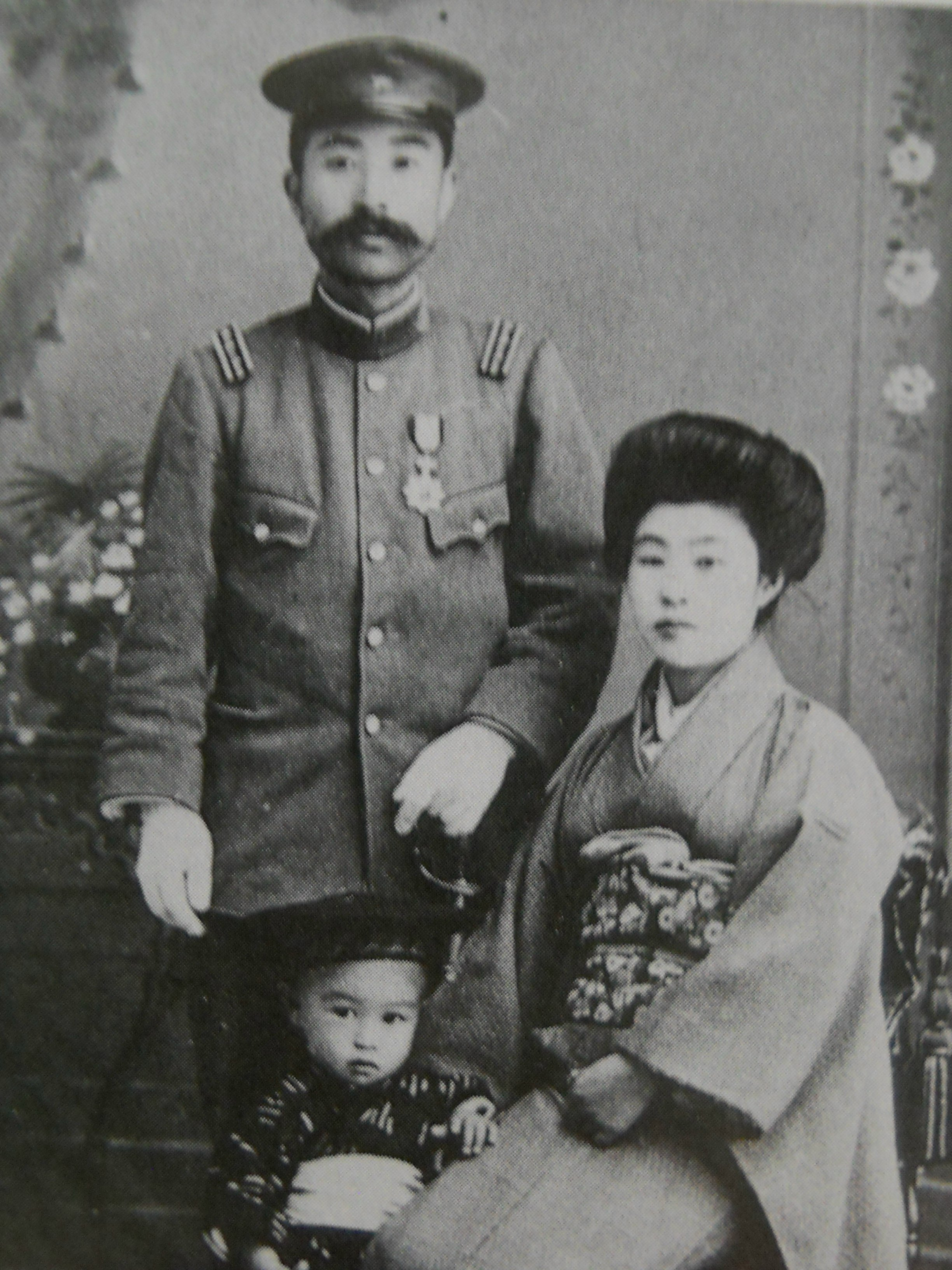
1910年（明治43年）頃の陸軍一等軍医（大尉相当官）。中原謙助

### 明治45年制式

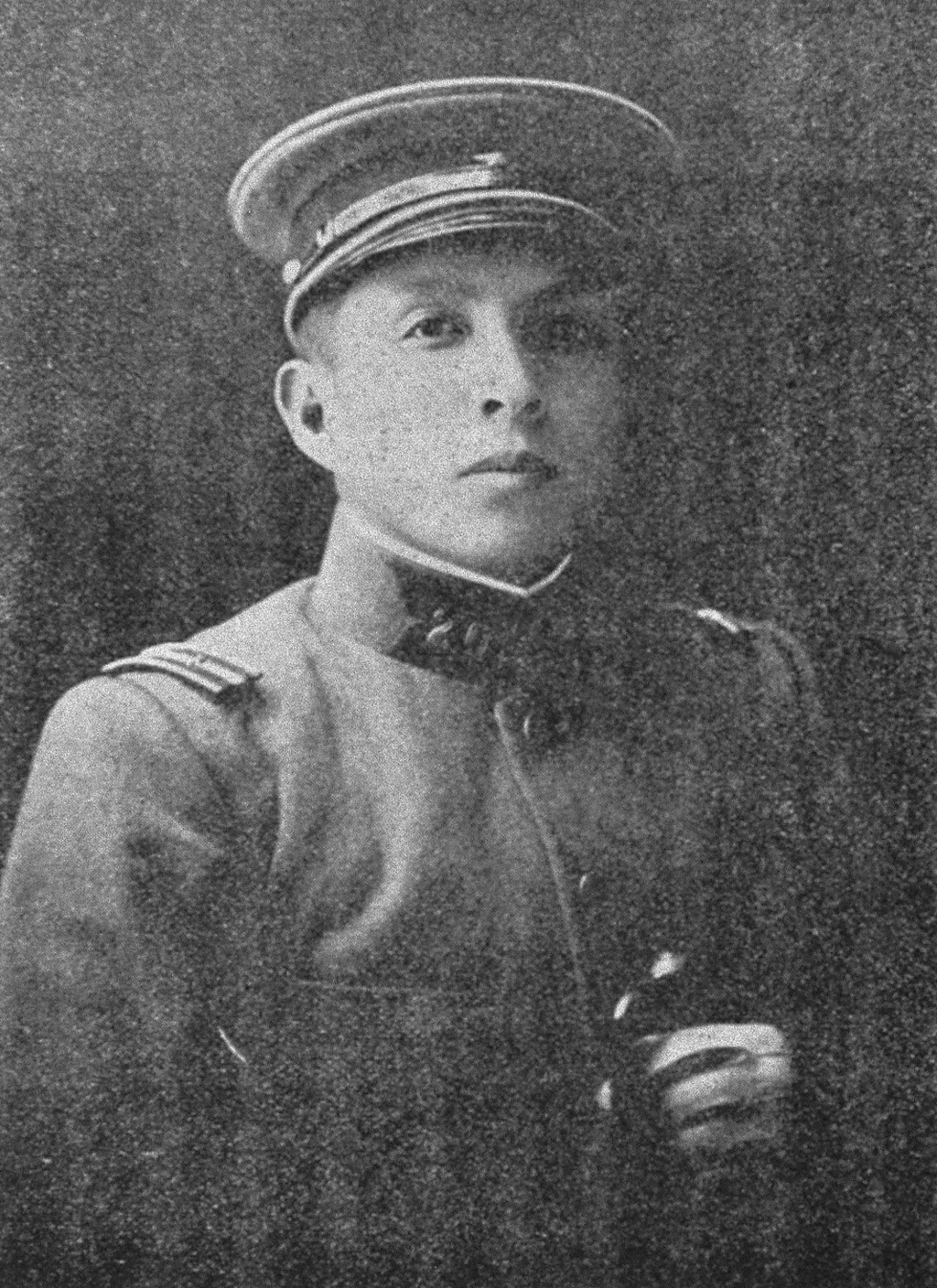
陸軍歩兵中尉。1913年頃の重松翠

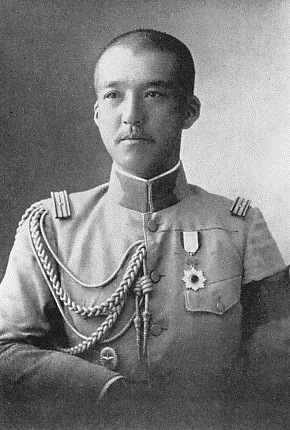
東宮武官ないし侍従武官たる陸軍騎兵中佐。銀色の侍従武官飾緒と、明治天皇崩御直後のため左腕には喪章として黒の腕章を佩用した、1912年頃の壬生基義

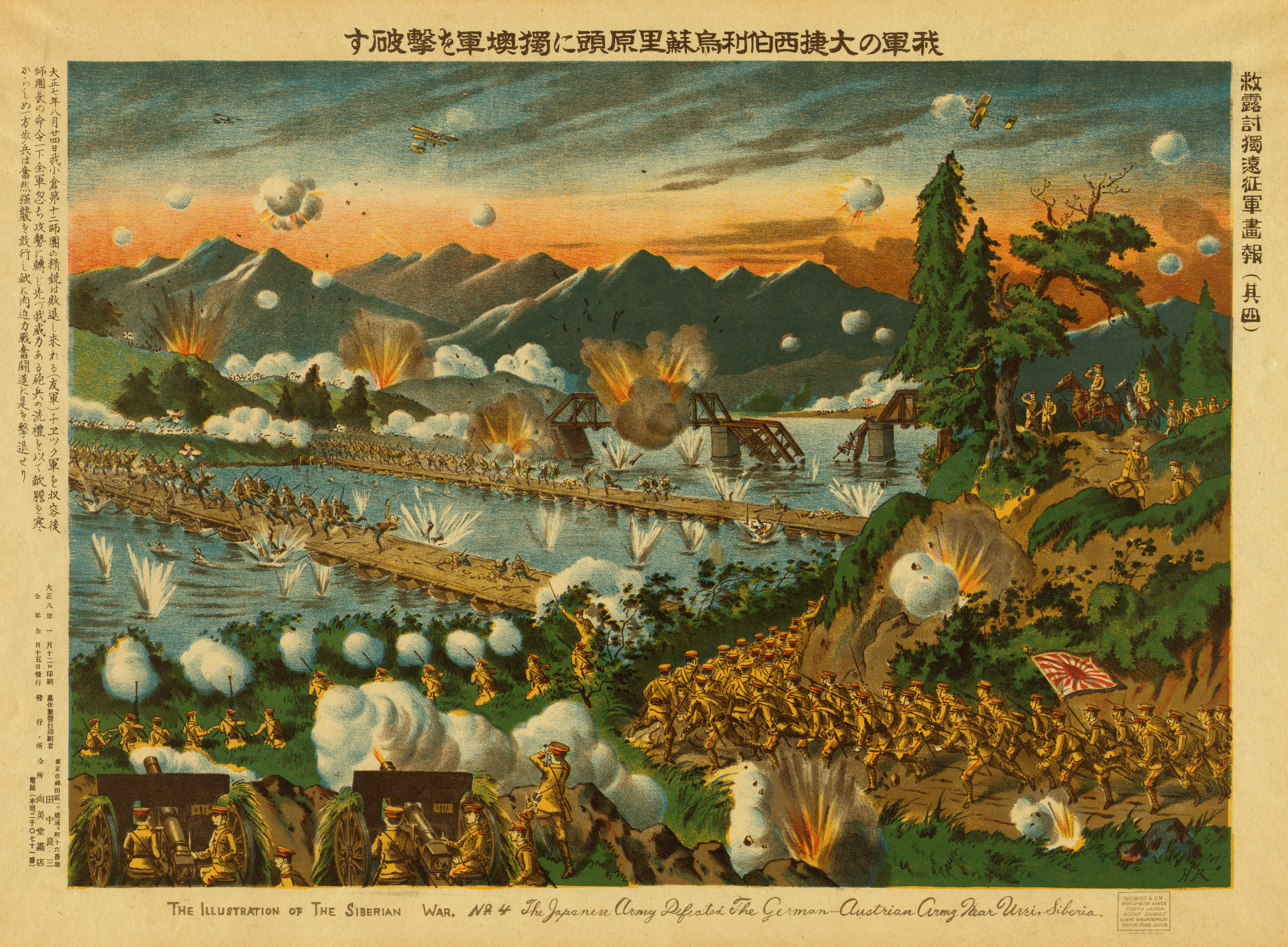
シベリア出兵を描いた戦争画

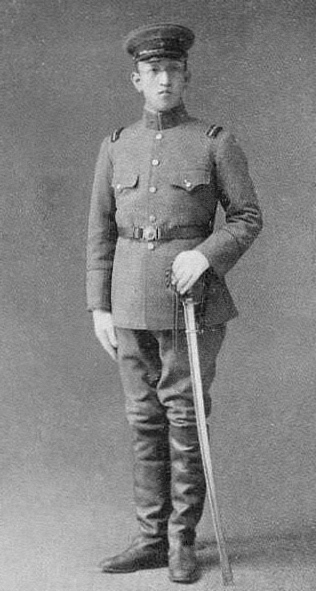
見習士官・士官候補生やのちの幹部候補生など、下士官兵の階級を有する少尉任官前の将校候補者は一般下士官兵と同じく上衣の上に刀帯や帯革を締めた。また、士官候補生でも騎兵・輜重兵の乗馬帯刀本分者は軍刀を佩用する。1910年代から1920年代初期頃の士官候補生（騎兵）たる賀陽宮恒憲王

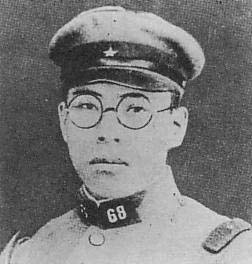
陸軍歩兵二等卒（歩兵第68連隊附）。1927年頃の北原泰作

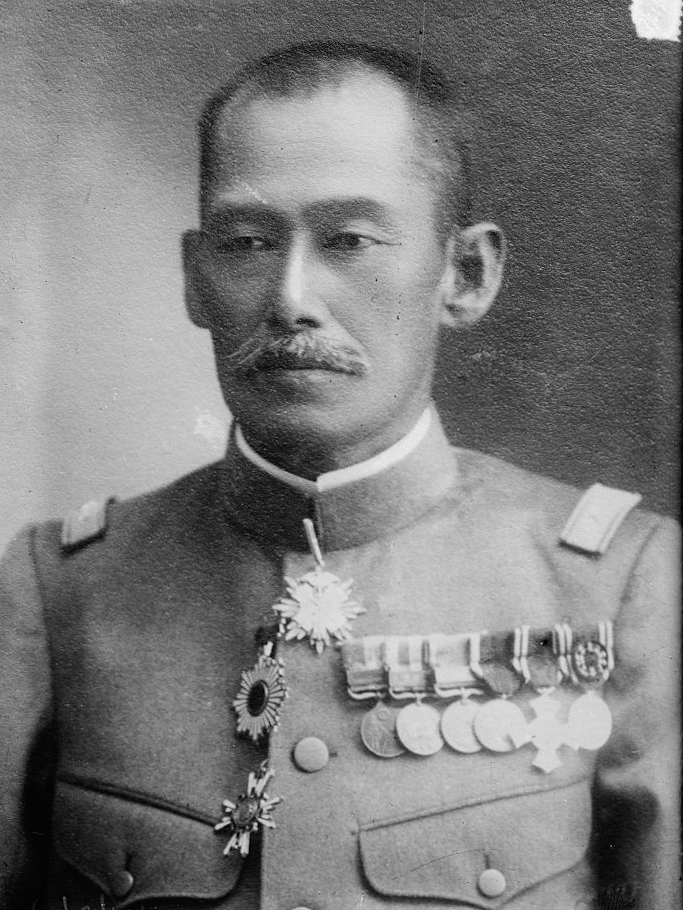
陸軍中将。1910年代頃の岡市之助
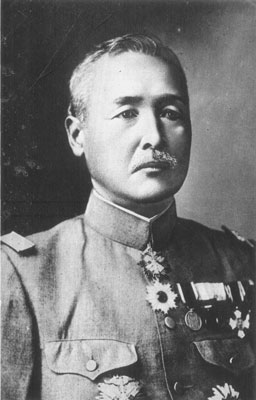
陸軍中将。1915年頃の神尾光臣
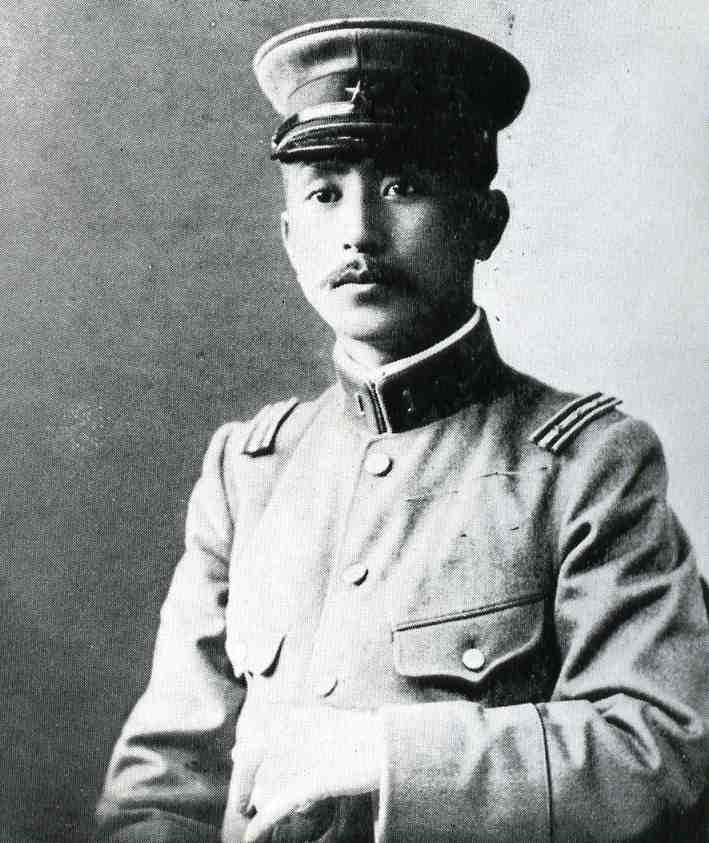
陸軍歩兵大尉（歩兵第1連隊中隊長）。1912年頃の梅津美治郎
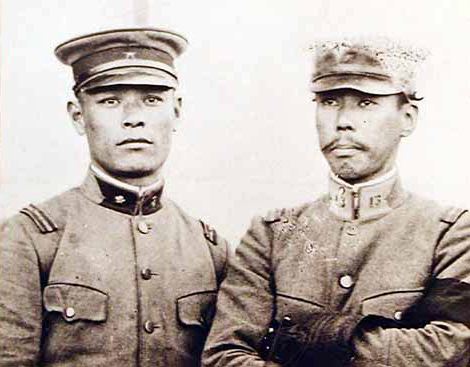
陸軍歩兵中尉（左、台湾歩兵第3連隊附）と陸軍砲兵中尉（右、野砲兵第13連隊附）。1913年頃の徳田金一（左）と木村鈴四郎（右）
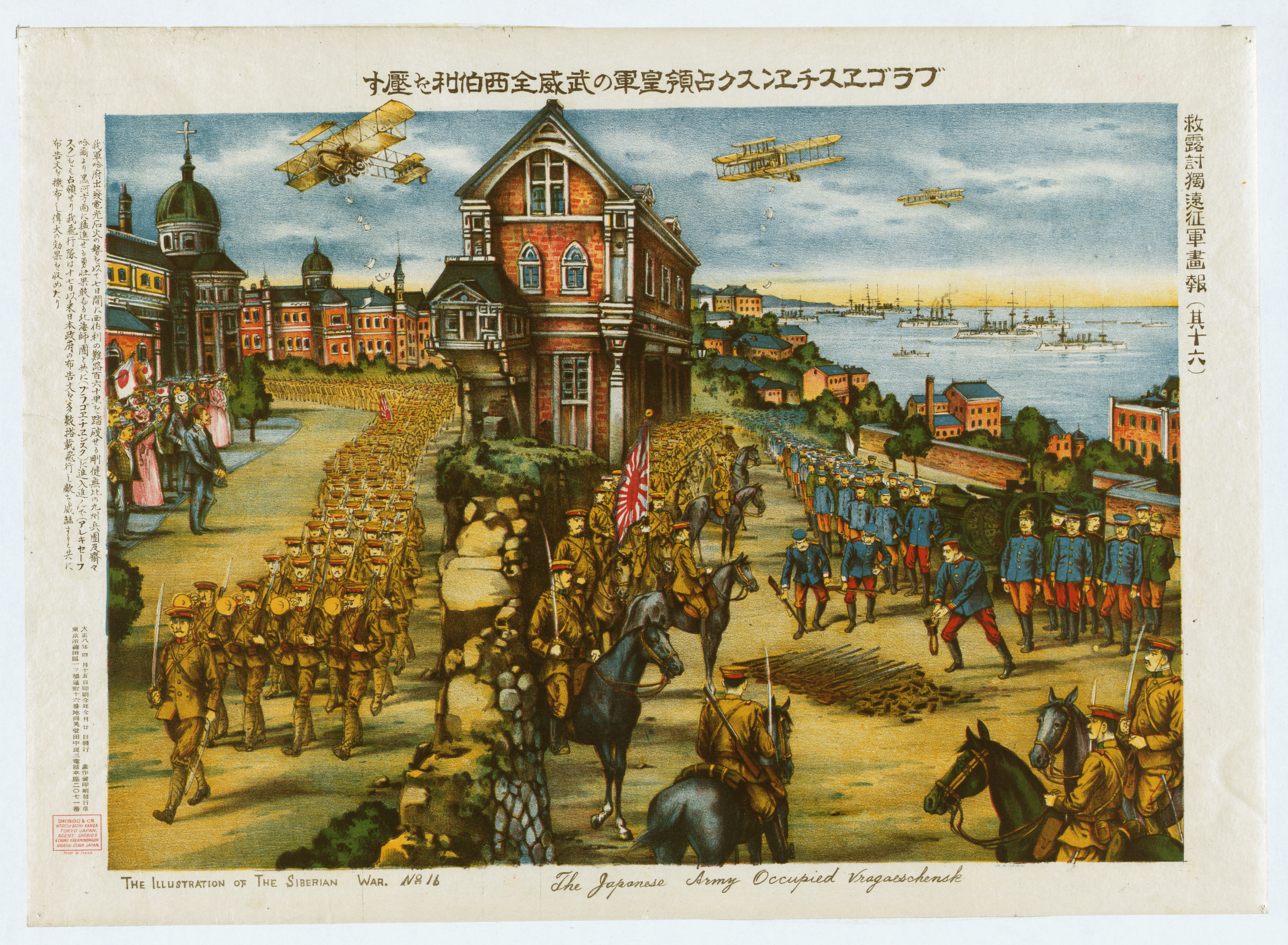
1910年代から1920年代初期にかけての歩騎兵将兵
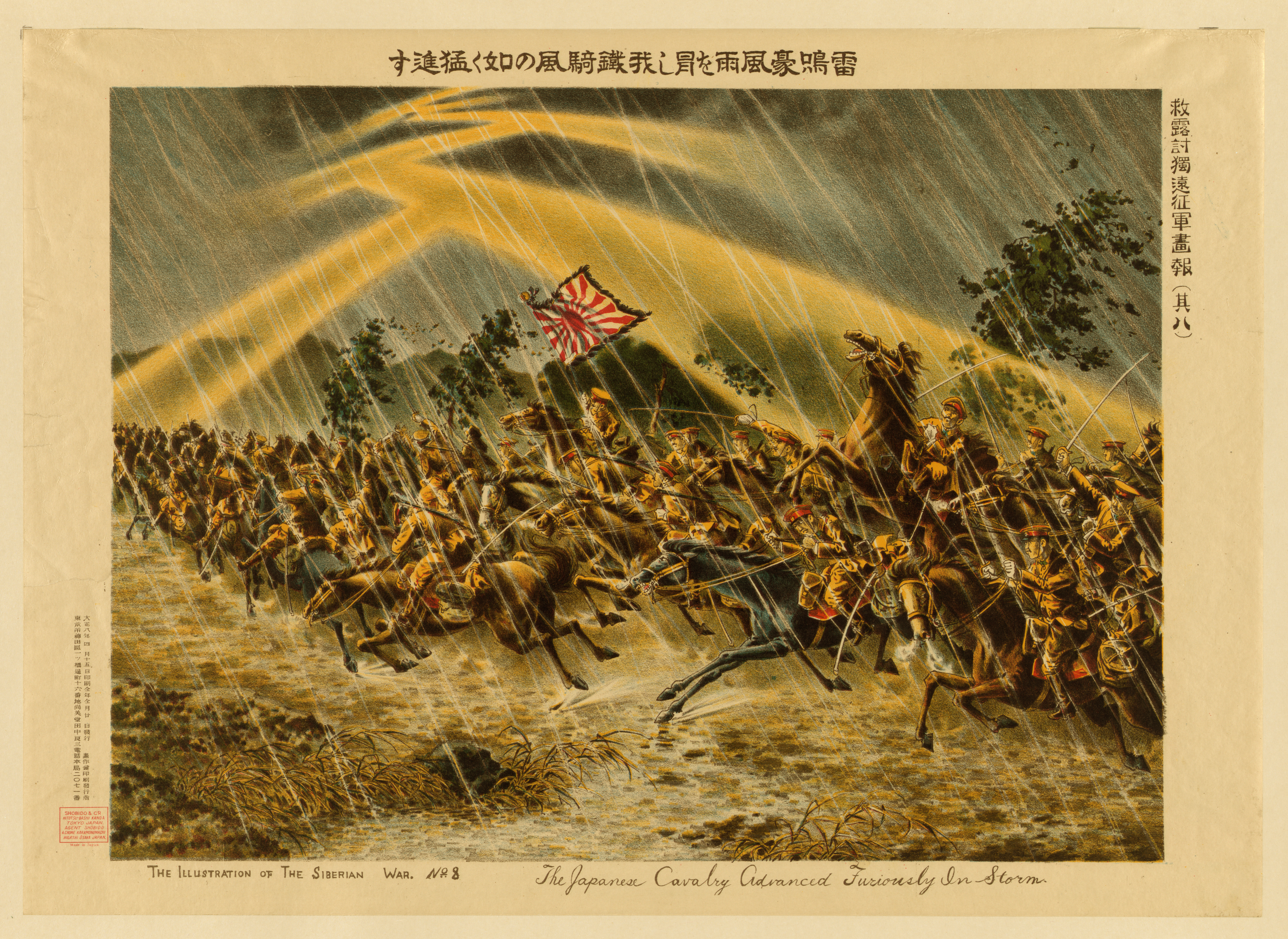
同左。騎兵将兵
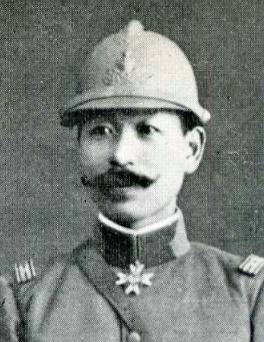
陸軍工兵大佐。ピス・ヘルメットはフランス軍のものと思われる。1920年頃の四王天延孝
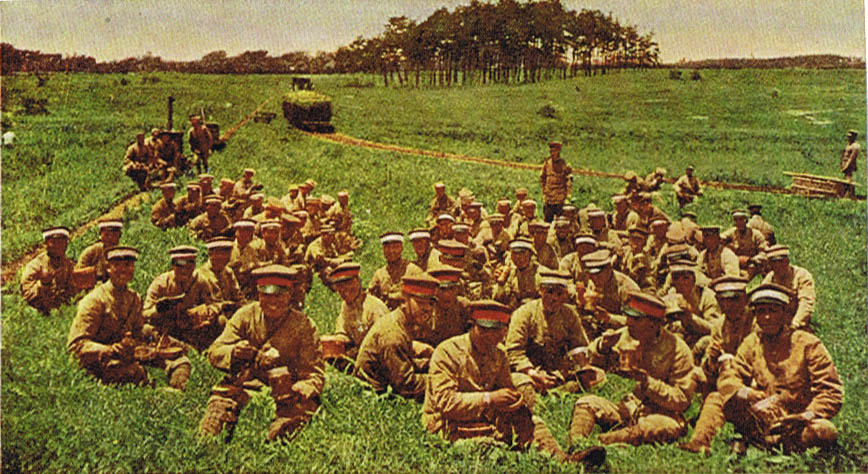
工兵将兵（鉄道連隊）。鉄道第2連隊の写真なので1918年以降
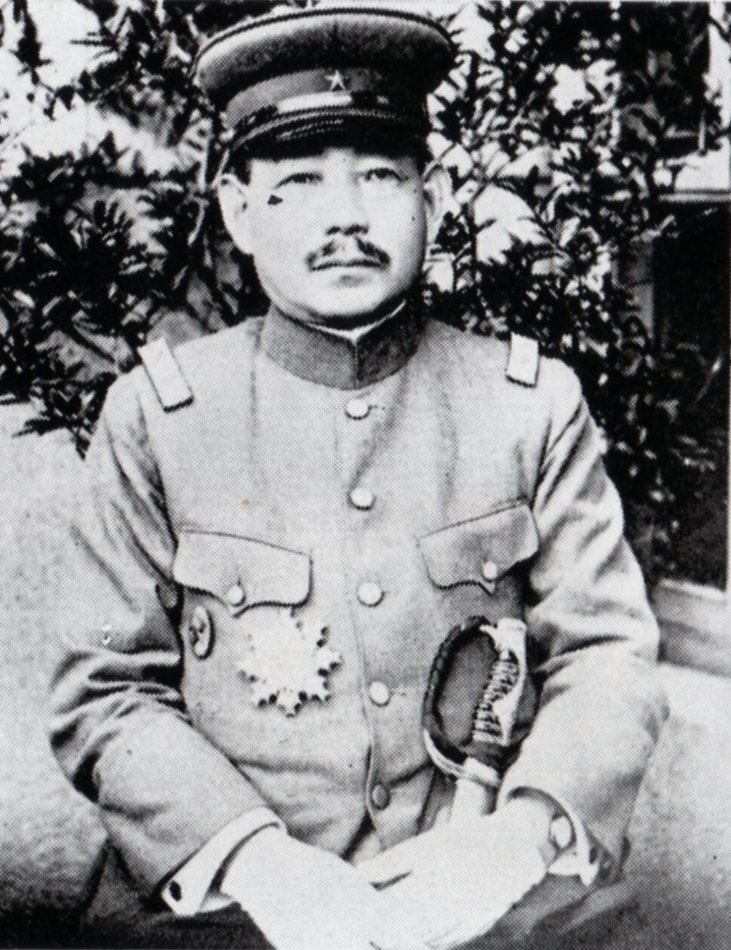
陸軍中将。1920年代頃の畑英太郎
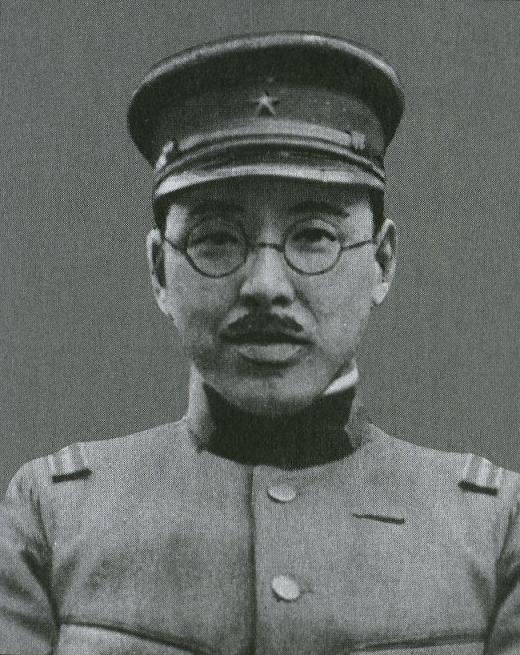
陸軍憲兵中尉。1920年前後の甘粕正彦
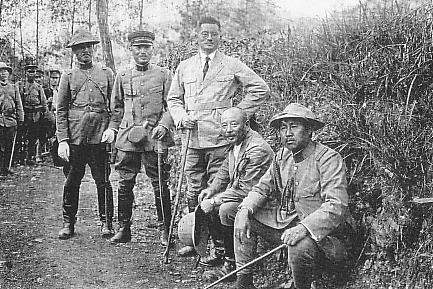
1930年の霧社事件における在台湾の将校。通常とは異なる帽を着用している
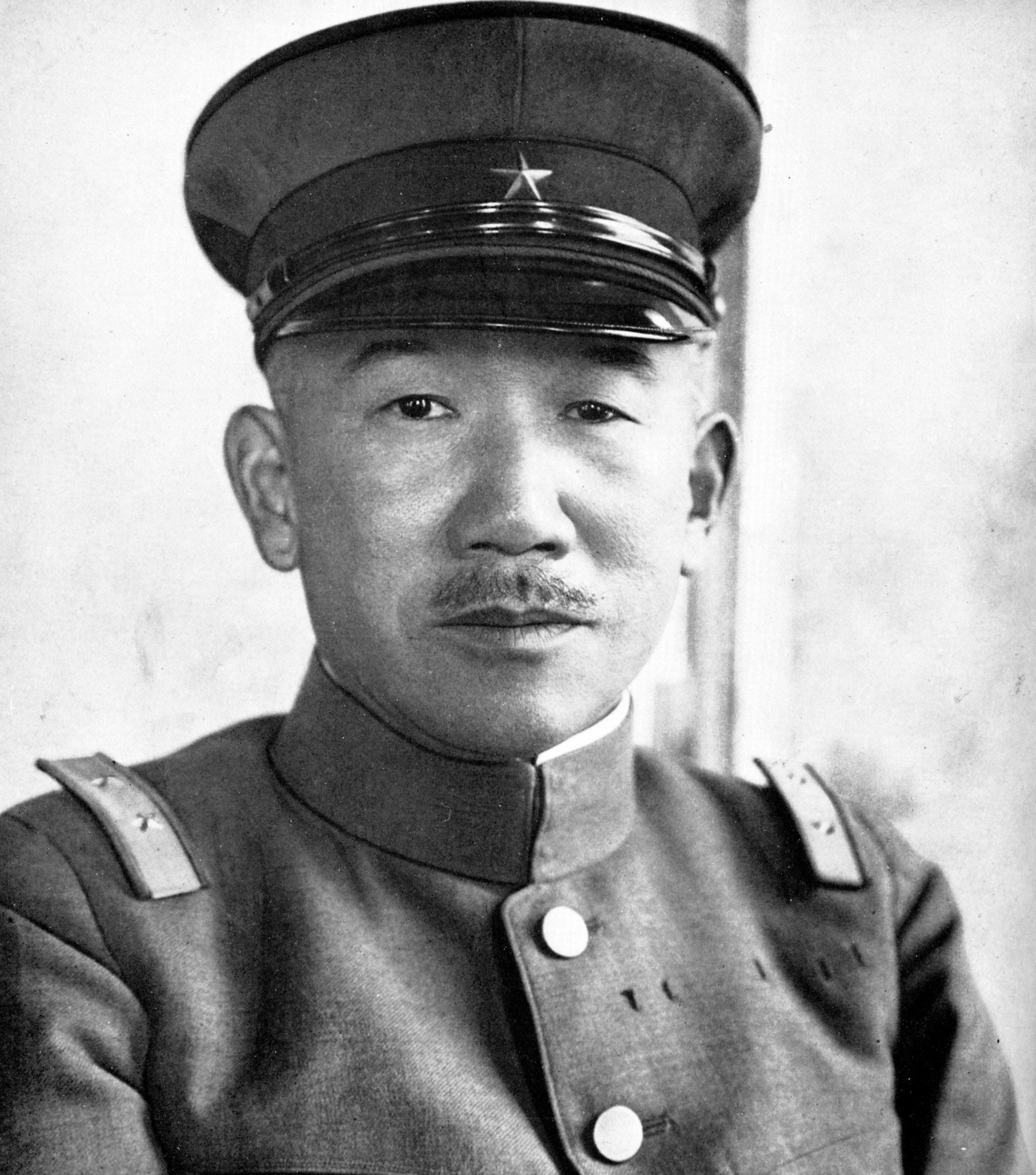
陸軍中将。1932年以降の後宮淳
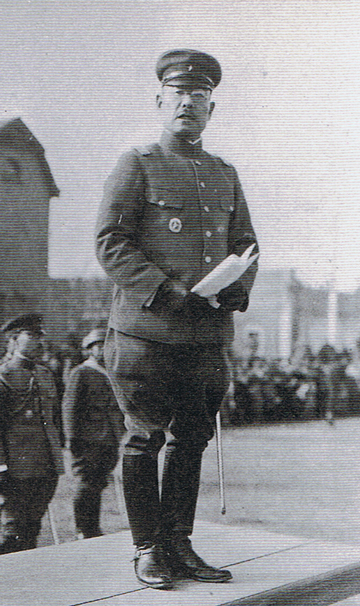
陸軍少将。1931年頃の香椎浩平
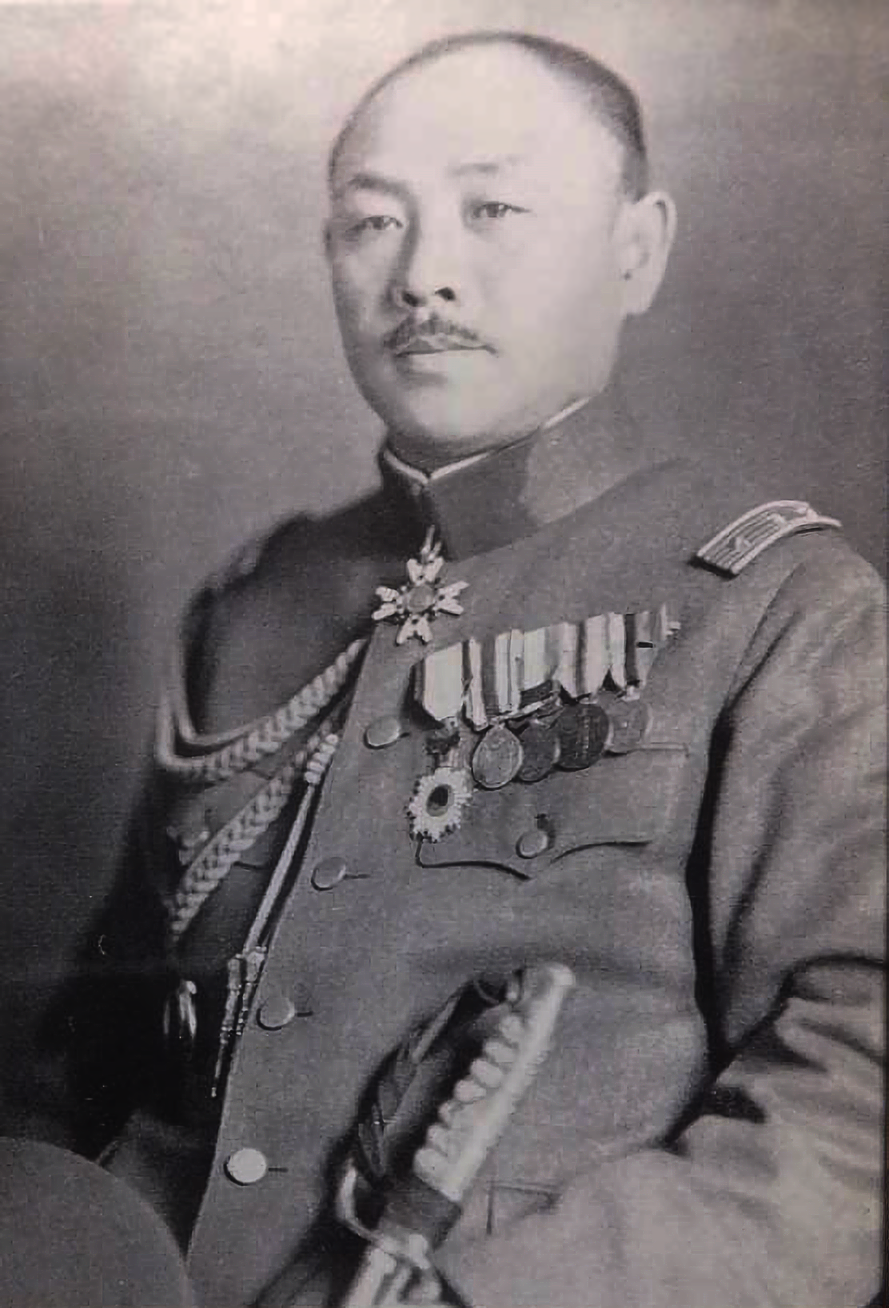
侍従武官たる陸軍歩兵大佐。銀色の侍従武官飾緒を佩用。1930年8月-1933年8月頃の阿南惟幾
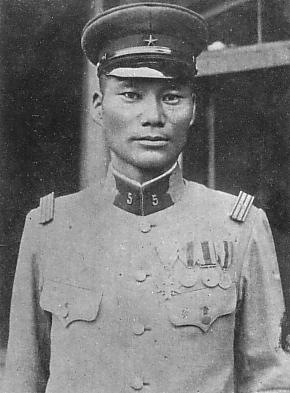
陸軍歩兵少佐（歩兵第5連隊）。1931年8月-1932年8月頃の相沢三郎
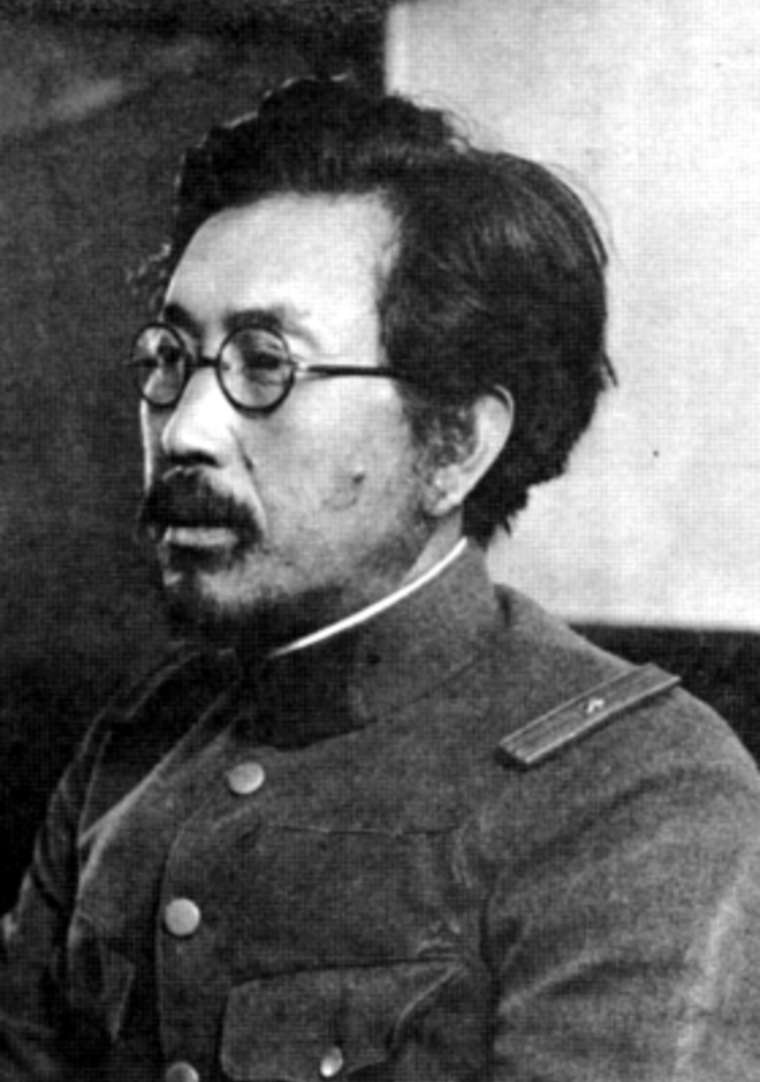
陸軍軍医少佐ないし陸軍三等軍医正（少佐相当官）。1932年当時の石井四郎
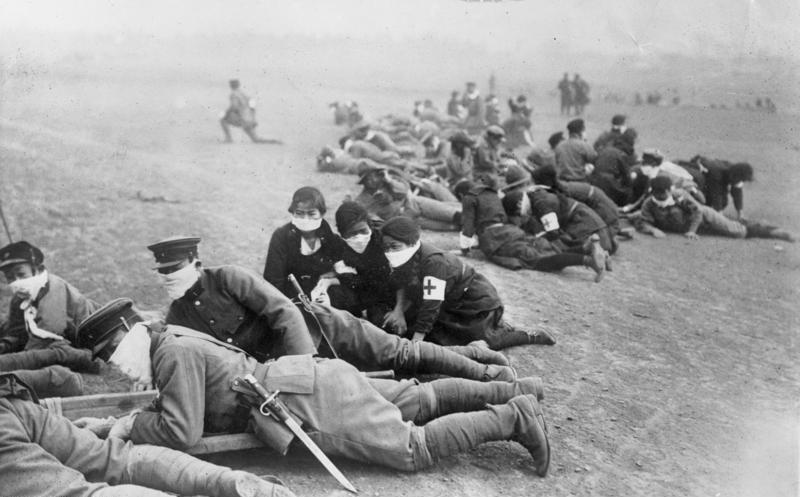
1931年9月当時の歩兵ないし衛生部下士卒
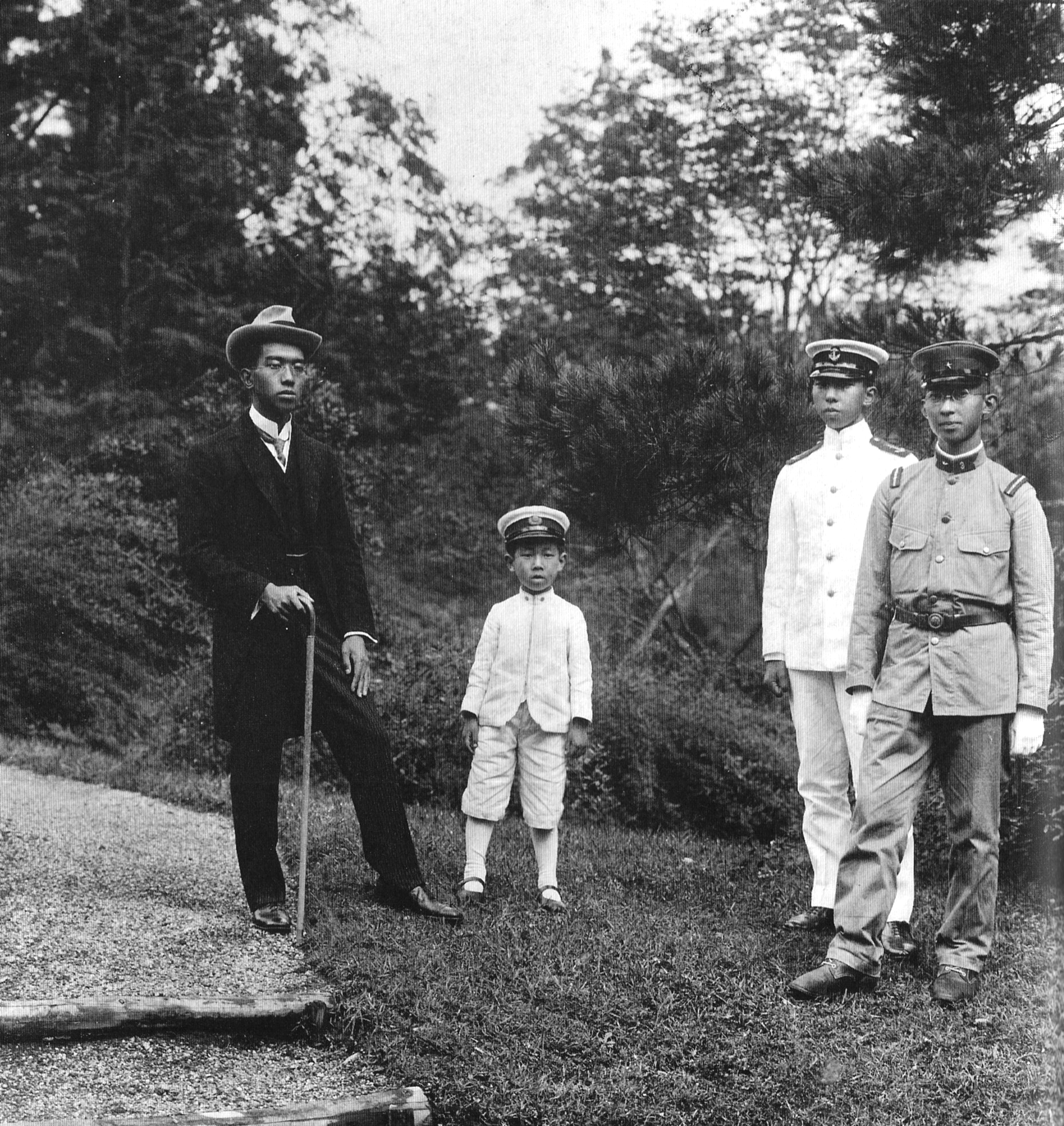
士官候補生たる陸軍歩兵軍曹（歩兵第3連隊附）。秩父宮雍仁親王（右端）
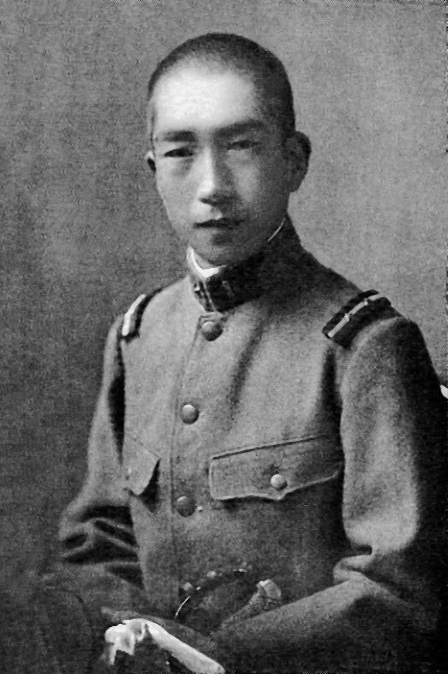
士官候補生たる陸軍騎兵軍曹（騎兵第1連隊附）。竹田宮恒徳王
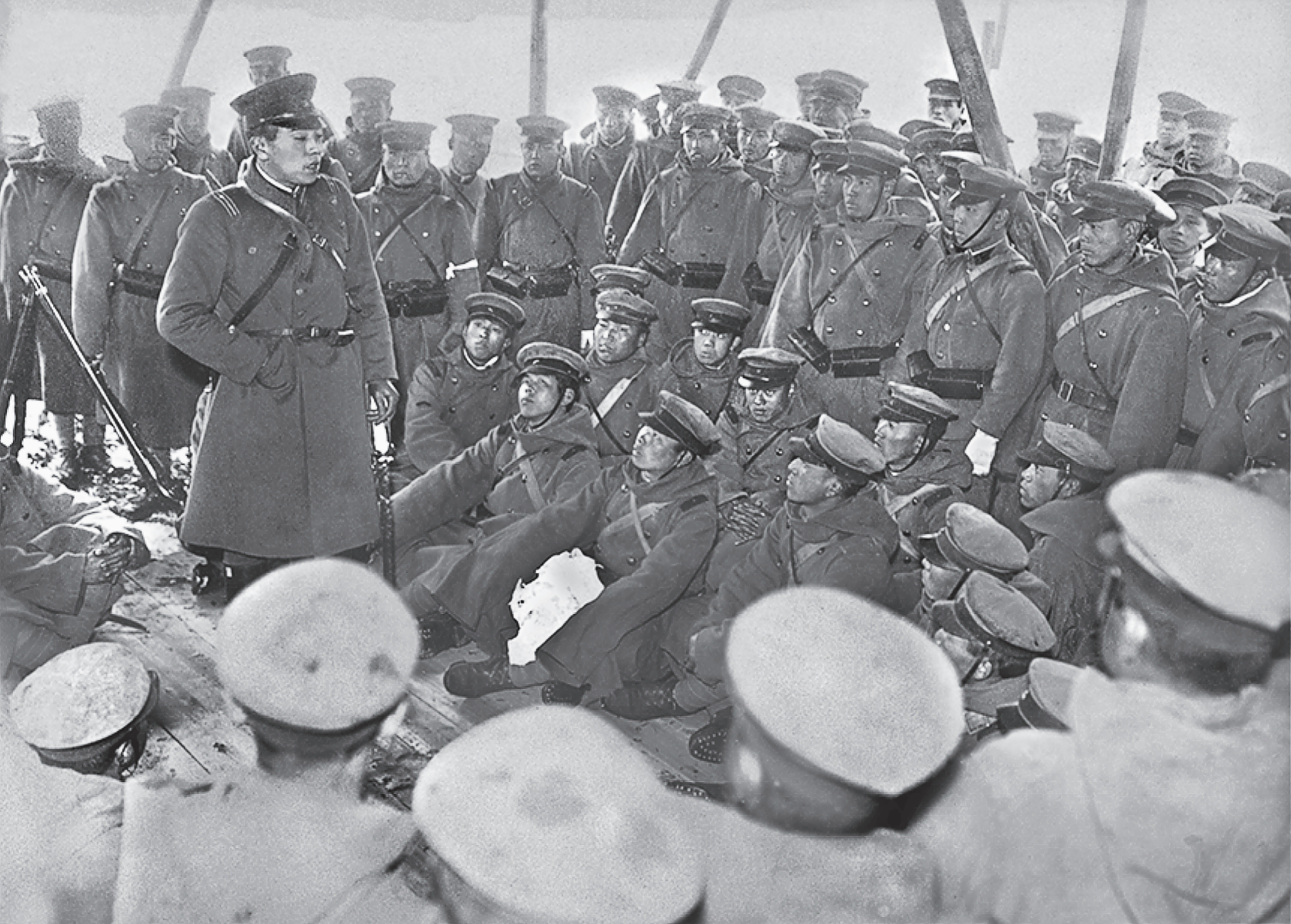
外套を着用した歩兵将兵。1936年
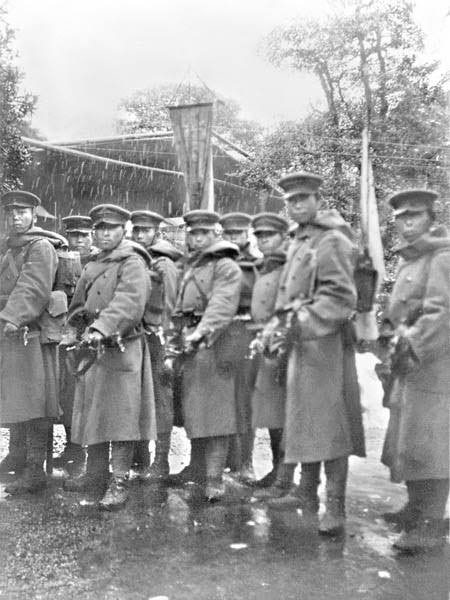
昭和5年制式の外套ではなく旧制式の外套を着用した歩兵下士官ないし兵。1936年
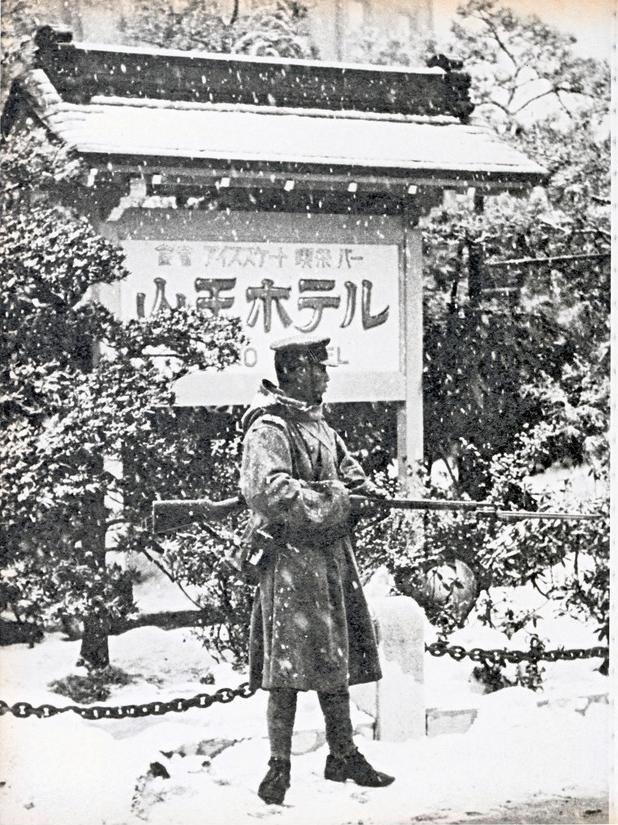
旧制式の外套を着用した歩兵下士官ないし兵。1936年
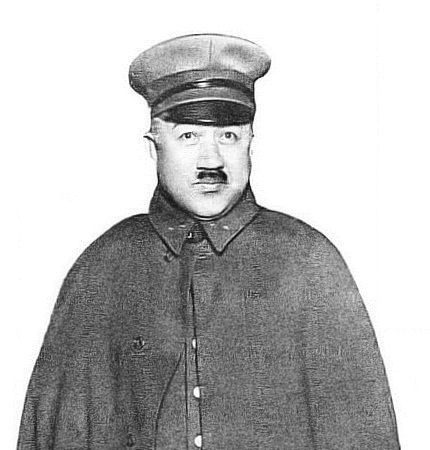
雨覆（明治45年制式）を着用した陸軍歩兵大佐。佐官であるため襟の星章は2個。1932年頃の土肥原賢二
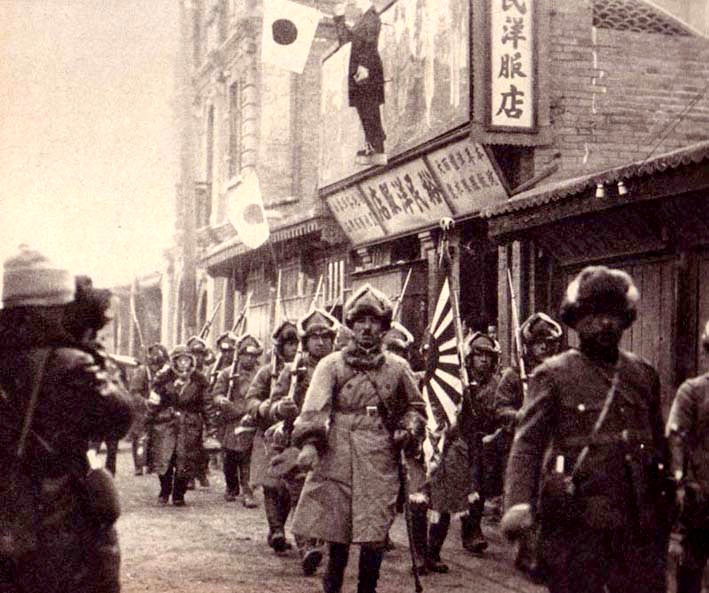
防寒帽・防寒外套を着用した歩兵将兵。1932年1月

#### 明治45年

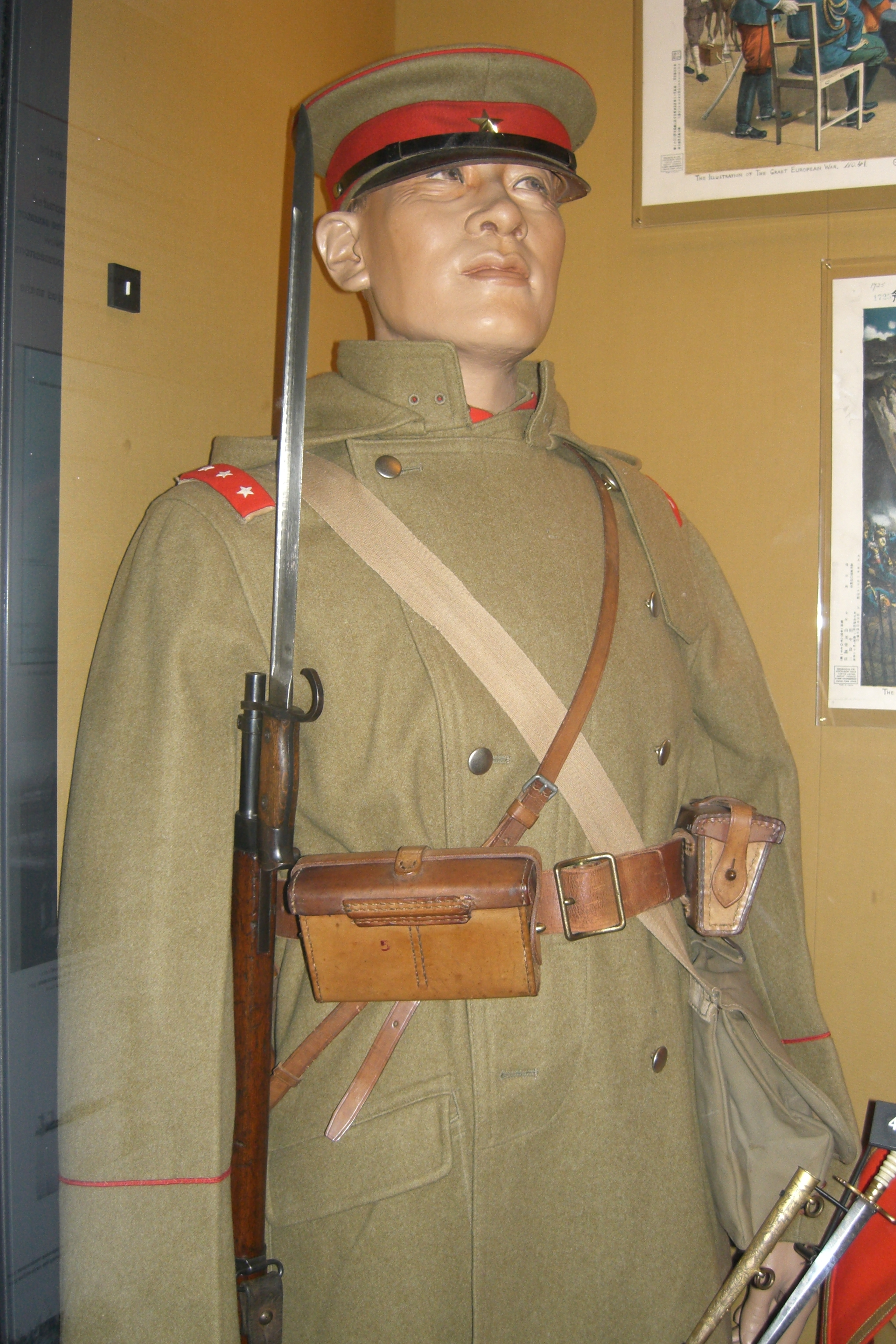
陸軍歩兵上等兵。上等兵の四五式肩章を付した四五式ないし改四五式の外套（緋色線のパイピング付）と四五式軍帽

1912年（明治45年）制式の明治45年制式および四五式は、「明治45年勅令第10号」の改正によるものであり、「陸軍軍服服制」（明治39年勅令第71号）の明治39年制式をほぼ踏襲している。このタイプを「四五式（よんごしき）」と呼ぶのは、下士卒への官給軍服にこの押印がなされていたことによる。このような押印は官給品ではない将校准士官の軍服にはないため、厳密には同軍服を「四五式」と呼称するのは誤りであり、俗称となる。
平時着用の軍服としては初めて茶褐色（カーキ色）の生地を採用し、軍衣袴および外套にはパイピングとして緋色線の装飾が付されるもので、幾度の改正を経ながら1938年の昭和13年制式まで20年以上使用された。
この軍装が主に使用された戦争は次の通りである。
- 第一次世界大戦（日独戦争）（1914年（大正3年）-）

#### 軍帽
下士官用軍帽の地質は茶褐絨、鉢巻及び天井喰出は緋絨、天井喰出（張り出）の下部において左右両側に金色金属の鳩目打小孔各2個を付す。帽章は星章とされたが、「近衛の称呼を冠する近衛師団の軍隊に属する者」に限り星章を桜葉で囲んだ物を使用する。将校准士官軍帽の顎紐釦には桜花の模様が入り、下士官兵軍帽（四五式軍帽）の耳釦は無地。
将校は下士官に似た標準的な帽子を使い、帽子はその形を保つために綿や混合物のような詰め物を入れた。

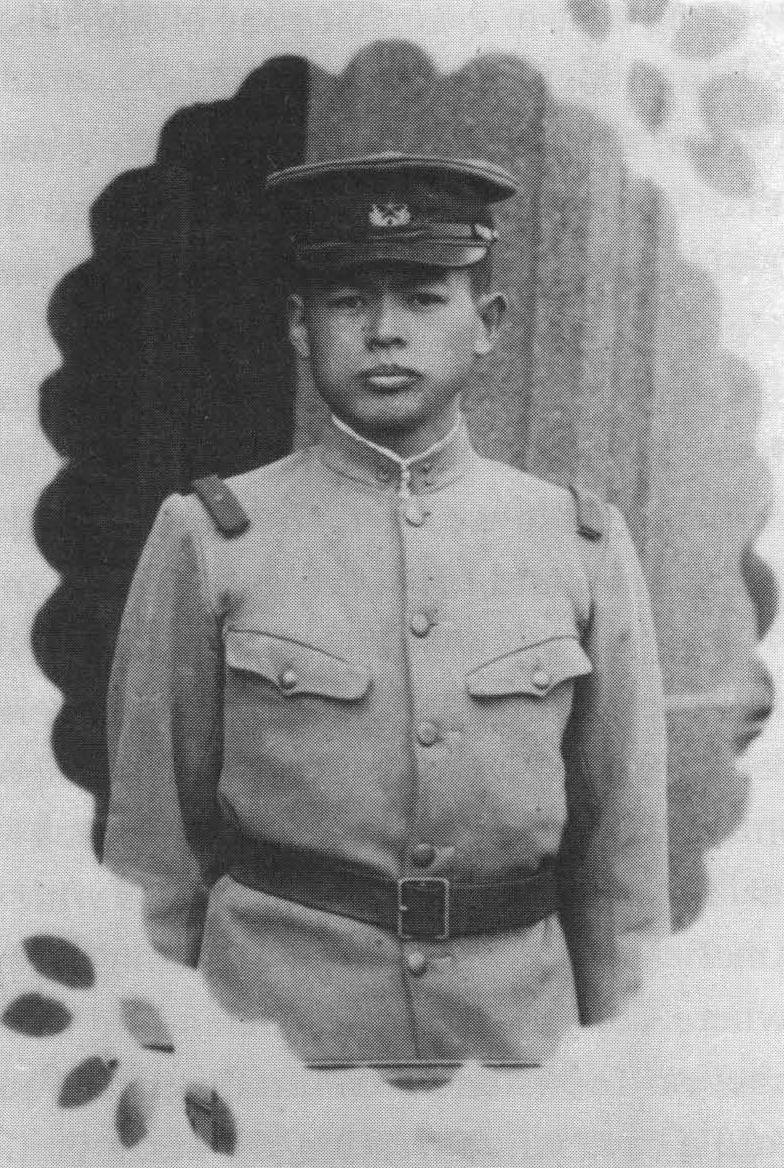
近衛歩兵第1連隊附の二等兵。辰口信夫
一般の軍帽の帽章。鉢巻部分は歩兵科以外も緋色が原則
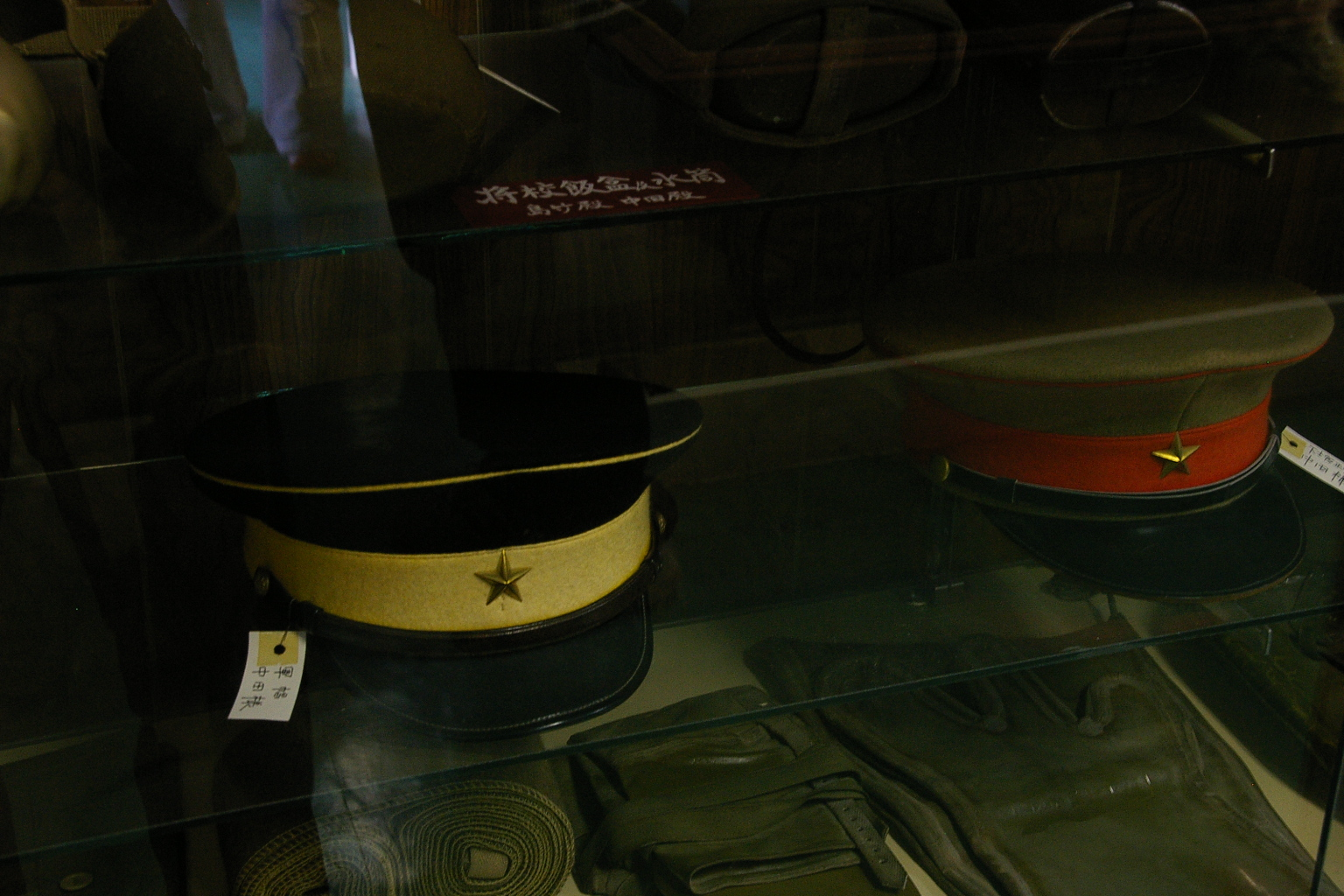
明治45年制式の軍帽と明治期の第二種帽。ともに複製品（レプリカ）

#### 軍衣
軍衣の地質は茶褐絨。背中は1枚布で、物入れは将校は左右各2個（胸部物入は雨蓋付き、腰部物入は雨蓋無し）、下士卒の場合は左右胸部に各1個（雨蓋付き）。釦は兵科将校准士官は金色金属、各部将校相当官准士官相当官は銀色金属、兵科下士卒は赤銅、各部下士卒は白銅。
兵科区分にかかわりなく、袖章は将校は緋絨で下士卒は蛇腹組緋毛糸。鏑の全周に喰出しに付す。将校准士官軍衣の鏑袖（袖の折り返し）は4寸（約12cm）。下士兵卒軍衣には、左脇下に表が茶褐絨で裏が褐色麻製の剣留1個を付した。

#### 襟章

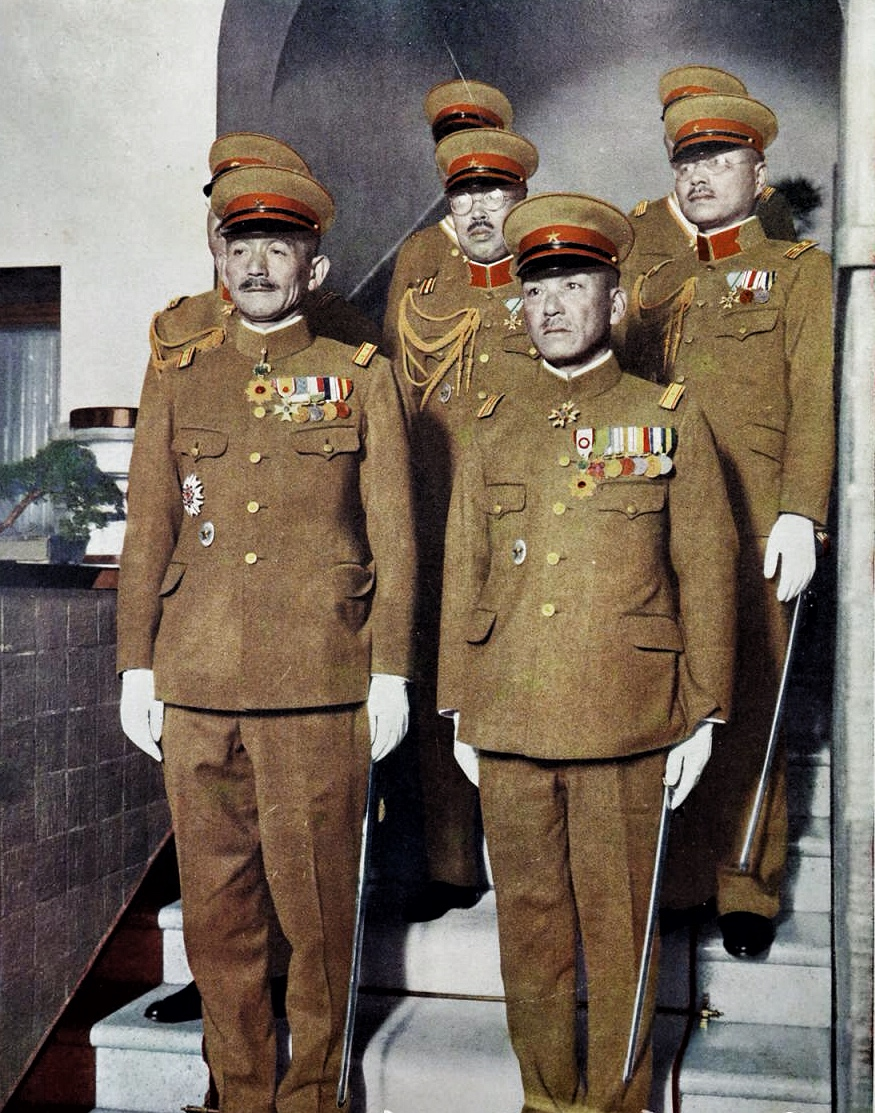
1930年代前半の陸軍中将・陸軍少将・陸軍歩兵大佐・陸軍歩兵中佐等（着色写真）

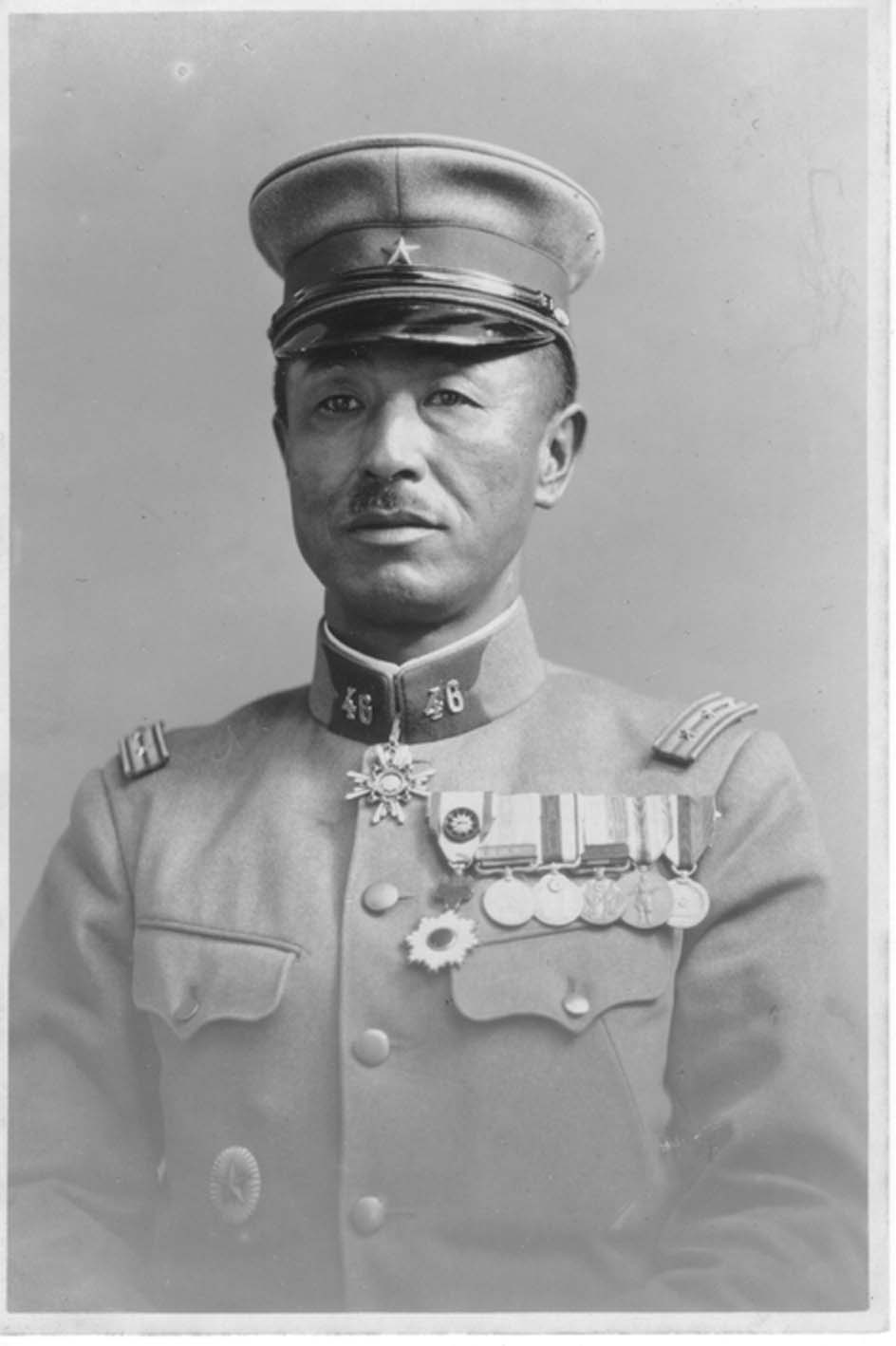
歩兵第46連隊長たる陸軍歩兵大佐。1931年頃の澤木元雄

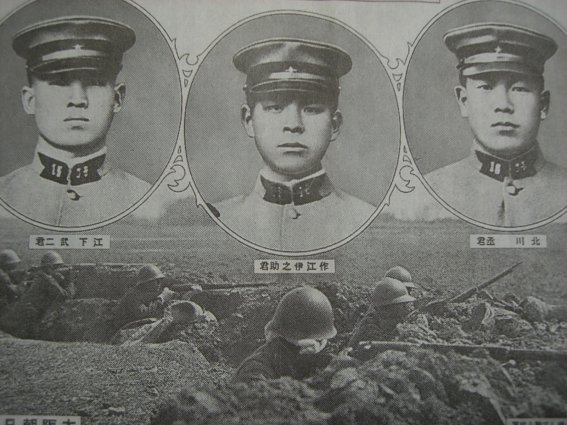
独立工兵第18大隊附の陸軍工兵一等兵（爆弾三勇士）

襟章の地質は各兵科部の定色絨（兵科区分のない将官には無し。各部の将官相当官は有り）。定色（兵科色）は以下の通り。
- 歩兵科 – 緋色
- 騎兵科 – 萌黄色
- 砲兵科 – 黄色
- 工兵科 – 鳶色
- 輜重兵 – 藍色
- 憲兵科 – 黒色
- 航空兵科 – 淡紺青色（航空兵科の新設は1925年（大正14年）のため大正14年制式となる）
- 経理部 – 銀茶色（薄紫色）
- 衛生部 – 深緑色
- 獣医部 – 紫色
- 軍楽部 – 紺青色

形状は古代の楯を模した（俗称「鍬型」）。隊号章として歩兵・騎兵・砲兵・工兵・輜重兵・航空兵（1914年に新設）の隊附将兵は、それぞれの連隊又は大隊の番号（隊号）をアラビア数字で、台湾歩兵連隊附は右襟に桜花と左襟にアラビア数字の隊号を、臨時朝鮮派遣歩兵連隊中隊附は右襟に日章・中隊番号と左襟に連隊番号を、独立守備大隊附は右襟に特別章と左襟に大隊番号を付すなどした。また、各兵種（例：野砲兵・山砲兵・重砲兵・野戦重砲兵・高射砲兵）に属する者は隊号章とともに襟部徽章を付す。

#### 肩章
地質は緋絨（法務官のみ白絨）、縦長の着脱式で、基本的に下士官兵用の官給品は軟芯、将校准士官などの私物は硬芯。線章・星章は、兵科将校准士官下士は金色金属、各部将校准士官下士相当官は銀色金属。兵科卒の星章は黄絨、各部卒の星章は白絨。

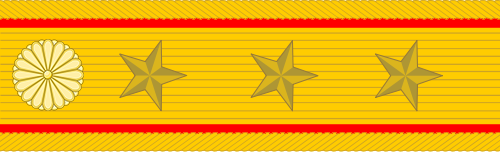
大元帥
大将
中将
少将
大佐
中佐
少佐
大尉
中尉
少尉
特務曹長（のちに准尉）
曹長
軍曹
伍長
上等兵
一等卒（のちに一等兵）
二等卒（のちに二等兵）
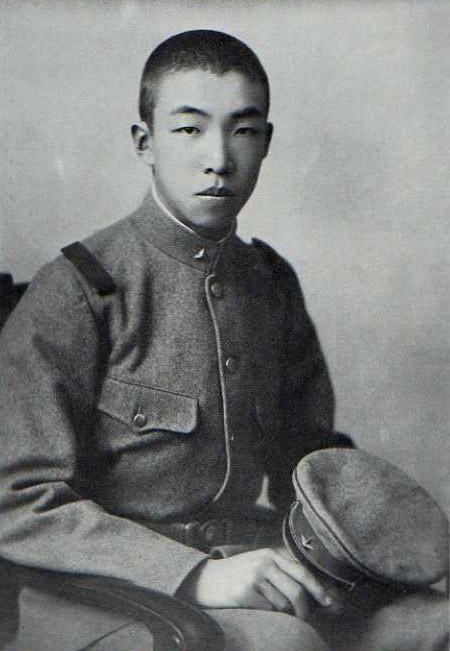
陸軍士官学校予科などの生徒は階級が指定されていないため、星章の無い無地の階級章（通称「赤タン」）を着用する。東久邇宮盛厚王。
伍長勤務上等兵は上等兵肩章と合わせて臂章を付す

#### 夏衣
将校准士官同相当官の夏衣は地質が茶褐薄毛織（ウール）または茶褐布（コットン）である点を除き、将校准士官同相当官軍衣に同じ。ただし、袖章（緋絨の線1本）は付さなかった。
下士卒の夏衣は地質が茶褐布である点を除き、下士卒軍衣に同じ。ただし、袖章（緋色の線1本）は付さなかった。

#### 袴
将校准士官同相当官には、茶褐絨の長袴・短袴および茶褐布または茶褐薄毛織の夏長袴・夏短袴が規定されていた。
下士卒には、軍袴・夏袴のみが規定されていた。騎兵科・軍楽部を除く各兵科部下士同相当官卒のそれはスラックス型（長袴）、騎兵科下士兵卒のそれは乗馬ズボン型（短袴）であった。

#### 将官・同相当官の特則
将官同相当官には、次の特則があった。
- 通常の茶褐絨の「軍帽」以外に「紺絨帽」が規定されていた。
- 通常の茶褐絨の「軍衣」以外に「紺絨衣」が規定されていた。
- 通常の茶褐布又は茶褐薄毛織の「夏衣」以外に「白夏衣」が規定されていた。
- 通常の茶褐絨の「長袴」・「短袴」及び茶褐布又は茶褐薄毛織の「夏長袴」・「夏短袴」以外に「白長袴」・「白短袴」が規定されていた。

#### 大正7年
1918年の大正7年5月4日付陸軍省副官「衣袴及外套仕様改正ノ件陸軍一般ヘ通牒」（陸普第1462号）によると、大正7年度支給の下士卒への衣袴及び外套から新様式のものが給与されるようになり、それに「改四五式」の捺印がされた。これは、軍縮時代で必要とする募兵数が減少したことから徴兵検査の基準が高くなり、体格の良い兵卒が増加したため寸法を全体的に見直した改正である。この段階では、外見上、四五式と改四五式との差は実際には全く無かった。

#### 大正9年
1920年の大正9年5月28日陸達第38号により、夏衣袴の茶褐布を帯赤茶褐色から帯青茶褐色に改正した。理由としては次の点がある。
1. 帯青茶褐色の方が保護色として優れている。
2. 帯赤茶褐色は汚損が目立ちやすい。
3. 帯青茶褐色の方が色相として高尚である。
4. 染料輸入上好都合である。
5. 経費は若干上がるが、被服費予算内に収まる。

#### 大正11年
1922年の大正11年勅令第415号により、同年9月26日に以下のように改正された。
- 軍帽及び軍衣の地質について、従来は茶褐絨のみとされたが、茶褐布も許容されることとなった。
- 従来は軍衣及び外套には袖章（将校緋羅紗玉縁縫込み、下士官兵蛇腹織緋線）が、長袴及び短袴には側章がそれぞれ付されていたが、これを廃止して軍衣と夏衣を全く同じ製式とする。これは戦地における迷彩性を高める目的や過剰な装飾を除くことで経済性を追求したものと考えられる。一般に「改四五式で緋線が廃止された」と言われるのはこの改正を指している。

#### 昭和5年

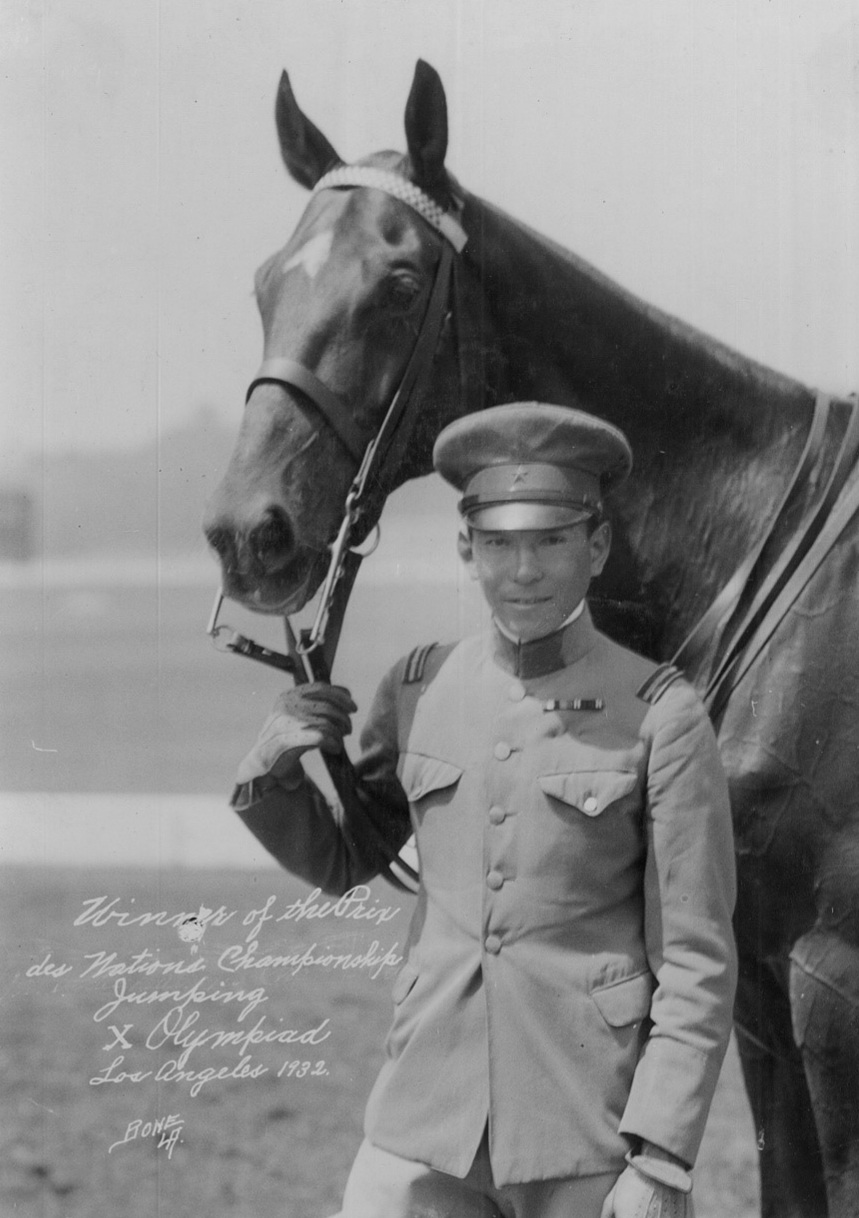
陸軍騎兵中尉。ウラヌス号と共にあるので1930年（昭和5年）以降の西竹一

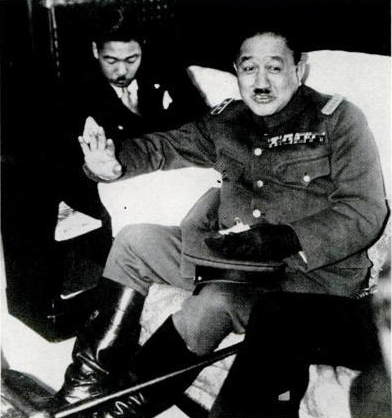
陸軍中将。1936年頃の土肥原賢二

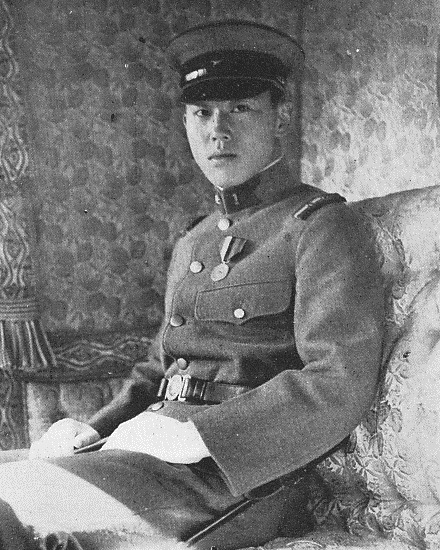
士官候補生たる陸軍砲兵軍曹。1932年当時の李鍝公

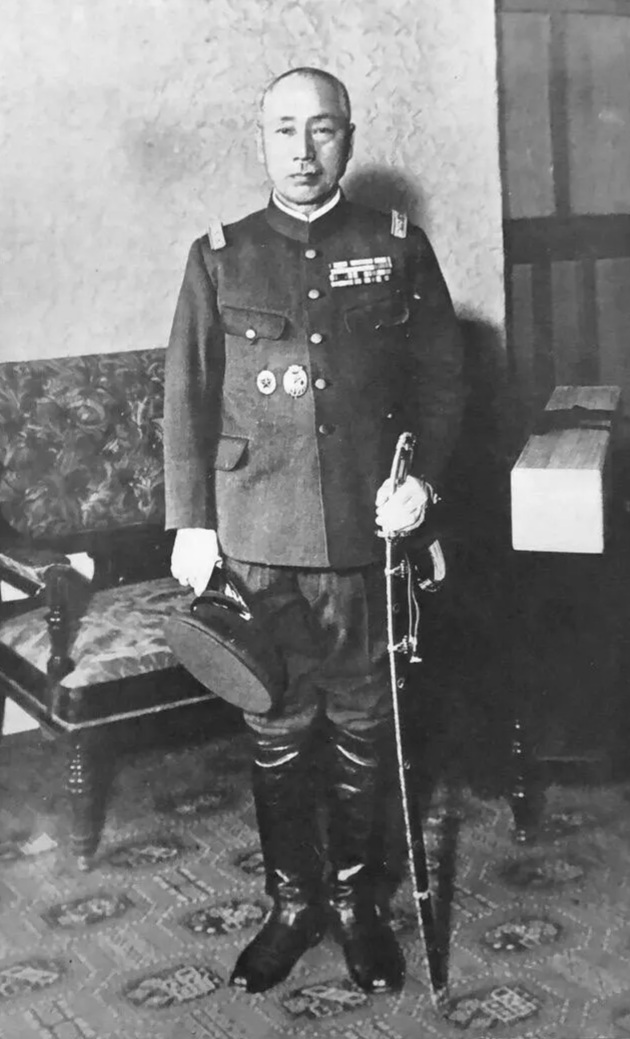
元帥陸軍大将。元帥徽章・元帥佩刀を佩用。1933年頃の武藤信義
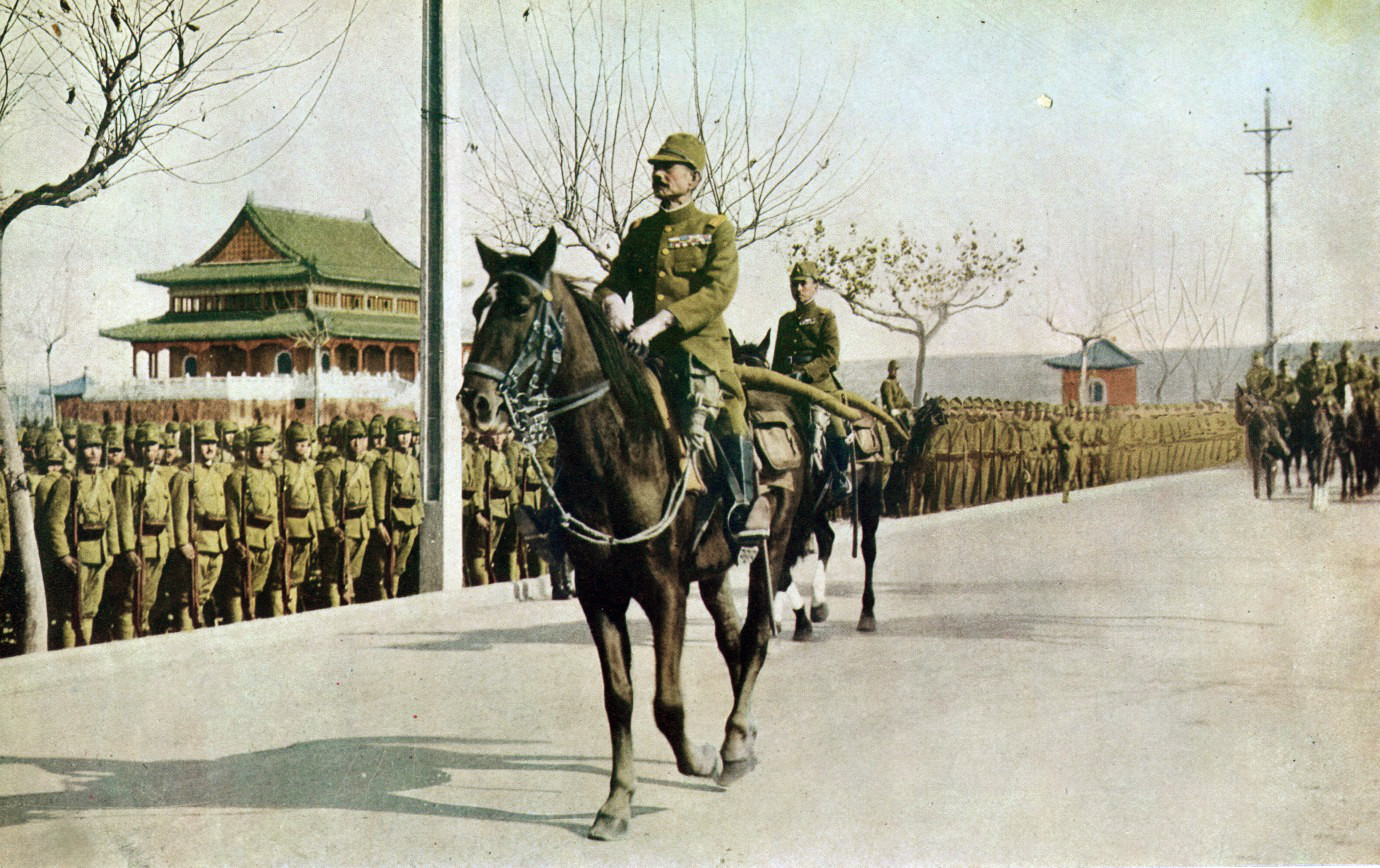
陸軍大将。後方は隷下部隊の将兵。松井石根
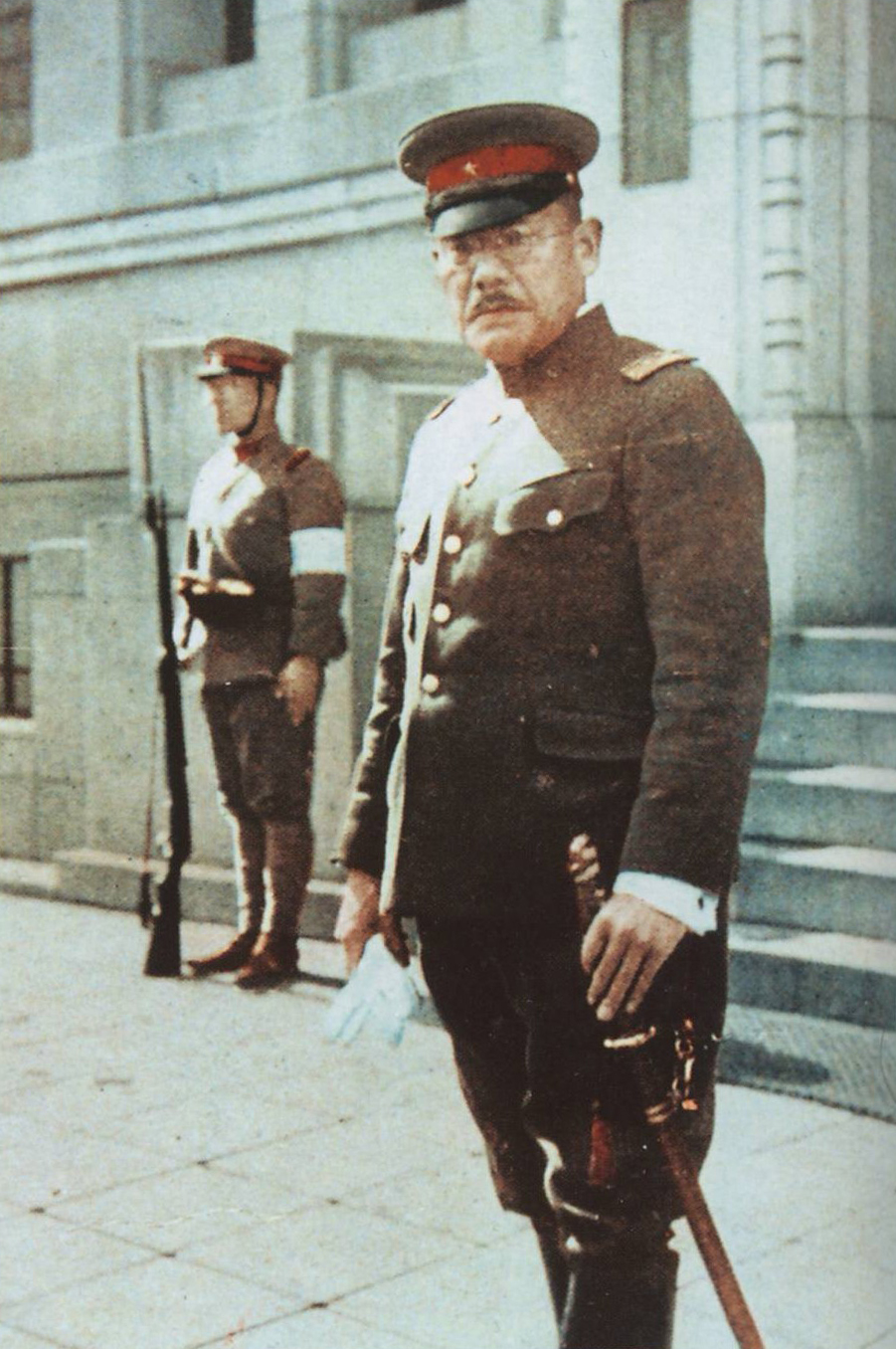
陸軍中将（着色写真）。1936年頃の香椎浩平
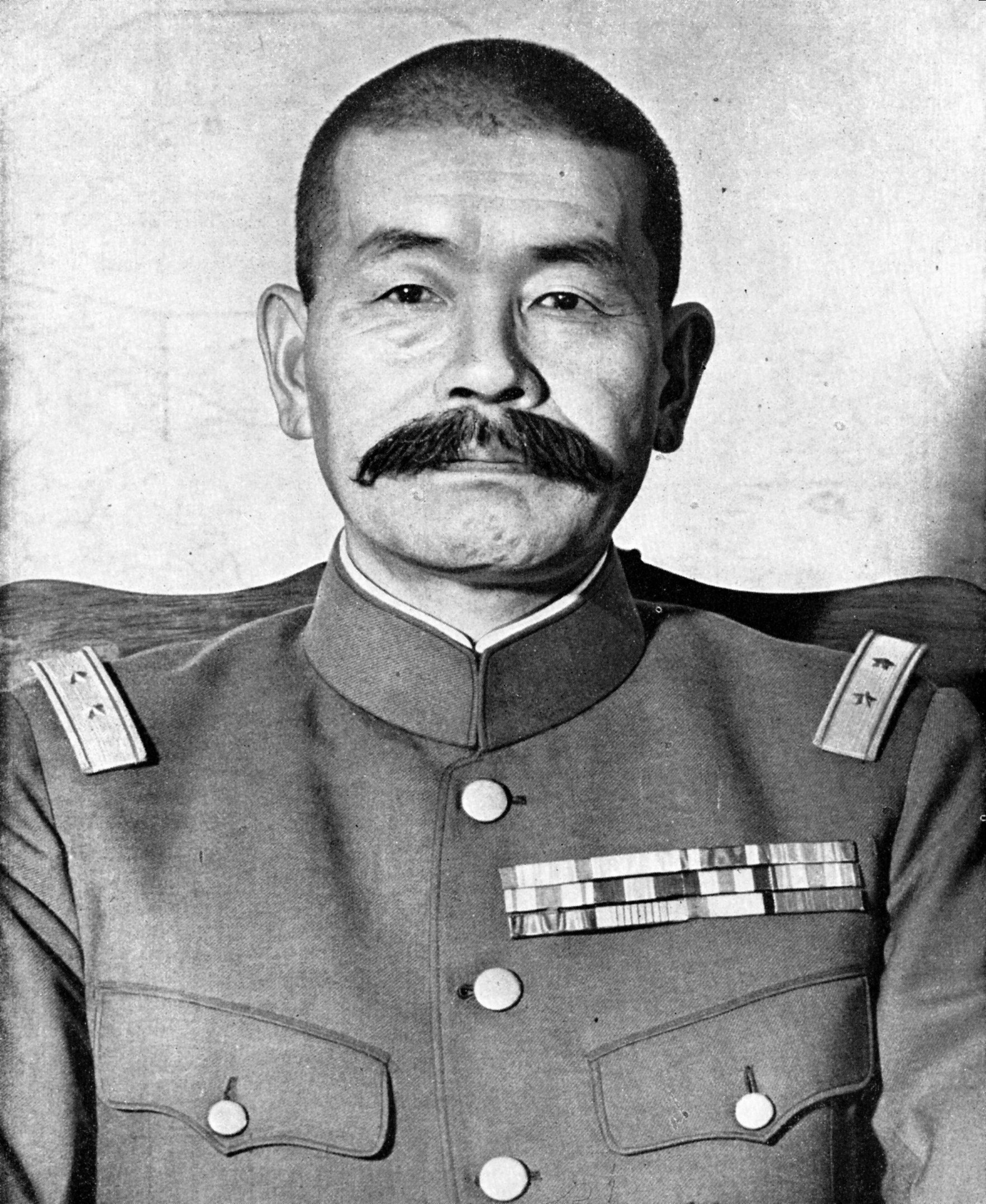
陸軍中将。田中静壱
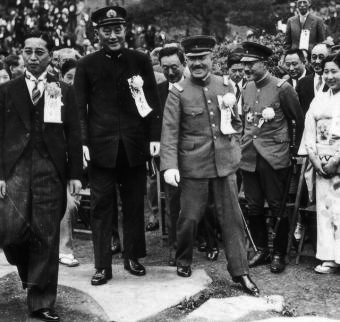
陸軍中将。板垣征四郎（中央）、東條英機（奥）
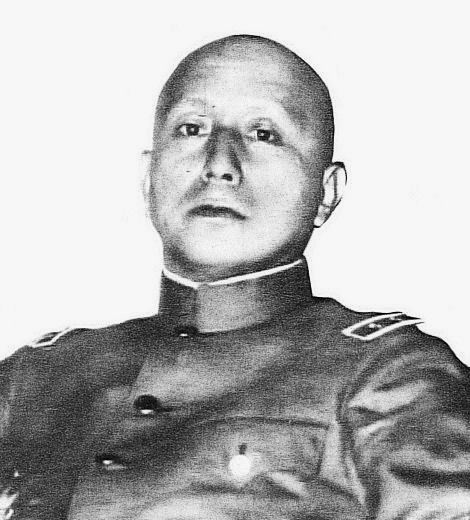
陸軍中将。梅津美治郎
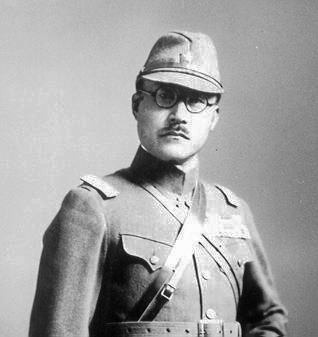
陸軍中将。前田利為
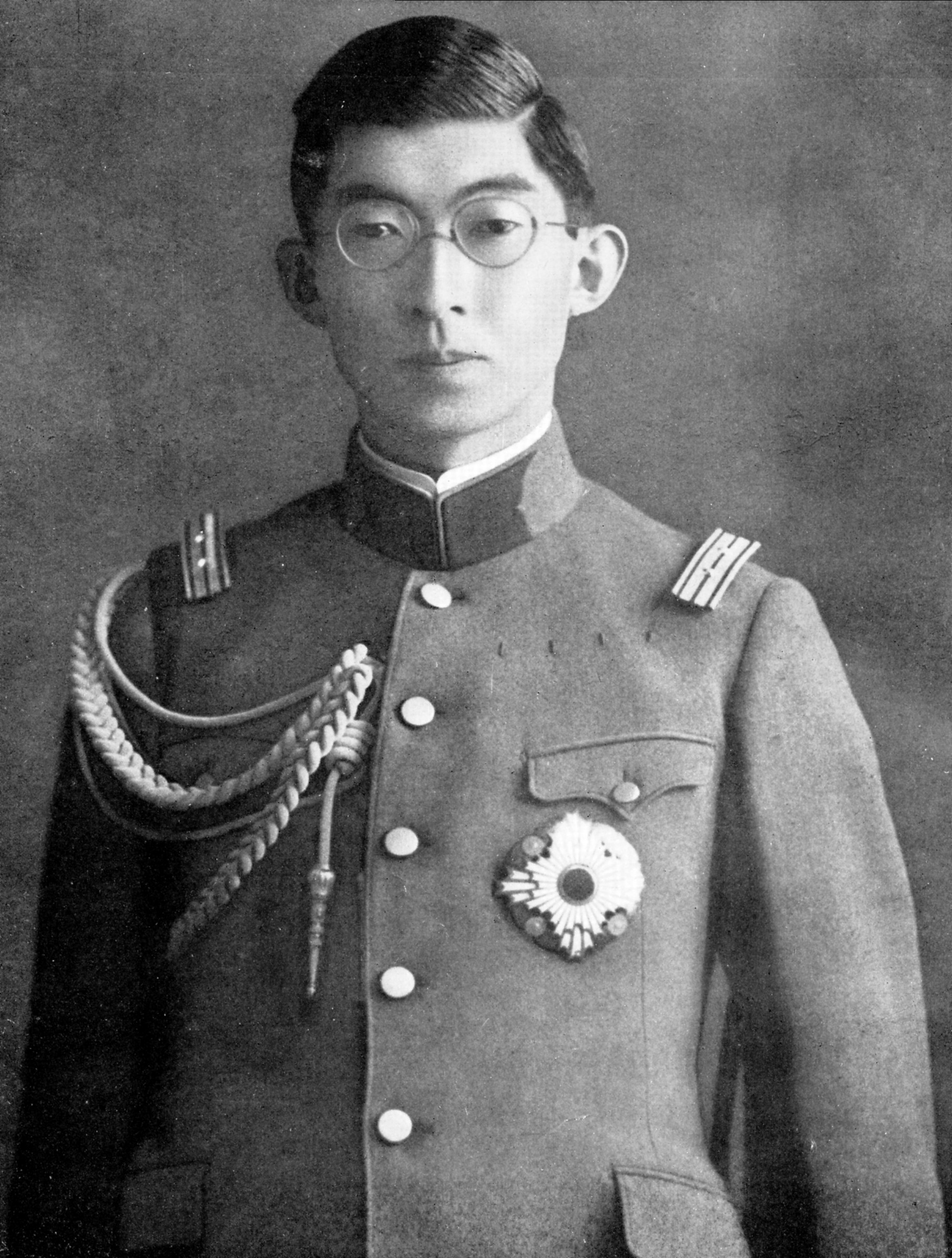
陸軍歩兵中佐。1938年3月-1939年（昭和14年）8月頃の秩父宮雍仁親王
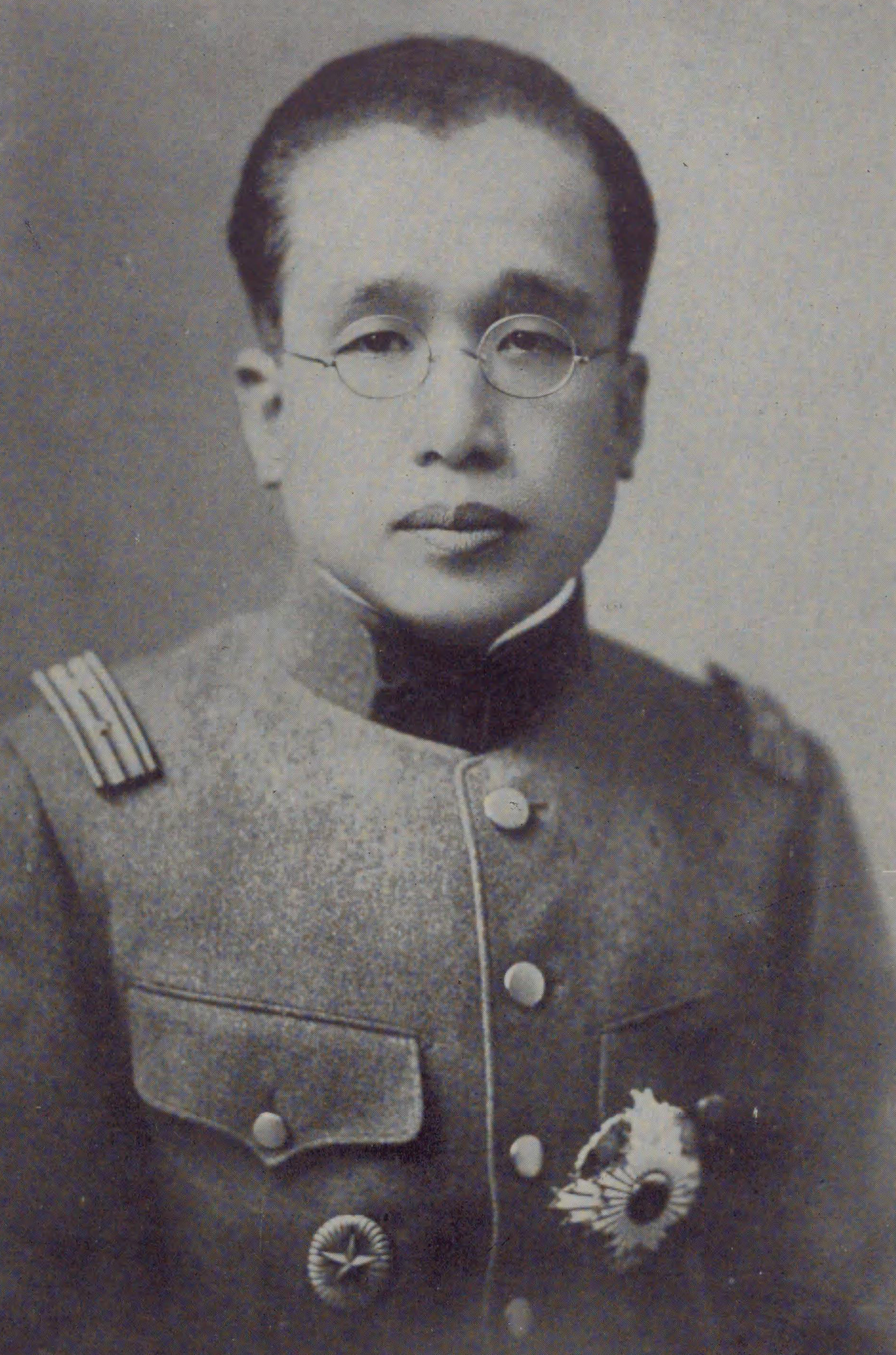
陸軍歩兵中佐。1932年頃の李王垠
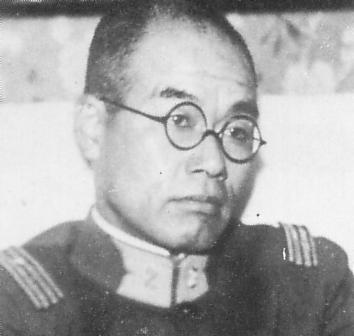
陸軍砲兵中佐。影佐禎昭
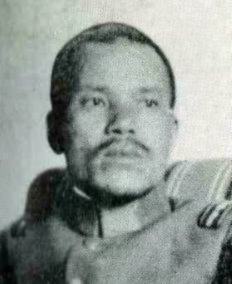
陸軍航空兵大尉。加藤建夫
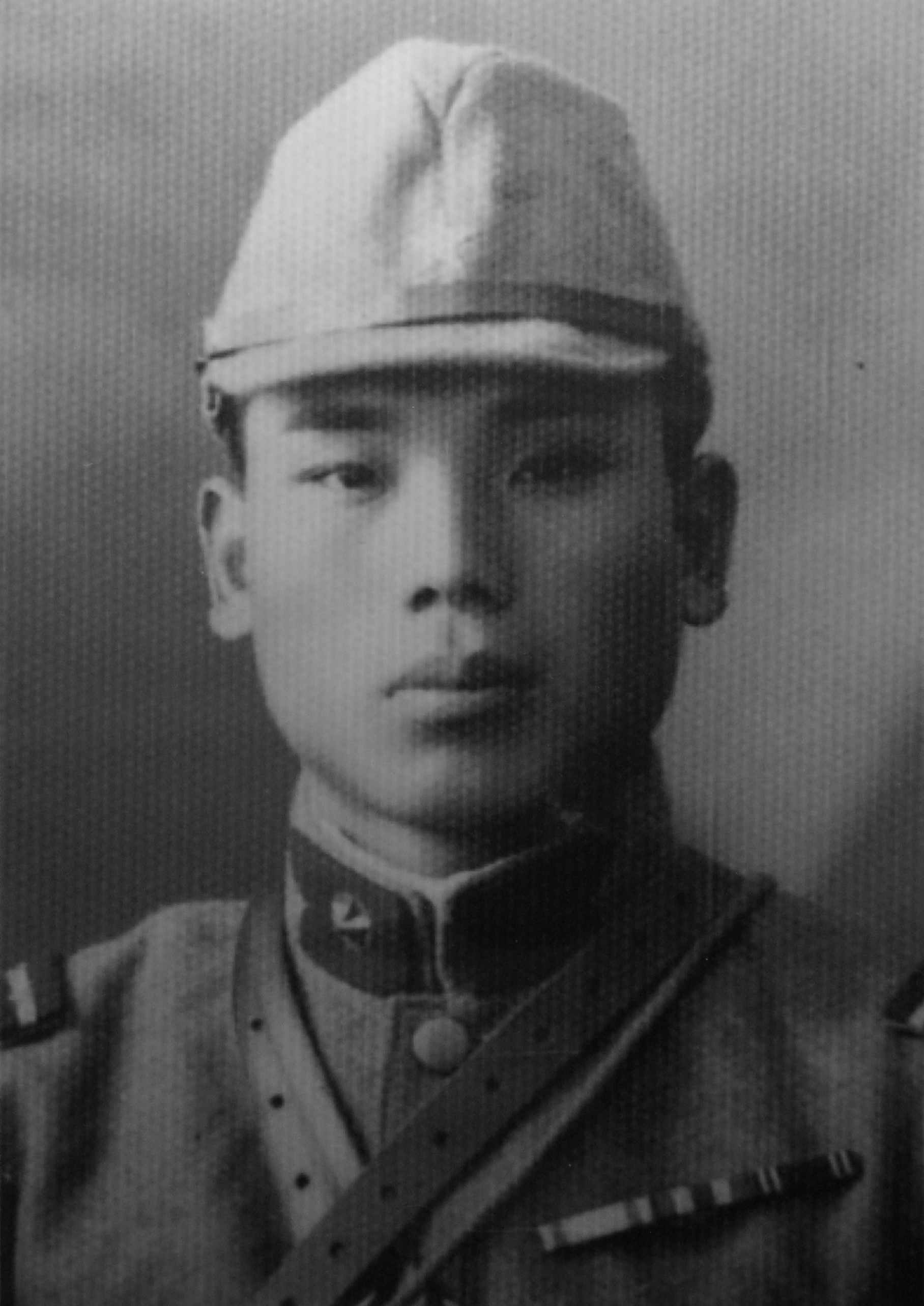
見習士官たる陸軍歩兵曹長。甲種幹部候補生出身のため、向かって左襟の歩兵科襟章には特別徽章として「座金」有りの星章を佩用している。大場栄
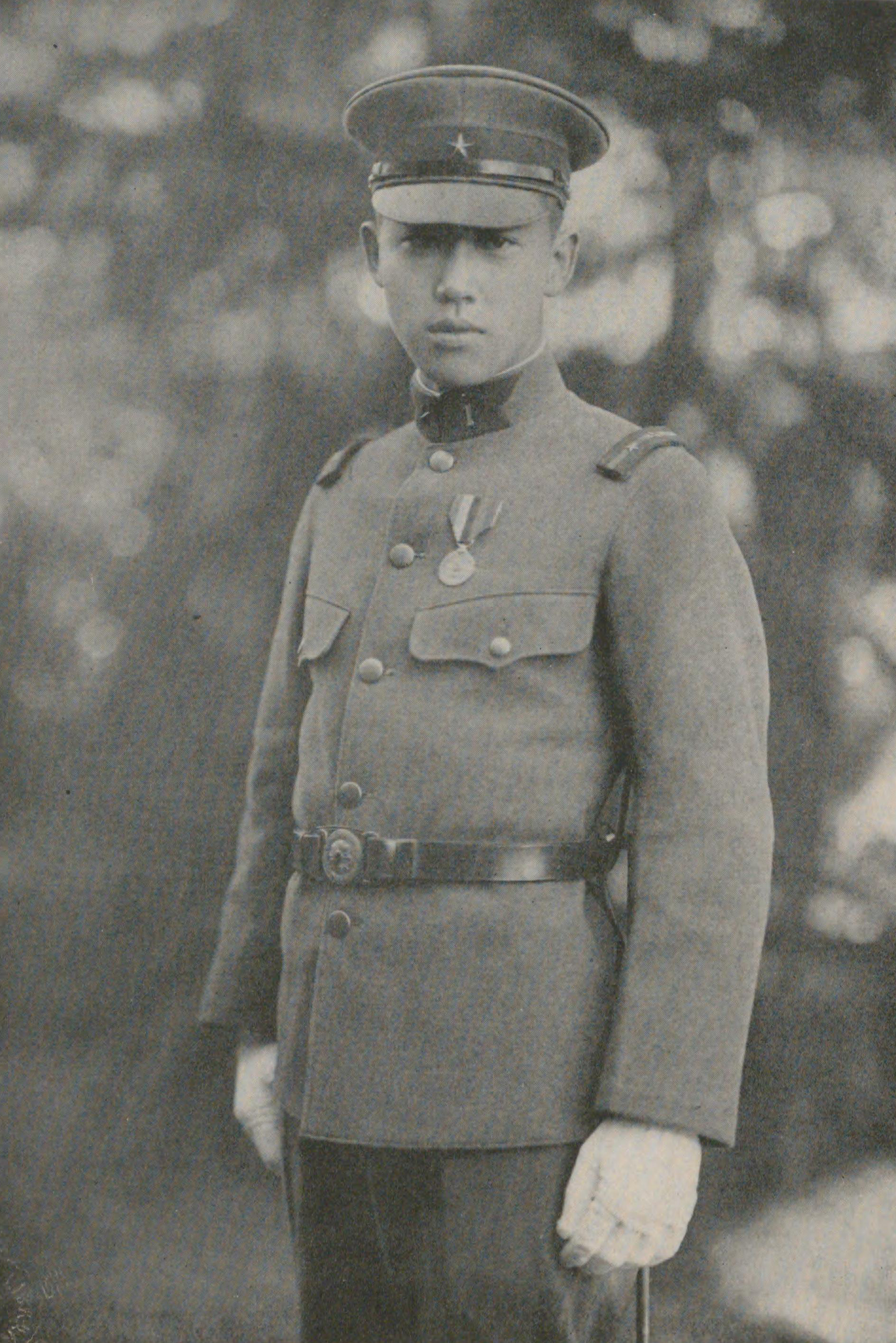
士官候補生たる陸軍砲兵軍曹。士官候補生のため、向かって左襟の砲兵科襟章には特別徽章として星章を佩用している（座金は無し）。1932年頃の李鍝公
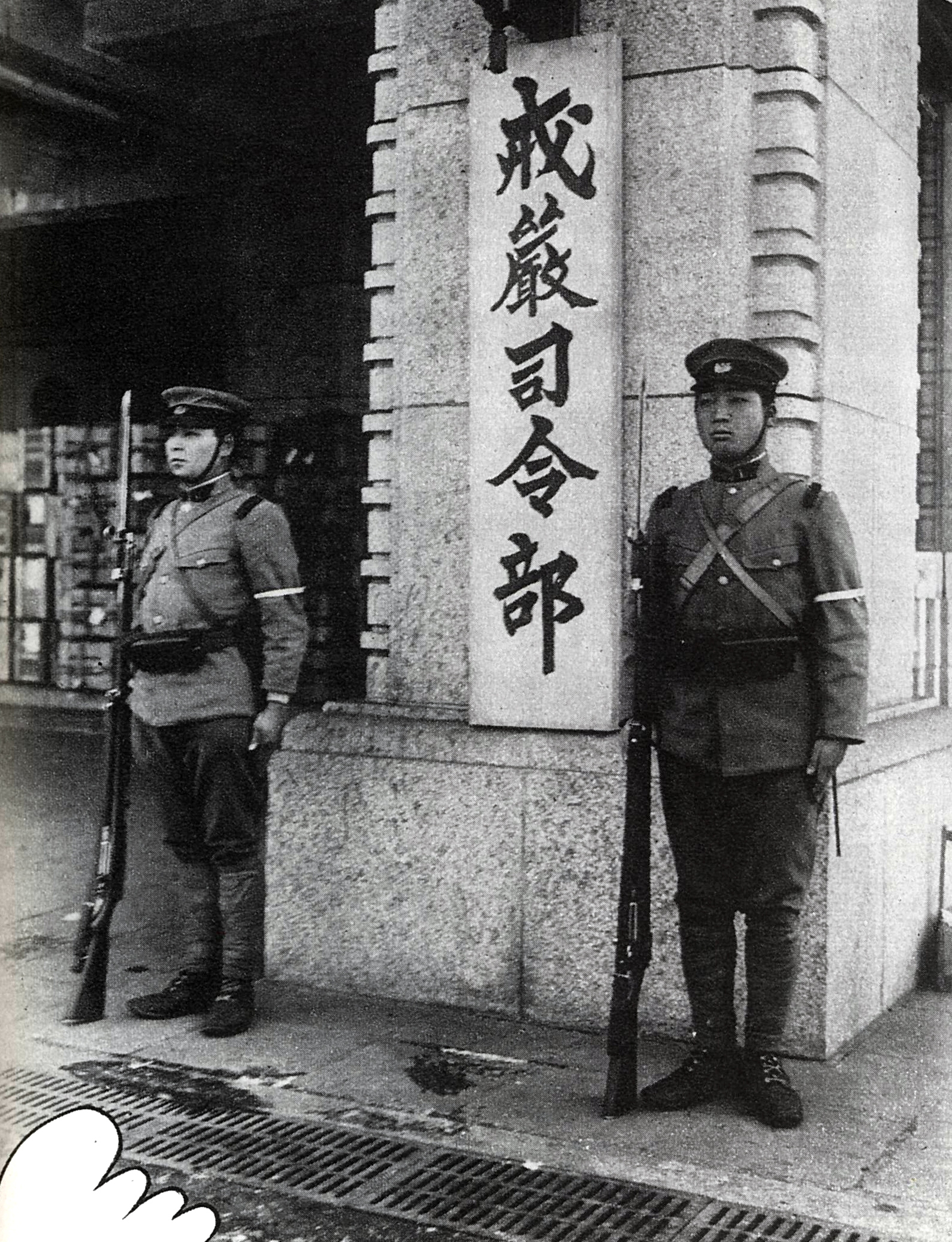
陸軍歩兵二等兵（近衛歩兵連隊）。1936年
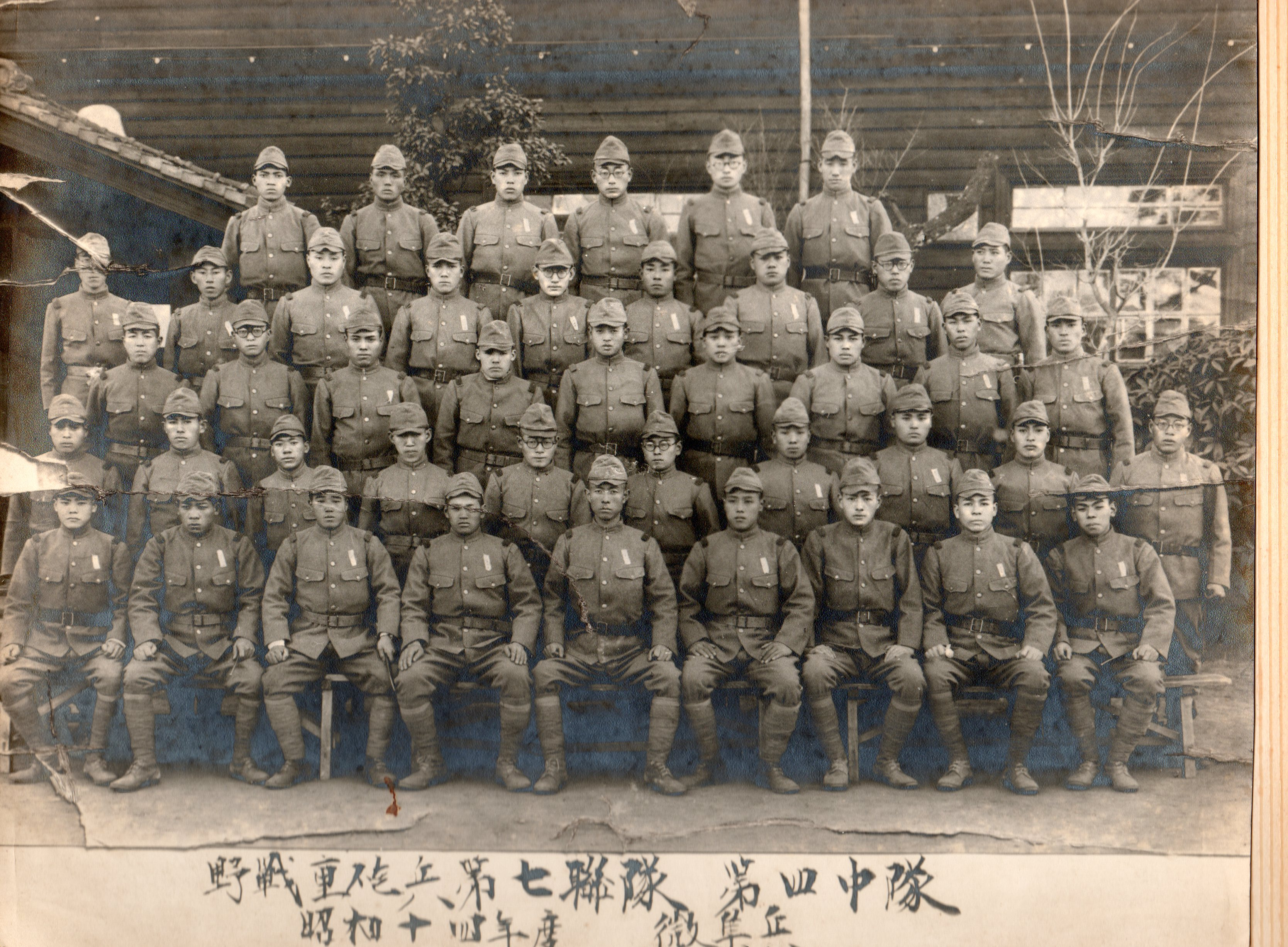
陸軍砲兵二等兵。襟章は佩用していない。現役入営時の記念撮影
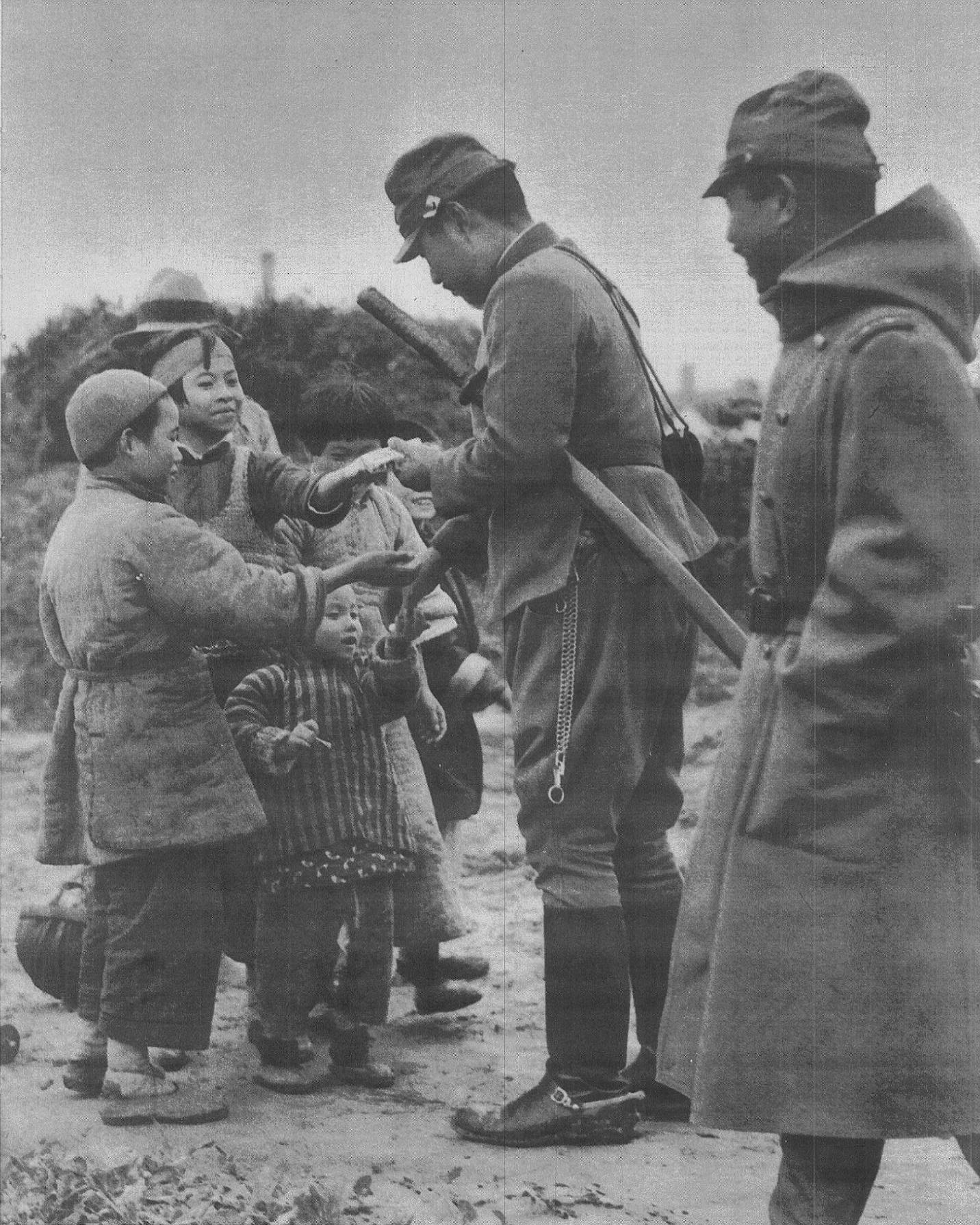
軍衣を着用した将校（中央）と、外套を着用した陸軍歩兵軍曹（右）。1937年11月6日
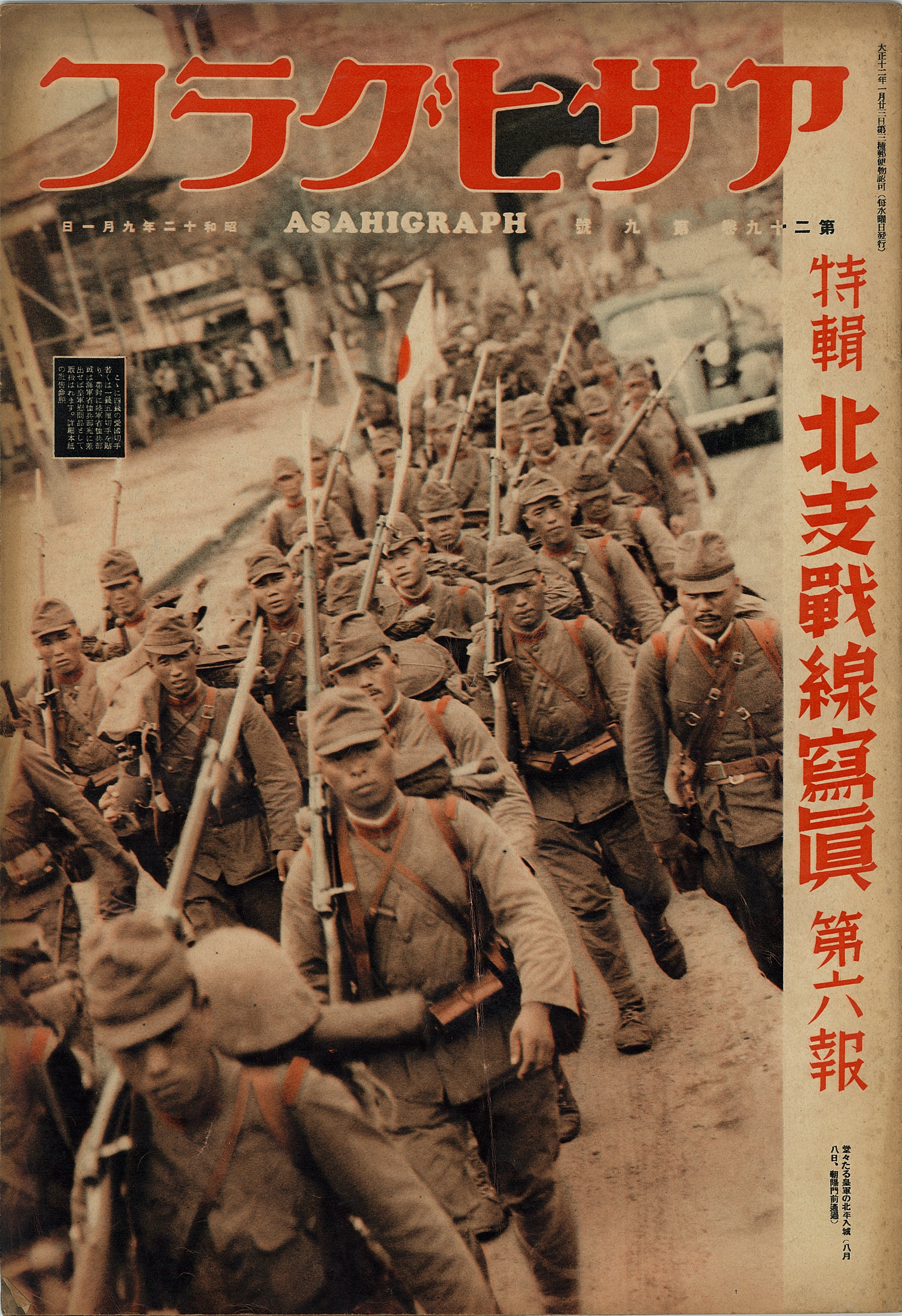
夏衣を着用した歩兵将兵
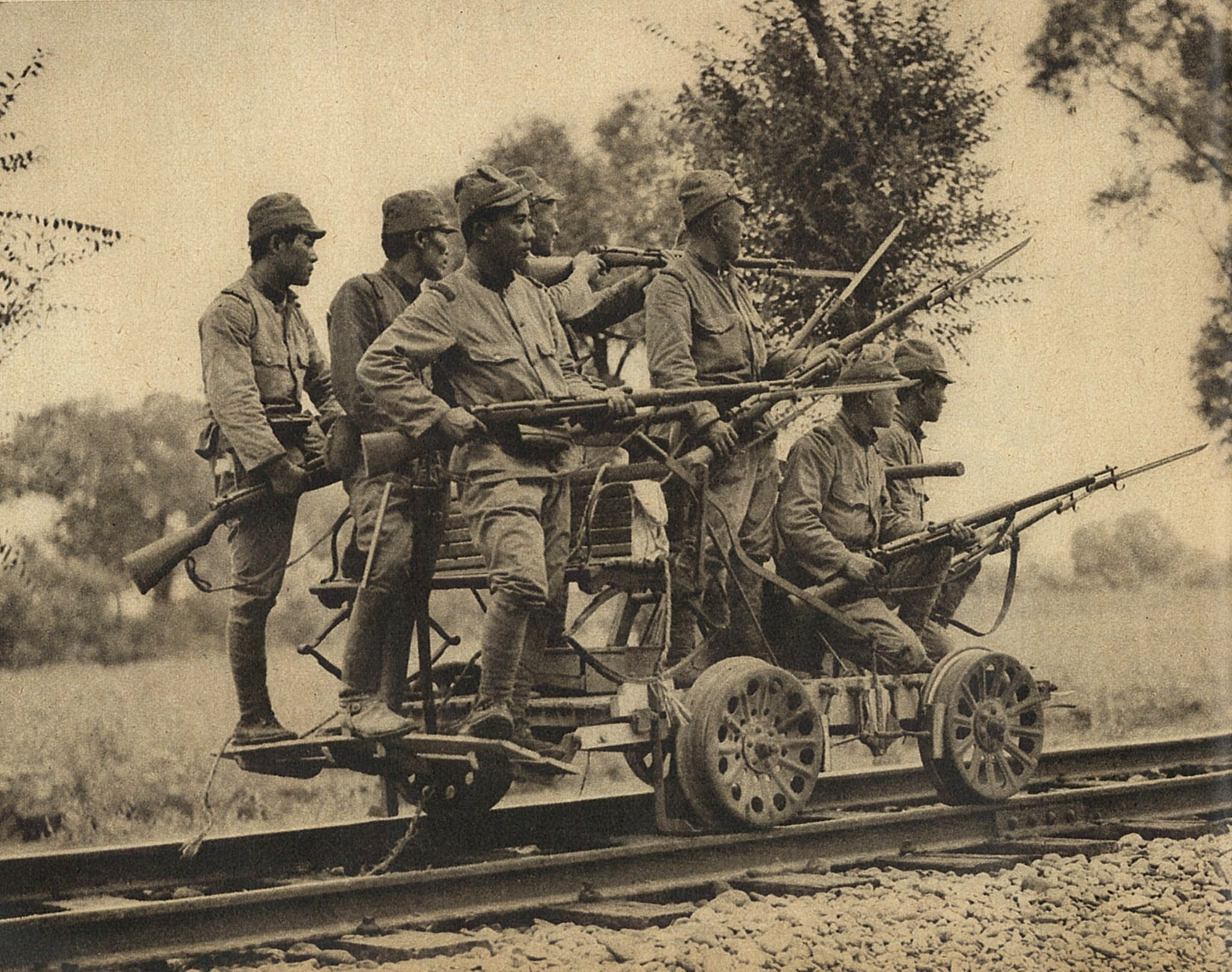
夏衣を着用した歩兵将兵。長靴を履いた左から2人目は陸軍歩兵少尉
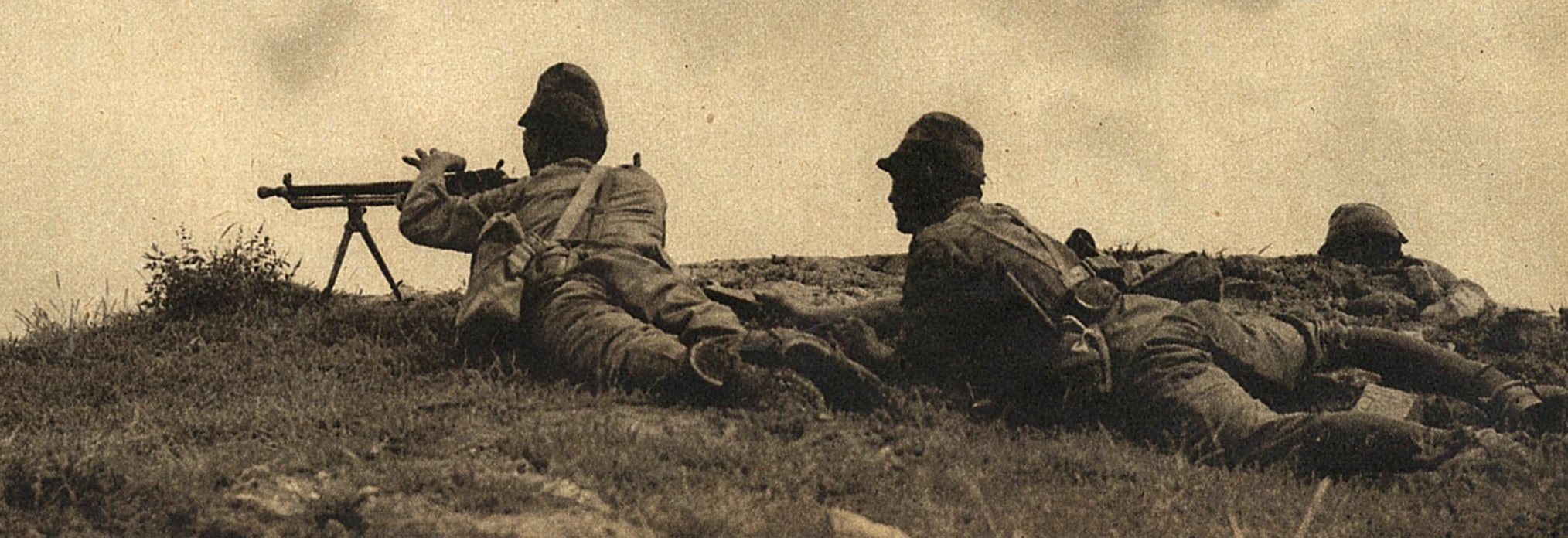
夏衣を着用した将校（右）と下士官ないし兵（左）
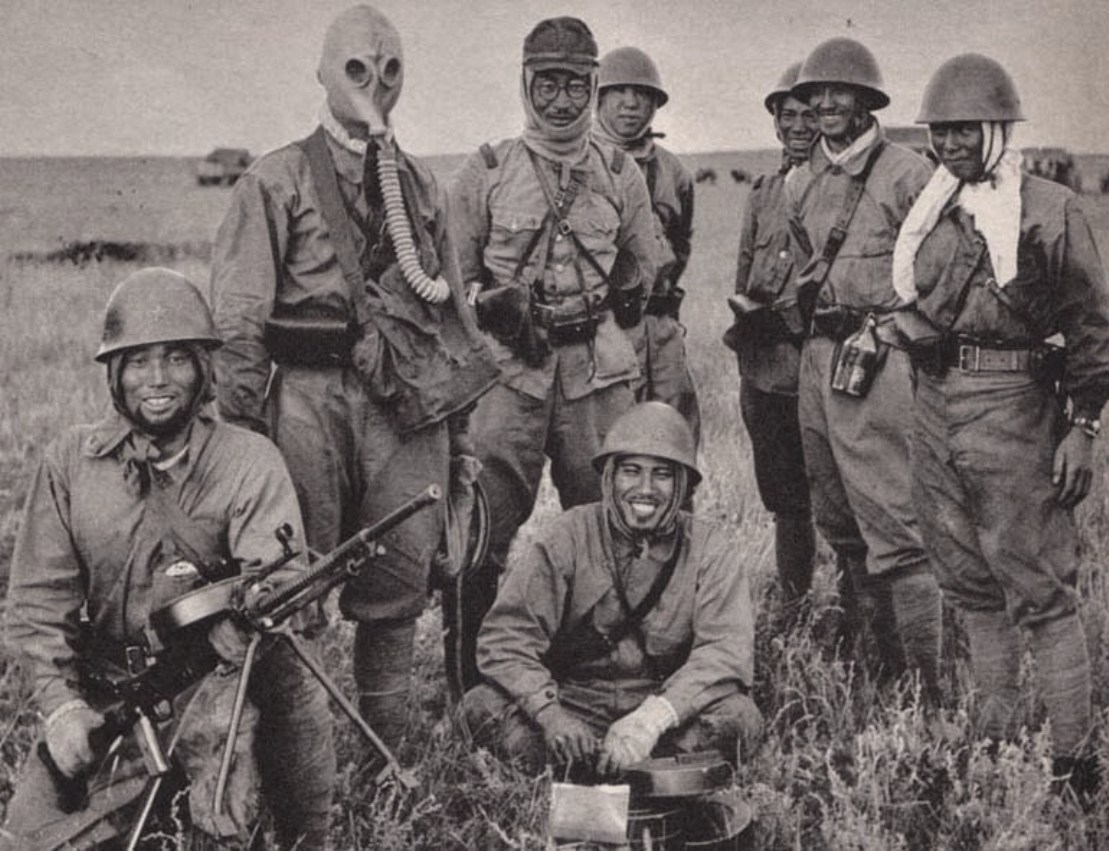
夏衣を着用した下士官兵（戦車兵）。ソ連赤軍の鹵獲兵器とともに
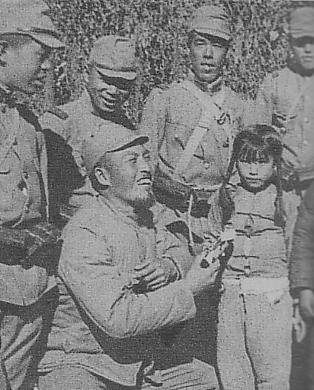
夏衣を着用した下士官兵
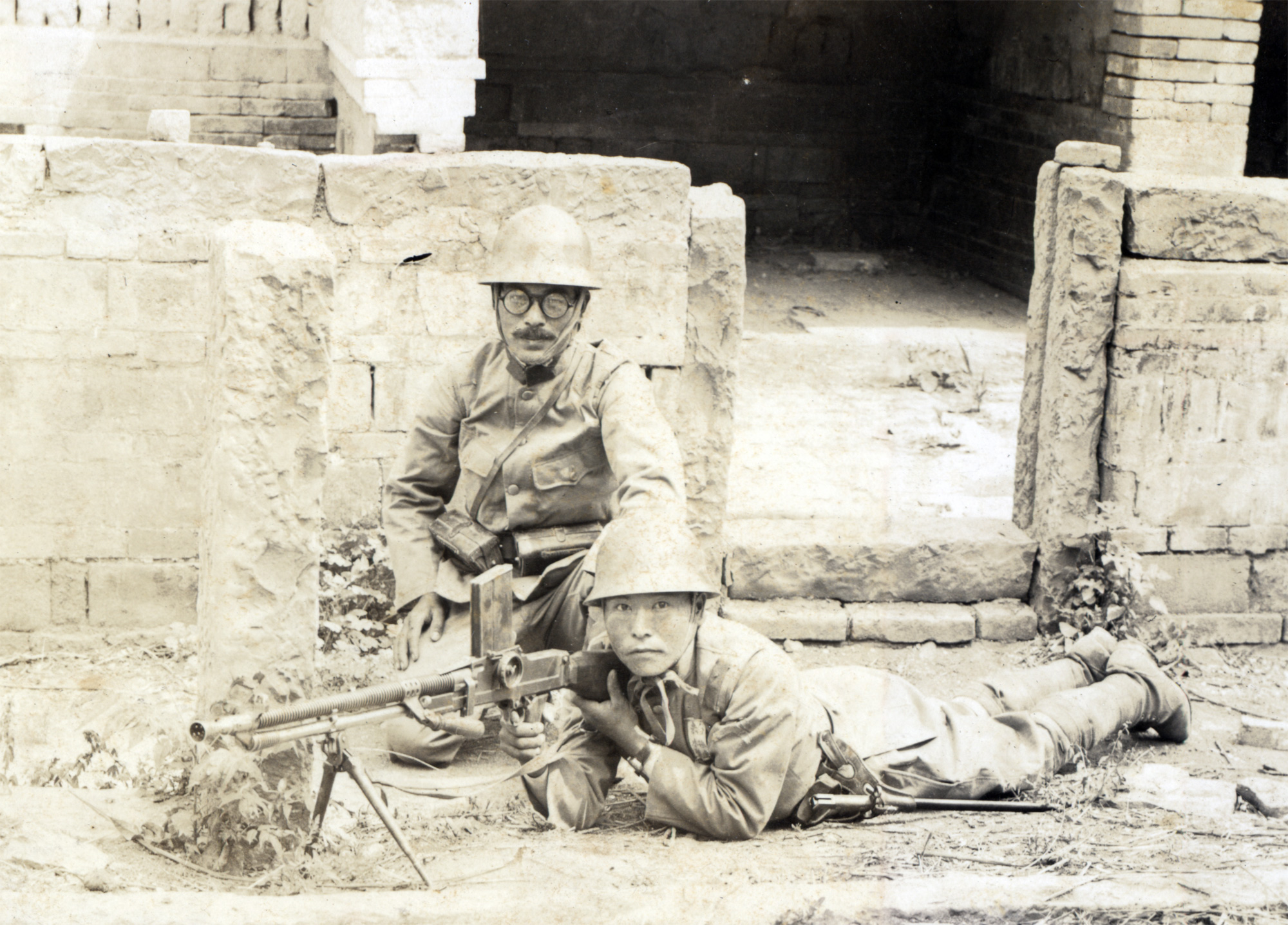
夏衣を着用した兵。鹵獲ZB26とともに
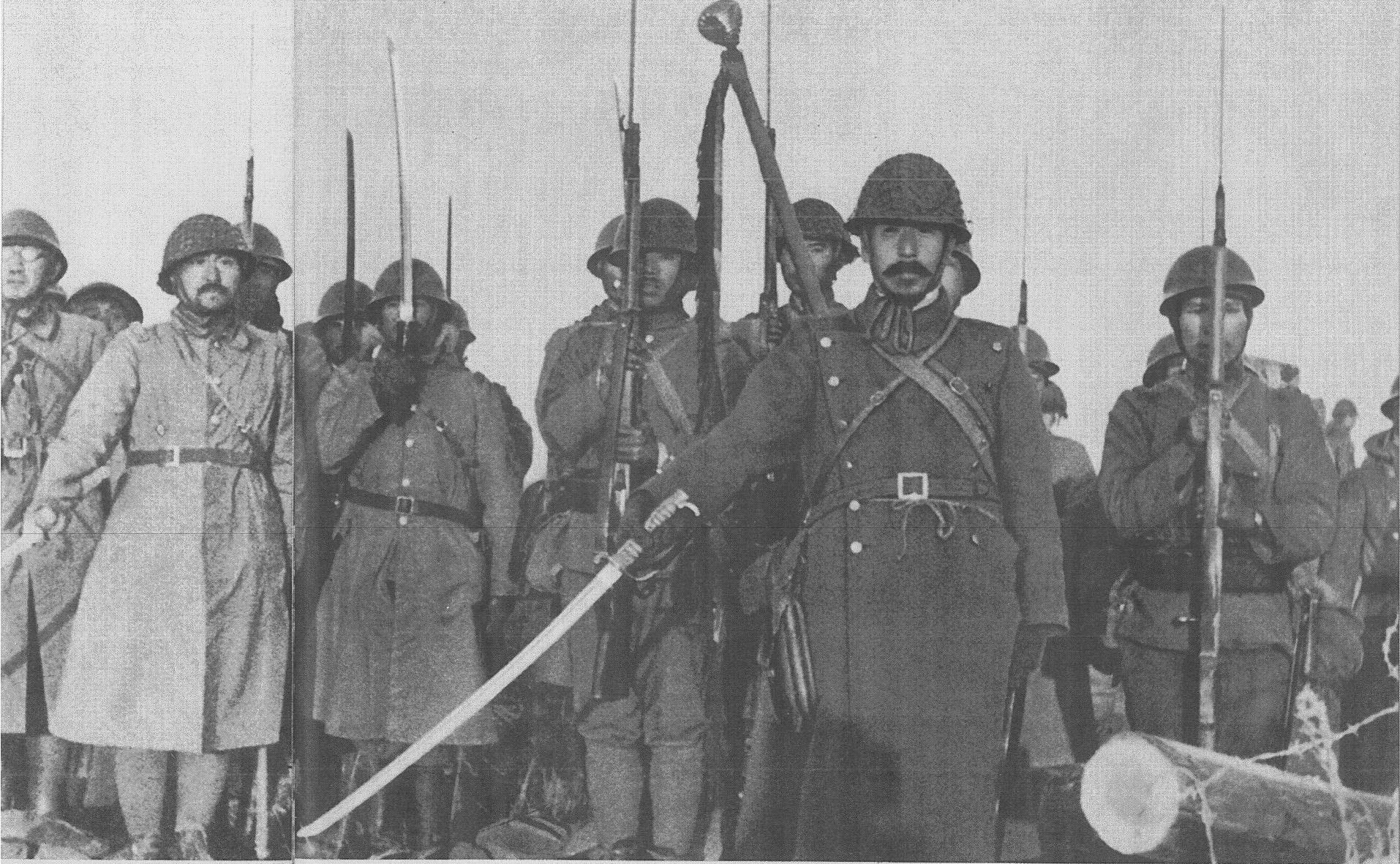
外套を着用した見習士官・下士官（左）。1937年12月13日
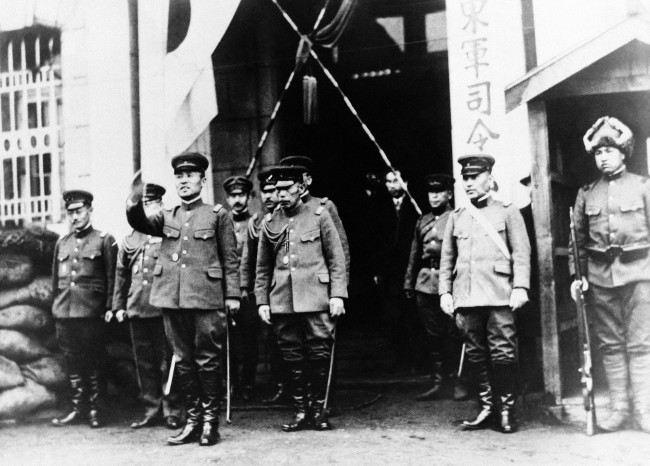
陸軍中将（本庄繁、中央）以下将校と陸軍歩兵上等兵ないし一等兵（右端）。1932年
天津軍降伏當時、昭五式着用の士官一つ

1930年の昭和5年制式および昭五式は「昭和5年勅令第74号 陸軍服制中改正」による小規模の改正である。
採寸単位が尺貫法からメートル法に改められ、将校以下全将兵共通の改正として生地節約のため背中の裁断が二枚はぎになった。また、下士卒（1931年11月に「下士官兵」に改称）の軍衣は着丈がやや短くなり、裏地が七分裏になる。生地の繊維が太くなりざらざらしたものになり旧制式の改四五式と比べ質がやや落ちる。下士卒外套は生地節約のため、釦配列はシングルになるが腰部は帯革留鉤式のままと変更された（夏外套は剣留式）。全体的に事変に対する大量動員を見越した、節約・省略型の改修であった。
なお、本制式はあくまで比較的小規模な改正である「陸軍服制中改正」であり、大規模な改正である「陸軍服制改正」ではない。既存の大正11年制式からは（下士卒外套を除き）大きな変更点はなく、軍衣・夏衣の外見上の差異は背中生地の裁断のみであるため、昭和5年制式の本項上下掲の着用画像はあくまで参考である。
この軍装が主に使用された戦争・事変・事件は次の通りである。
- 満州事変（1931年（昭和6年）-1933年（昭和8年））
- 第一次上海事変（1932年（昭和7年）1月-同年5月）
- 支那事変（1937年（昭和12年）-）
- 張鼓峰事件（1938年（昭和13年）7月29日-同年8月11日）
- ノモンハン事件（1939年（昭和14年）5月-同年9月）

#### 防暑衣袴

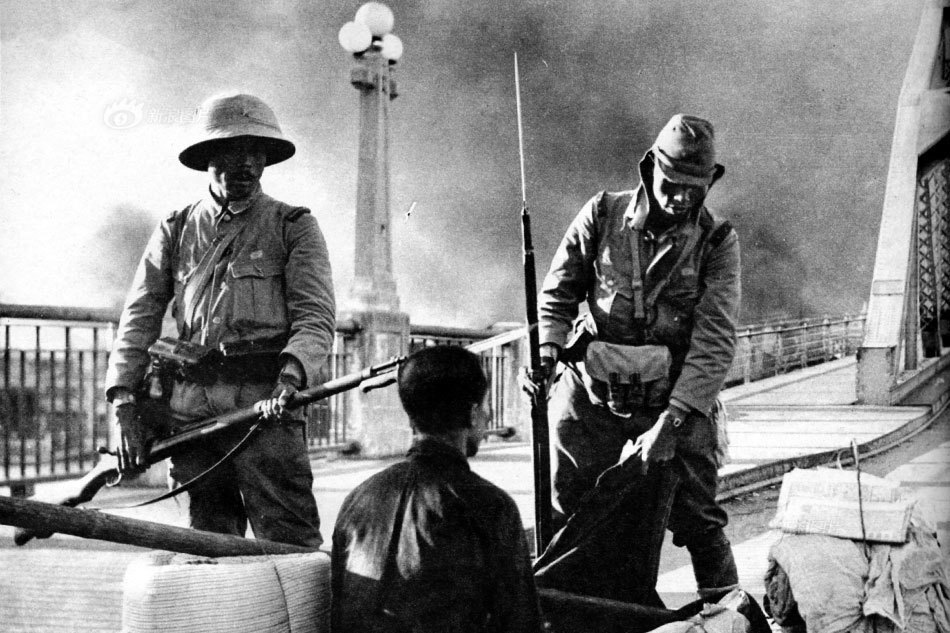
防暑衣を着用した下士官（折襟着用、左）と上等兵（開襟着用、右）。また下士官は防暑帽を、上等兵は垂布を付した戦帽（試製）も使用している

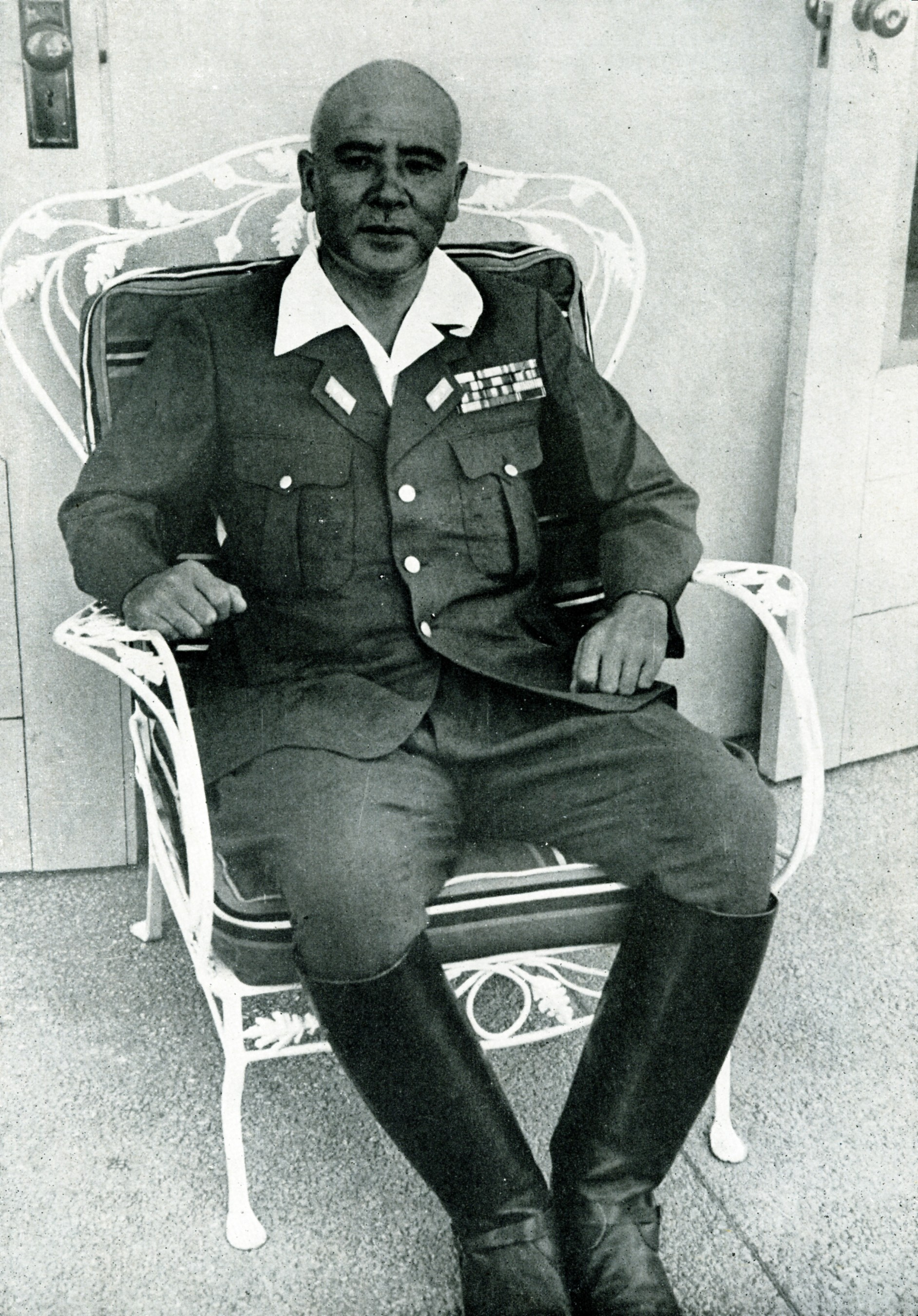
開襟背広型の防暑衣の陸軍中将。本間雅晴

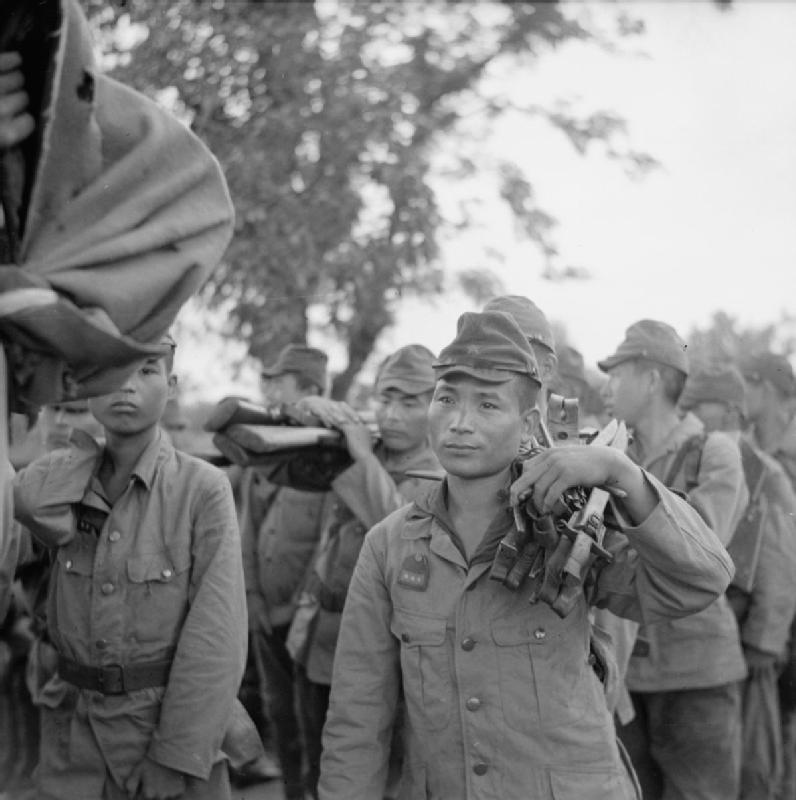
昭和13年制式防暑衣の陸軍上等兵（右手前）と、同年制夏衣ないし昭和17年制式防暑衣の陸軍上等兵ないし一等兵（左手前）

同年、主に華南・台湾方面の酷暑地域用「特種被服」の一つとして、従来試験されていた防暑衣袴が正式に制定された。
夏衣が立襟であるのに対し、のちの昭和13年制式に類似する開襟着用に適した折襟を採用、また胸部物入れは切込型でなく貼付型であり、腰部物入（天蓋は無し）を新設した。襟章および肩章は明治45年制式の従来品を付着する。
酷暑地域である台湾軍部隊では、第二釦を外し大きく開襟とした着用方法も取られている。台湾軍の将校准士官間ではこの第二釦を外す着用方法に準じ、もとより背広型とした開襟の防暑衣を着用する例が散見されており、ネクタイや蝶ネクタイを組み合わされることもある。のちに将校准士官のこの様式の開襟背広型防暑衣は、陸軍解体まで広く普及することとなる。

#### 青年将校文化（大11制・昭5制）

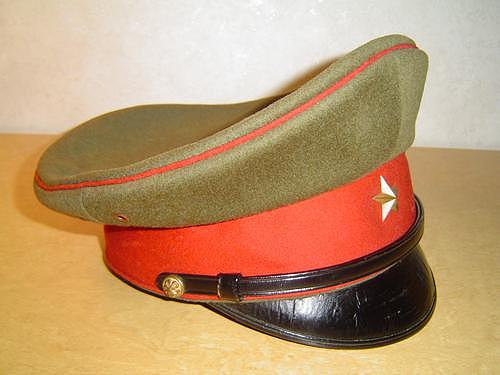
典型的なチェッコ式の将校准士官軍帽

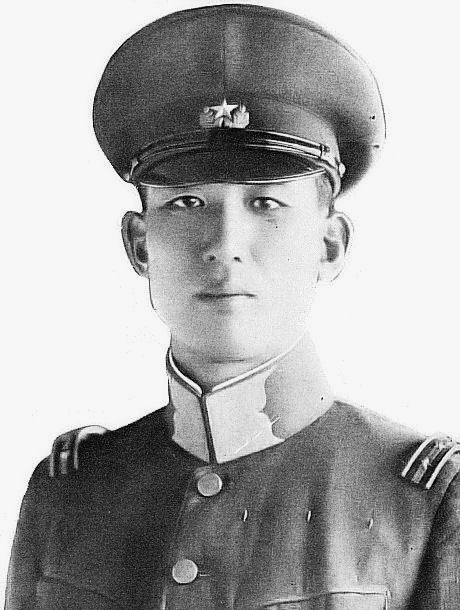
当時の特に瀟洒な青年将校のスタイル。軍帽（チェッコ式）の襠および軍衣ないし夏衣の襟は特に高く、襟章の造形美に凝り、肩章は急曲線を描く。陸軍砲兵大尉（近衛野砲兵連隊中隊長）当時の北白川宮永久王

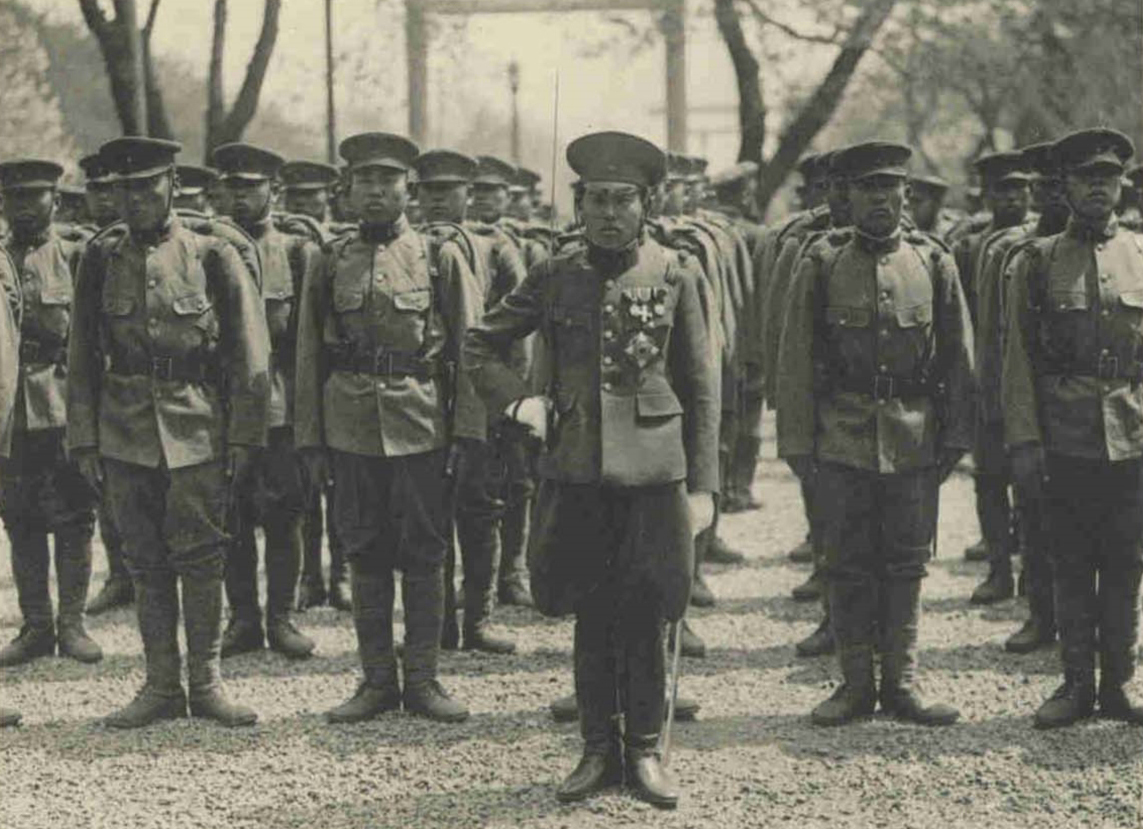
当時の特に瀟洒な青年将校のスタイル。軍帽（派手なロス式）の襠と軍衣の襟は高く、ウエストを絞り、着丈は短く釦配列は上に詰め、雨蓋は凝った形状、短袴の膨らみは極めて大きい。陸軍砲兵少尉当時の李鍝公

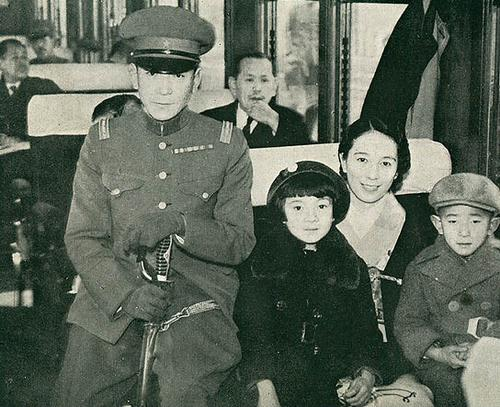
当時の瀟洒な青年将校の標準的なスタイル。軍帽はいわゆるチェッコ式。陸軍騎兵大尉当時の西竹一（1936年）
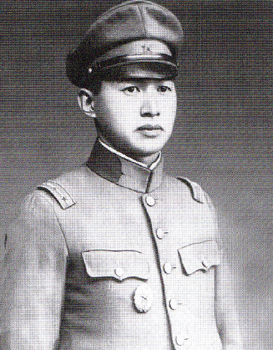
瀟洒な青年将校。軍帽はいわゆるチェッコ式。陸軍航空兵大尉当時の岩橋譲三
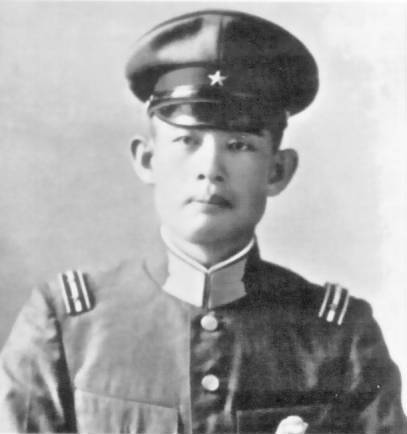
瀟洒な青年将校。軍帽はいわゆるチェッコ式。陸軍航空兵大尉当時の安間克巳
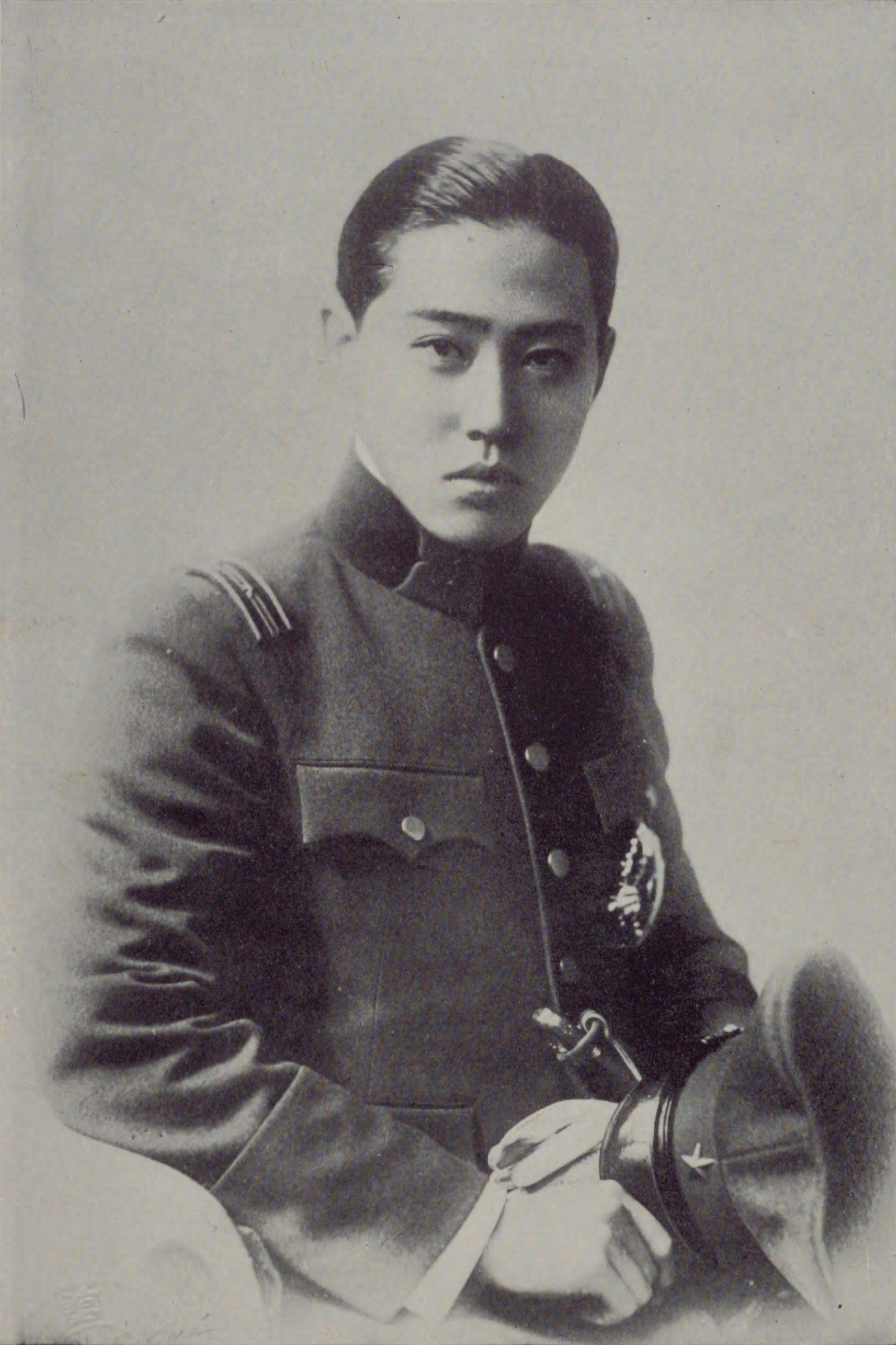
瀟洒な青年将校。軍帽はいわゆるチェッコ式。陸軍砲兵中尉当時の李鍝公
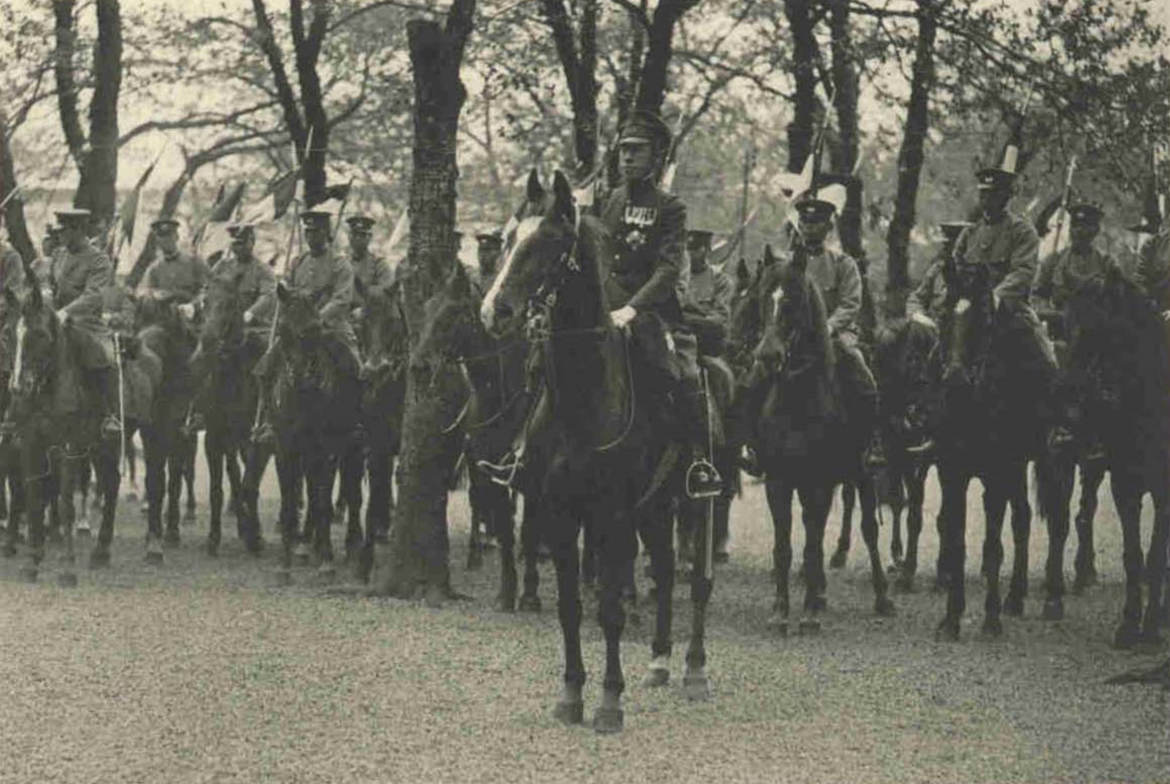
瀟洒な青年将校。軍帽はいわゆるチェッコ式。陸軍砲兵中尉頃の李鍵公
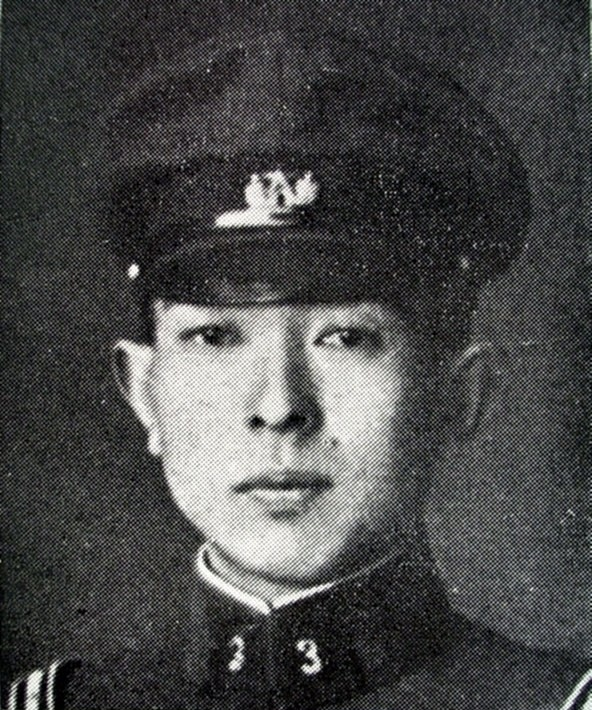
瀟洒な青年将校。軍帽はいわゆるチェッコ式。陸軍歩兵中尉当時の中橋基明
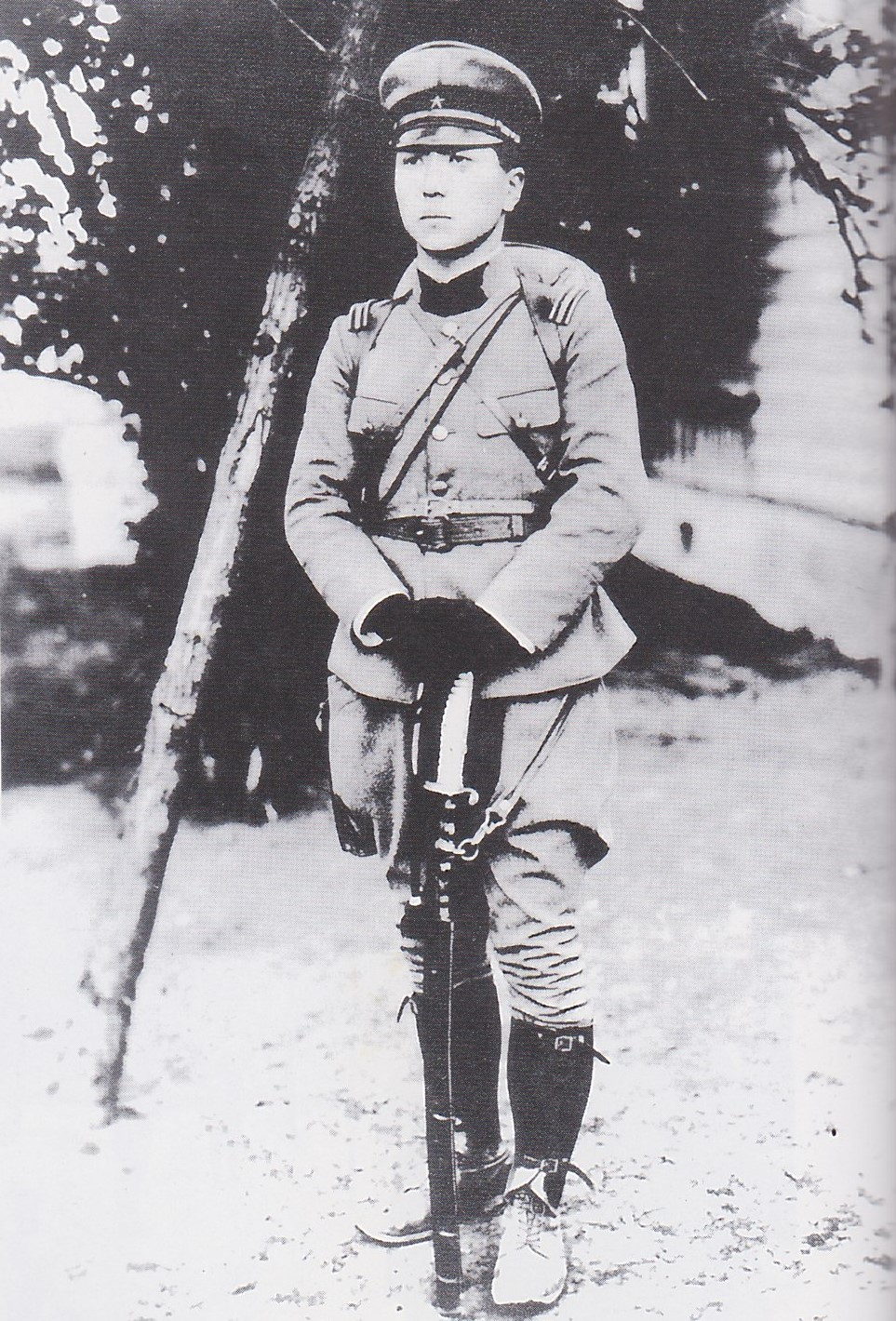
瀟洒な青年将校。軍帽はいわゆるチェッコ式。陸軍歩兵中尉頃の栗原安秀
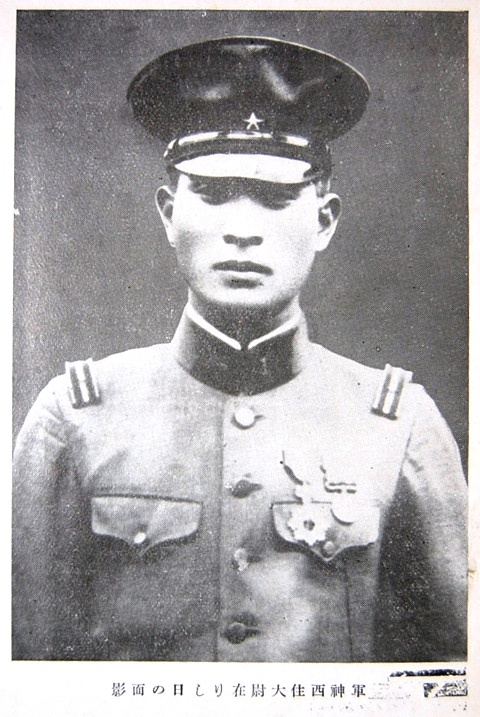
瀟洒な青年将校。軍帽はいわゆる派手なロス式。（帽子の内部はその形状を維持するために綿の詰め物をしている)陸軍歩兵中尉（戦車第1連隊附）当時の西住小次郎
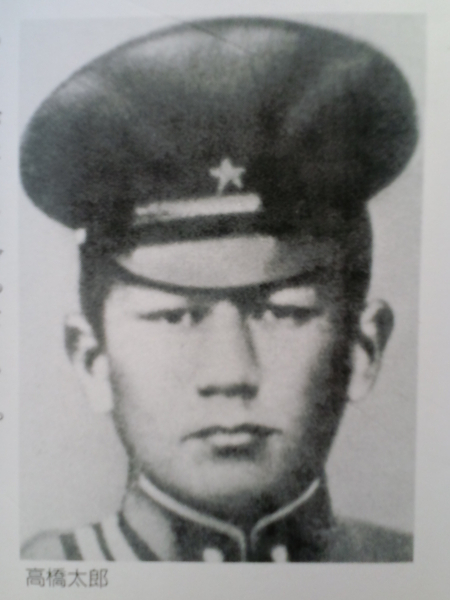
瀟洒な青年将校。軍帽はいわゆるチェッコ式ないし派手なロス式。陸軍歩兵少尉（歩兵第3連隊附）当時の高橋太郎
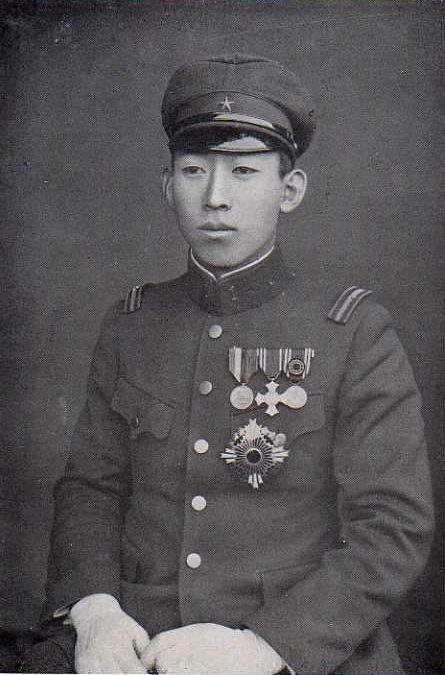
瀟洒な青年将校。軍帽はいわゆるチェッコ式。陸軍歩兵少尉（歩兵第1連隊附）当時の朝香宮孚彦王
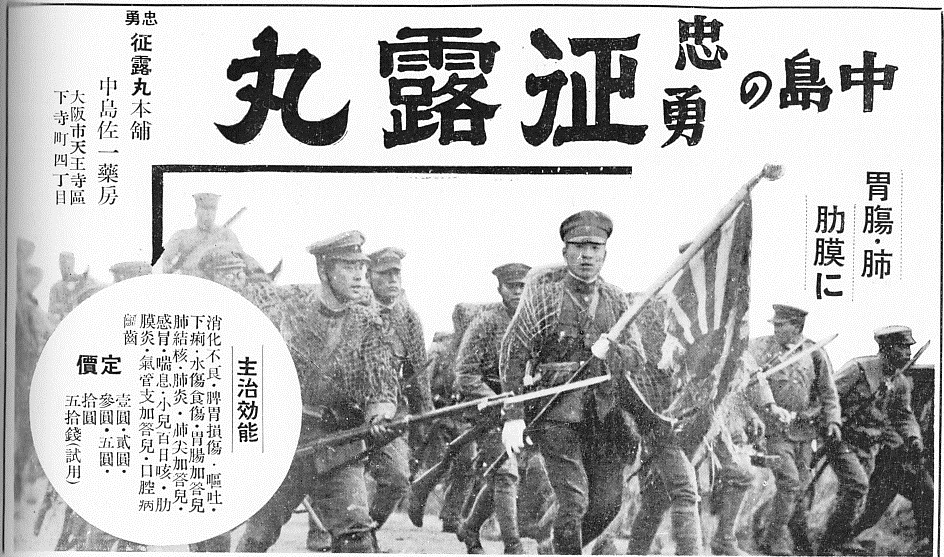
瀟洒な青年将校。美脚効果を意識したタイトな軍衣・短袴を着用した長身の連隊旗手たる陸軍歩兵少尉
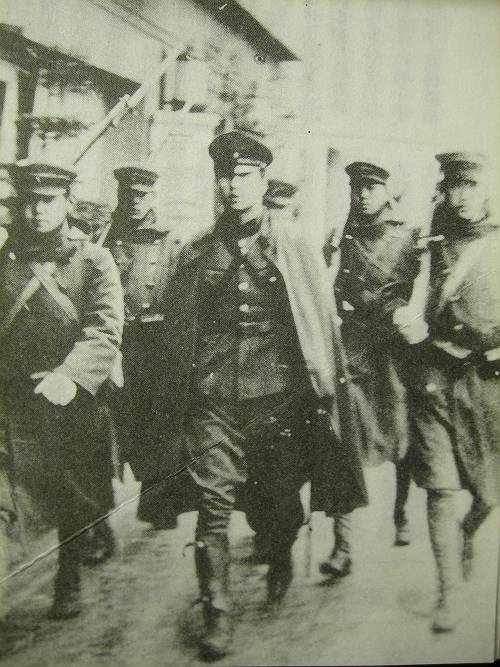
瀟洒な青年将校（雨覆を羽織った歩兵尉官）
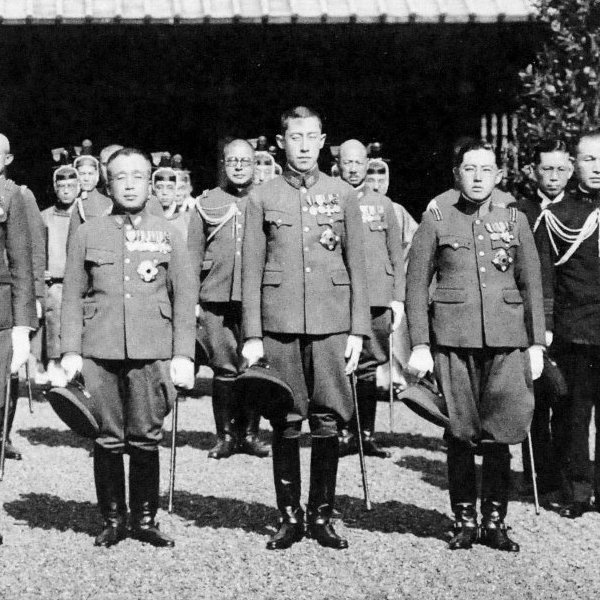
瀟洒な青年将校（右端、陸軍砲兵中尉当時の李鍝公）

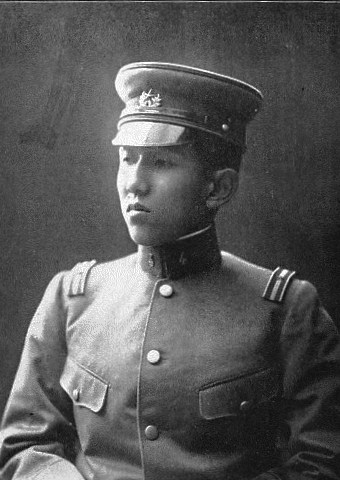
1913年（大正2年）頃、明治45年制式最初期当時の瀟洒な青年将校のスタイル。軍帽の襠形状は控えめながら目庇は急角度に付され、軍衣の襟は高く、後年の青年将校文化の萌芽が見て取れる。陸軍歩兵少尉（近衛歩兵第4連隊附）当時の大山柏
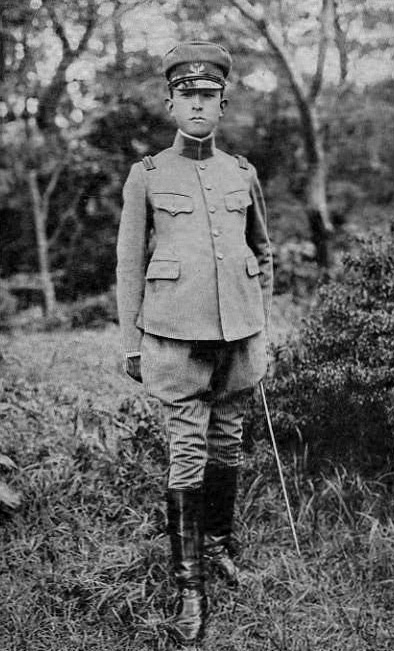
大正11年制式ないし昭和5年制式最初期当時の特に瀟洒な青年将校のスタイル。軍帽（クラッシュ型）・軍衣・徽章類に留まらず、美脚効果を意識した短袴・長靴により極めてスマートな印象。近衛騎兵中尉ないし大尉（近衛騎兵連隊）の閑院宮春仁王
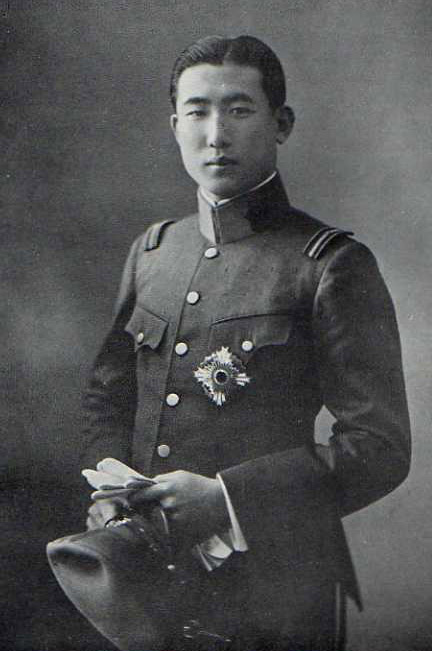
昭和5年制式最初期当時の特に瀟洒な青年将校のスタイル。軍帽（チェッコ式）の襠は特に高く、襟章や雨蓋の造形美に凝り、強く括れたウエストのタイトめな仕立て。陸軍砲兵少尉（近衛野砲兵連隊附）当時の北白川宮永久王
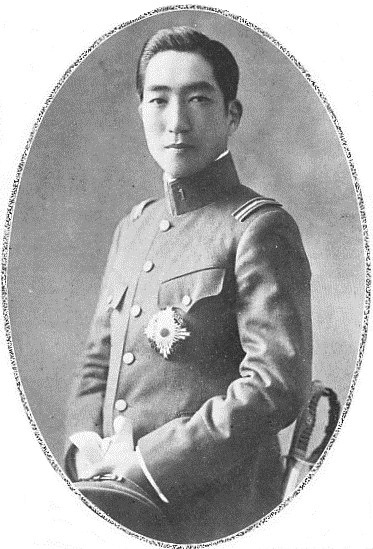
昭和5年制式最初期当時の瀟洒な青年将校のスタイル。陸軍騎兵少尉（騎兵第1連隊附）当時の竹田宮恒徳王

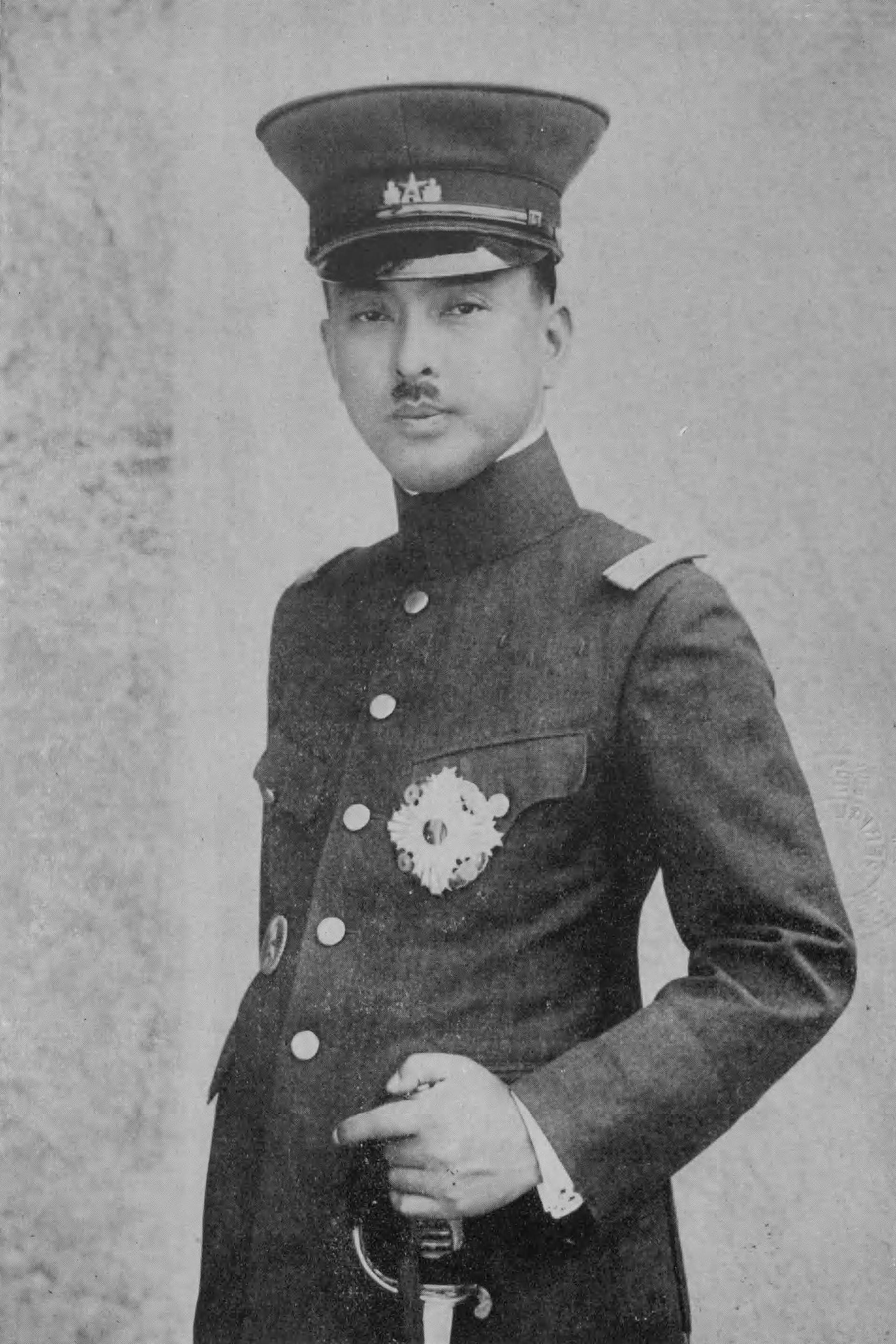
1914年（大正3年）頃、明治45年制式最初期における特に瀟洒な青年将校のスタイル。特徴的な軍帽は襠の全周が極めて高く、後の派手なロス式の流行を先取りした物に近い。軍衣の襟は極めて高く雨蓋にも拘り、全体的にタイトな作り。陸軍歩兵大尉（近衛歩兵第2連隊）当時の朝香宮鳩彦王

他方、若年層（青年将校）を中心とする将校准士官の間では、軍衣・夏衣等の襟を高く、ウエストは絞り、襟章と肩章の形に凝り、雨蓋は急角度に付けられ、形状もシャープないし大型のものを用い、着丈は短く釦配列も上に詰め、短袴は腿部の膨らみを大きくするか逆に抑え美脚効果を意識したもの、長袴は脚長に見えるハイウエストで細見なもの、生地色は従来の褐色系から濃緑や薄緑といった青みを増した緑系のものが大流行する。
軍帽もチェッコ式（チェコ式、チェック式、チェック式とも。襠の前部を特に高くする形状）、クラッシュ型（芯金を抜き襠部全体を崩した形状）、派手なロス式（露式とも。ロシア軍に倣った襠が全周に大きく張り出した形状）と言った、帽子の内部はその形状を維持するために綿の詰め物をしているなど、大正時代末頃まで標準だった襠全体が低く整った控えめで大人しい形状を打破する、大型で派手なものが千差万別流行し、同時に目庇（眉庇）は小さいもの、急角度に付された極めて見栄えのするものも同時に大流行した。
それまで外見で将校准士官と下士官兵の軍服に特に大差は無かったが、これらの青年将校文化が華やかなりし頃は、外国軍の要素を取り入れ、明らかに将校と解る昭和新時代の当時の若者らしい、自己主張を持ったお洒落でスマートな装いが多く現れた。
青年将校文化は軍衣袴・夏衣袴・軍帽・正衣袴・正帽・外套・雨覆（マント）・外被・襦袢・手套といった被服のみならず、編上靴・短靴・長靴・巻脚絆・革脚絆・軍刀・指揮刀・図嚢・拳銃・拳銃嚢といった軍装品全般にまで広まることとなり、これら軍装品を扱うテイラーなど各専門店や百貨店、偕行社でも顧客獲得のための競争を行っていた。中でも変わり物としては、栗原安秀陸軍歩兵中尉らと二・二六事件を共謀した中橋基明陸軍歩兵中尉のように、雨覆（マント）の裏地を真紅の緋色生地で仕立てた物などが存在している（緋色裏地の軍衣等は明治19年制式時代等に存在）。
なお、これら瀟洒かつ自由な文化の源流自体は明治期（シャープな雨蓋の造形は明治39年制式・明治45年制式最初期に存在等）にさかのぼり、例として明治45年制式（大正初期）時代に既に朝香宮鳩彦王（右掲）が高襟・高襠かつウエストを絞り雨蓋の造形に凝った軍帽・軍衣を着用している。本格的な大流行自体は概ね昭和5年制式時代であるが、流行の兆し自体は大正11年制式当時には既に見られており、また当然のちの昭和13年制式（青年将校文化（昭13制））にも引き継がれているため、決して（青年将校文化は）昭和5年制式独自のものではない。
帝国陸軍におけるこれらの青年将校文化は服制がほぼ共通の准士官間でも流行し、また、将校間においても一般階層出身者のみならず皇族・王公族・華族といった特権階層でも広く好まれ、その大流行ゆえに帝国陸軍では事実上公式に認められた一般的な文化であった。これとは対照的に、保守的な海軍では同時期のみならず全時代を通しこのような文化は皆無であり、軍服にお洒落を見出す行為の規模は陸軍と比べはるかに小さいものであった。海軍にとっては陸軍において誇りになっていた「軍人臭」は悪癖と見なされ、服装においても軍服はあくまでも「事業服（仕事着）」と見なされていた説もある。
なお、海軍には
- 「士官（少尉以上。少尉候補生・海軍三校生徒・予備学生は該当しない）と准士官（兵曹長）のみが『私服での外出』を許される」という規定[7]。
- 「海軍士官は私服（背広）で外出するものである」という文化[7]。

が存在した。

### 昭和13年制式

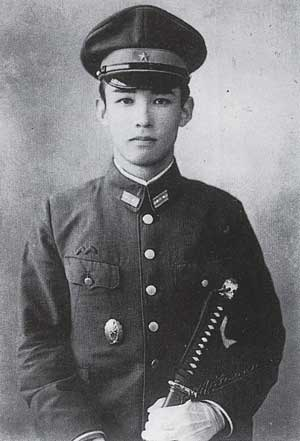
陸軍航空兵中尉。淡紺青色の胸章と陸軍飛行機操縦術修得徽章（将校用）を佩用。谷島喜彦

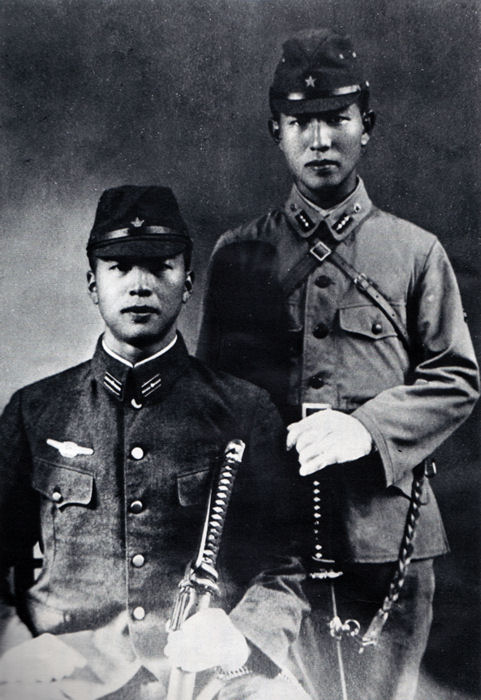
陸軍少尉（左）と見習士官たる陸軍曹長（右、小野田寛郎）。見習士官たる陸軍曹長は襟に特別徽章の星章を佩用（「座金」有りの甲幹等出身者用）

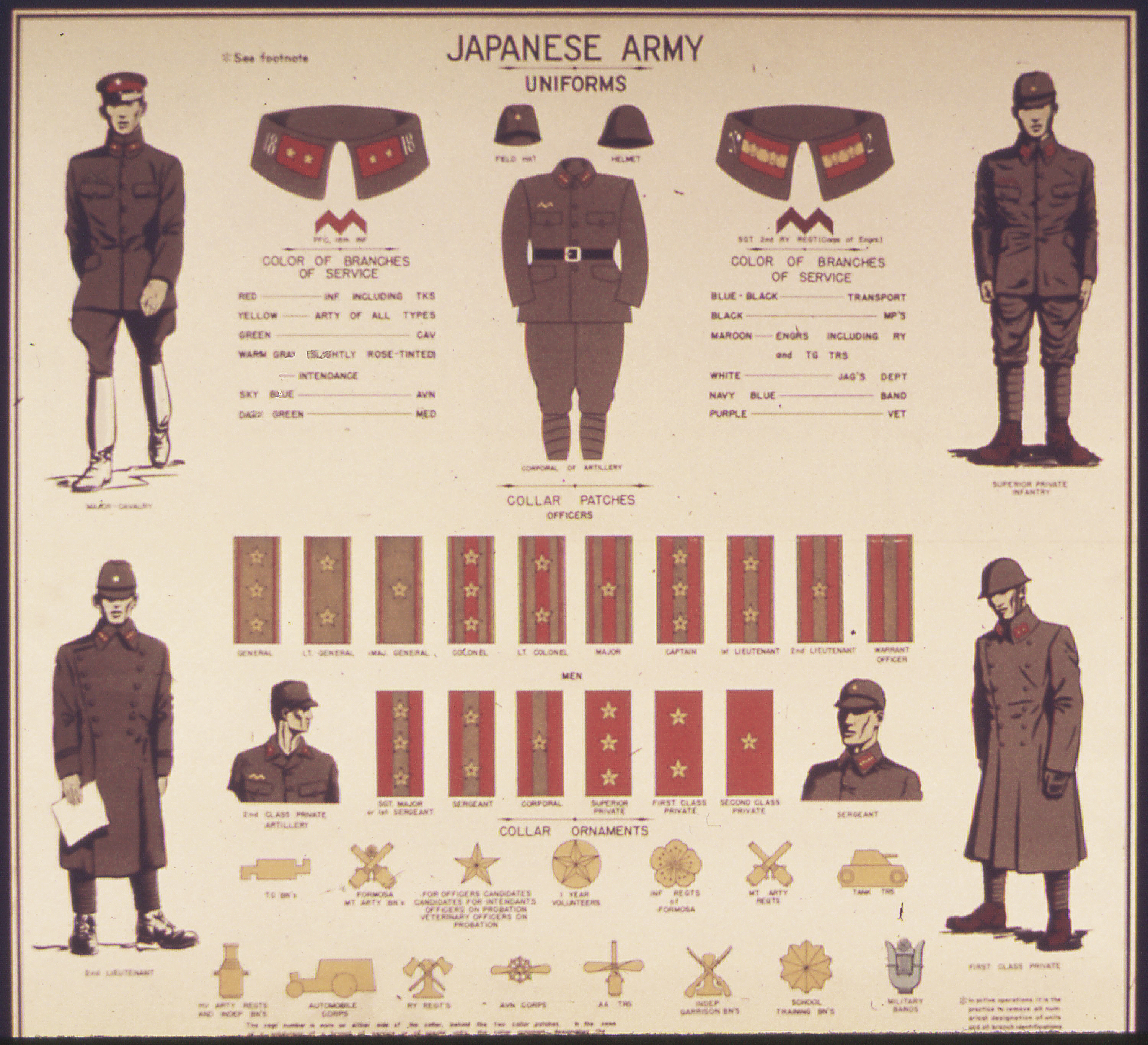
のちの第二次大戦時にアメリカ軍が作成した帝国陸軍の軍服・階級章・徽章類（概ね昭和13年制式に準拠）のイラストマニュアル

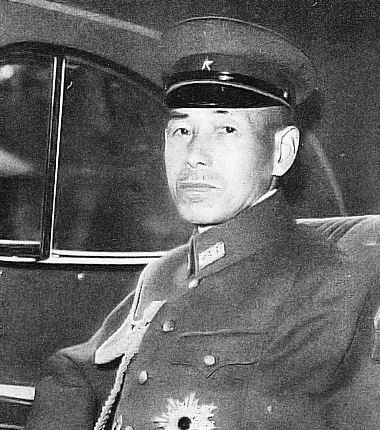
侍従武官長たる陸軍大将。銀色の侍従武官飾緒を佩用した1939年5月頃の畑俊六
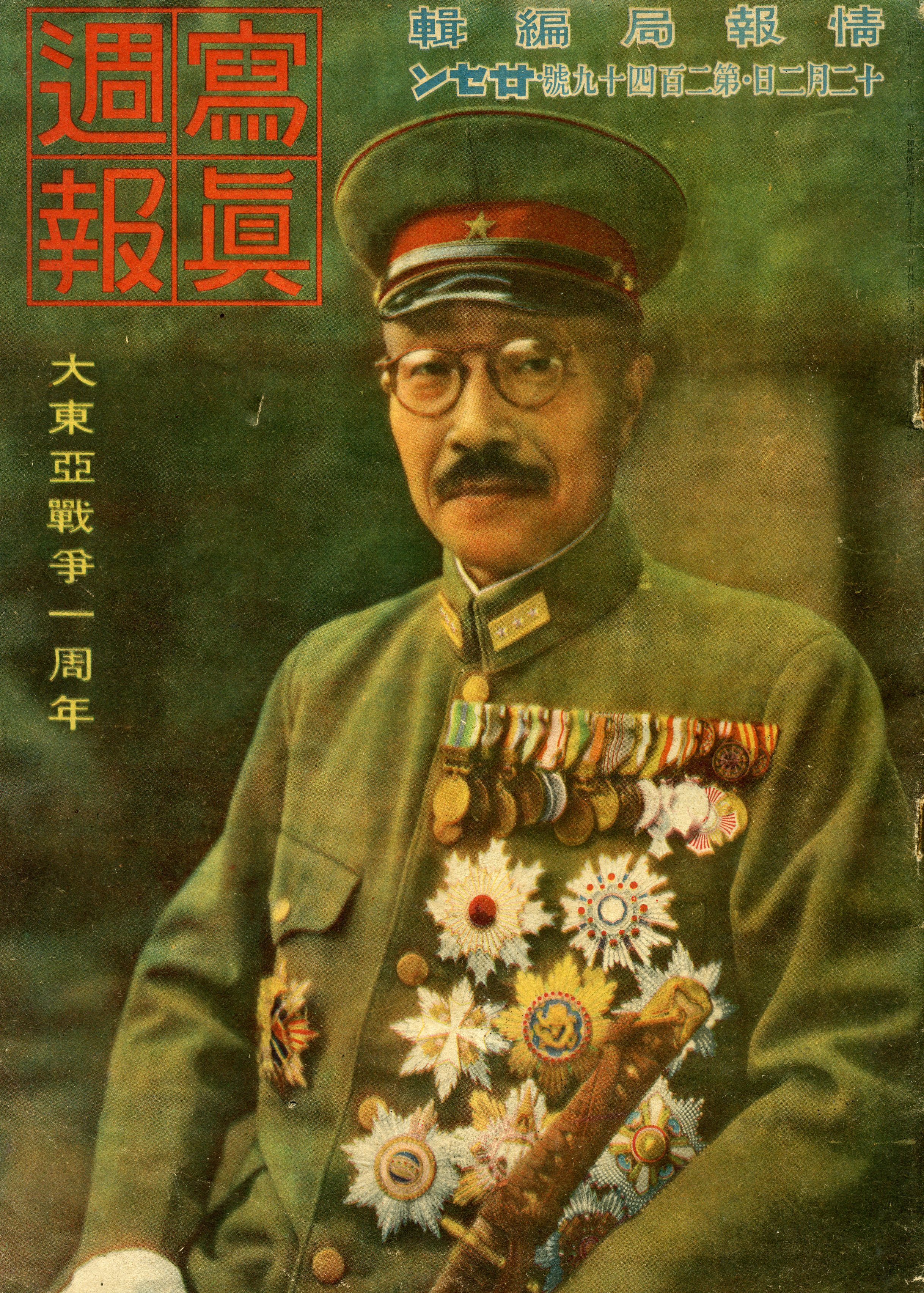
陸軍大将。特に青年将校が好んだ襟の開きが小さく立襟に近い仕立て。東條英機
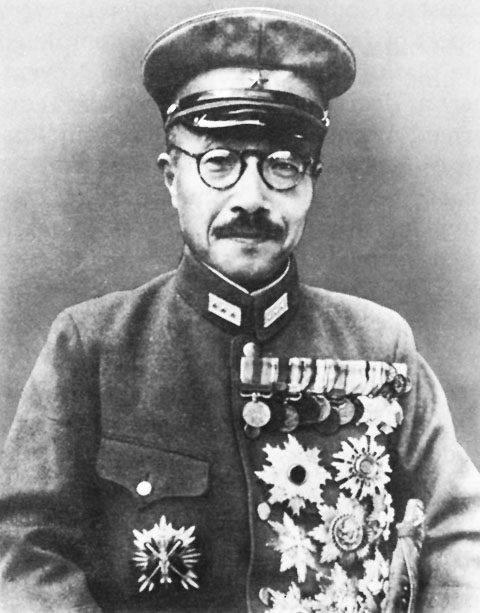
陸軍大将。同左
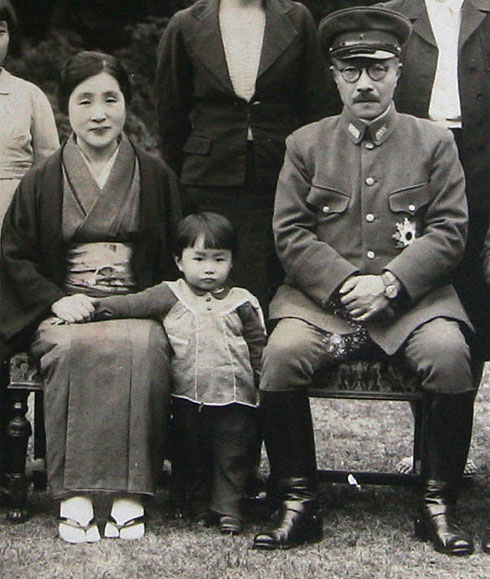
陸軍大将。左掲写真の冬衣とは仕立てが異なる別の服。東條英機
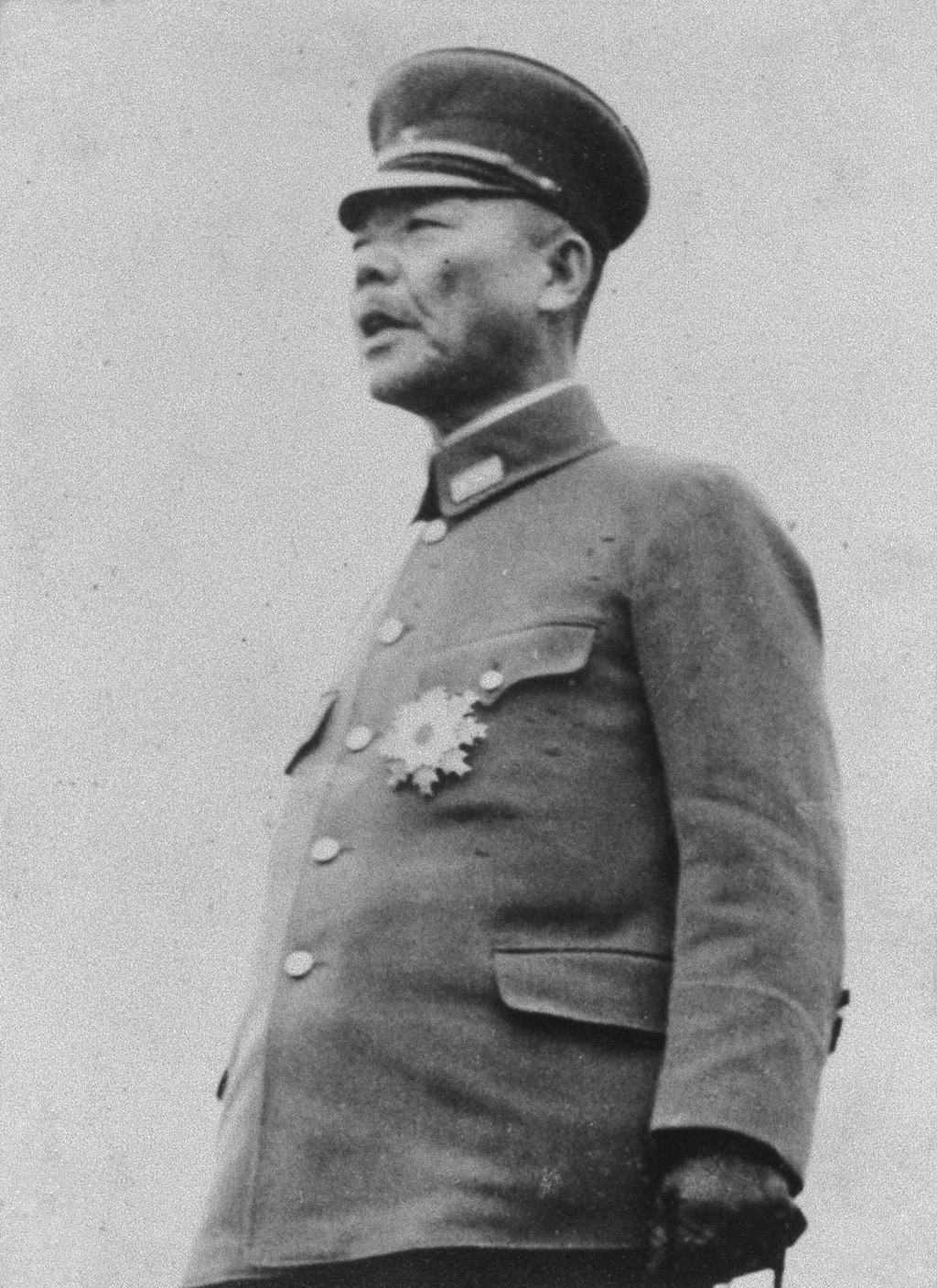
陸軍大将。小磯国昭
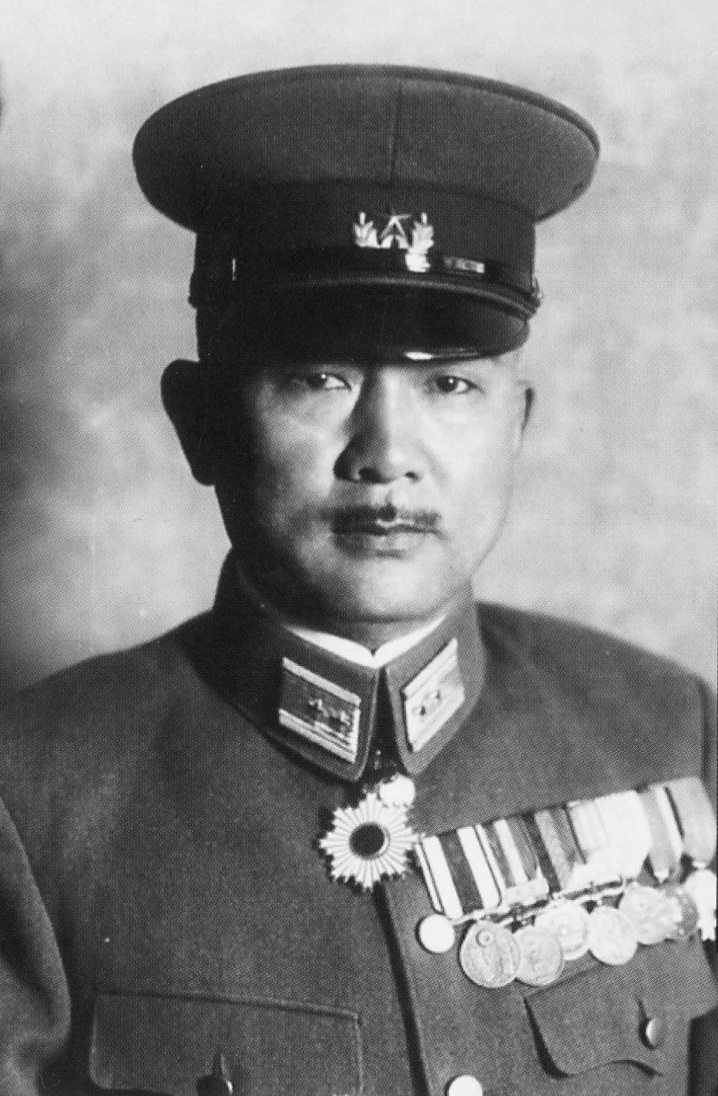
陸軍中将。栗林忠道
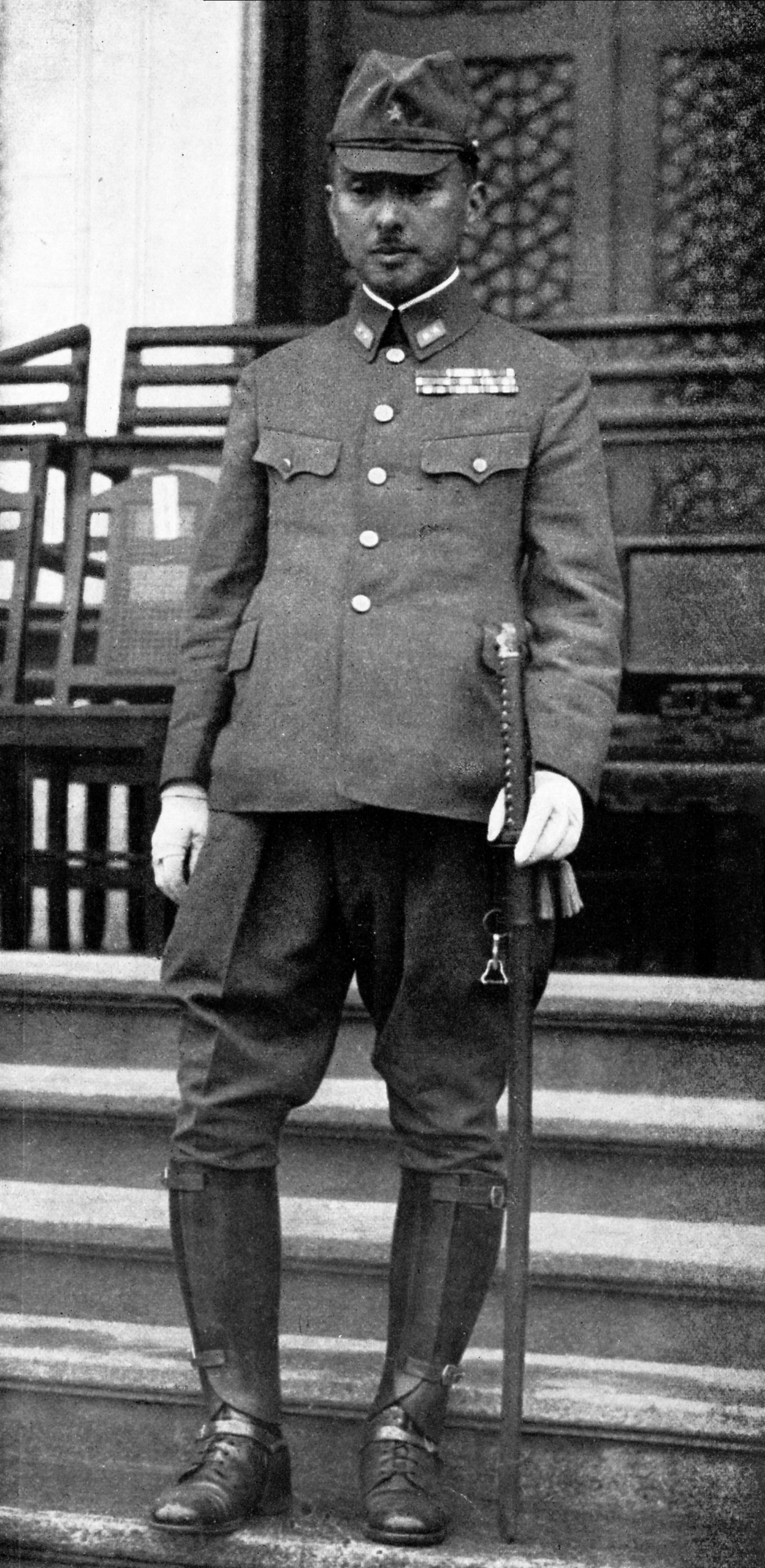
陸軍中将。朝香宮鳩彦王
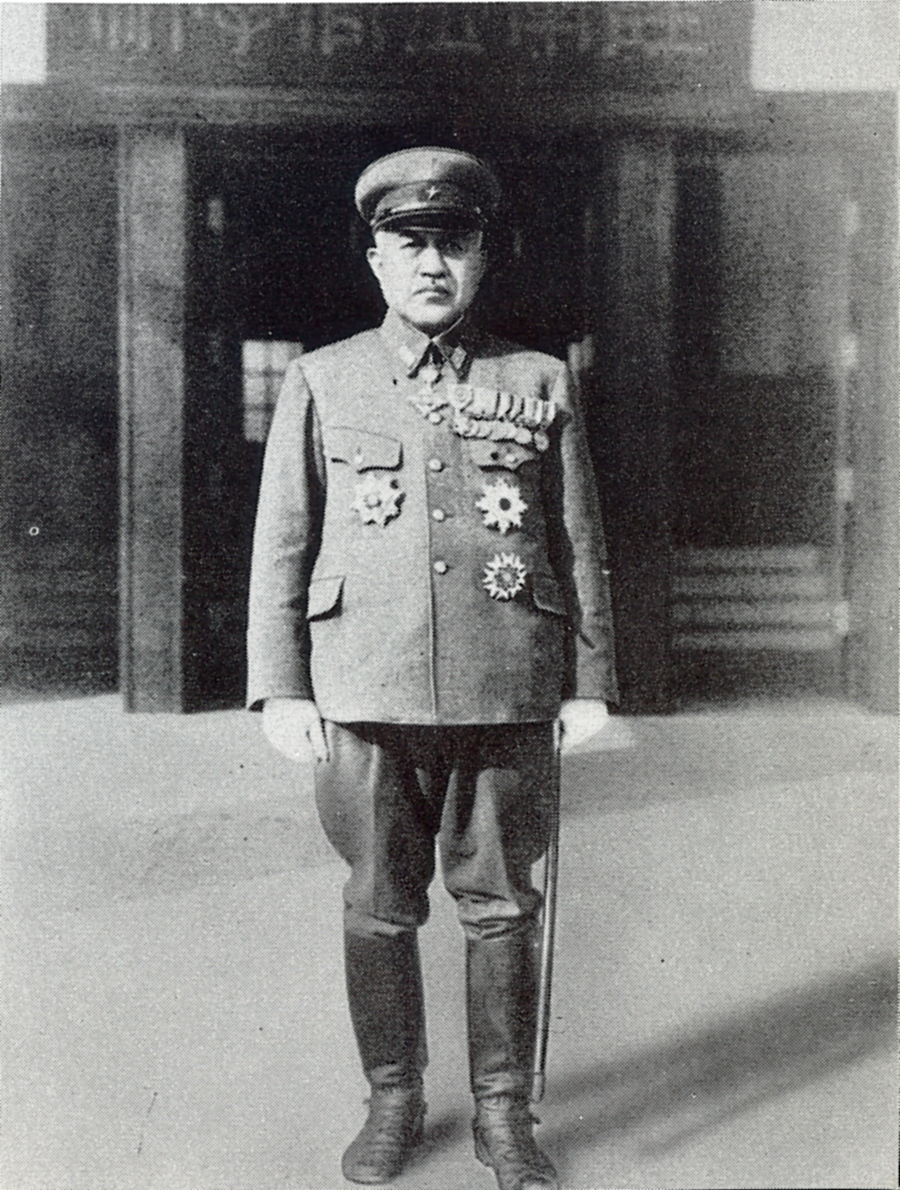
陸軍中将。土肥原賢二
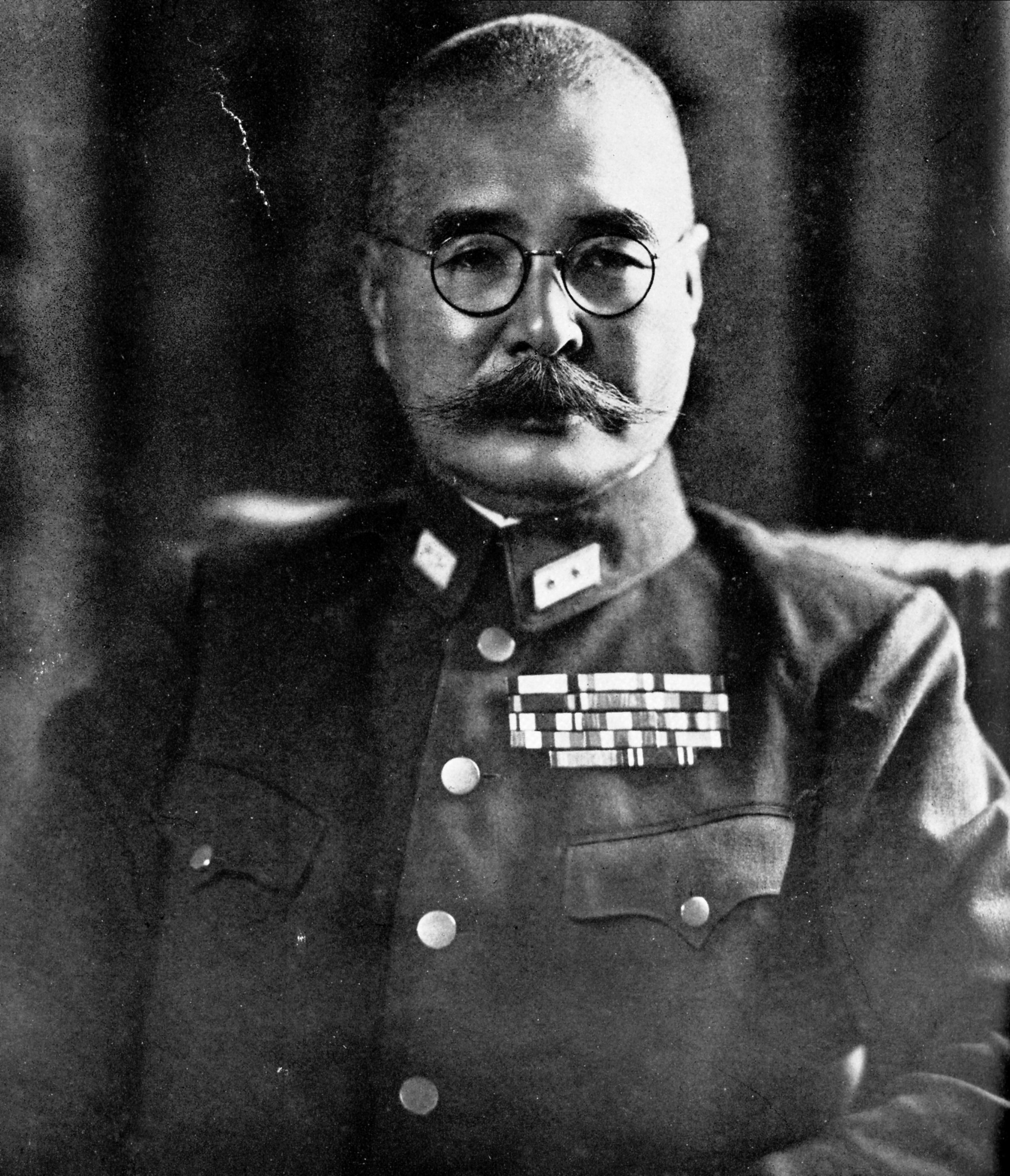
陸軍中将。安藤利吉
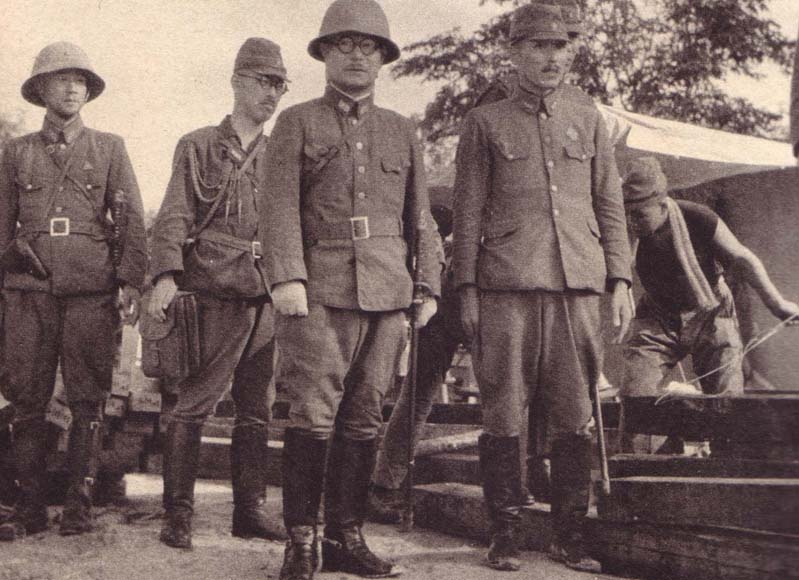
陸軍中将。松井太久郎
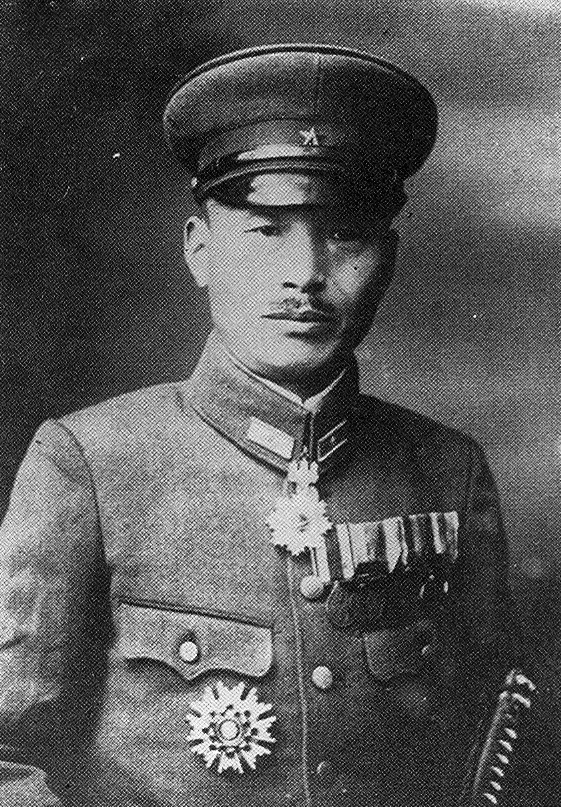
陸軍少将。堀井富太郎
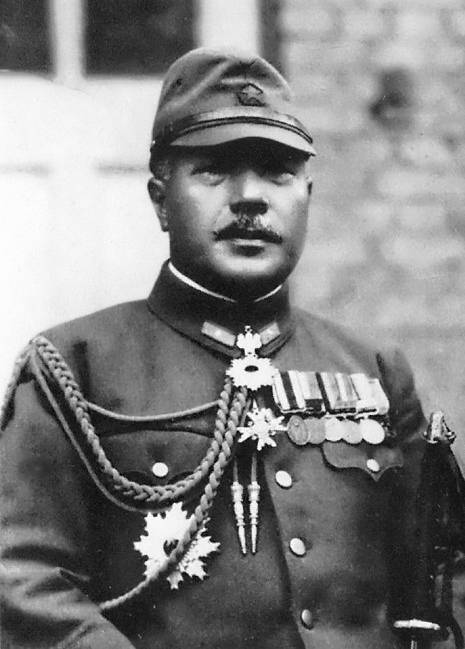
陸軍少将。佐々木登
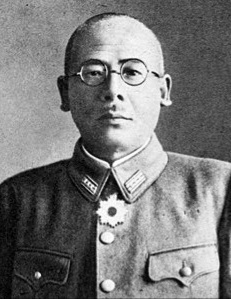
陸軍大佐。山崎保代
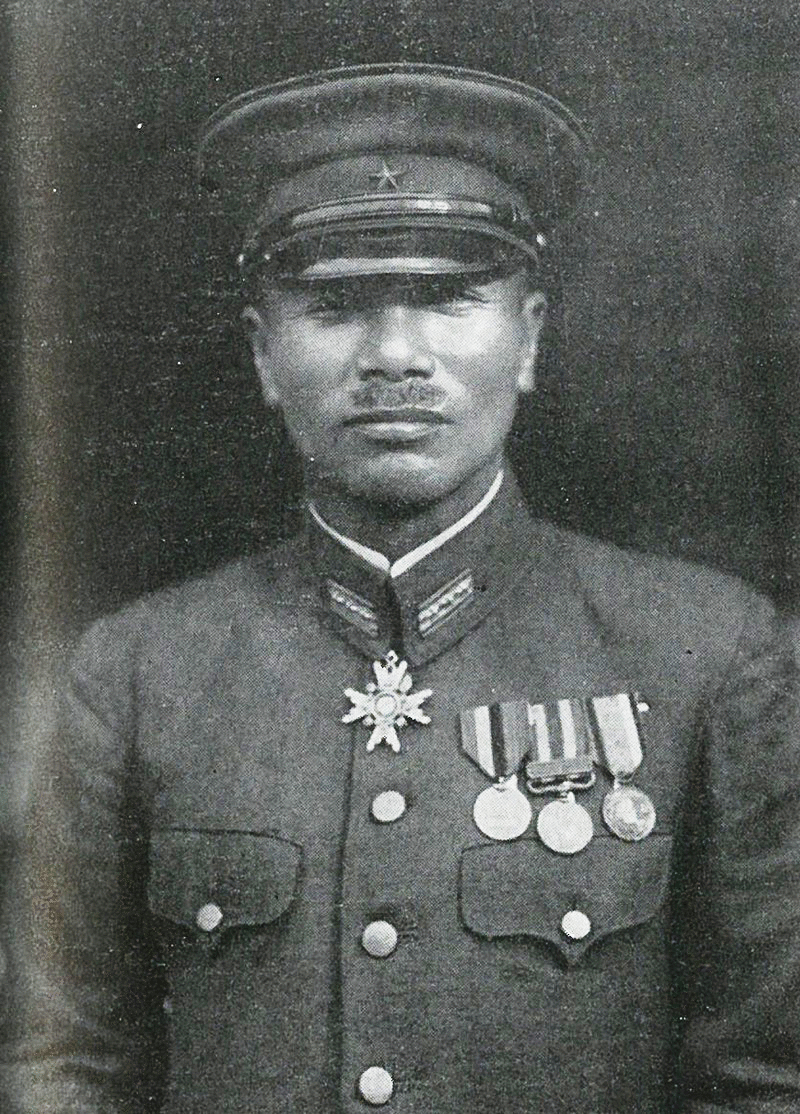
陸軍大佐。一木清直
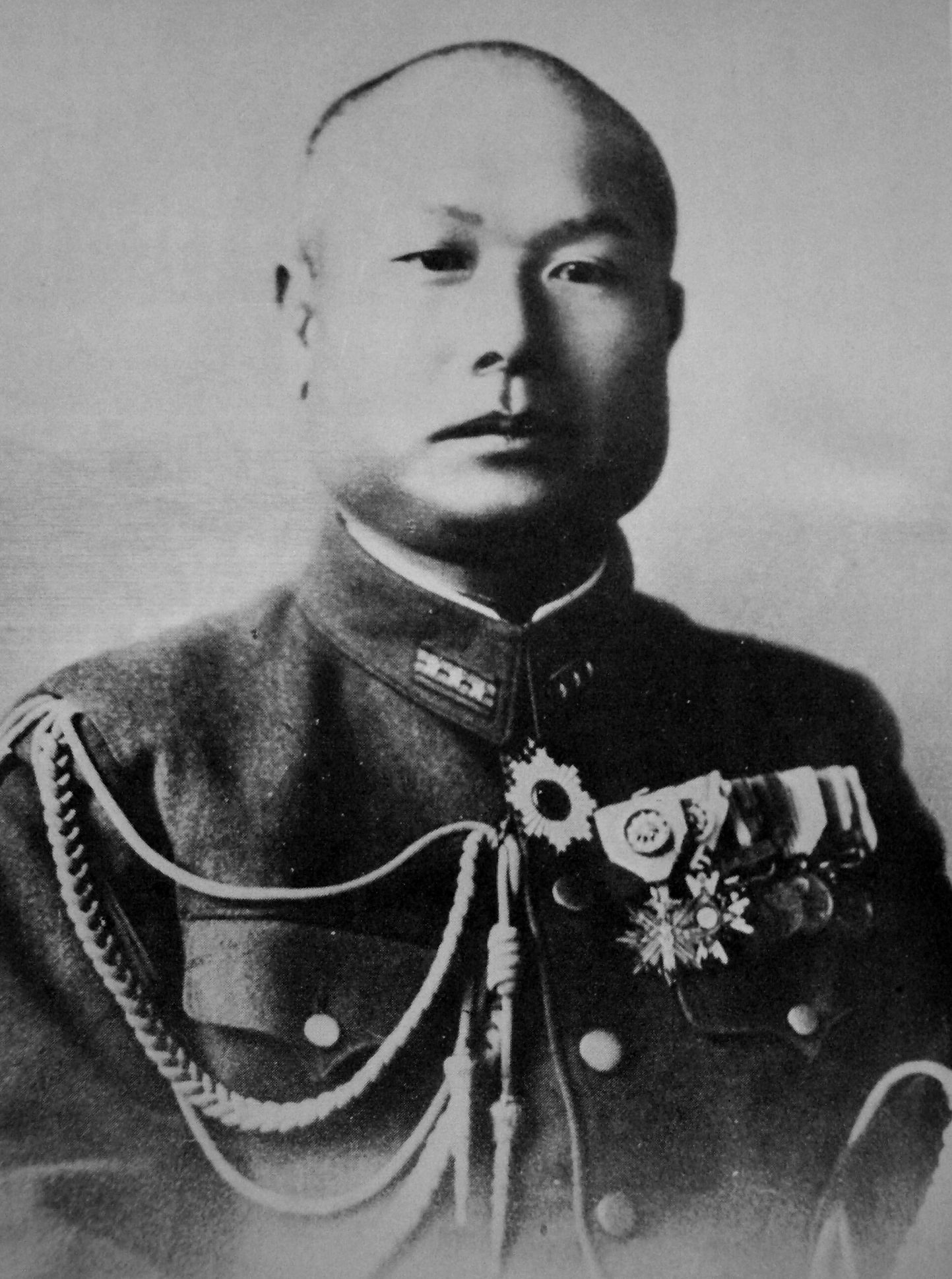
陸軍大佐。堀場一雄
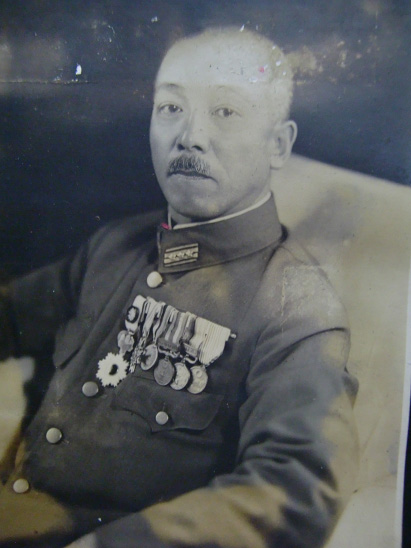
陸軍軍医大佐。松本秀治
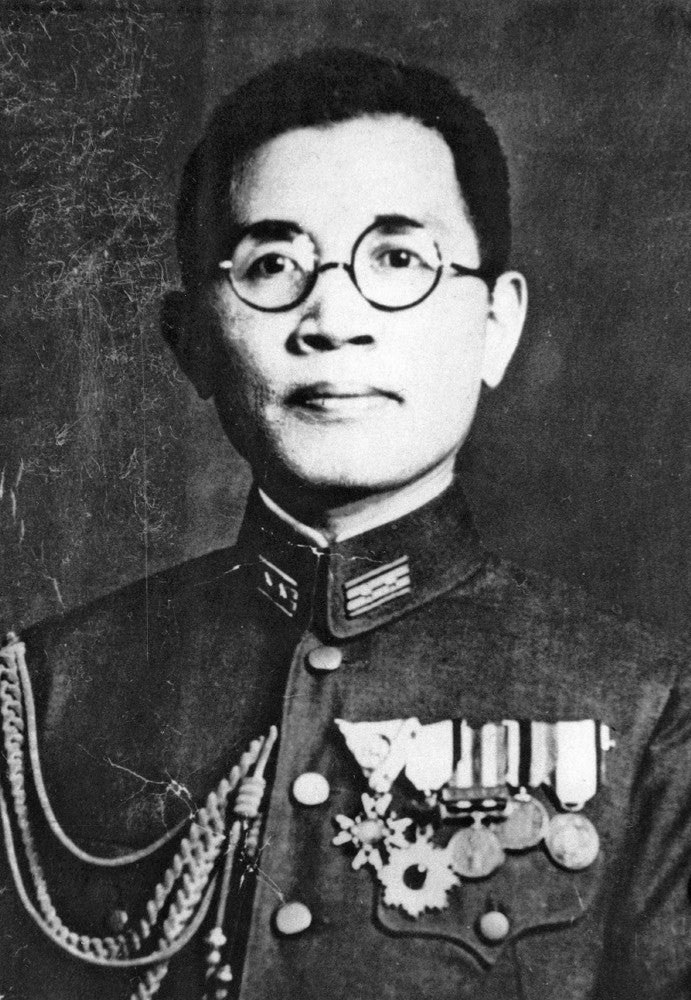
陸軍中佐。八原博通
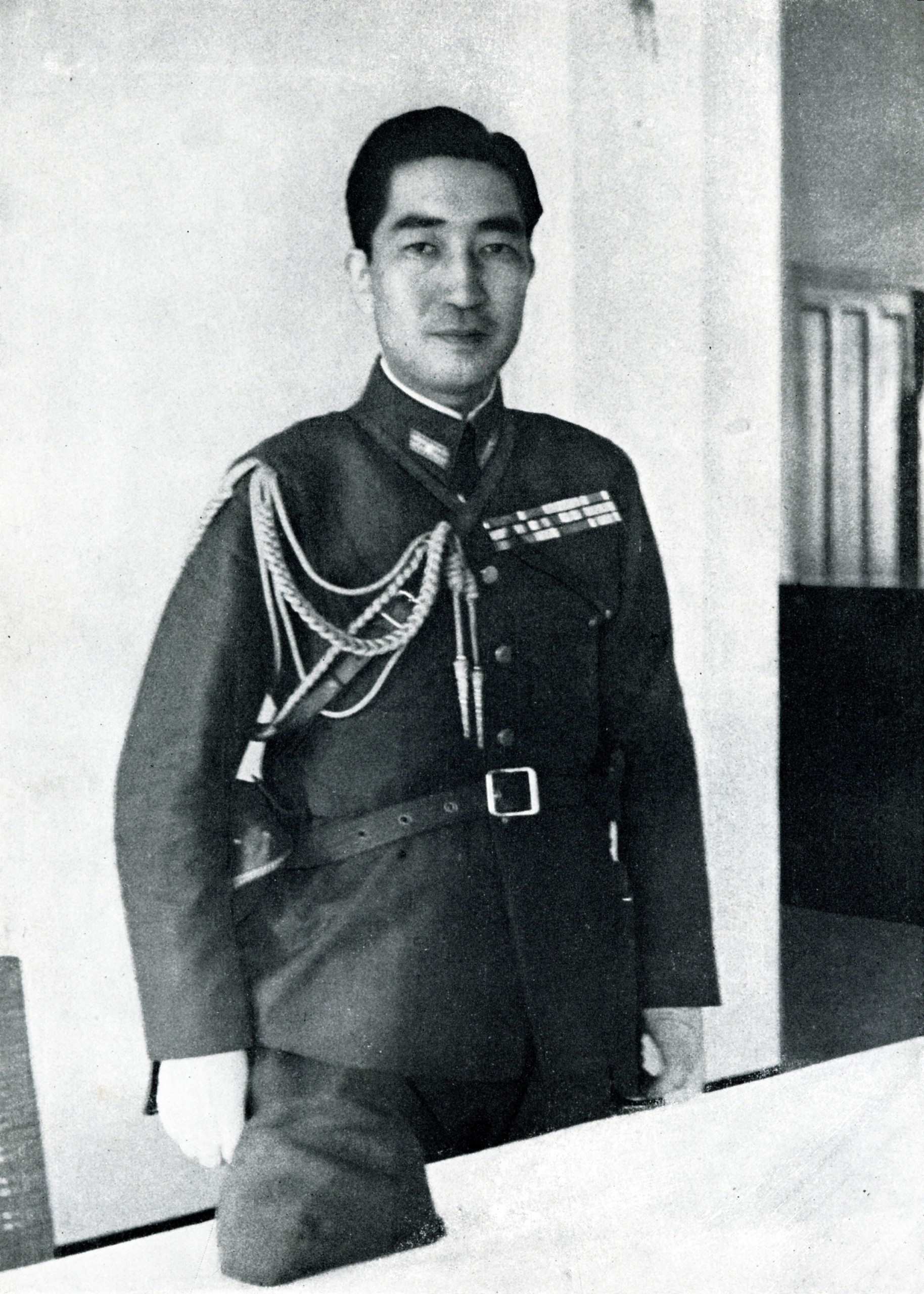
陸軍少佐。竹田宮恒徳王
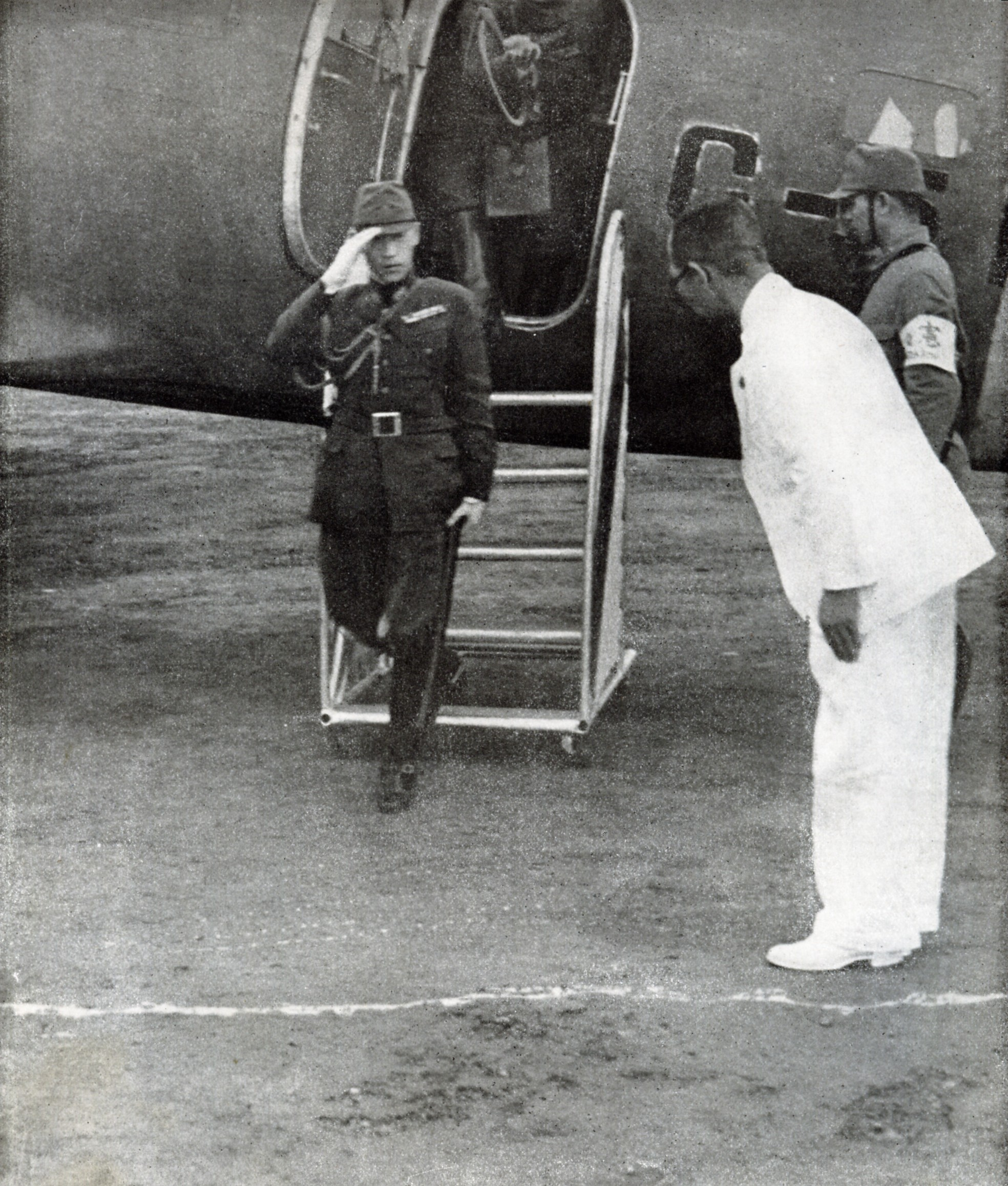
陸軍少佐。李鍝
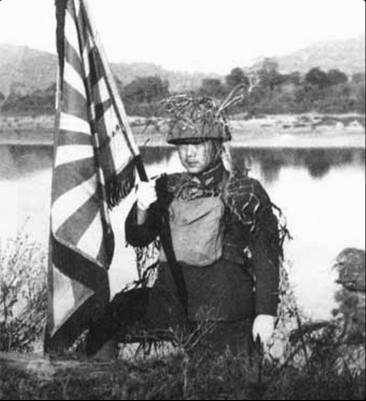
陸軍少尉（連隊旗手）
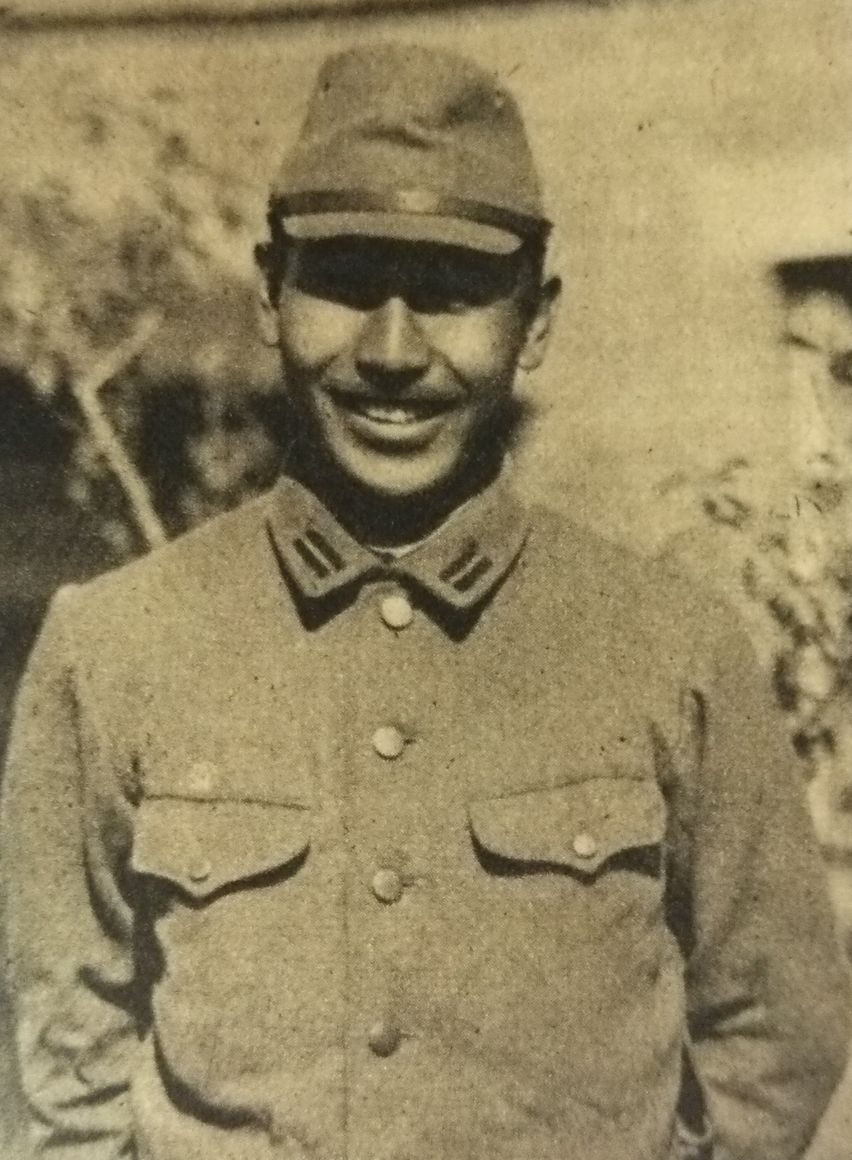
陸軍兵長。冬衣、尾上松緑 (2代目)
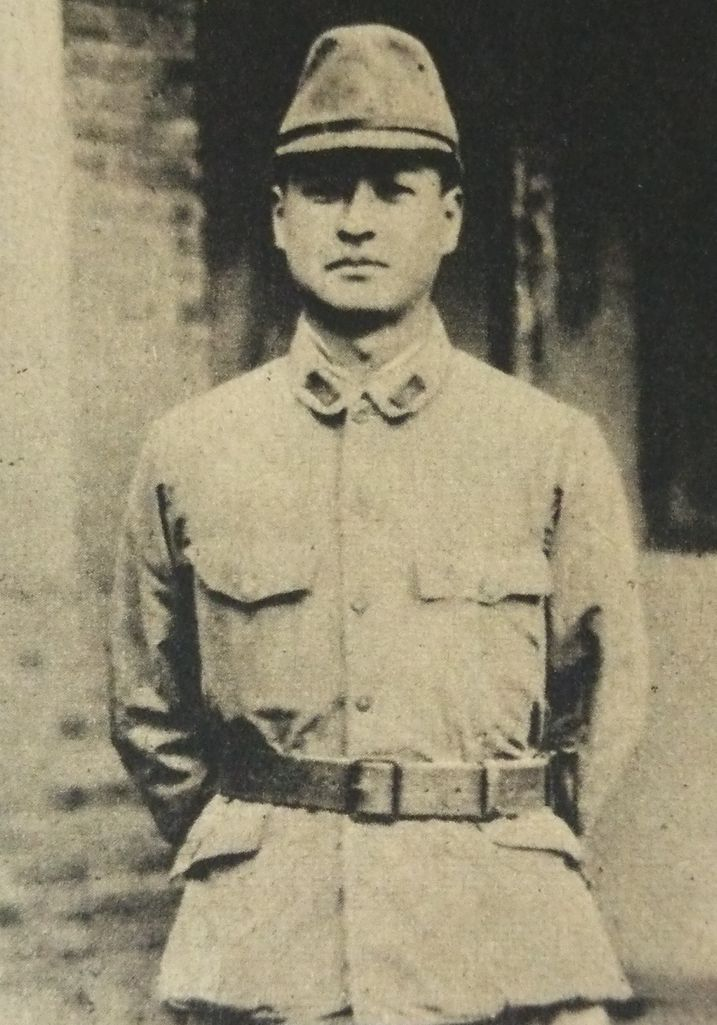
陸軍二等兵。夏衣、池部良
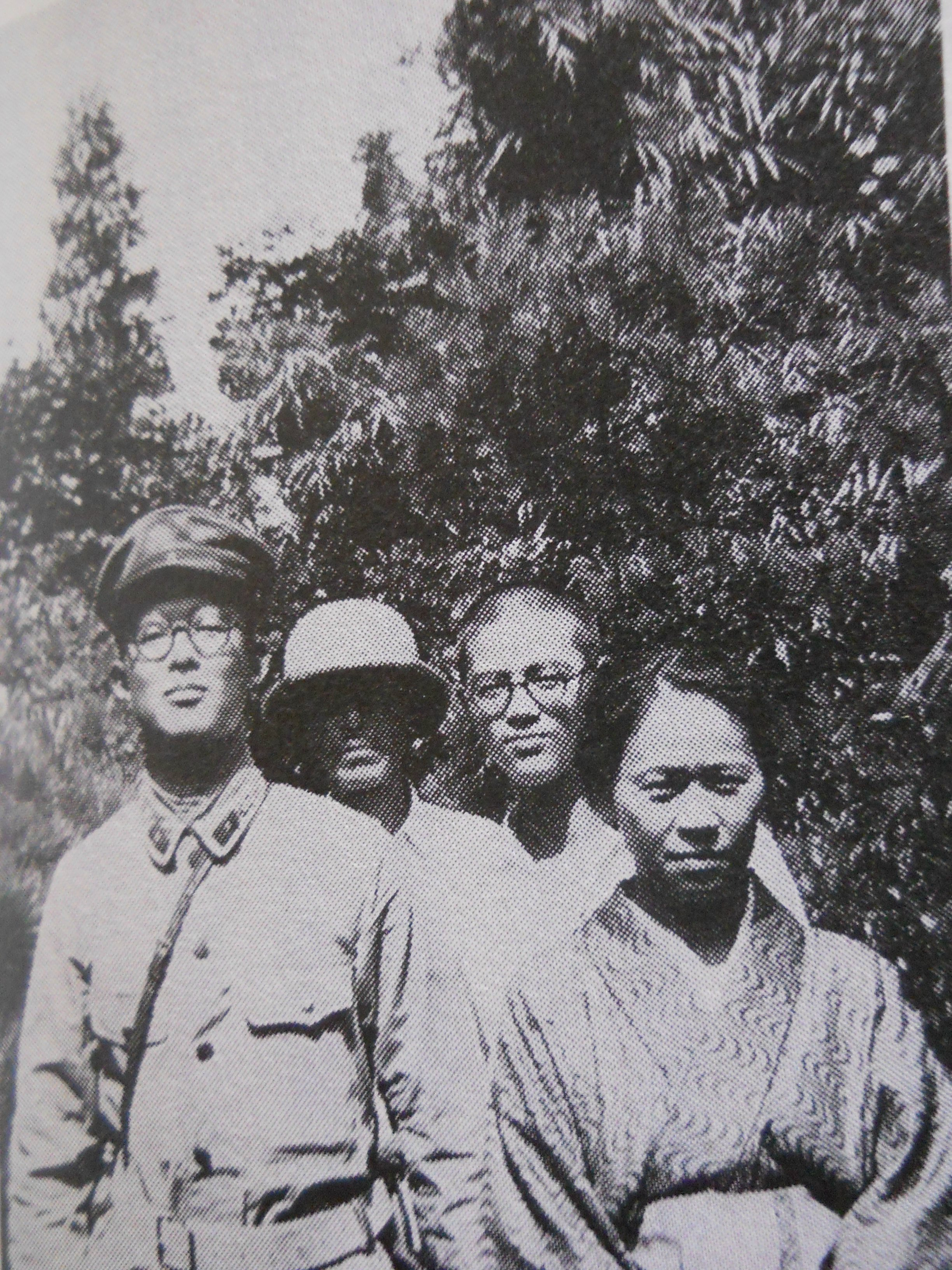
陸軍二等兵。夏衣、襟章横に隊号章を佩用。水木しげる
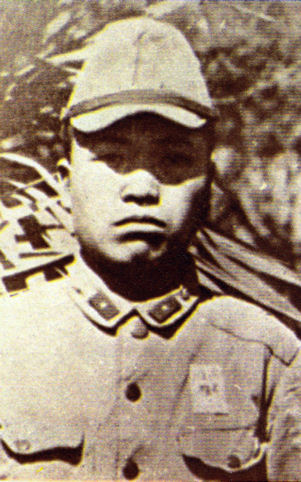
陸軍二等兵。綿製冬衣（代用衣・代用冬衣）、襟章横に隊号章を佩用
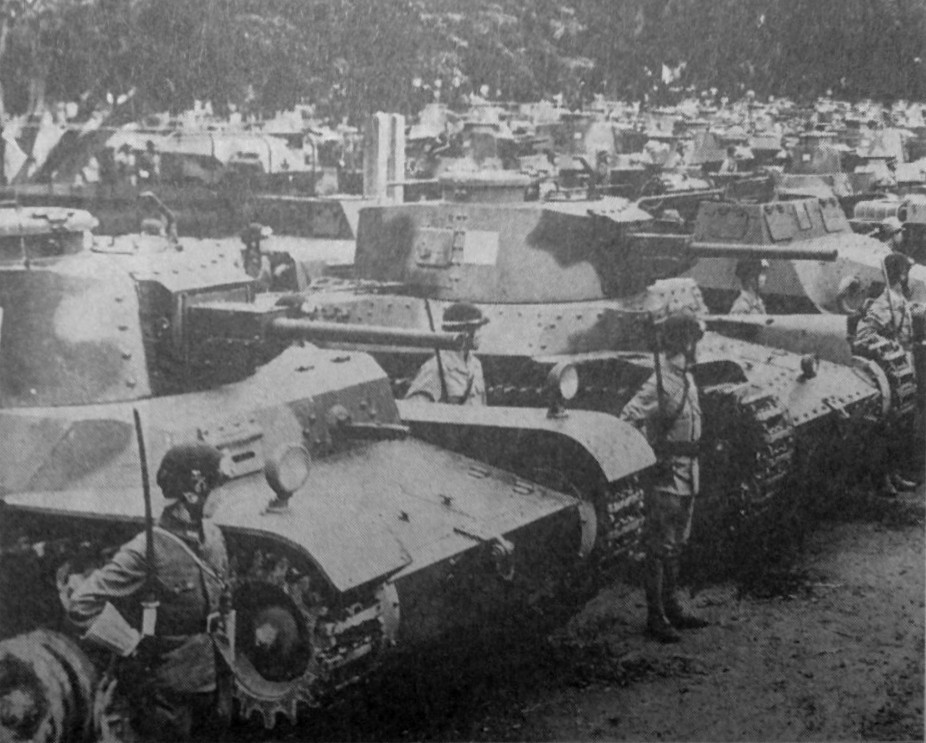
夏衣と戦車帽・運転用手袋を着用した将兵（機甲兵）
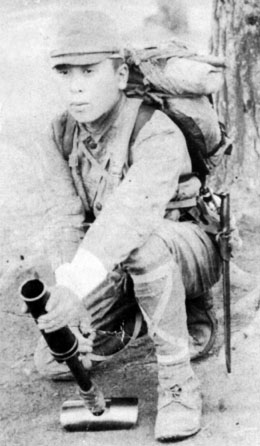
夏衣を着用した兵
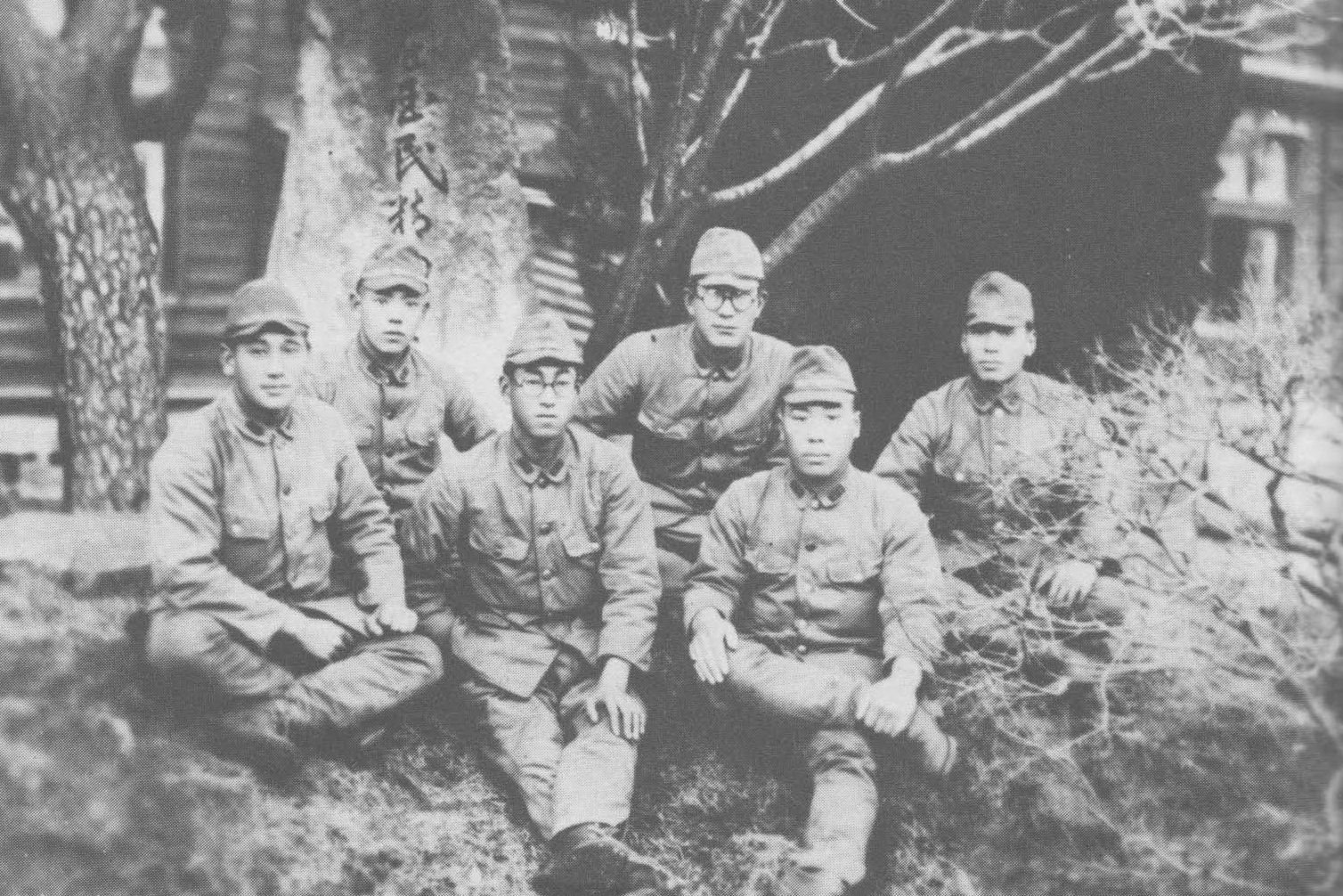
夏衣ないし防暑衣を着用した兵
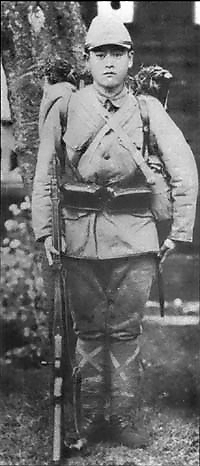
綿製冬衣を着用した完全軍装の兵。小銃は九九式短小銃の初期型を携行

1938年（皇紀2598年）の昭和13年制式および九八式は、「昭和13年勅令第392号 陸軍服制改正」に基づく大規模な改正である。
立襟を廃し、将校准士官の冬衣（軍衣より改称）・夏衣は立折襟に（基本的に襟の全高は旧制式の立襟と変わらず、立襟を台襟とし折襟を付しまた2個ホックが標準）、下士官兵の冬衣・夏衣には1個ホックの平折襟に近い立折襟を採用した。また、下士官兵の冬衣・夏衣では旧制式では存在しなかった腰物入が設けられている。
旧制式の立襟は体裁は良いものの首元はどうしても窮屈になり、特に動作の際には不適当な形状であった（立襟の窮屈さを緩和するために襟を低くすると見栄えは悪くなり、第1釦をはずしての開襟着用は美観を大きく損なう）。そのため、立襟の廃止・折襟ないし開襟の採用は戦間期当時すでに世界的な流れであり、かつ折襟は襟部の体裁を保持しつつも（旧制式の立襟部分に相当する）台襟を低くでき、開襟着用も可能であるなど実用性が高い優れた形状であった。なお、帝国陸軍において、折襟は1930年制式の防暑衣（昭和5年制式）において既に採用されている形状である。また、立襟の旧制式における兵科部の定色絨からなる大型の襟章と主に緋色絨からなる肩章は、折襟の新制式と同時に共に小型化され前者は胸章、後者は襟章となり戦場での擬装効果を向上させている。
台襟の高さが極めて低く折襟と事実上一体化している下士官兵と異なり　将校准士官は容儀を重んじるため台襟は高いまま折襟を付した形状が一般的となる。将校准士官の軍服は仕立てに自由が利くため、台襟および折襟の高さは嗜好や体格によって調整可能であり、台折ともに高く長くした物（青年将校文化）のみならず、低く短く1個ホックで下士官兵の立折襟（平折襟）に近い物も存在する。

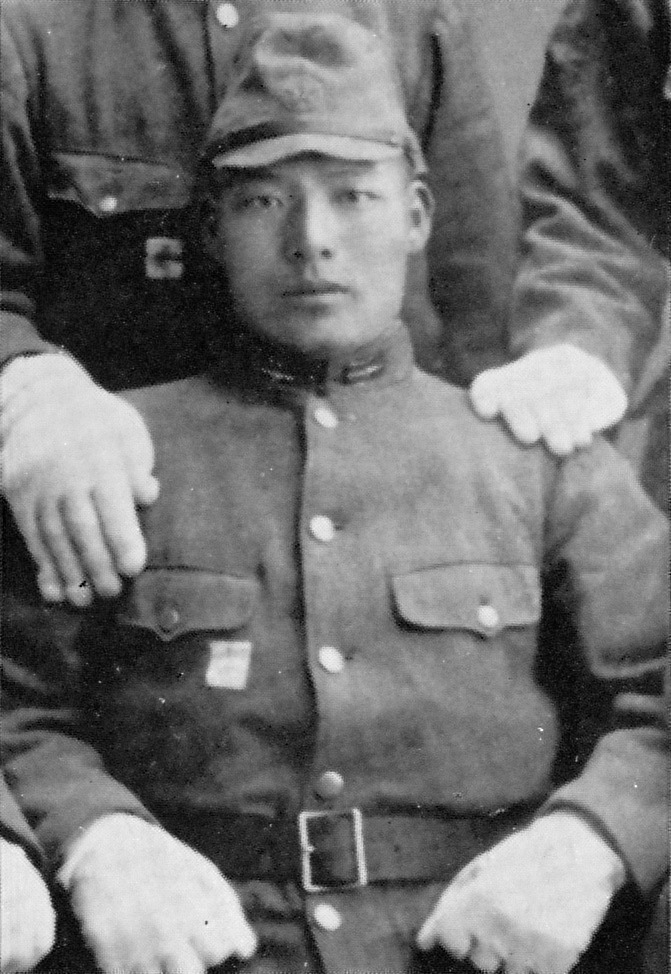
旧制式の立襟軍衣に昭和13年制式の襟章を付した陸軍伍長。舩坂弘

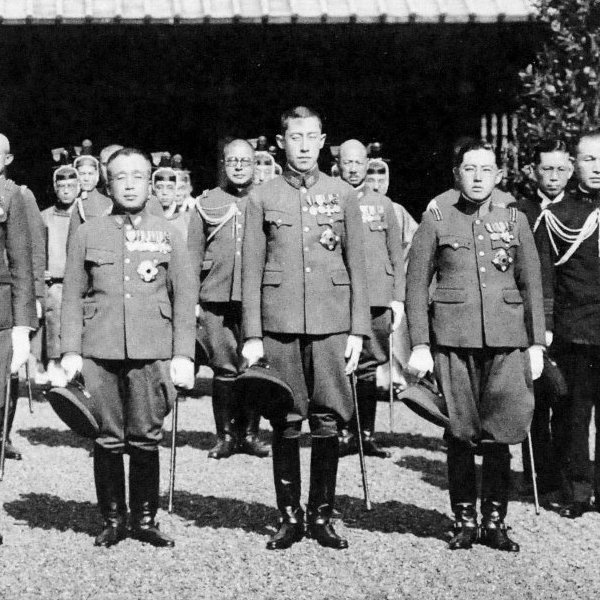
左より陸軍少将（新制式、李王垠）、陸軍騎兵大尉（新制式、李鍵公）、陸軍砲兵中尉（旧制式、李鍝公）。1938年
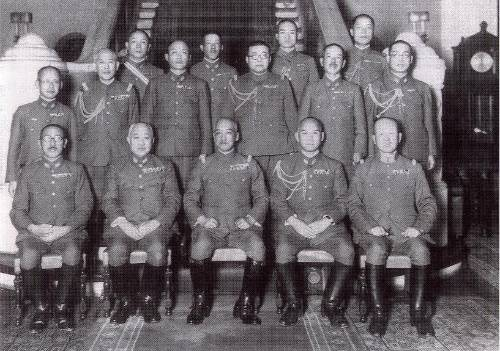
旧制式の立襟軍衣と新制式の折襟冬衣の混在（将尉官）。1939年
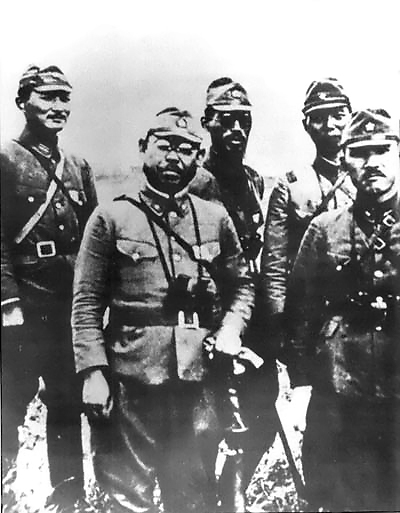
戦地における旧制式と新制式の混在
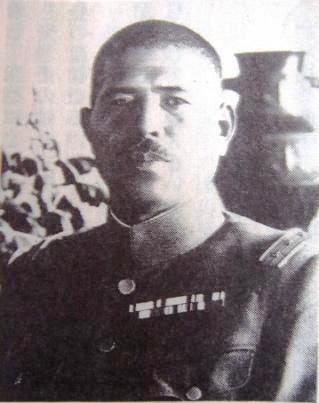
旧制式の立襟軍衣を着用した陸軍大佐。襟章がないため、1940年以降の撮影である事が分かる。水上源蔵
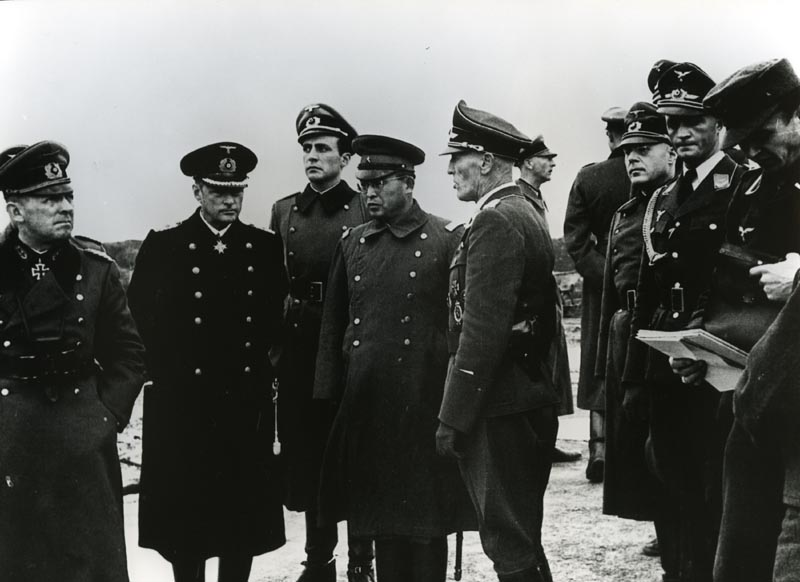
旧制式の外套を着用した陸軍大佐（中央）。1942年12月当時の小野寺信
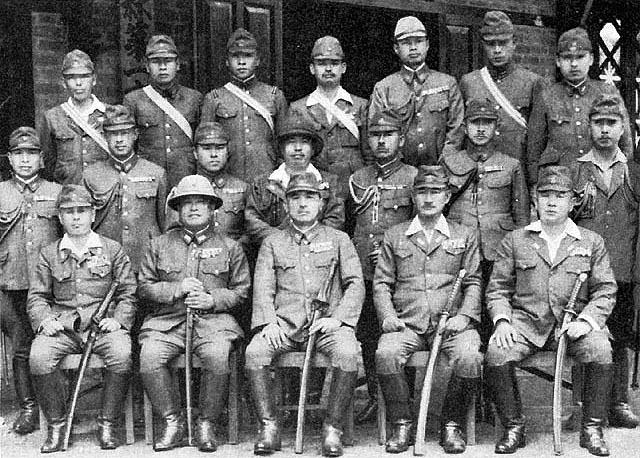
夏衣、開襟背広型の防暑衣、昭和17年制式の防暑衣、旧制式の立襟夏衣の混在（将佐尉官）。1943年

立襟から折襟への改正によって帝国陸軍の軍服の体裁が大きく様変わりしたことによって、階級にかかわらず一部の古参軍人には旧制式への愛着や生地質の良さから、旧制式を好んで着用した者も居り、これは第二次大戦敗戦時まで見受けられた。また、新制式（折襟）と旧制式（立襟）の併用は認められている。
将校准士官の冬衣・夏衣では旧制式の立襟を新制式の折襟に改造することが推奨されており、その際は新しく折襟部分の生地を前身頃の裏地から取り、立襟に付けるといった工程が踏まれた。
戦間期にはアメリカ陸軍とイギリス陸軍が戦闘服と勤務服を別に採用していたのに対し、帝国陸軍はドイツ陸軍・フランス陸軍・イタリア陸軍・ソ連赤軍ともどもこれに追随することはなかった。
この軍装が使用された主な戦争・事変は次の通りである。
- 日中戦争中後期（1937年-）
- ノモンハン事件（1939年5月-同年9月）
- 太平洋戦争（大東亜戦争）（1941年（昭和16年）12月8日-）

#### 青年将校文化（昭13制）

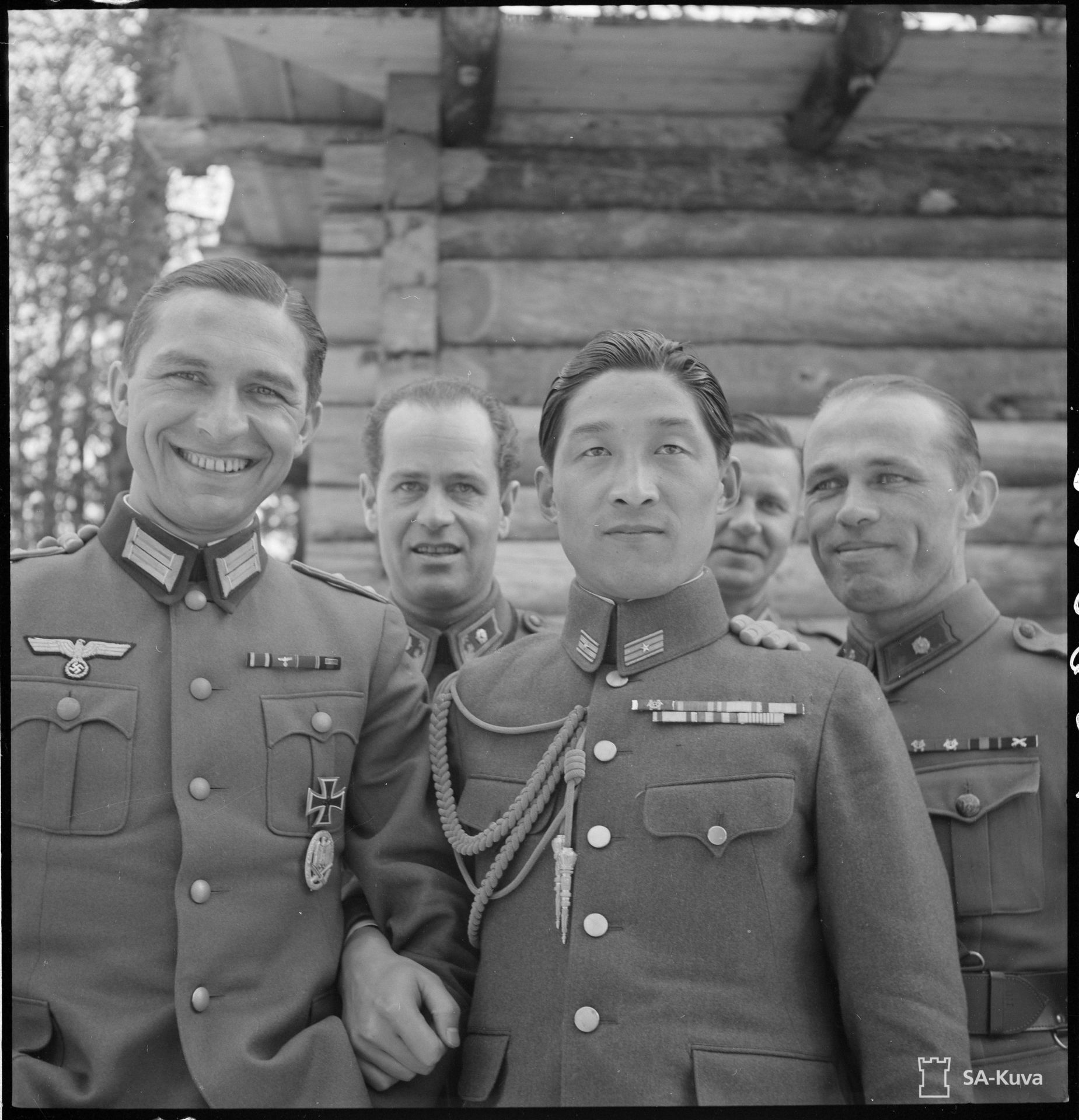
陸軍少佐。台襟は高く第1釦に被るさらに長い折襟、折襟部分の開きも小さく、着丈は短く釦配列も上に詰めた冬衣。左はドイツ陸軍将校、後はフィンランド陸軍将校。広瀬栄一

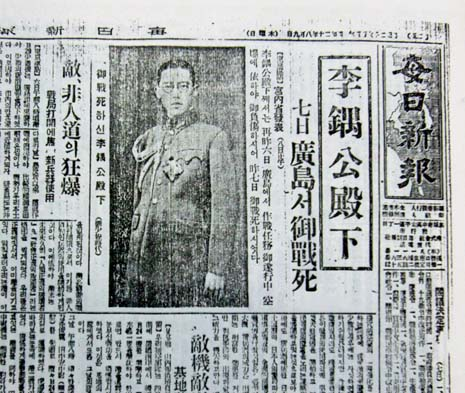
陸軍少佐。台襟は高く折襟は長く、また雨蓋は深いカーブを描く極めて派手な冬衣。李鍝公
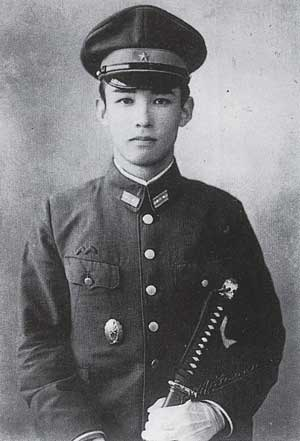
陸軍航空兵中尉。襟部は平凡な形状ながらも釦配列も上に詰めた冬衣ないし夏衣、軍帽は特に派手なチェッコ式。谷島喜彦
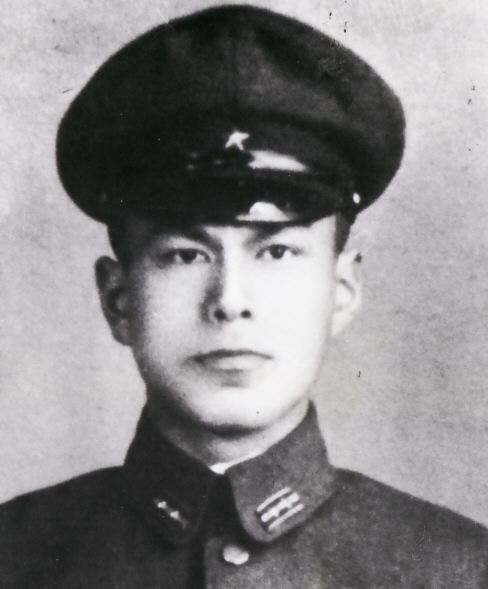
陸軍中尉。冬衣自体は平凡な形状ながらも、軍帽は特に派手なチェッコ式。新海希典
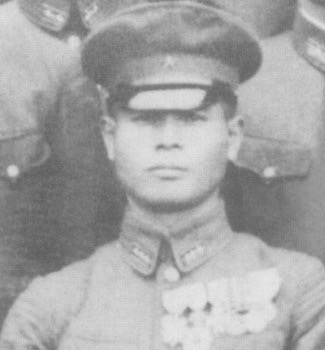
陸軍大尉。台襟は高く第1釦に被るさらに長い折襟。軍帽は派手なチェッコ式。坂井菴

旧制式に引き続き軍装品に個性を見いだす青年将校文化は継承された。軍帽（チェッコ式・クラッシュ型等）や軍服の仕立て、生地色など全体の体裁自体は旧制式の文化と特に変わらないが、本制式で改正された「襟」は台襟は高いままに、従来の立襟を彷彿とさせる折襟部分の開きが小さい仕立てが流行した。また、折襟を固定したり（台襟と縫い付ける、スナップ・ボタンを仕込む等）、第1釦に被る長さ・台襟より大きな折襟を持つものも好まれた。
昭和13年制式初期には襟章は制式の規格よりやや細長い物が、また、通常礼装用の肩章には正肩章と同等の高級品（体裁の良い丸打金線）が好まれた。
さらに、青年将校が追い求める格好の良さに、（各部および憲兵を除く）「兵科区分」の廃止（胸章）と戦時という国情が重なり、徒歩本分者（将官・佐官を除く歩兵等の尉官准士官。常勤（略装）時は短靴と長袴を、演習・野戦（軍装）時は編上靴と短袴に巻脚絆ないし革脚絆を、儀式の軍装時は短靴に巻脚絆を主用する）の間でも儀式の軍装時を除き、大々的に長靴を常時履く者が増加する事となった。

#### 襟章

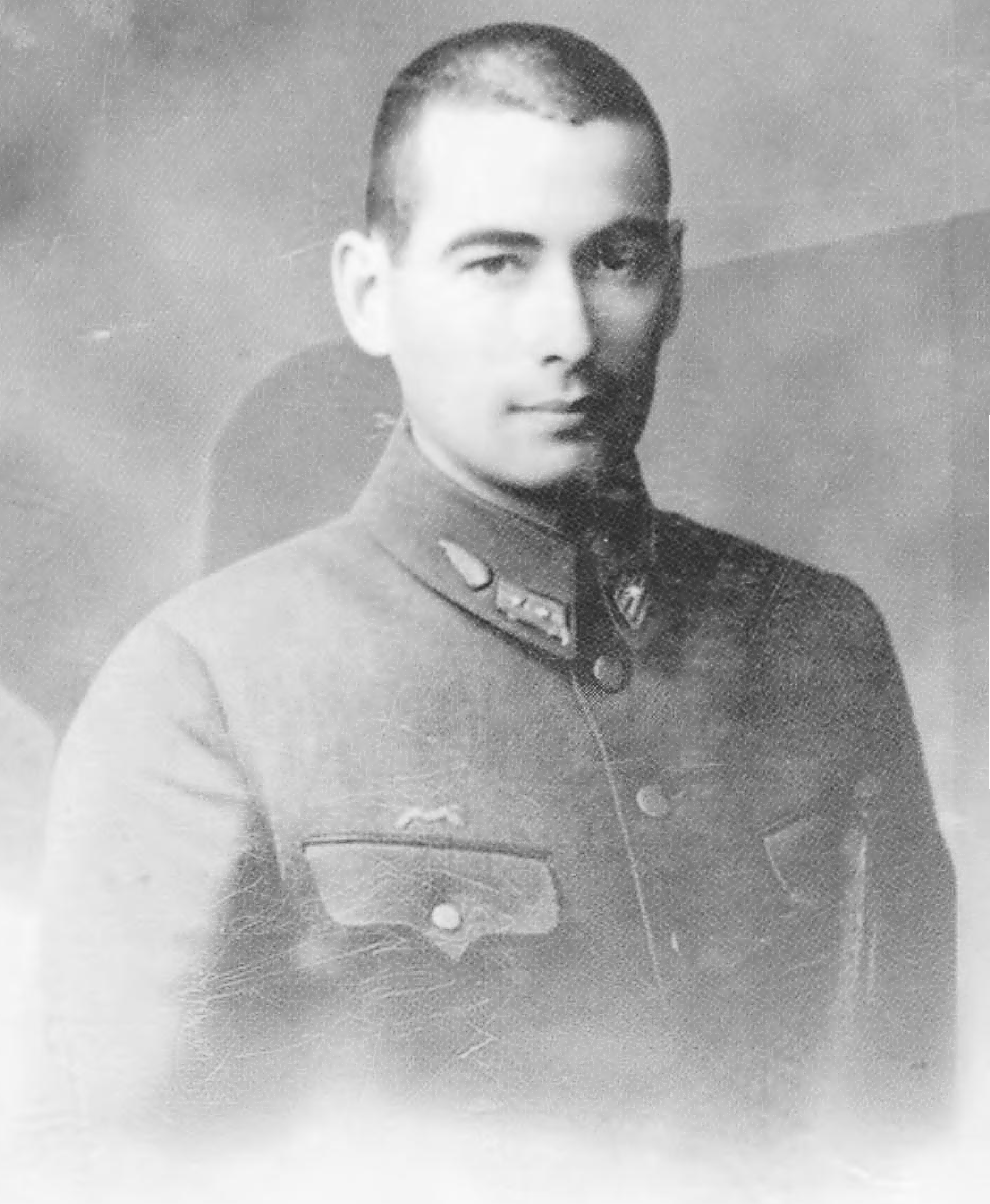
陸軍航技中尉。襟章と共に航技特別章を佩用。来栖良

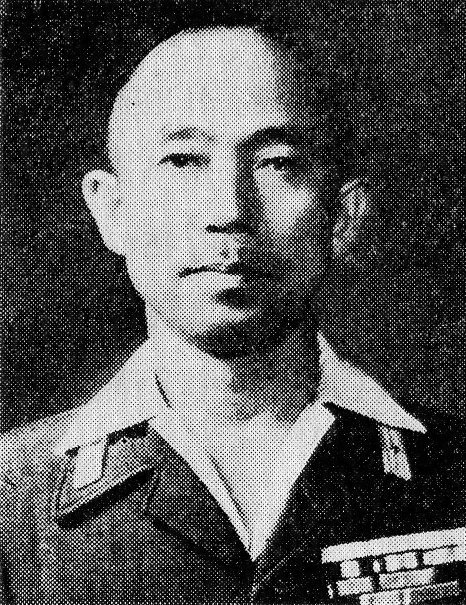
襟章を防暑衣の上襟に付した陸軍軍楽少佐。大沼哲

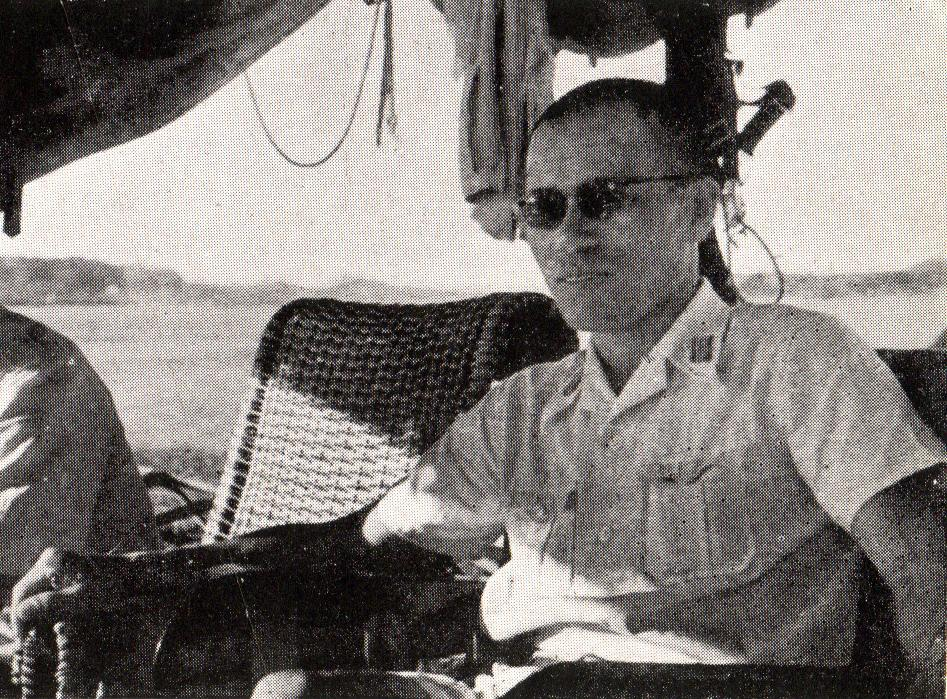
襟章を開襟シャツに付した陸軍中佐ないし少佐。加藤建夫

階級章は肩章から襟章となる。明治45年制式の肩章をベースに形状のみの変更で、将校准士官は平行四辺形、下士官兵は長方形（俗称「座布団」。のちには織出品も生産）。大きさは共通の縦18mm、横40mmとされた。白絨の法務官・法務部将兵を除き、地質は緋絨。将校准士官襟章の星章の造型は昭和5年制式までの肩章で使われていた立体型から、平型に変更された。1940年には兵長の階級が新設（伍長勤務上等兵は廃止）されたのに伴い襟章も制定されている。

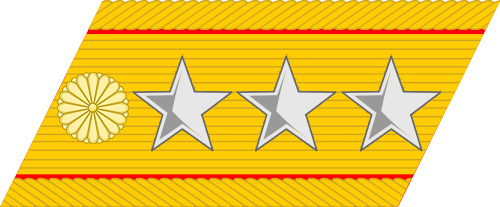
大元帥
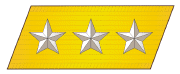
大将
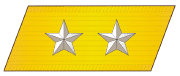
中将
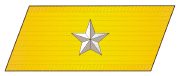
少将
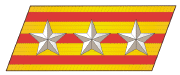
大佐
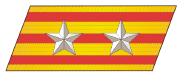
中佐
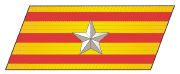
少佐
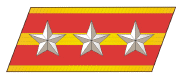
大尉
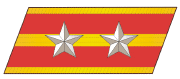
中尉
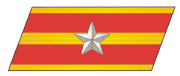
少尉
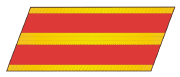
准尉
曹長
軍曹
伍長
兵長
上等兵
一等兵
二等兵
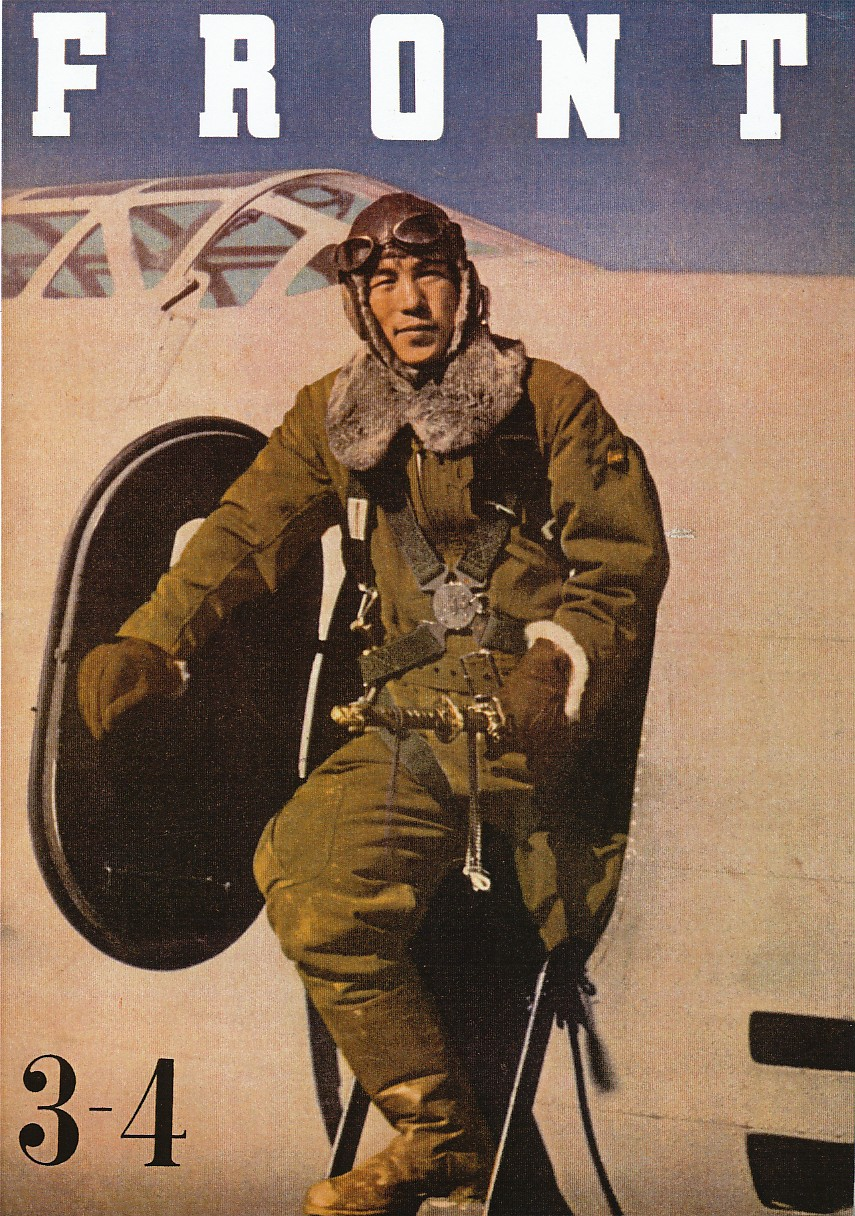
襟章を第一種航空衣袴（冬季用飛行服）上衣の左袖に付した尉官。東方社刊行の対外宣伝グラフ誌『FRONT』3-4合併号表紙（後方は九七式重爆撃機）

#### 胸章

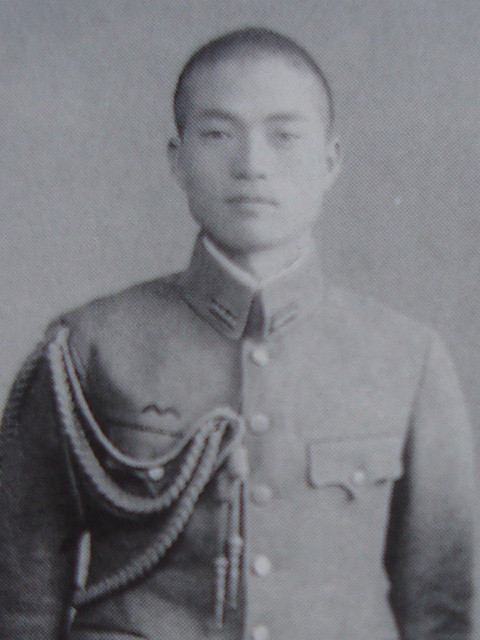
緋色の胸章を付した参謀たる陸軍歩兵大尉。瀬島龍三

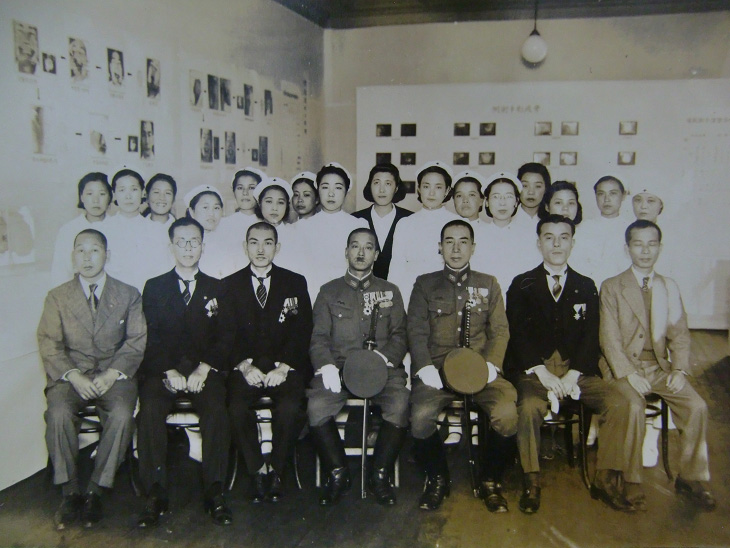
深緑色の胸章を付した陸軍軍医大佐（左）と陸軍軍医少佐（右）
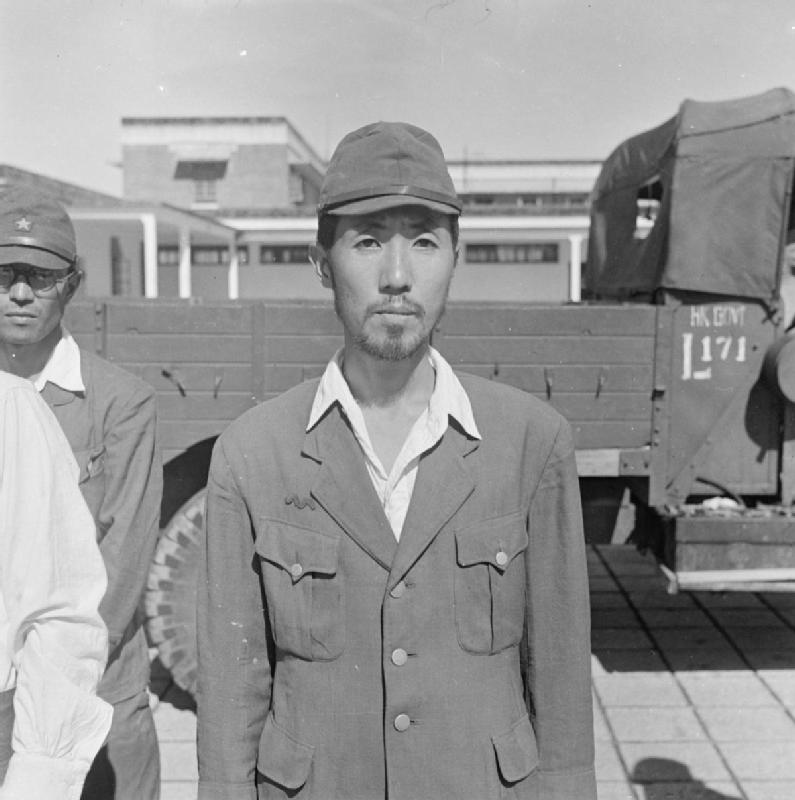
深緑色の胸章を防暑衣に付した衛生部の陸軍将校

旧制式では兵科部区分を襟章で表していたが、昭和13年制式では胸章で表すことになった。山形（M字型）の定色絨で右胸に着用した。将校准士官胸章は定色線の幅5mm、全幅39mmとされた。下士官兵胸章の場合は、将校准士官と同等のそれに幅3mmの絨製台地が付された。定色は以下の通り。
- 歩兵科 – 緋色
- 騎兵科 – 萌黄色
- 砲兵科 – 黄色
- 工兵科 – 鳶色
- 輜重兵 – 藍色
- 憲兵科 – 黒色
- 航空兵科 – 淡紺青色
- 経理部 – 銀茶色
- 衛生部 – 深緑色
- 獣医部 – 紫色
- 軍楽部 – 紺青色
- 技術部 – 黄色（技術部の新設は1940年のため昭和15年制式となる）
  - 従来は技術将校として各兵科の技術部門に属していたものを、各部とし明文化したもの。定色は技術将校が多く属していた旧砲兵科の黄色を継承。技術部には兵技（一般）・航技（航空）の区分があり、航技兵は襟章横に翼の片翼を模った航技特別章を佩用した（なお1944年（昭和19年）8月10日、階級呼称において兵技・航技区分は廃止され、一律に「技術」として航技特別章は廃止）
- 法務部 – 白色（法務部の新設は1942年（昭和17年）のため昭和17年制式となる）
  - 従来は軍属に相当する陸軍法務官等として帝国陸軍の法務部門に属していたものを、各部の軍人とし明文化したもの。定色は従来の旧陸軍法務官等が軍帽・襟章・肩章等の地質色に使用していた白色を継承

なお、1940年には昭和15年8月1日陸達第33号および昭和15年勅令第585号による改正が行われ、兵科の胸章が廃止された。陸達の時点では憲兵を除く各兵科の胸章が廃止されることとなっていたが、勅令では憲兵を含む兵科区分の胸章が廃止された（そのため憲兵科には六光旭日形の襟部に付す憲兵徽章が別個制定された）。なおこれはあくまで兵科のみであり、各部の胸章・定色は廃止されておらず、昭和18年制式における襟章との合体化を経て帝国陸軍の解体まで使用されている。

#### 脇裂（将校准士官）
勅令中には、将校准士官冬衣の脇裂（サイドベンツ）についての定めがある。左脇裂は裂け目の裏面の下端に釦を付して開閉できるようにした。これは、将校准士官は常勤・野戦用の略刀帯を上衣の下に帯びていたため、軍刀を左腰から出す必要があったことによる。長さは腕骨上端より下ること210mmが基準とされた。なお、右脇裂はダミーとして裂け目は付すもの実際には裂かない。

#### 肩章（将校准士官）

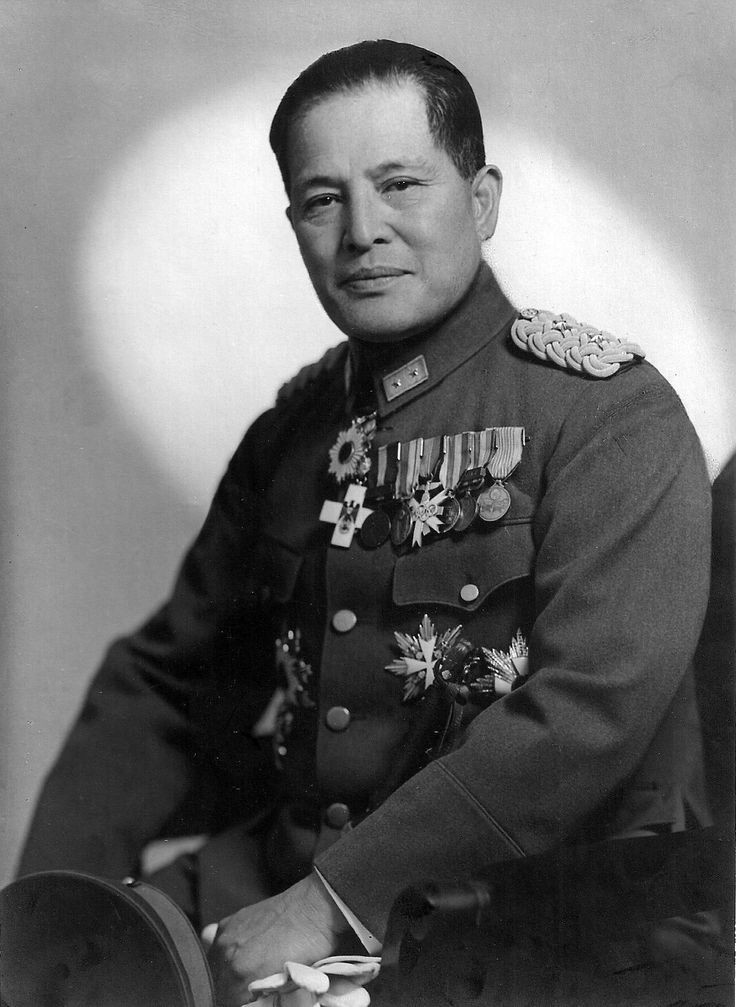
肩章を付した通常礼装の陸軍中将。大島浩

通常礼装用に制定され、軍装・略装には着用されない。正装・礼装（正衣）に用いる肩章（正肩章）に類似し、丸打金線又は丸打黄絹線で、星章は銀色金属、桜花釦は金色金属で桜花模様が付く。肩章の装着方法は正肩章とは異なり、上衣の肩に設けられた切込孔に裏金具を挿し込む。なお「通常礼装肩章（通礼肩章）」の呼称は俗称であり、制式名称は「肩章」である。

#### 肩章（下士官兵）

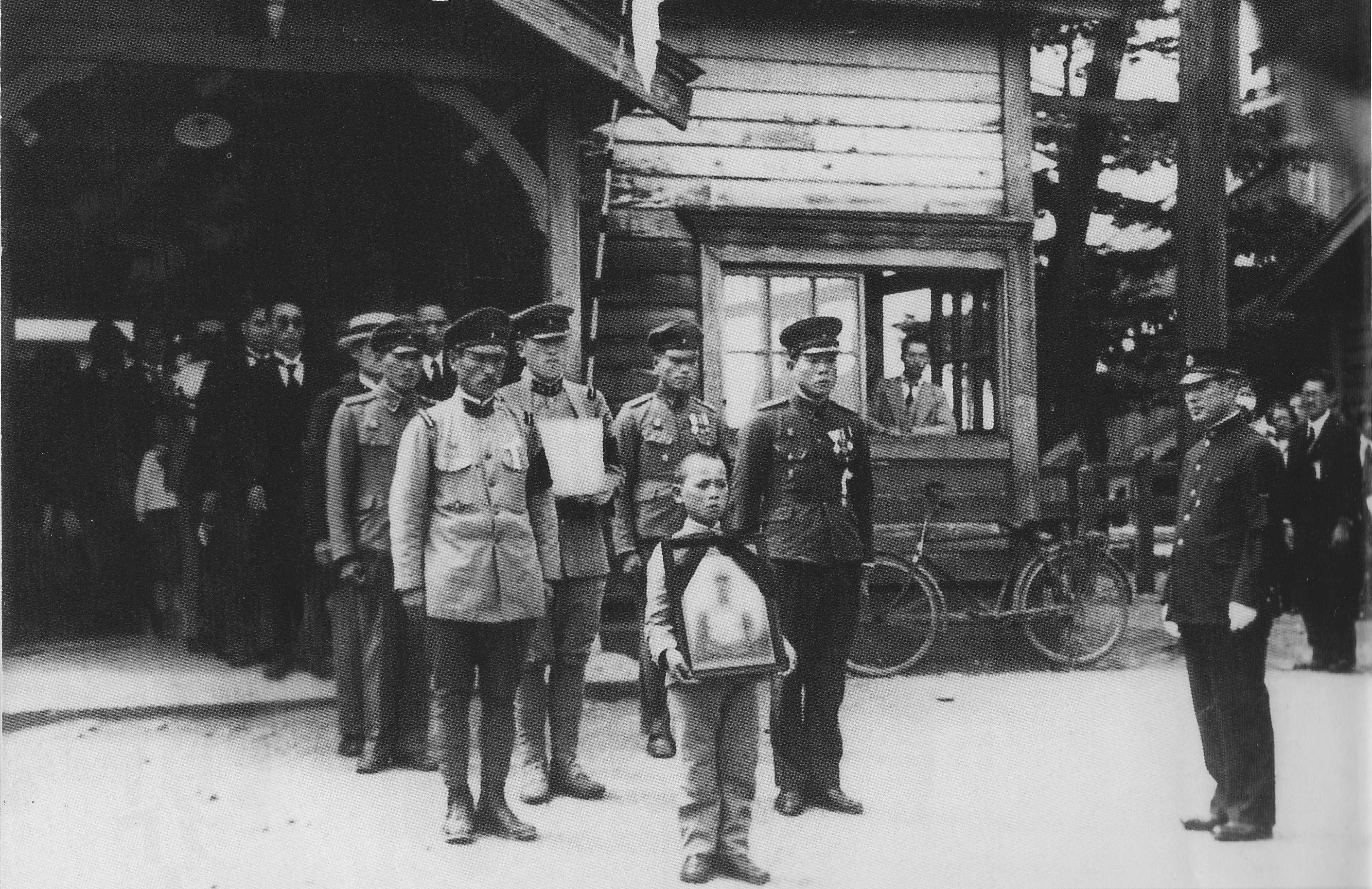
肩章を付した予備陸軍歩兵上等兵（中央右）等。白木の箱を抱いた中央の下士官（襟に隊号章を佩用）を除き、他4人共に予備役の在郷軍人であり軍服以下軍装品一式は全て私物品（右胸に帝国在郷軍人会の会員徽章を佩用）

下士官兵には旧制式の肩章とは異なる横長で着脱式の肩章が制定された。冬衣の地質に同じで、星章及び釦は金色金属。長辺が120mm、短辺を50mmとし、襟側15mmの位置に釦を付すと共に狭まり、最短辺は270mmである。
下士官は肩端に平織黄絹線又は金線の線章を付す。曹長・上等兵は星章3個、軍曹・一等兵は星章2個、伍長・二等兵は星章1個（肩端から50mmの位置に星章1個を付す）を付す。なお「陸軍服装令」上では下士官兵に通常礼装と称する服制は存在しないため「通常礼装肩章（通礼肩章）」の俗称は誤りであり、あくまで制式名称は「肩章」である。

#### 上衣細部
- 釦は赤銅から金色金属へ変わる。
- 下士官兵の軍服には新たに腰部物入が付く。
- 下士官兵の冬衣は前身頃は総裏地に戻り、両脇下に襠を付した。下士官兵の夏衣では襠の代わりに通気孔を設けた。

#### 綿製冬衣
従来、絨製であった下士官兵冬衣の代用品として綿製冬衣が制定された。同じ綿製である薄手の夏衣と異なり厚手で防寒性を高めた被服であり、絨製の冬衣と異なり安価なため広く普及した。

#### マント（将校准士官）
明治45年制式の「雨覆」を体裁はほぼそのままに、名称を「マント」に改名。また、旧制式では将官・佐官・尉官准士官の階級を大まかに区別するための星章を襟章に用いていたがこれを廃止し（頭巾の首元に付す副章は存続）、上衣用の同制式の襟章を付す。
丈は膝下約30mmを標準とするが、乗馬本分者は同約150mmと為すことも可能。

#### 略帽

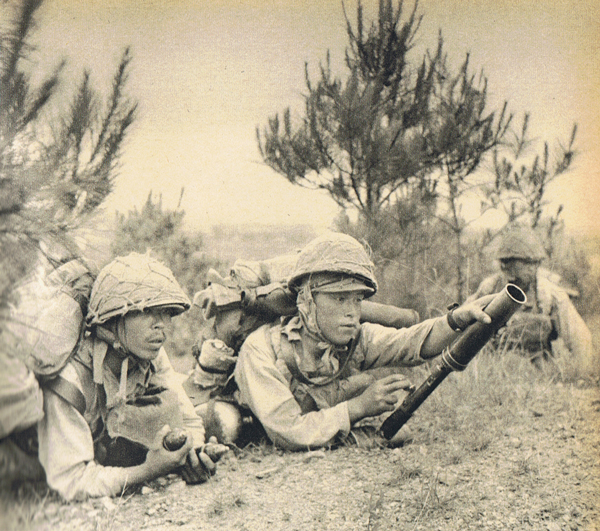
鉄帽の下に略帽を被る重擲弾筒手の兵。1942年5月

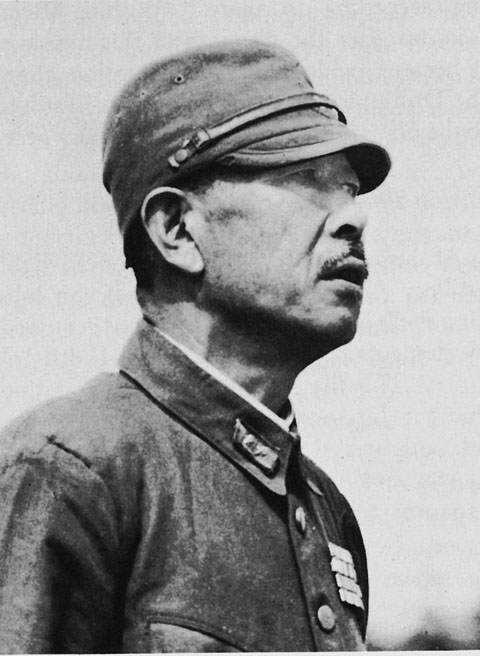
将校准士官略帽を着用した陸軍中将。安達二十三
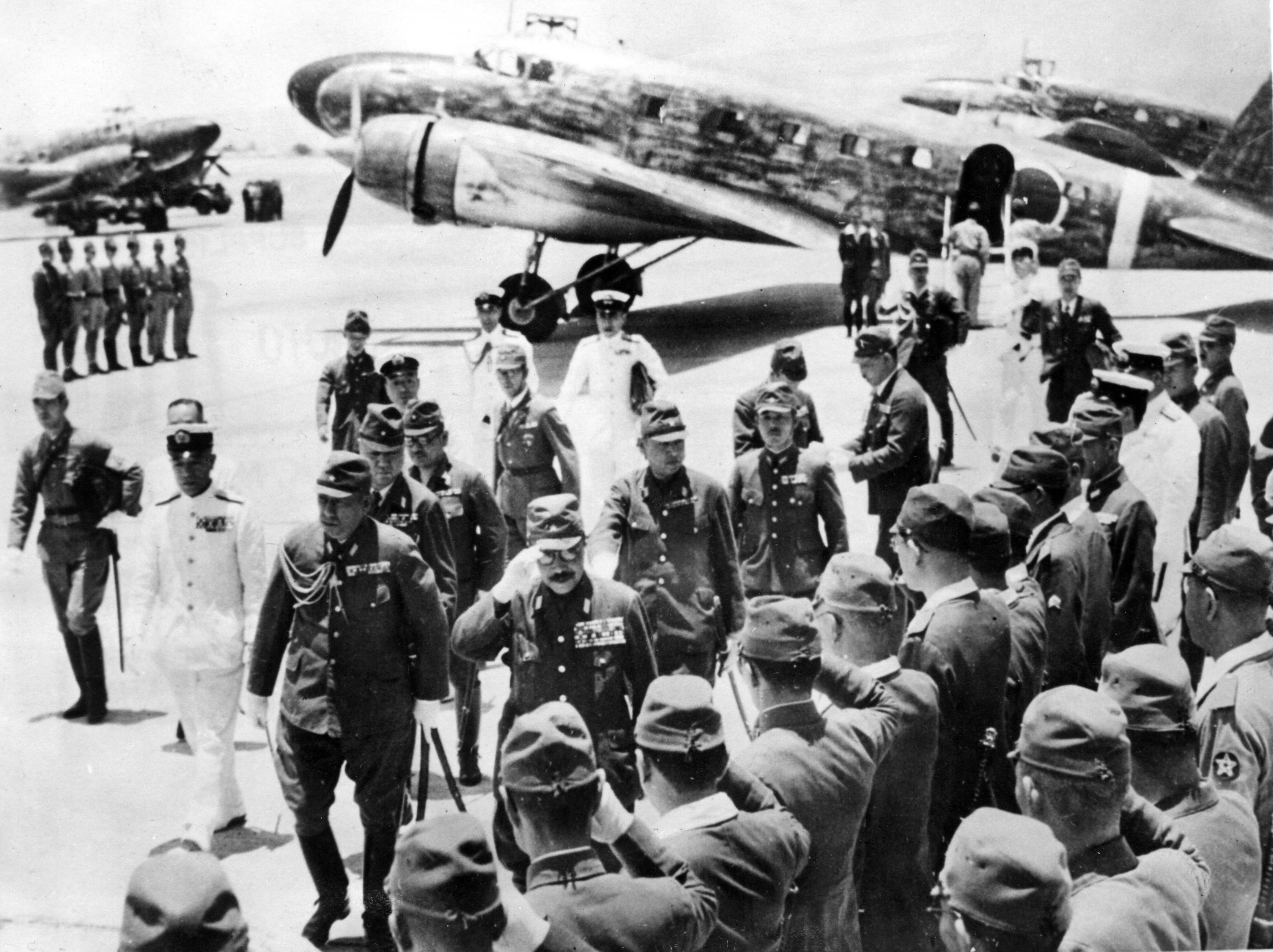
将校准士官略帽
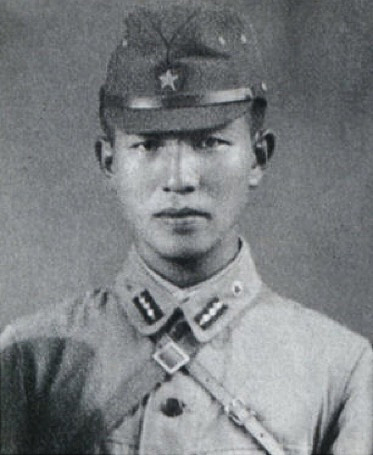
将校准士官略帽を着用した見習士官たる陸軍曹長。小野田寛郎
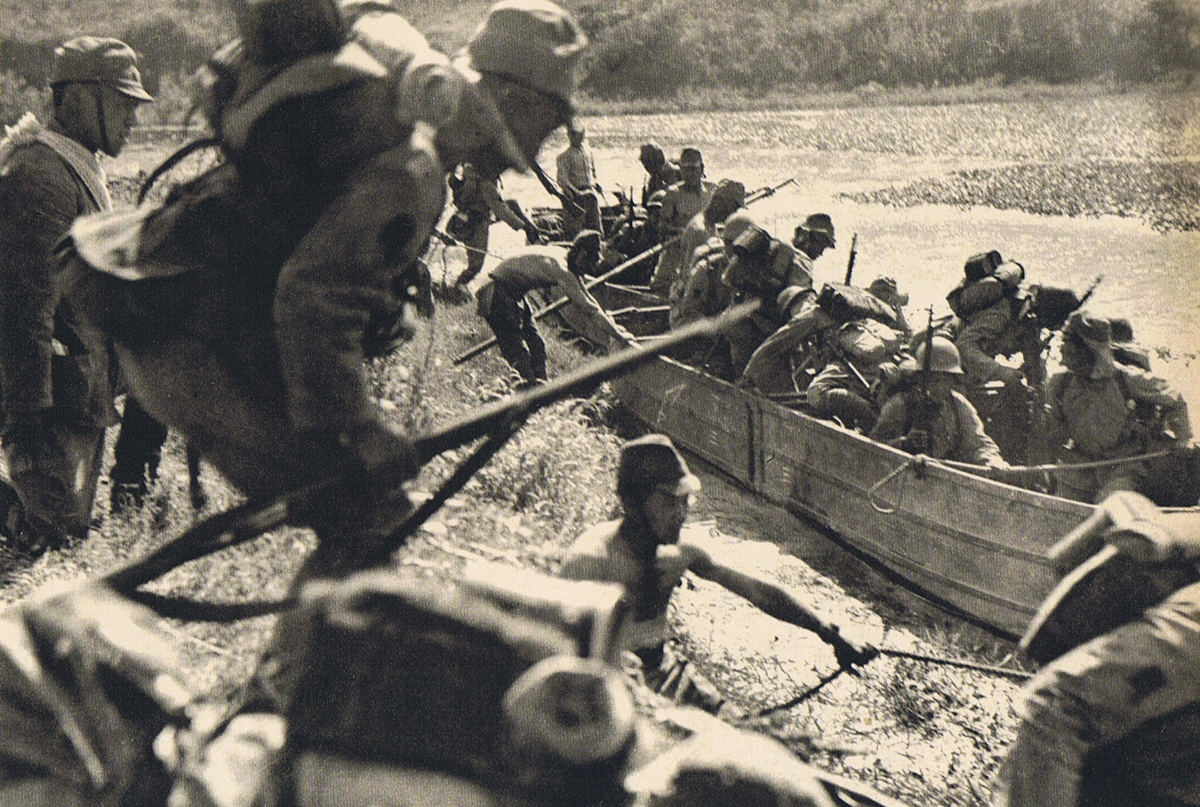
略帽を着用した将兵
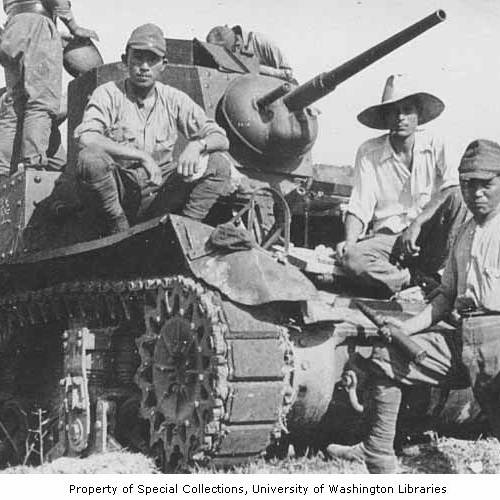
略帽を着用した下士官兵

従来試験されており、事実上制式に近い存在として部隊に支給され広く用いられていた戦帽が略帽として制式制定された。なお、軍帽は儀式・外出・常勤・演習などで従来通り使用される。
鉄帽の下に被っても邪魔にならないよう、目庇は45mmと短いものとなった。一般の将校准士官下士官兵は横幅26mmの星章（台地について規定はない）、「近衛の称呼を冠する近衛師団の軍隊に属する者」は星章の周囲を桜葉が囲む形状で横幅50mm、縦38mmの帽章を付した。星章自体の地質は将校准士官も下士官兵と同じく黄羅紗製とされたが、金線や黄絹製の星章も広く用いられた。

#### 垂布
昭和13年6月1日陸達第31号により、略帽に付す垂布（略帽垂布・帽垂布）が制定された。

#### 袴
将校准士官には冬長袴・冬短袴・夏長袴・夏短袴が規定されていた。下士官兵にあっては、袴についてはそれまで徒歩本分者と乗馬本分者で長袴と短袴を振り分けて支給していたがこれを短袴に統一した。

#### 防暑衣袴

##### 昭和13年

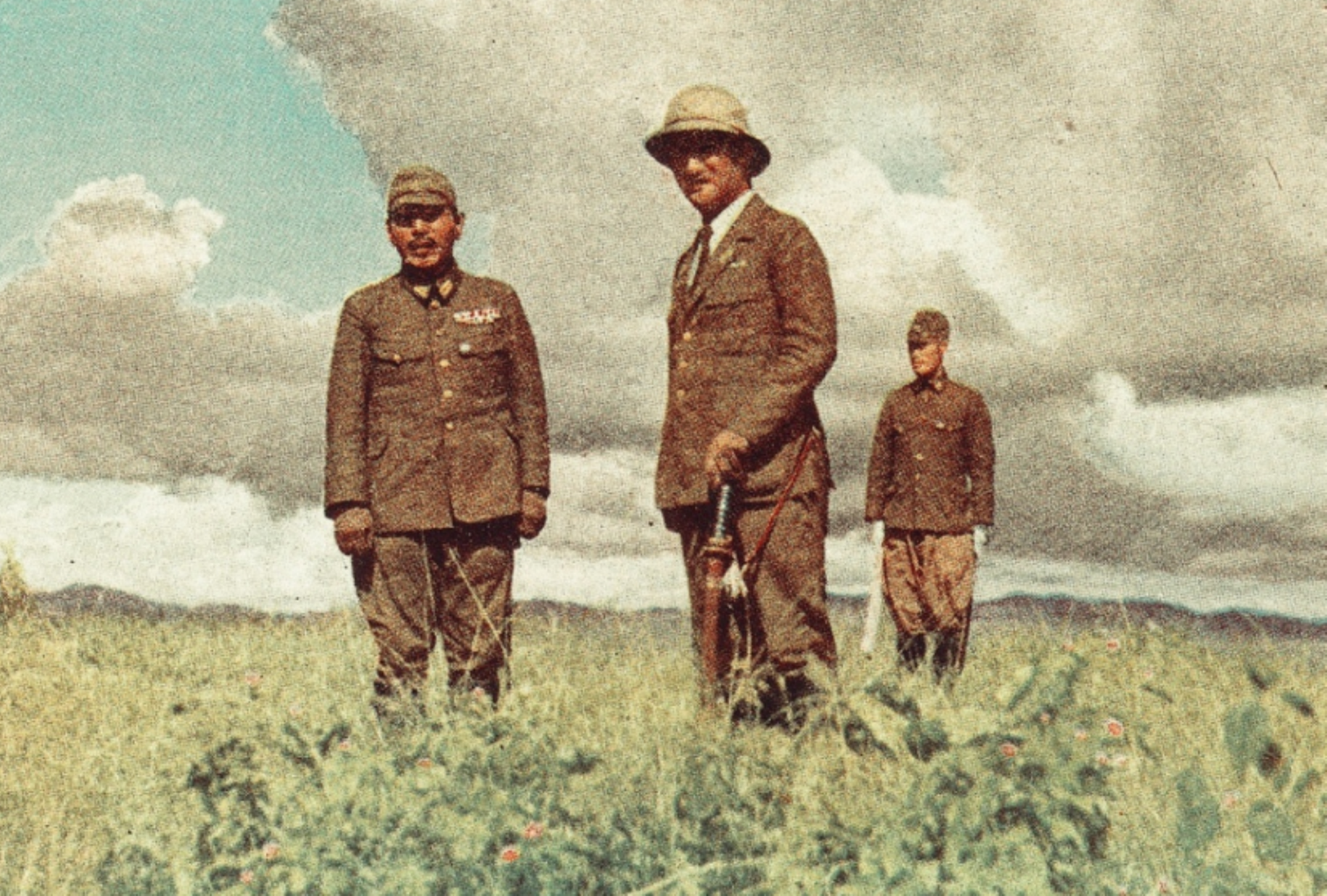
開襟背広型の防暑衣の陸軍大将（中央）。カラー付のシャツにネクタイを合わせた姿。寺内寿一
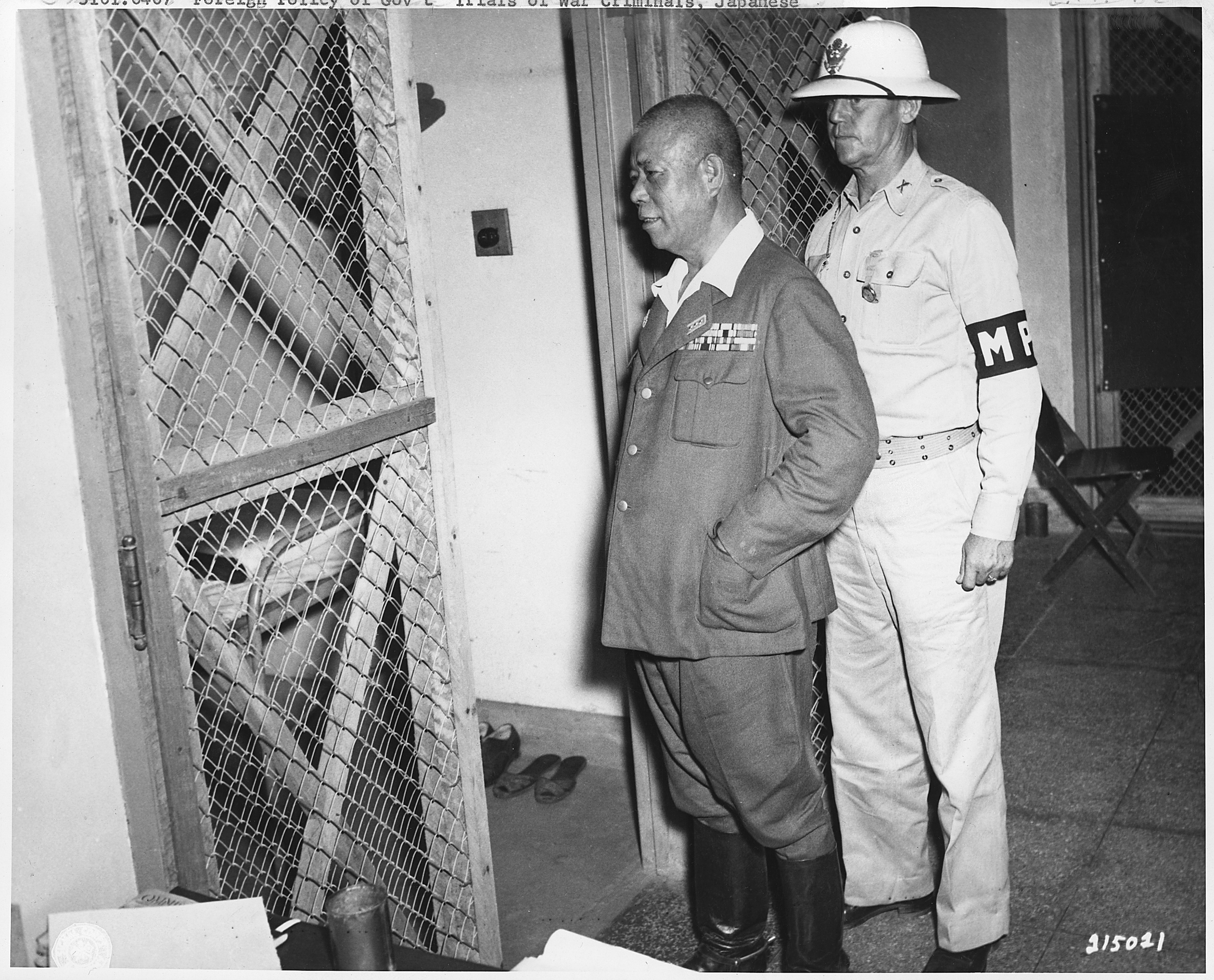
開襟背広型の防暑衣の陸軍大将。開襟シャツと合わせた姿。山下奉文
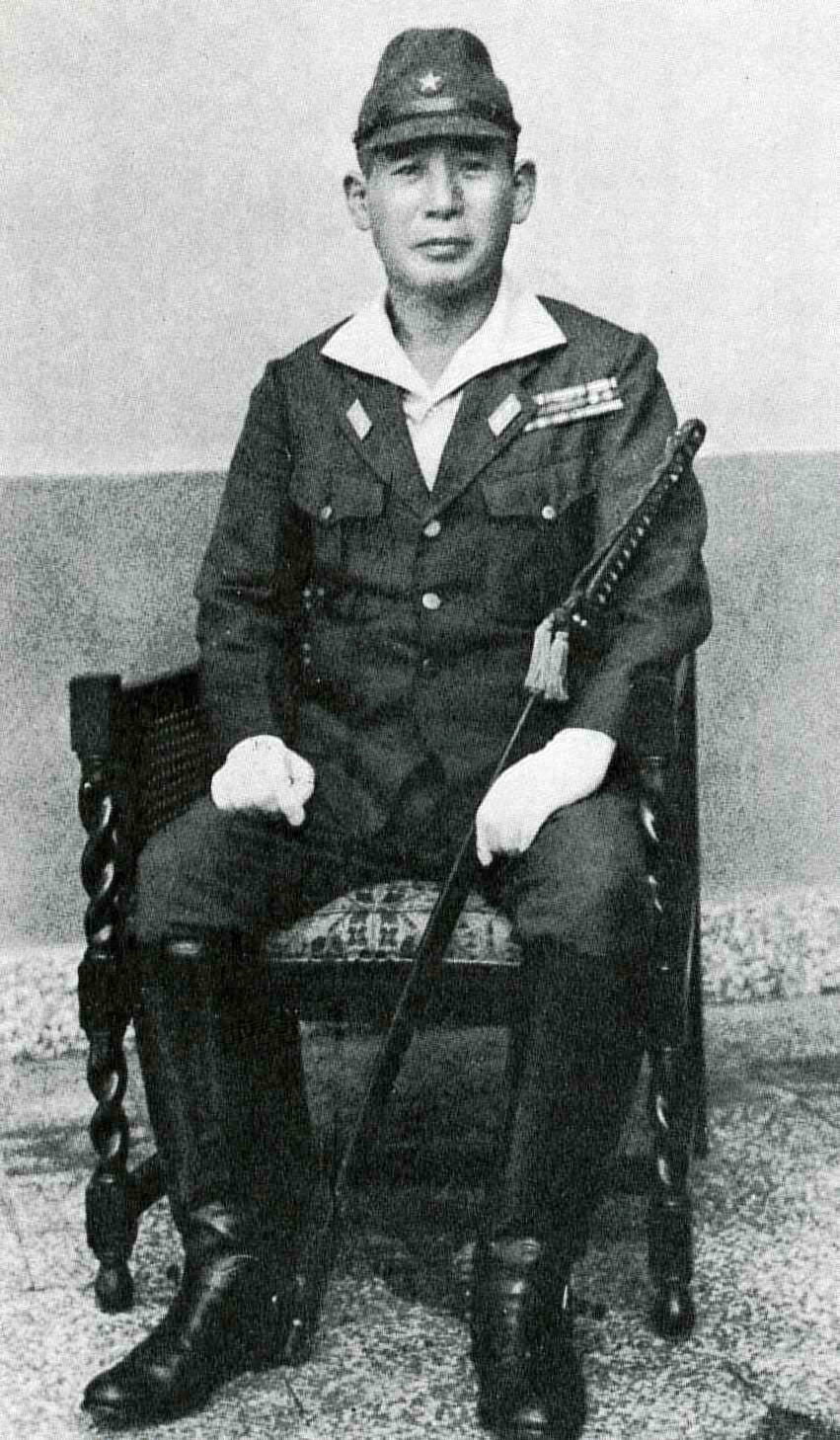
開襟背広型の防暑衣の陸軍中将。土橋勇逸
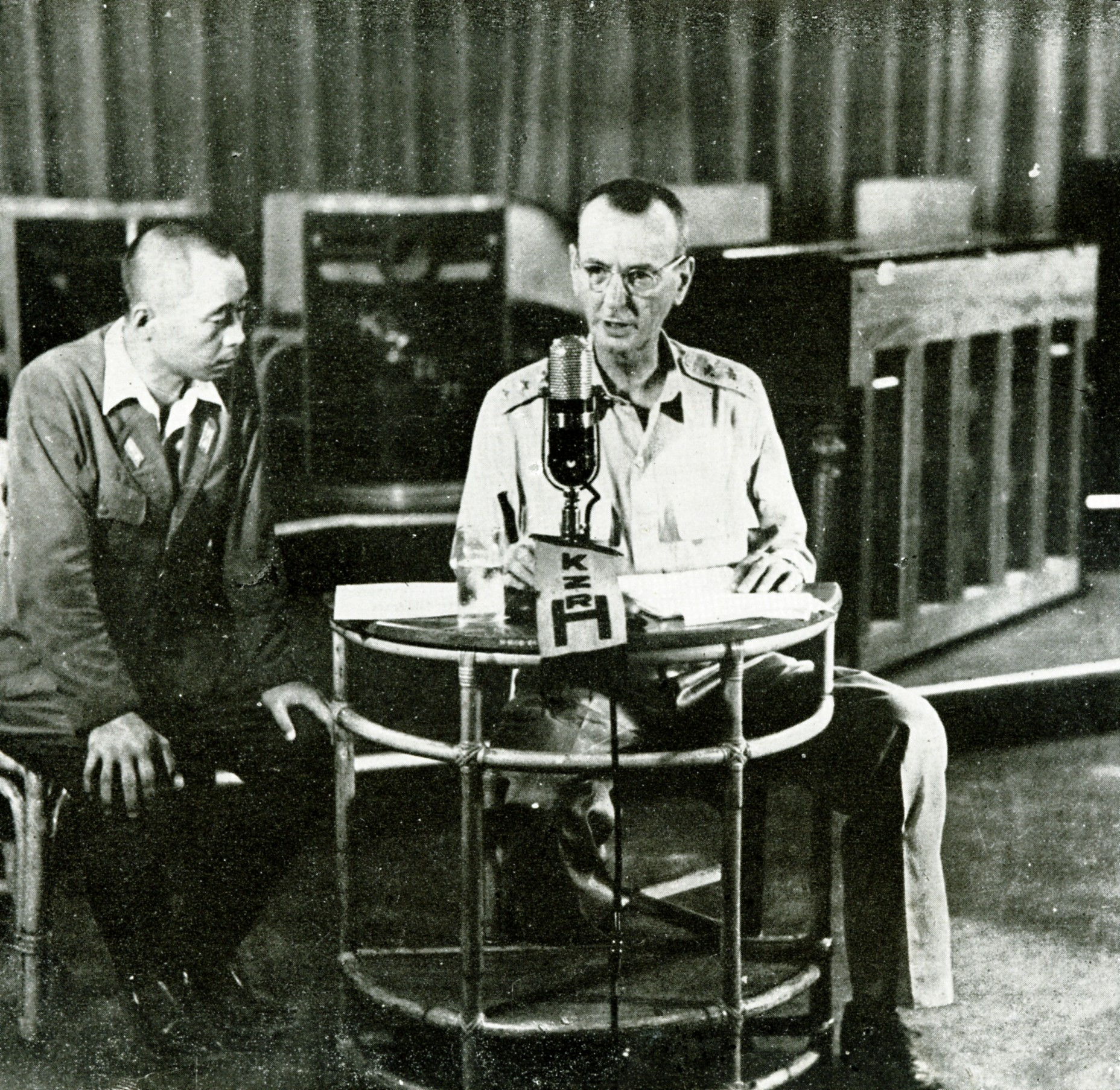
開襟背広型の防暑衣の将校
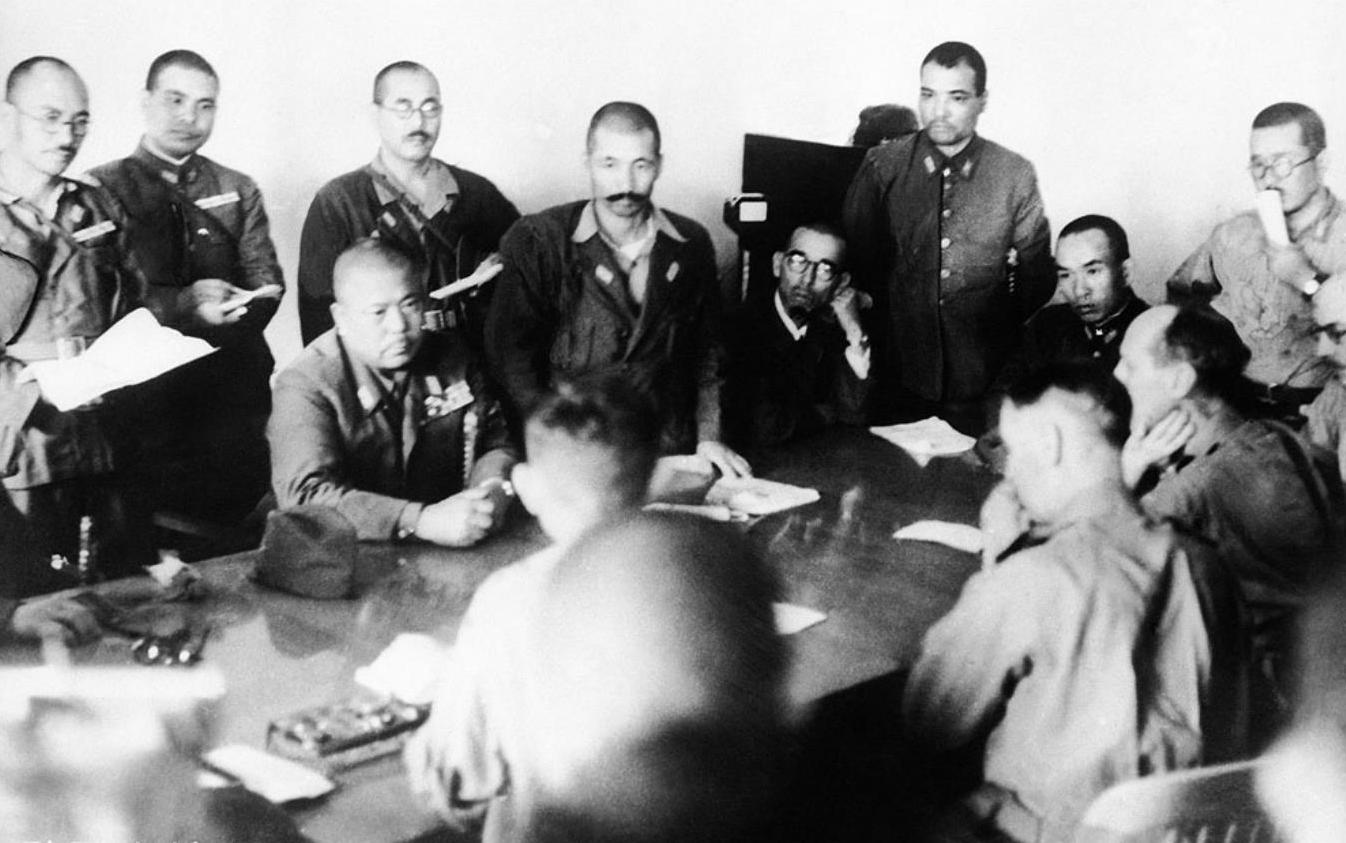
開襟背広型の防暑衣の将校

昭和13年6月1日陸達第31号により、防暑衣袴が改正された。同年制式の夏衣との違いとして、胸部物入は切込型でなく貼付型であり、開襟着用を主眼に脇下には釦で開閉する通気孔を有する。形状が類似する昭和5年制式の防暑衣では腰部物入に雨蓋がなかったが、本制式では雨蓋を有する。昭和5年制式時代から引き続き、酷暑地域の将校准士官間ではもとより大きく開襟とした背広型の防暑衣が非制式品ではあるものの普及する。

##### 昭和17年

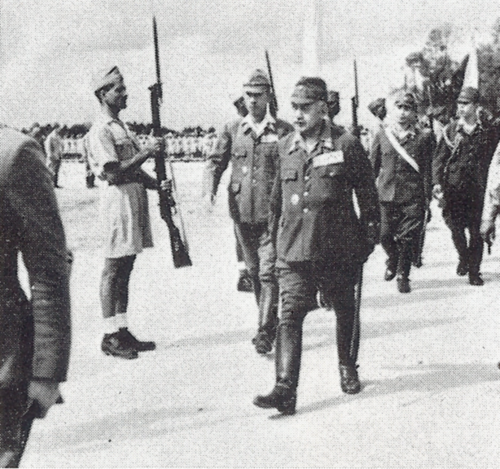
昭和17年制式防暑衣（襟章および袖章は昭和18年制式）の陸軍大将。土肥原賢二
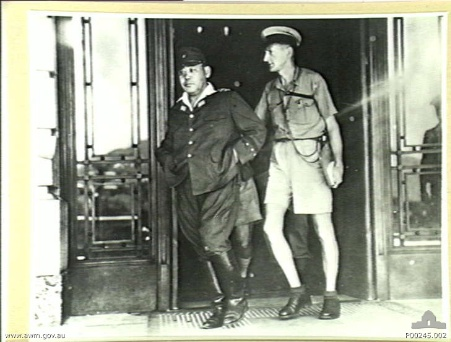
昭和17年制式防暑衣（襟章および袖章は昭和18年制式）の陸軍大将。土肥原賢二
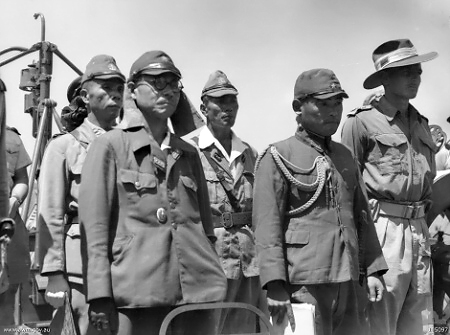
昭和17年制式防暑衣の将校（左手前）と、昭和13年制式夏衣の将校（右手前）
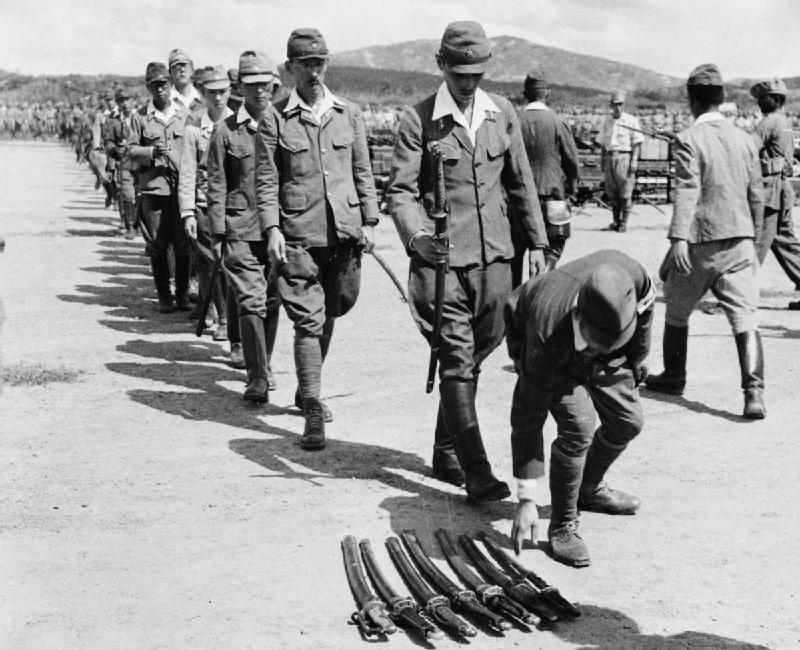
開襟背広型の防暑衣、昭和17年制式防暑衣等各種防暑衣の将校

昭和17年4月1日陸達第18号により、防暑衣袴を改正。防暑衣の胸部物入は切込型となり、第一釦を外す開襟着用が前提となる。防暑袴は半袴（ハーフパンツ）となるが、夏短袴・夏袴とも組み合わせられる。並行して将校准士官間では開襟背広型の防暑衣が普及する。

#### その他細部
- 将校准士官の刀について、正装まで佩環1個の佩用となり、第二佩鐶は廃止され記述も単に「佩鐶」のみとなる。
- 外套に帯革留鉤が無くなり通常の剣留になる。

#### 昭和18年制式

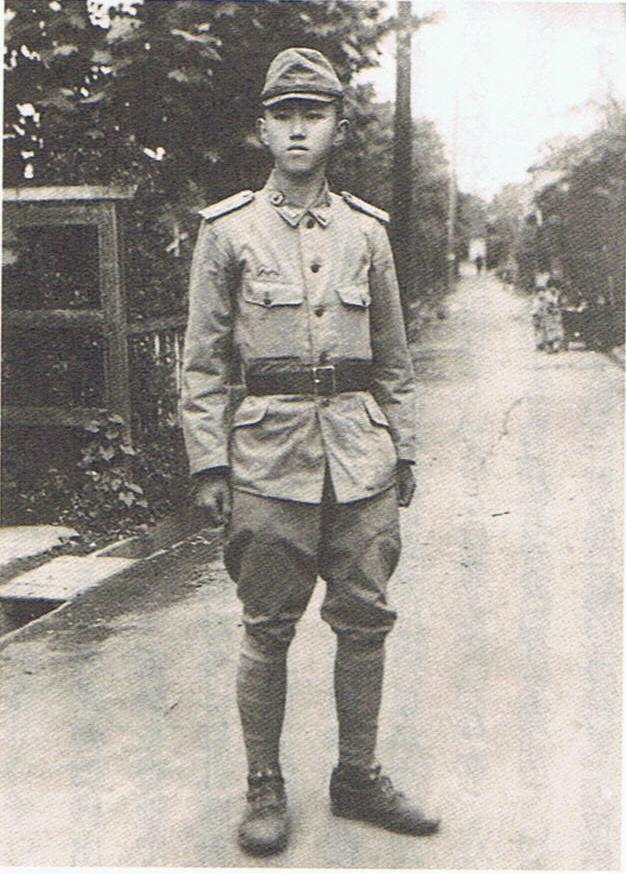
経理部士官候補生たる陸軍軍曹ないし伍長。経理部胸章とともに同年制式の士官候補生襟章・肩章を佩用。尾山令仁

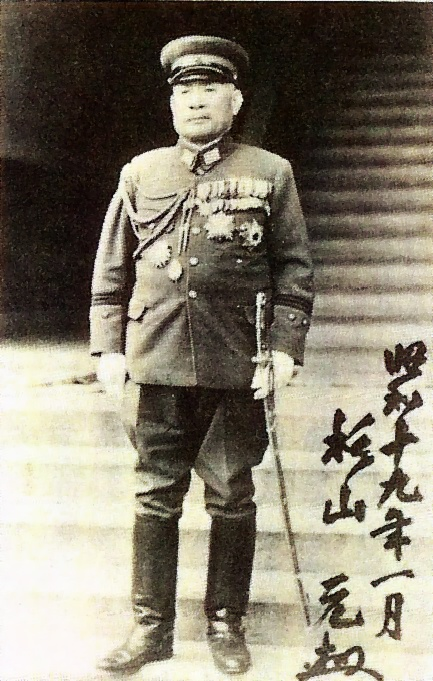
参謀総長たる元帥陸軍大将（杉山元）。元帥徽章と元帥杖#元帥刀を佩用
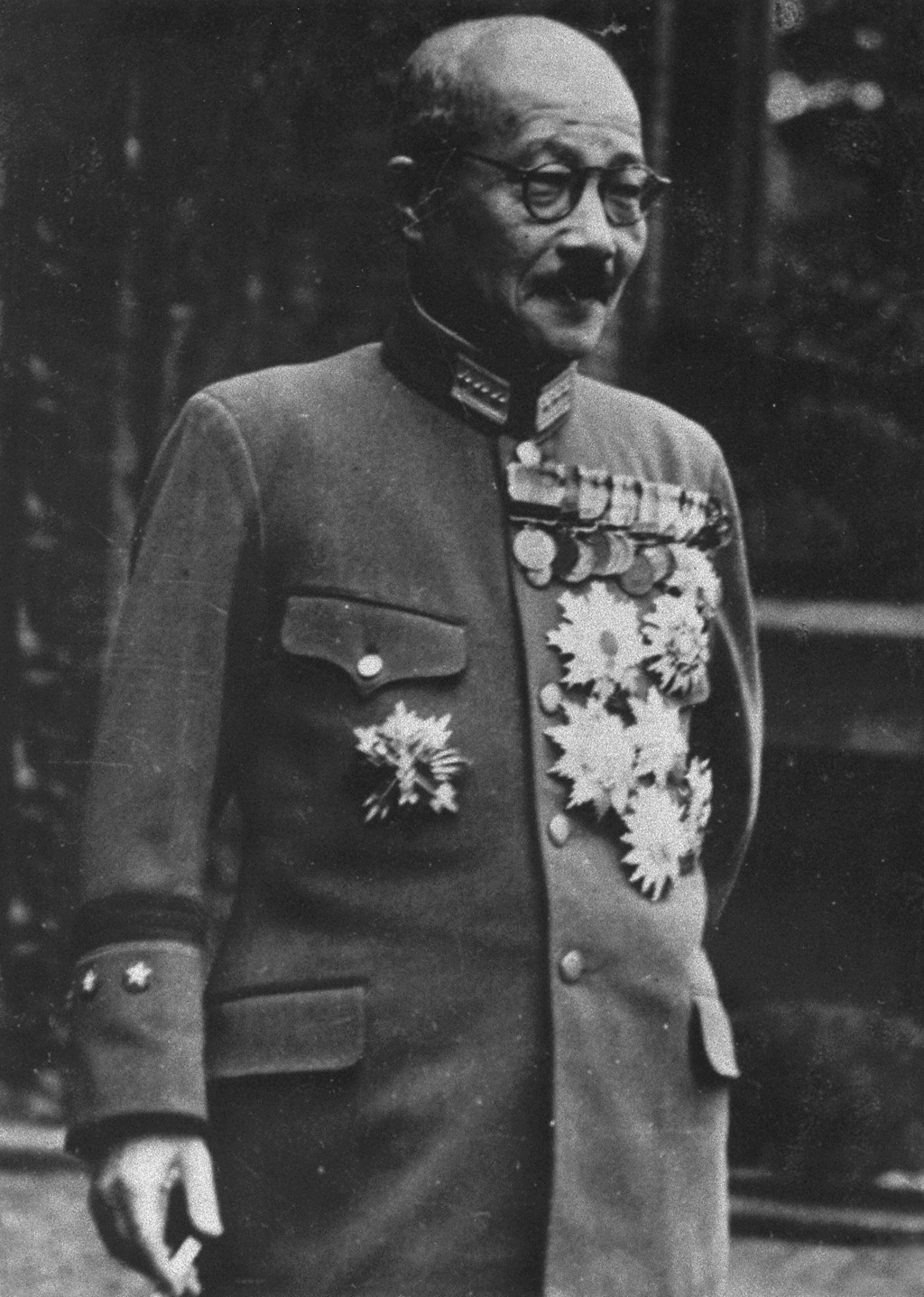
陸軍大将。東條英機
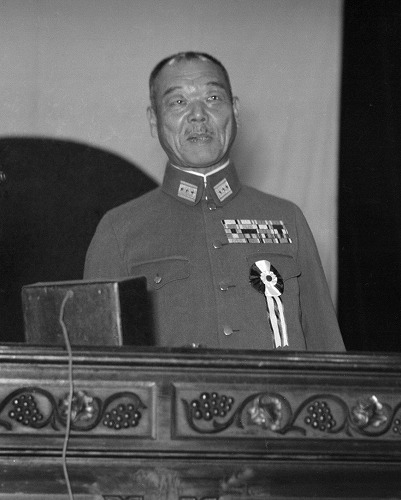
陸軍大将。小磯国昭
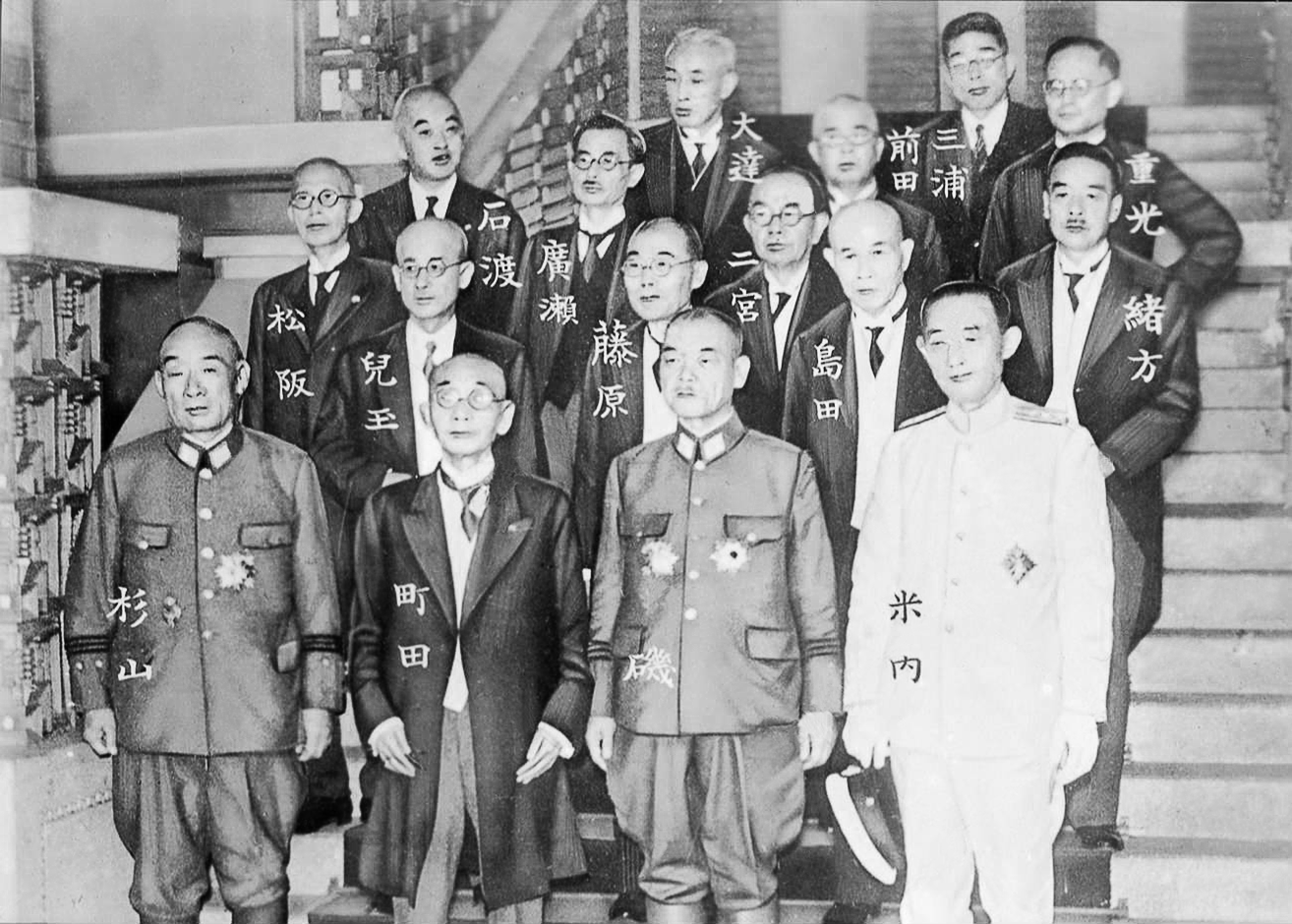
元帥陸軍大将（杉山元）、3人目が陸軍大将（小磯国昭）
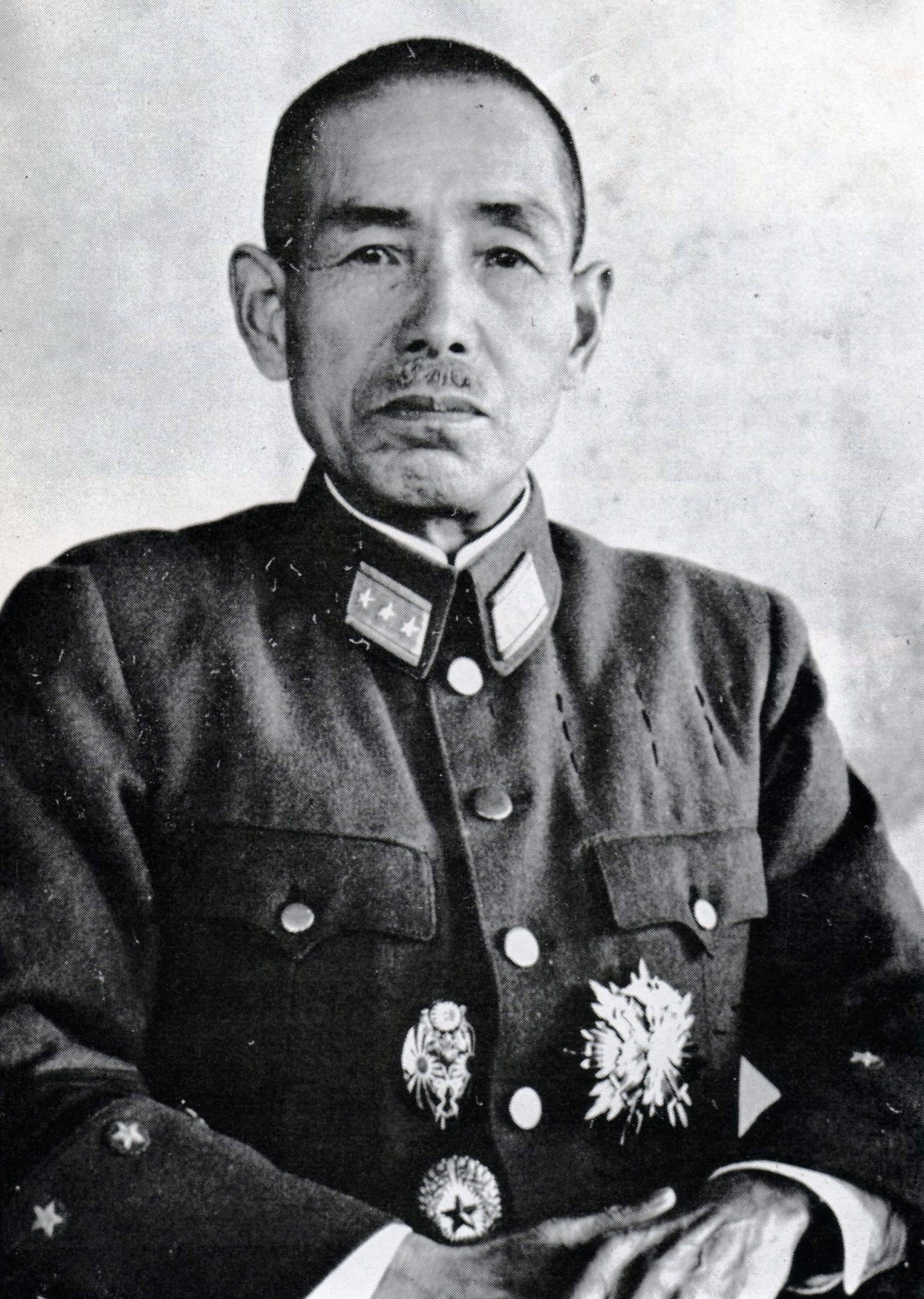
第2総軍司令官たる元帥陸軍大将（畑俊六）。向かって右胸には功一級金鵄勲章（功一級副章）を、左胸には元帥徽章（上）と将官部隊長章（左）を佩用
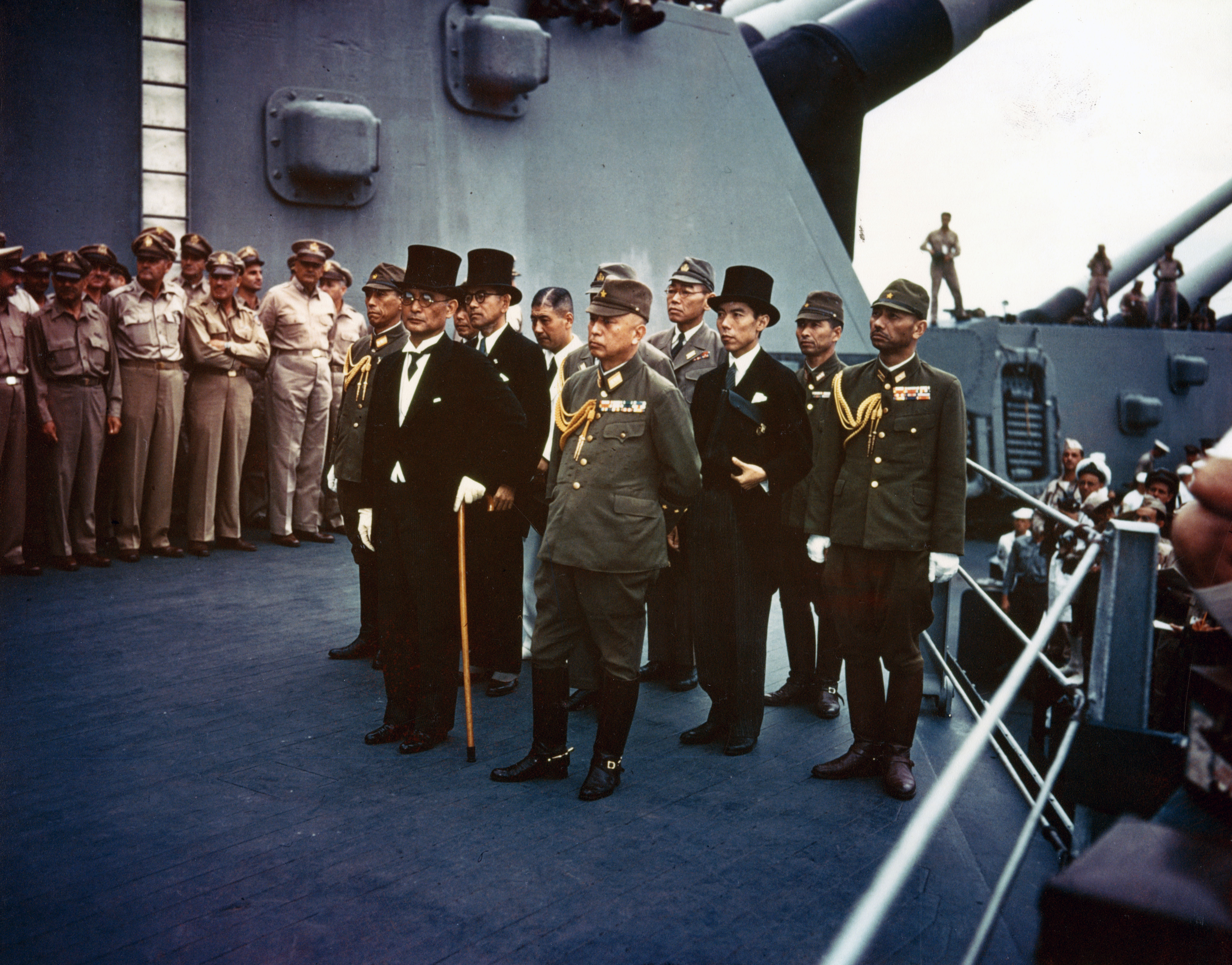
中央が参謀総長たる陸軍大将（梅津美治郎）。昭和18年制式と昭和13年制式が混在している
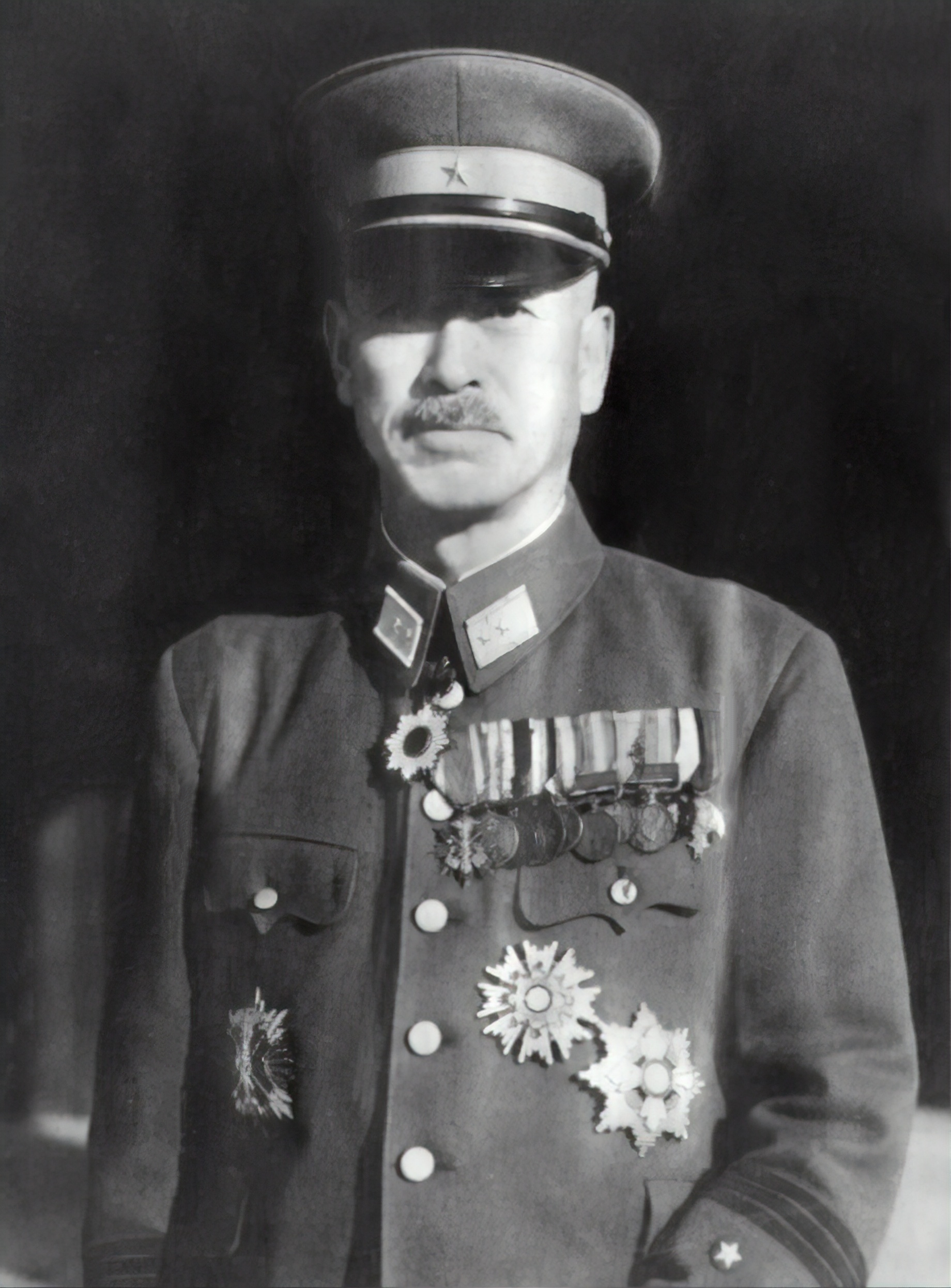
陸軍中将。太平洋戦争中後期は略帽を着用することが多かったが、軍帽を廃止したわけではないので軍帽着用の姿もこの他にも多く残っている。牛島満
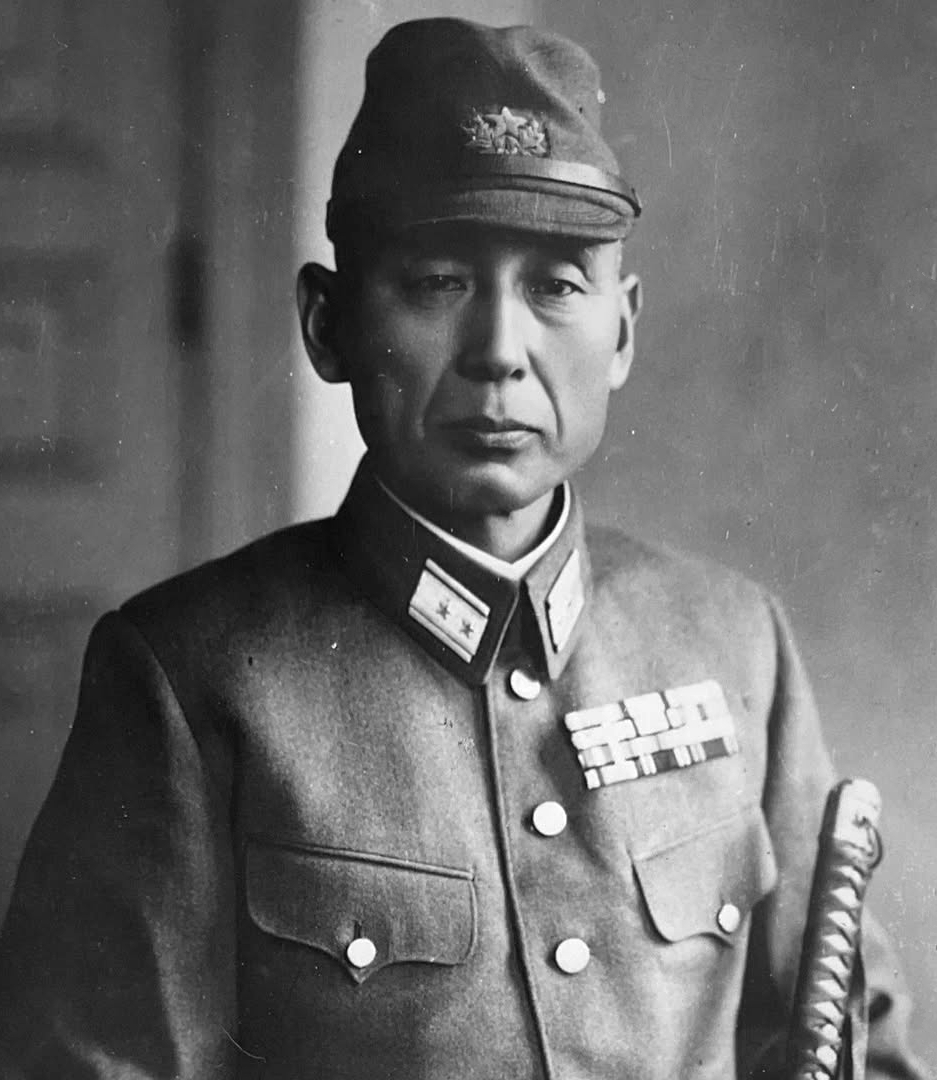
近衛第1師団長たる陸軍中将。森赳
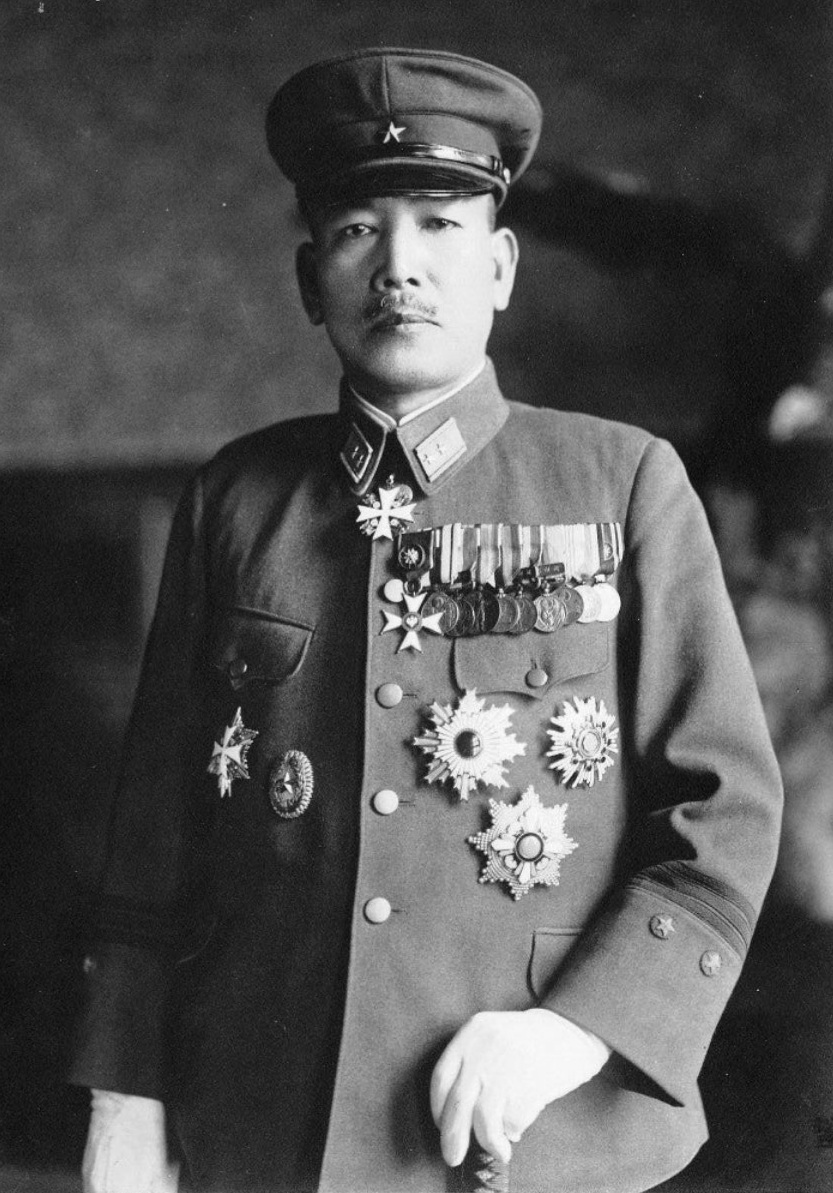
陸軍中将。樋口季一郎
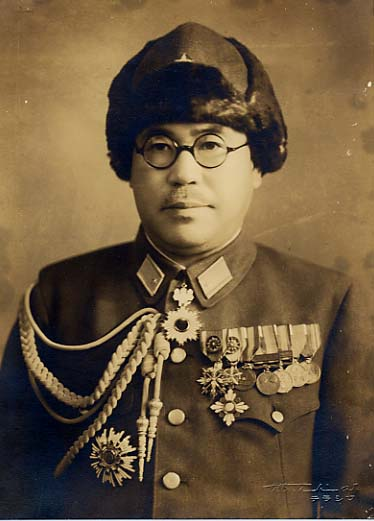
陸軍少将。防寒帽を着用。小畑信良
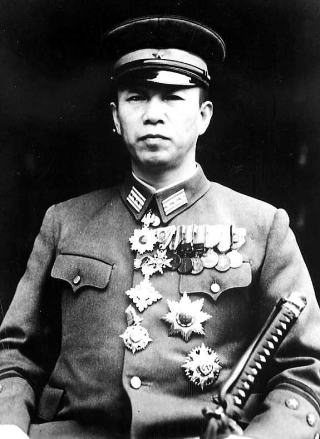
陸軍大佐。服部卓四郎
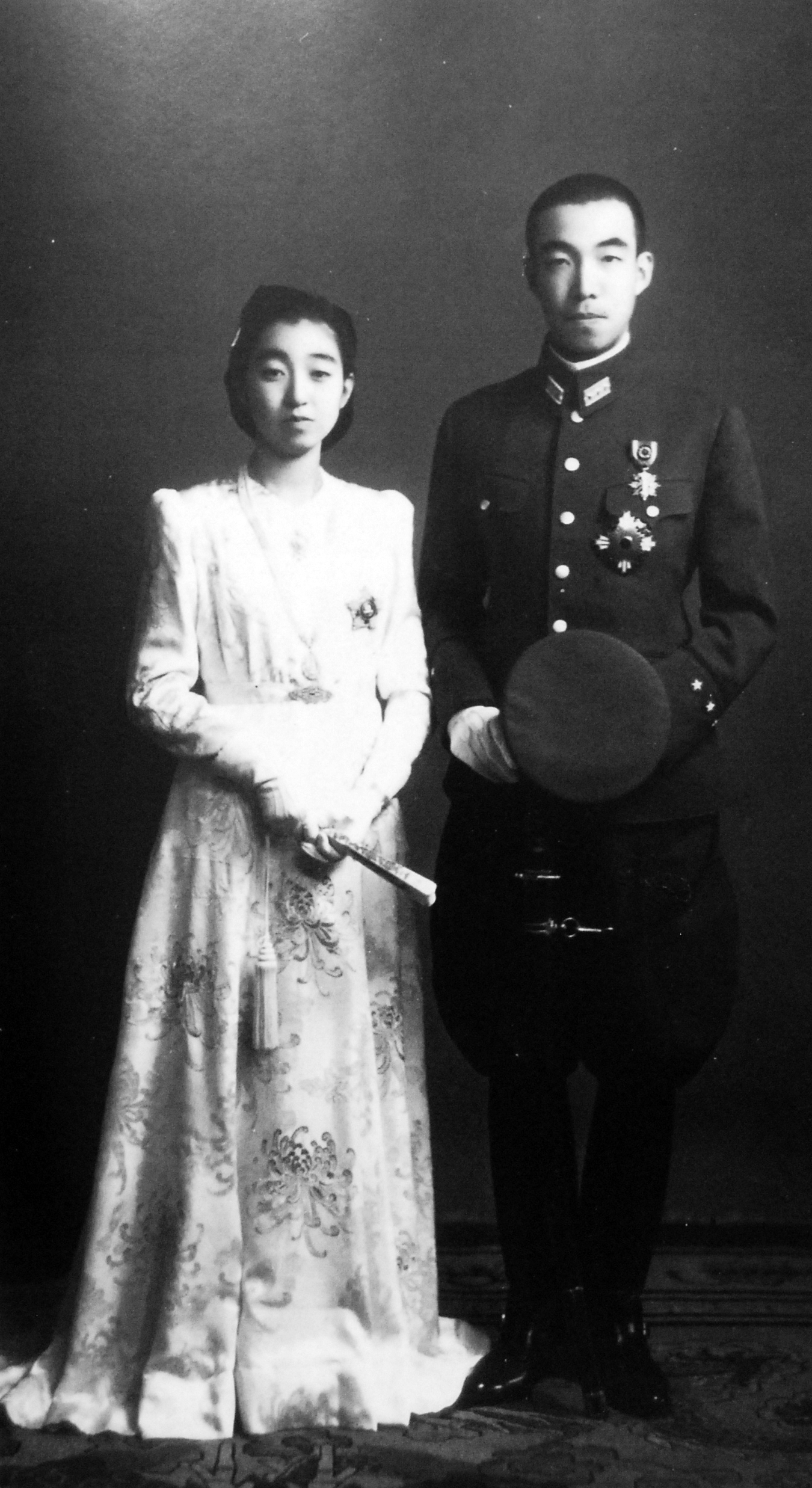
陸軍大尉。盛厚王
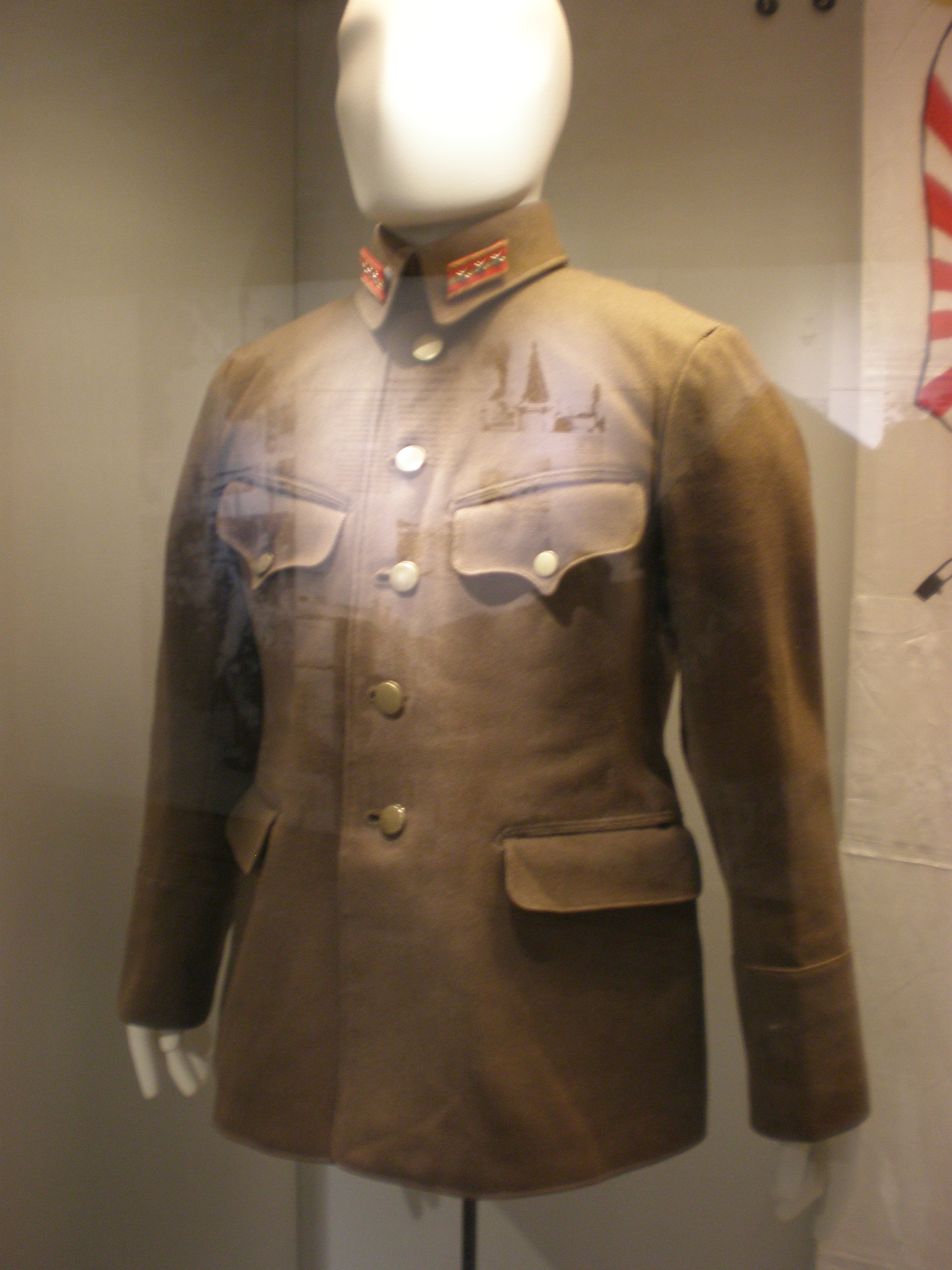
昭和18年制式の襟章のみを付した陸軍大尉冬衣

1943年の昭和18年制式および三式は、「昭和18年勅令第774号 陸軍服制中改正」による比較的小規模な改正に基づくものである。改正点は戦況逼迫による軍服の簡略化と、士気の高揚と秩序を維持するための階級や職種の明示化である。
将校准士官においては甲種幹部候補生や特別操縦見習士官など速成将校のみならず既製服（吊るし服）が普及し、生地の質は低下し釦は鉄製金塗装でのっぺりしたものとなる。肩章孔・鏑袖・右脇裂（ダミー）の処理の省略（廃止ではない）、短袴裾開釦は3つに減らすといった簡略が多く見受けられる。下士官兵用は生産・整備を容易にするため、従来は「一号・二号・三号・四号・五号・六号」となっていたサイズ区分が「大号・中号・小号」の3サイズとなった。
一連の流れによる質の低下は続いていたが、昭和18年制式/三式として軍服自体は昭和13年制式/九八式と外見に差異は無く、あくまで襟章と袖章（後述）の改正のみである。
なお将校准士官においては、昭和18年制式の袖章と昭和13年制式の襟章の併用（ないしその逆も）といったイレギュラーは珍しくない。
この軍装が使用された戦争は次の通りである。
- 太平洋戦争中後期（1941年12月8日 – 1945年）

##### 襟章

昭和18年制式の中佐襟章（左）と、昭和13年制式の中佐襟章（中央）。右は海軍中佐

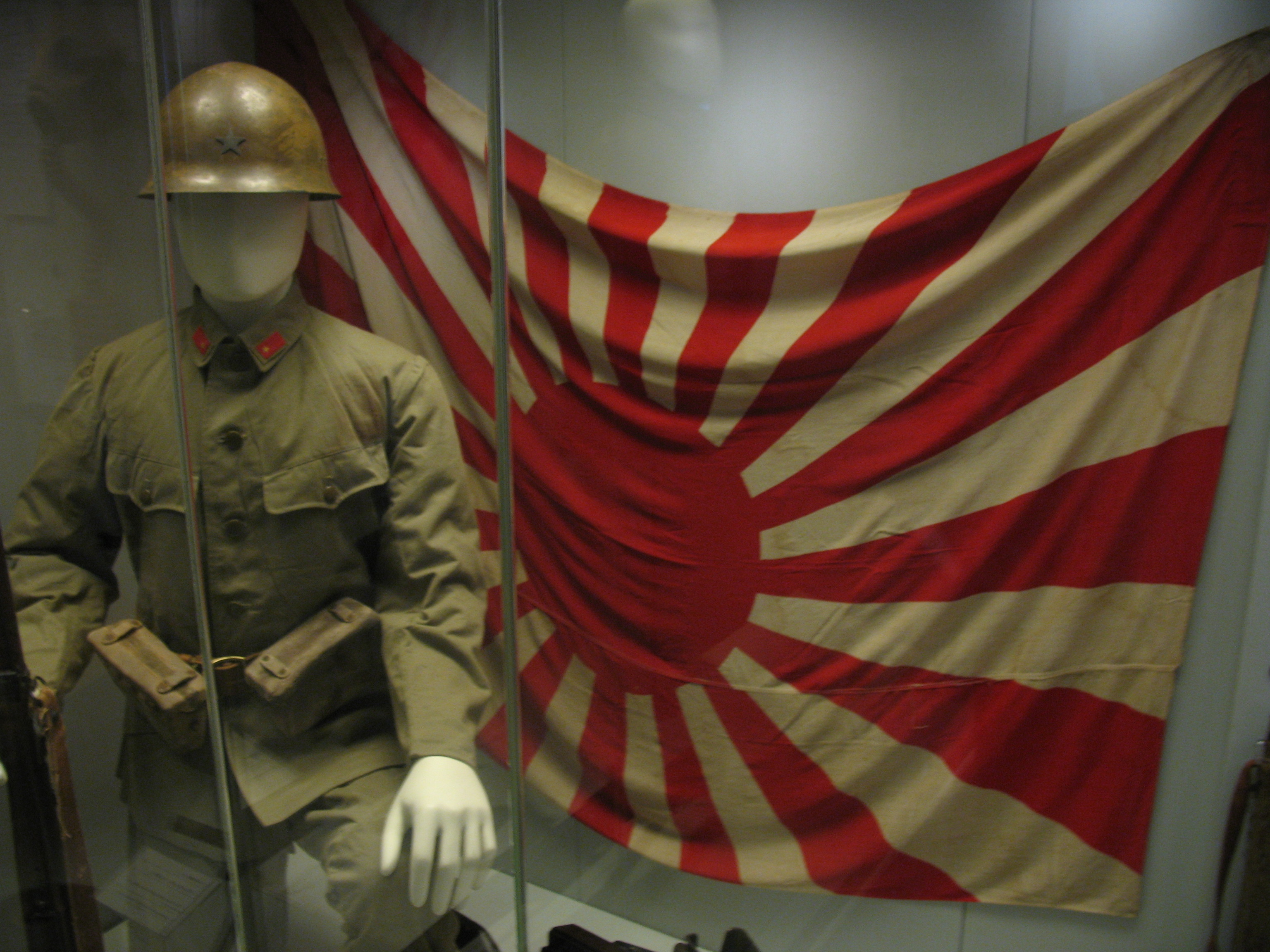
昭和18年制式の二等兵襟章を付した夏衣ないし防暑衣

昭和13年制式では襟章について階級による大きさに差異はなかったが（縦18mm、横40mm）、昭和18年制式の改正により区別化された。将校准士官は横が45mmで統一ながら、縦は将官30mm、佐官25mm、尉官准士官20mmとされた。同時に星章も襟章の大型化に合わせて拡大された。下士官は横40mm、縦20mm。兵は横40mm、縦18mmと昭和13年制式の襟章と同じである。
星章の並びについて、昭和13年制式以前は体裁を重んじて均等に並べることになっており、進級の度に階級章を買い替えねばならなかった。そのため昭和18年制式では進級時にそのまま横に星章を付け足す事ができるよう、端から順番に星章を埋めることに改正された。
また、昭和13年制式および15年制式において胸章で示されていた各部区分は勅令中から除かれ、代わりに識別章（識別線）が設けられた。定色を配した識別章（定色絨）は襟章下部に平行に付す。旧制式の胸章自体は敗戦時まで併用されている。
- 下記の兵科将校准士官襟章の大きさは将佐尉官に限らず全て均一描写

大将
中将
少将
大佐
中佐
少佐
大尉
中尉
少尉
准尉
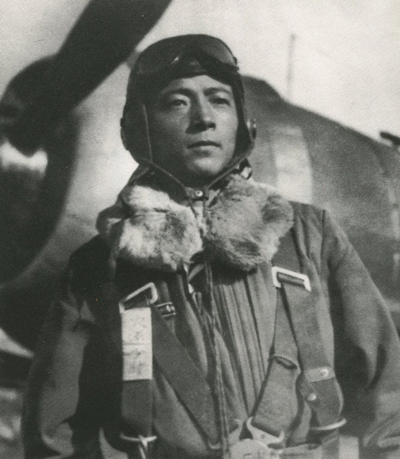
襟章を第一種航空衣袴上衣の右胸に付した陸軍少尉。穴澤利夫

##### 袖章
准士官以上の冬衣・夏衣・防暑衣には袖章が制定された。袖章は昭和13年制式で外套・外被に付された線章と、昭和18年制式で新たに制定された星章からなっていた。線章は濃茶褐織紐で、将佐尉官は幅10mm、准士官は幅4mmで袖の全周に付された。星章は金線繍および黄絹繍ないし黄絨で、茶褐絨の台地が付された。将佐尉官は線章の数で、大中少は星章の数で表した（例：線章2本の星章1個は少佐、准尉は星章無しの袖章1本）。

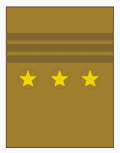
大将
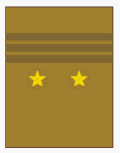
中将
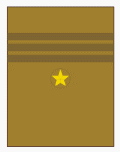
少将
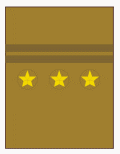
大佐
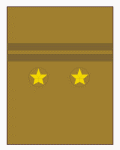
中佐
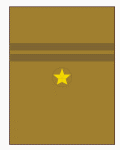
少佐
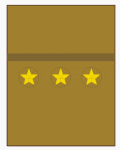
大尉
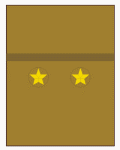
中尉
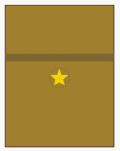
少尉
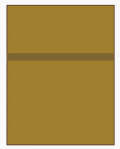
准尉

##### 胸章
- 航空胸章

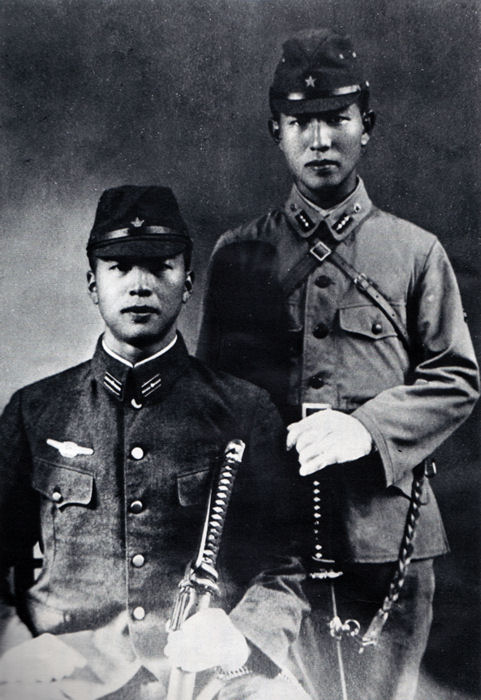
航空胸章を佩用した陸軍少尉（左）。右小野田寛郎、左小野田滋郎

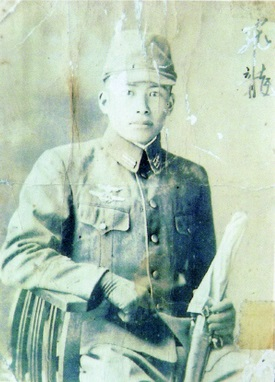
航空胸章と航空用特別胸章（空中勤務者胸章）を佩用した陸軍少尉。河田清治

  - 昭和18年10月12日勅令第774号により制定。
  - 制定当初は、陸軍航空部隊に関係する見習士官等の兵科将校候補者が佩用区分となっていたが、翌1944年の昭和19年5月9日勅令第331号により、陸軍航空に関係する軍隊・官衙・学校等全ての兵科部将兵および陸軍生徒（実戦部隊の空中勤務者・地上勤務者のみならず、上は航空総軍司令官、航空軍司令官・航空総監・航空士官学校校長などから、陸軍航空に間接的に携わる程度な飛行部隊附の経理部将兵や衛生部将兵（軍医・衛生兵）、階級を指定されない陸軍生徒たる少年飛行兵生徒まで広範囲にわたる）まで拡大・改正された。
  - 意匠は淡紺青絨の台地の中央に星章と桜葉（近衛師団の帽章に近い様式）、航空機の主翼とプロペラを組み合わせた。材質は金銀モール製、金銀線刺繍製、絹製、織出製等があるが階級による区分はない。冬衣・夏衣・防暑衣の右胸部物入上部に付した。

- 航空用特別胸章（胸部徽章における特別胸章中の航空用）
  - 昭和19年5月10日陸達第34号により制定。通称・俗称は「空中勤務者胸章（空中勤務者章）」。
  - 佩用区分は操縦者を中心とする航空機に搭乗する空中勤務者（「空中勤務者」は操縦者・偵察者・爆撃手・無線手・射手など、空中勤務を行ういわゆる搭乗員全般を指す用語。地上勤務を行う整備兵・通信兵などは「地上勤務者」と称する）のみ。
    - 操縦者中、下士官は1913年（大正2年）制定の陸軍飛行機操縦術修得徽章を右下腹部に佩用するため（将校用のみ1940年に廃止）、操縦徽章・航空用特別胸章・航空胸章を合わせて佩用可能。

  - 意匠は淡紺青絨の台地にデフォルメされた鷲。材質は航空胸章と同じ。冬衣・夏衣・防暑衣に付し、佩用位置は航空胸章の上。

- 船舶胸章
  - 昭和19年5月9日勅令第331号により制定。航空胸章の改正と同時制定。
  - 佩用区分は陸軍船舶部隊に関係する職種に属する将兵が佩用。意匠は紺絨の台地の中央に錨と星章、鎖を組み合わせた。佩用位置、材質は航空胸章に同じ。

- 船舶用特別胸章（胸部徽章における特別胸章中の船舶用）
  - 昭和19年5月10日陸達第34号により制定。
  - 佩用区分は特殊船艇に勤務する将兵。意匠は紺青色の台字の中央に操舵輪、周囲に桜蕾と桜葉。佩用位置、材質は航空用特別胸章に類似。

なお、1944年8月頃から11月頃まで陸軍船舶部隊に属する揚陸艦たる特殊船「あきつ丸」において、対潜哨戒機として船上運用されていた三式指揮連絡機に搭乗する独立飛行第1中隊の空中勤務者は、航空胸章・航空用特別胸章・船舶胸章の三種を佩用する帝国陸軍で唯一の存在であった。

##### その他細部

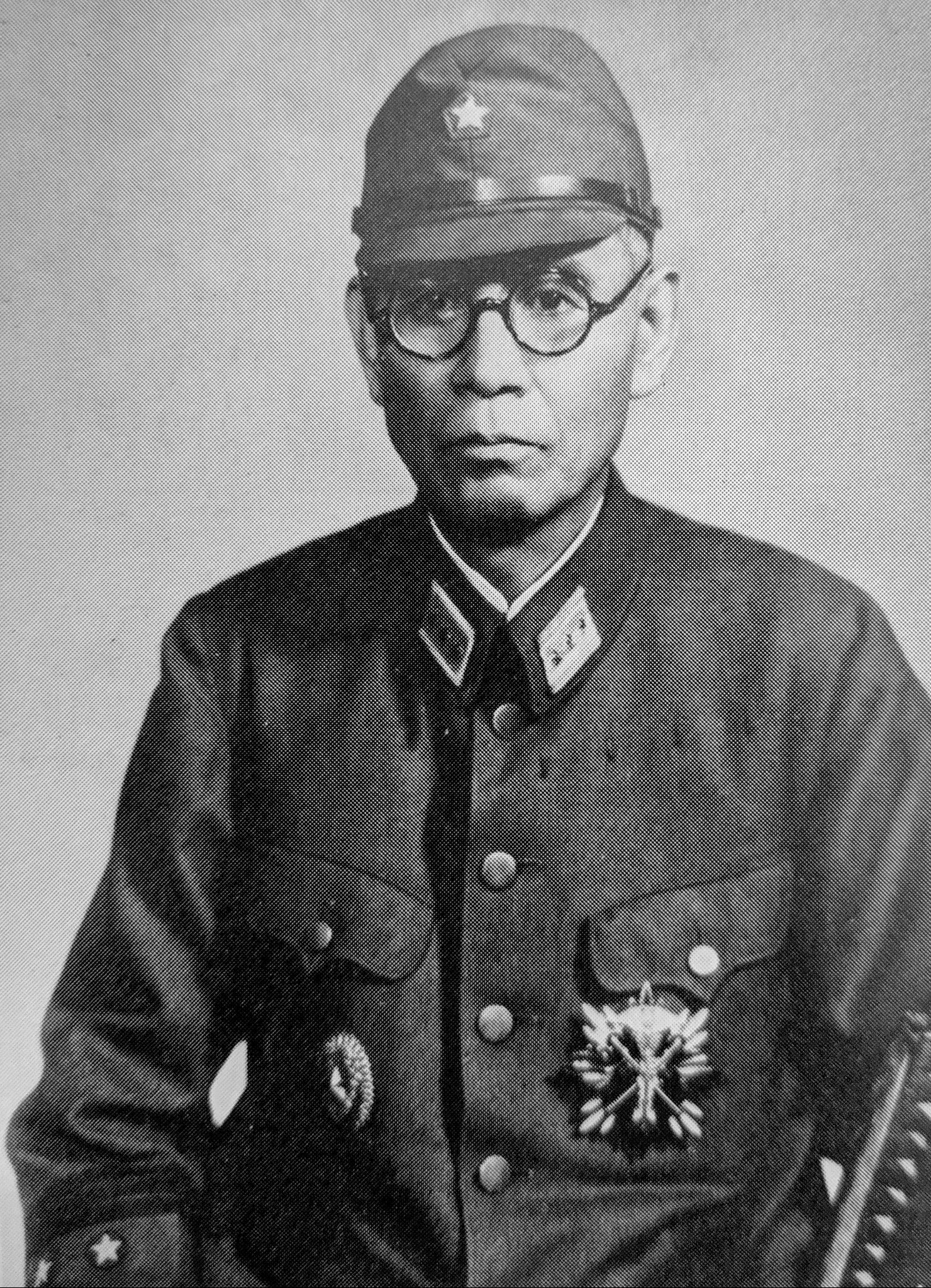
支那派遣軍総司令官として将官隊長章を功一級金鵄勲章（功一級副章）とともに佩用する陸軍大将。岡村寧次
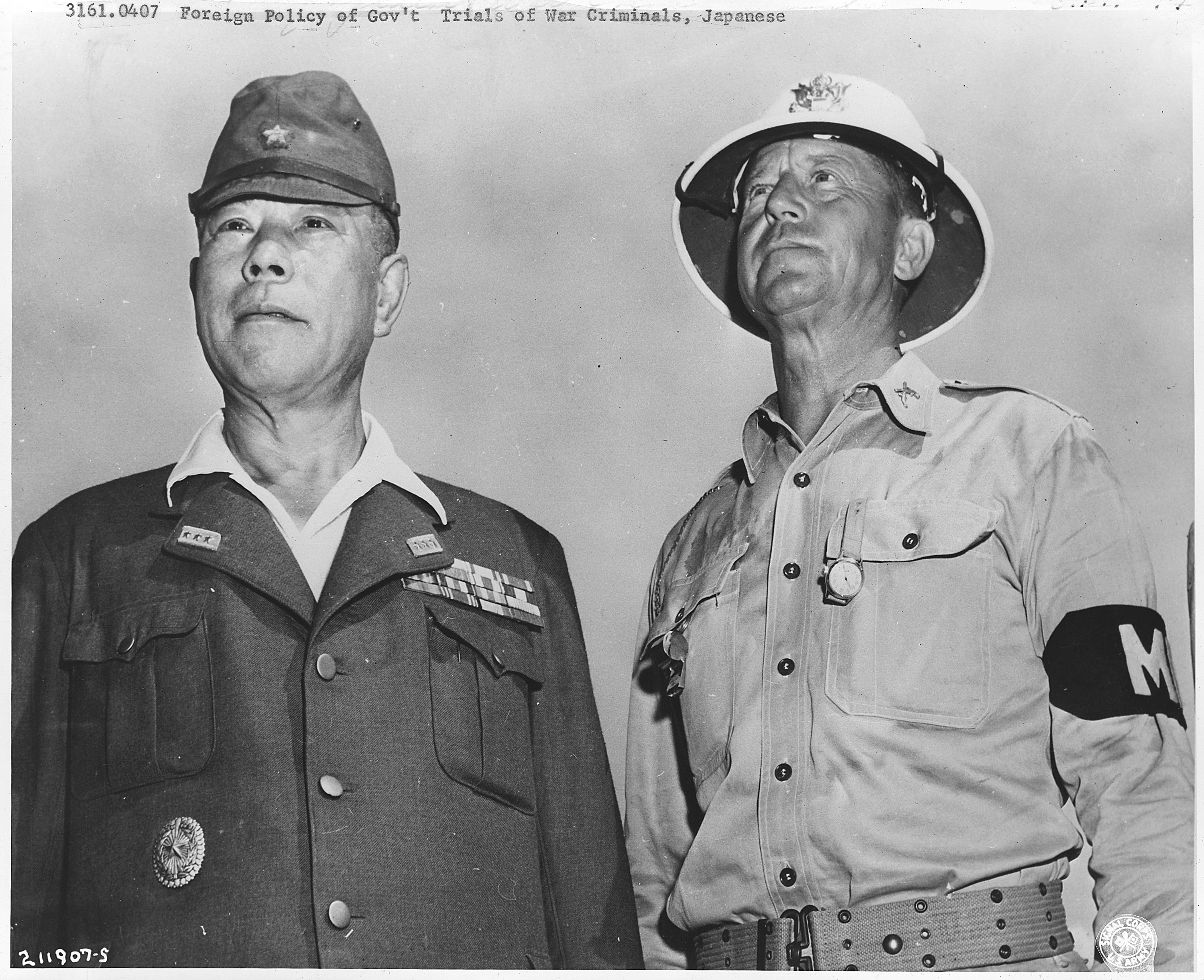
第14方面軍司令官として将官隊長章を佩用する防暑衣の陸軍大将。山下奉文
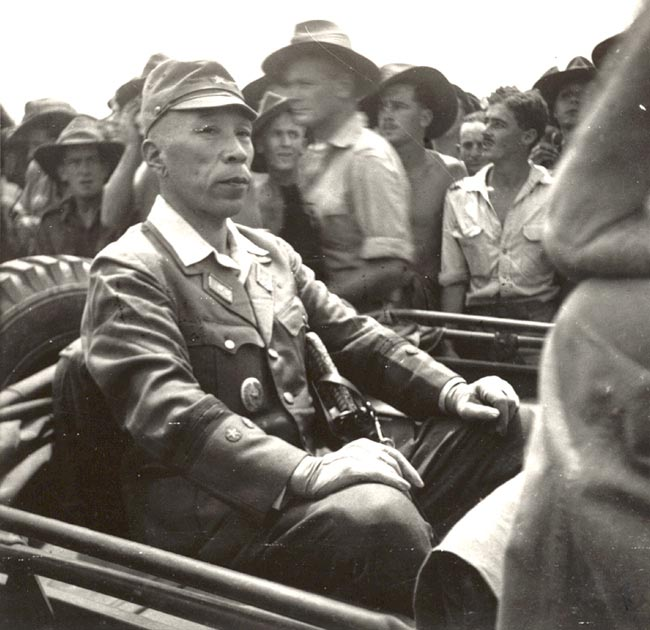
第37軍司令官として将官隊長章を佩用する防暑衣の陸軍中将。馬場正郎

- アルマイト製の「隊長章（部隊長章）」（将官・佐官・尉官による区別有）が制定された。
- 夏衣の両脇下に通気孔を設けることが認められた。

#### 戦時特例

##### 昭和19年特例
1944年12月1日に「大東亜戦争陸軍下士官兵服制特例」（昭和19年勅令第652号）が制定される（「戦時服」）。夏衣袴・冬衣袴・外套・外被・略帽・雑嚢・水筒が省略化された。

##### 昭和20年特例

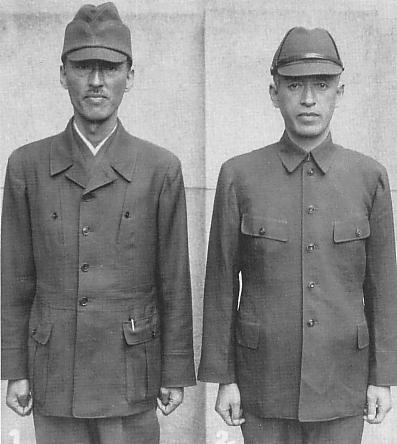
国民服甲乙

1945年の「大東亜戦争陸軍下士官兵服制特例中改正」（昭和20年勅令第384号）により同特例が「大東亜戦争陸軍軍人服制特例」に改められ、軍服の代用として国民服を使用する事も可能となった。また、近衛師団は禁闕守衛勤務に服する場合を除き、桜葉で囲まれた（「近衛」の称呼を冠する近衛師団に属する部隊に属する者の）星章に代えて一般の星章を用いることができるようになった。

## 軍楽部

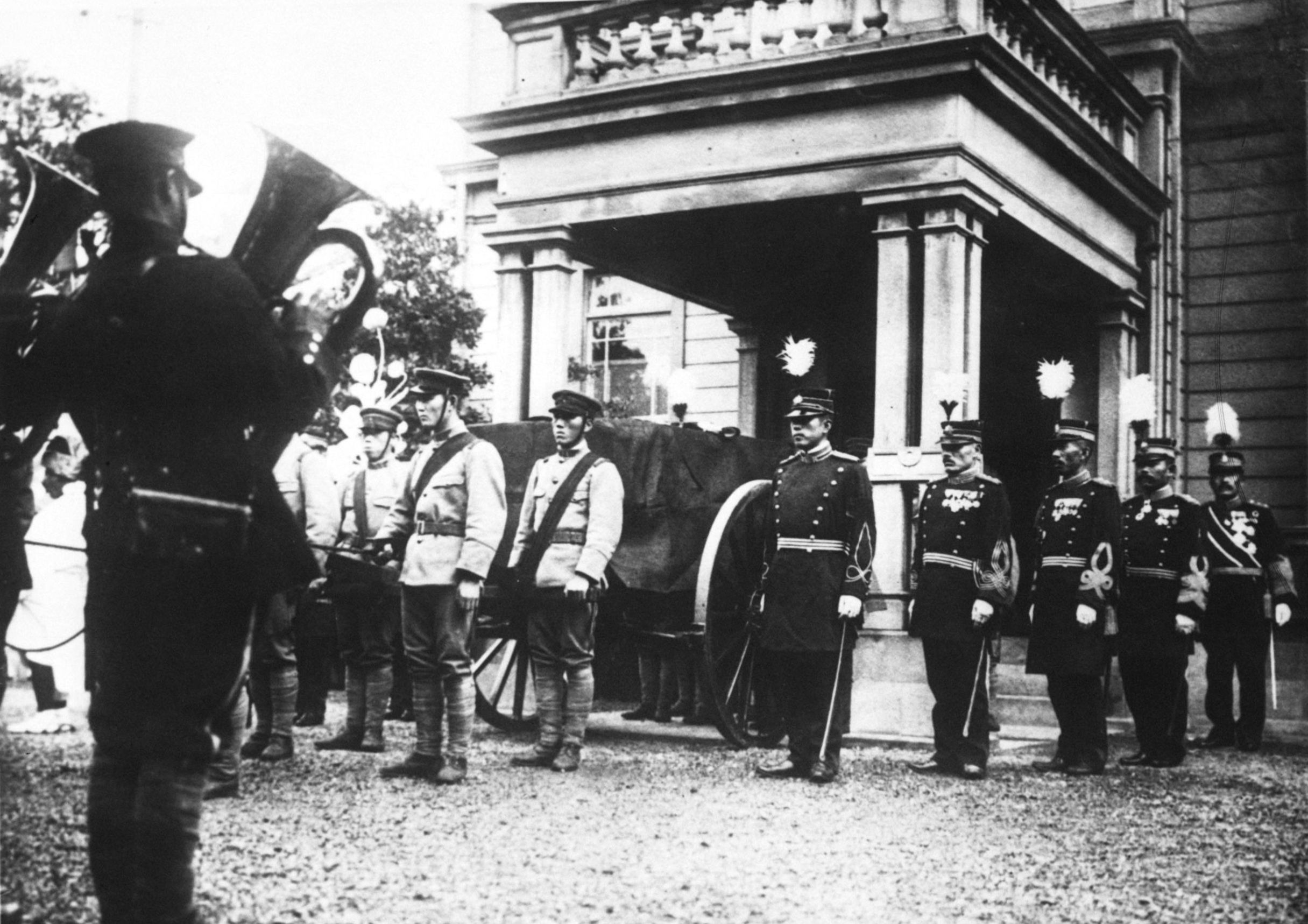
1913年（大正2年）、明治45年制式の軍楽部軍衣を着用した軍楽下士官ないし兵（手前左端、チューバ奏者）。陸軍大将（桂太郎）の葬儀における姿

- 明治19年制式（1886年7月6日）

軍楽部徽章が制定される。
- 明治45年制式（四五式）

軍楽部軍衣：濃紺絨、襟は緋絨、紺青絨定色襟章、紺青絨の袖章の下に緋絨のフラップが付く。軍袴は緋絨に紺青絨の側章が付く。